# Dijon
Pour les articles homonymes, voir Dijon (homonymie).
Cet article possède des paronymes, voir Vijon et Gijón.
Dijon (/di.ʒɔ̃/) est une commune française, préfecture du département de la Côte-d'Or et chef-lieu de la région Bourgogne-Franche-Comté. Elle se situe entre le bassin parisien et le sillon rhodanien, sur l'axe Paris-Lyon-Méditerranée, à 263 kilomètres au sud-est de Paris et 175 kilomètres au nord de Lyon.
Ses habitants, appelés les Dijonnais, étaient au nombre de 159 941, ce qui fait de Dijon la 17e ville française la plus peuplée en 2022. L'unité urbaine, qui comptabilisait pour sa part 250 203 habitants, est la première agglomération de la région en nombre d'habitants. La ville est au centre d'une intercommunalité, Dijon Métropole, comprenant 23 communes et 258 630 habitants et d'une aire d'attraction de 416 542 habitants.
Capitale historique du duché de Bourgogne, ville aux cent clochers sous l'Ancien Régime, héritière d'un riche patrimoine historique et architectural, Dijon est une cité touristique dont l'attrait est renforcé par la réputation gastronomique de la région. Le centre historique de la ville est la seconde composante des climats du vignoble de Bourgogne, inscrits depuis le 4 juillet 2015 au patrimoine mondial de l'UNESCO.
Ville de congrès, la capitale bourguignonne est aussi une ville verte au secteur tertiaire important, ainsi qu'un centre économique régional au tissu diversifié, avec un pôle agroalimentaire traditionnel (moutarde de Dijon, crème de cassis de Dijon et kir, pain d'épices, chocolat Lanvin…) et un secteur pharmaceutique réputé.

## Géographie

### Localisation
La commune se situe à l'extrémité nord de l'ensemble constitué de la Côte de Nuits et de la Côte de Beaune aussi nommée « Route des Grands Crus ».
La capitale bourguignonne se situe au cœur d'une campagne composée de deux rivières convergentes : le Suzon, qui la traverse du nord au sud, et l'Ouche, au sud de la ville ; au sud s'étend la « côte » de vignobles qui a donné son nom au département. Elle se situe à 75 kilomètres à l'ouest de Besançon, à 150 kilomètres au nord-ouest de Genève, à 175 kilomètres au nord de Lyon et à 263 kilomètres au sud-est de Paris, capitale nationale.
Située sur un carrefour ferroviaire de l'est de la France (ligne Paris-Lyon-Marseille, bifurcations vers Besançon, Belfort, Nancy, la Suisse, l'Italie (par le tunnel ferroviaire du Fréjus et le Simplon)), la ville est desservie par un des principaux nœuds autoroutiers français aux croisements des autoroutes A6, A31, A36, A38, A39 et A311.
« Dijon prend naissance dans la plaine alluviale du Suzon, creusée dans les argiles tertiaires de la « Plaine » qui s'étend largement à l'est », suivant le cours de la Saône. La plaine est en effet un fossé tectonique situé à une vingtaine de kilomètres de Dijon, remblayé par les marnes et les argiles oligocènes atteignant une hauteur géologique de 100 mètres à Dijon,.

### Communes limitrophes
| Ahuy                                                               | Asnières-lès-Dijon Bellefond                   | Ruffey-lès-Echirey                                |
| Fontaine-lès-Dijon Talant Plombières-lès-Dijon Corcelles-les-Monts | Dijon                                          | Saint-Apollinaire Quetigny Chevigny-Saint-Sauveur |
| Chenôve                                                            | Neuilly-Crimolois (par un quadripoint) Longvic | Sennecey-lès-Dijon                                |

### Topographie

Panorama de l'ouest de Dijon vu depuis la tour Philippe le Bon.

Dijon et sa périphérie, formant Dijon Métropole, doit son originalité à une dissymétrie typique, entre les vallonnements diversifiés du sud d'une part (la « côte » de vignobles) et les étendues plates de l'est (plaines de Saône). Au nord, le plateau de Langres, dernier rebord du bassin parisien, domine la plaine de 100 à 150 mètres d'altitude. Dijon est donc au centre d'une ligne géographique orientée nord-nord-est/sud-sud-ouest. 
L'altitude varie de 250 à 500 mètres NGF. Dijon se caractérise par de nombreuses vallées encaissées et le plus souvent étroites (les « combes » aménagées souvent en parcs municipaux comme la Combe aux Fées et la Combe à la Serpent) dont la principale est la vallée de l'Ouche au nord-est du plateau. Des buttes résiduelles, ou « tasselots » dans le patois dijonnais, forment le site des bourgs de Talant et de Fontaine-lès-Dijon qui surplombent la ville.
Dijon est donc à la conjonction de trois reliefs principaux :
- au sud, la « côte » qui s'étend de Dijon à Beaune sur 80 km, couverte de vignobles dont les feuilles prennent une couleur dorée en automne, ce qui a inspiré le nom poétique du département de la Côte-d'Or en 1790. C'est le long de cette côte, de Dijon jusqu'au sud de Beaune, que passe la célèbre route des Grands Crus ;
- à l'ouest s'étend le plateau, premier contrefort des plateaux calcaires bourguignons. L'altitude varie de 350 à 500 m. Le plateau est parsemé de nombreuses vallées étroites et profondes appelées combes ; la plus importante est la vallée de l'Ouche au nord-est du plateau. Des buttes résiduelles s'en détachent : les bourgs de Talant et de Fontaine-lès-Dijon s'y sont édifiés ;
- à l'est, se dessine l'amorce de la plaine de la Saône. L'altitude varie de 170 à 240 m. La topographie est douce, malgré quelques collines qui altèrent le paysage avec notamment une avancée issue des plateaux langrois qui souligne le débouché du Suzon dans la plaine au nord, et à l'est les collines de Saint-Apollinaire et de Montmuzard.

### Hydrographie
Dijon est traversée essentiellement par le canal de Bourgogne et deux cours d'eau naturels : l'Ouche et le Suzon. Le premier court à l'air libre alors que le second emprunte une série de canaux souterrains durant sa traversée de Dijon. Le ruisseau du Raines qui passe par le jardin de l'Arquebuse se jette dans l'Ouche. L'agglomération dijonnaise reçoit environ 732 mm de pluie par an, et ce pendant 164 jours en moyenne,.
- L'Ouche venant du nord a un débit moyen de 10 à 20 m3/s pouvant dépasser les 100 m3/s en période de crue. Il peut alors se produire des inondations, mais elles sont rares et localisées. Un lac artificiel, le lac Kir, a été aménagé en 1964 sur son cours à l'entrée de la ville. Deux autres plans d'eau, bien moins importants, existent dans l'agglomération : l'étang royal, situé sur la commune de Longvic, et l'étang de la Leue, à Neuilly-les-Dijon, tous deux à proximité immédiate du cours de l'Ouche.
- Le Suzon, seconde rivière importante, s'écoule du nord-ouest au sud-est de l'agglomération. Son cours est totalement canalisé dans sa partie urbaine. Son débit à l'entrée de Dijon atteint au maximum 20 à 30 m3/s.

La seule voie navigable de Dijon est le canal de Bourgogne qui relie la Saône et l'Yonne et n'est plus guère utilisé que pour la plaisance.
L'hydrographie générale s'écoule en direction de la plaine alluviale de la Saône à l'est. Elle comprend 527 kilomètres de canalisations. Les nappes phréatiques sont au nombre de trois : la nappe alluviale de l'Ouche, la nappe alluviale de la Tille et la nappe de Dijon sud. Ce sont les principales réserves d'alimentation en eau de Dijon Métropole. Elles sont relayées par quatre réservoirs principaux d'une capacité totale de près de 95 000 m3.
Les inondations constituent le seul risque naturel majeur (avec les tremblements de terre, très rares). Huit des vingt-trois communes de Dijon Métropole (notamment le centre-ville de Plombières-lès-Dijon ainsi qu'Ahuy, Chenôve, Marsannay-la-Côte et Longvic) sont concernées par les débordements du bassin de l'Ouche. Des plans de prévision des risques naturels ont été mis au point pour maîtriser ces aléas. Une politique d'amélioration de la qualité des eaux est également déployée. Elle repose sur deux stations d'épuration, l'une, récente, située à Chevigny-Saint-Sauveur, l'autre, plus ancienne, à Longvic, et vise une mise en conformité avec les normes écologiques en vigueur. Un programme, nommé « Eauvitale », a été lancé en 2005. Outre la suppression des canalisations en plomb, il vise la réduction des fuites et la modération des prix de l'eau aux consommateurs. La consommation globale de l'agglomération s'élève annuellement à 24 millions de m3.

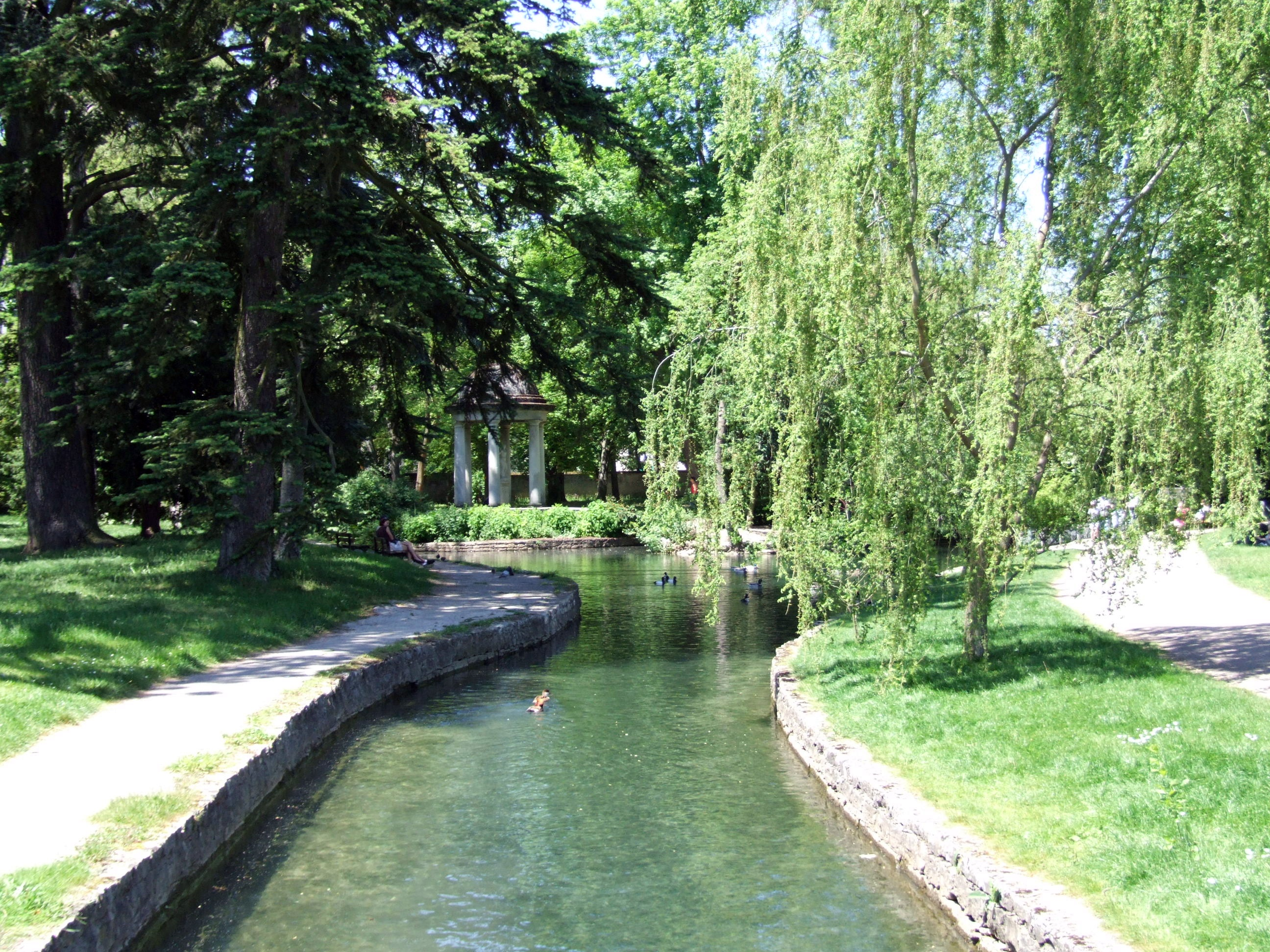
Le ruisseau du Raines passant par le jardin de l'Arquebuse.
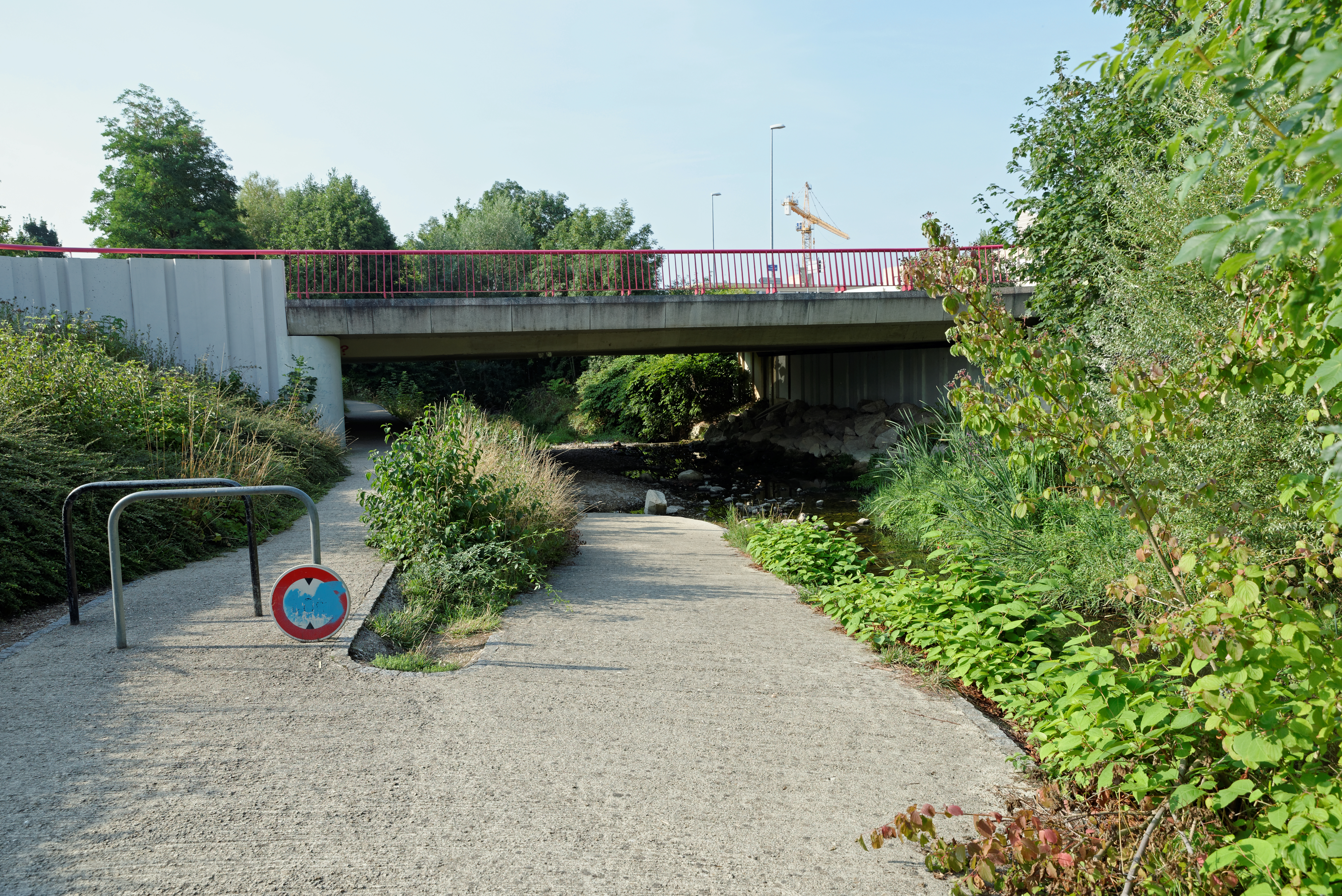
La rivière du Suzon, en grande partie souterraine.
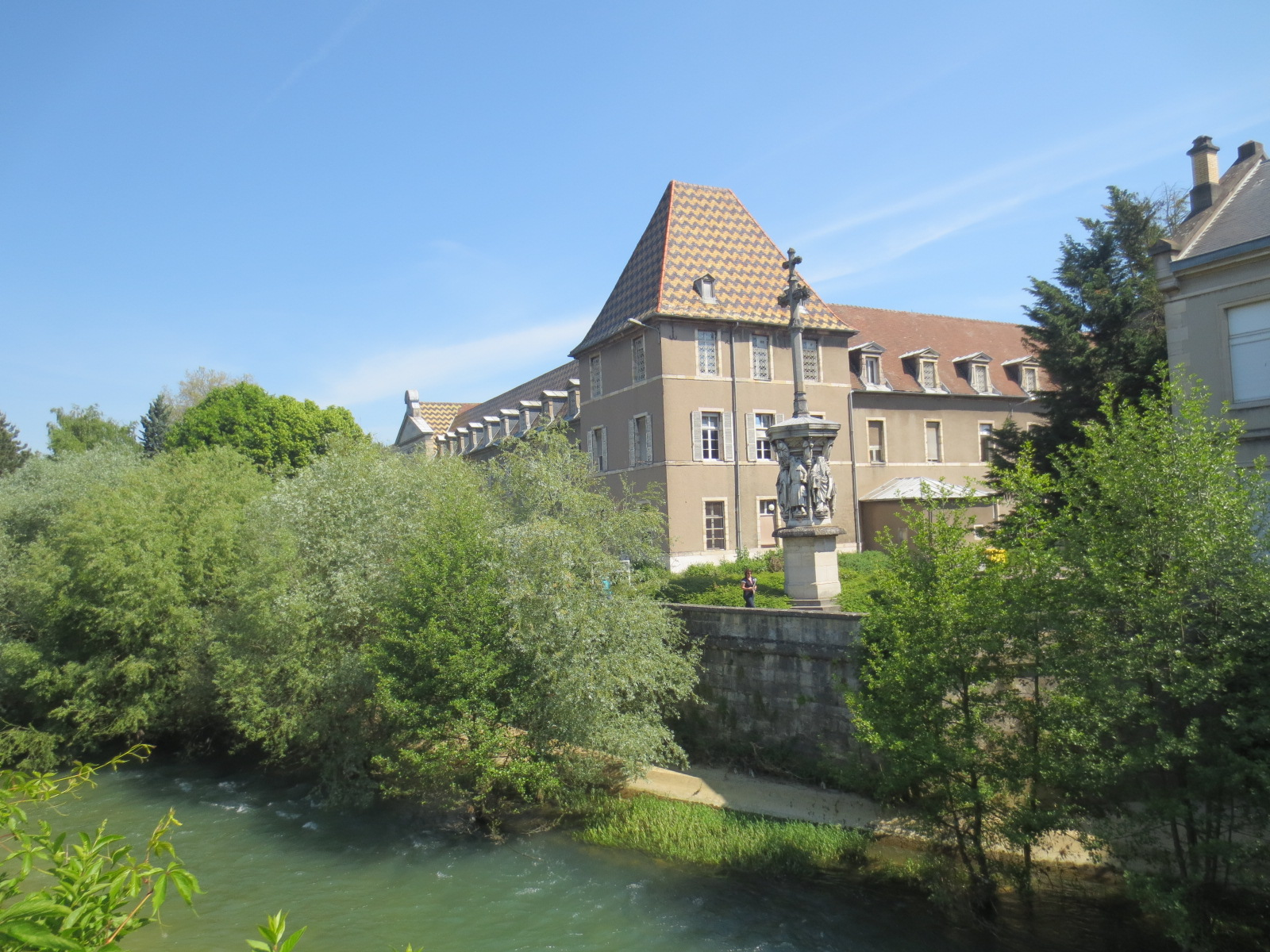
La rivière de l'Ouche passant par l'ancien hôpital général.
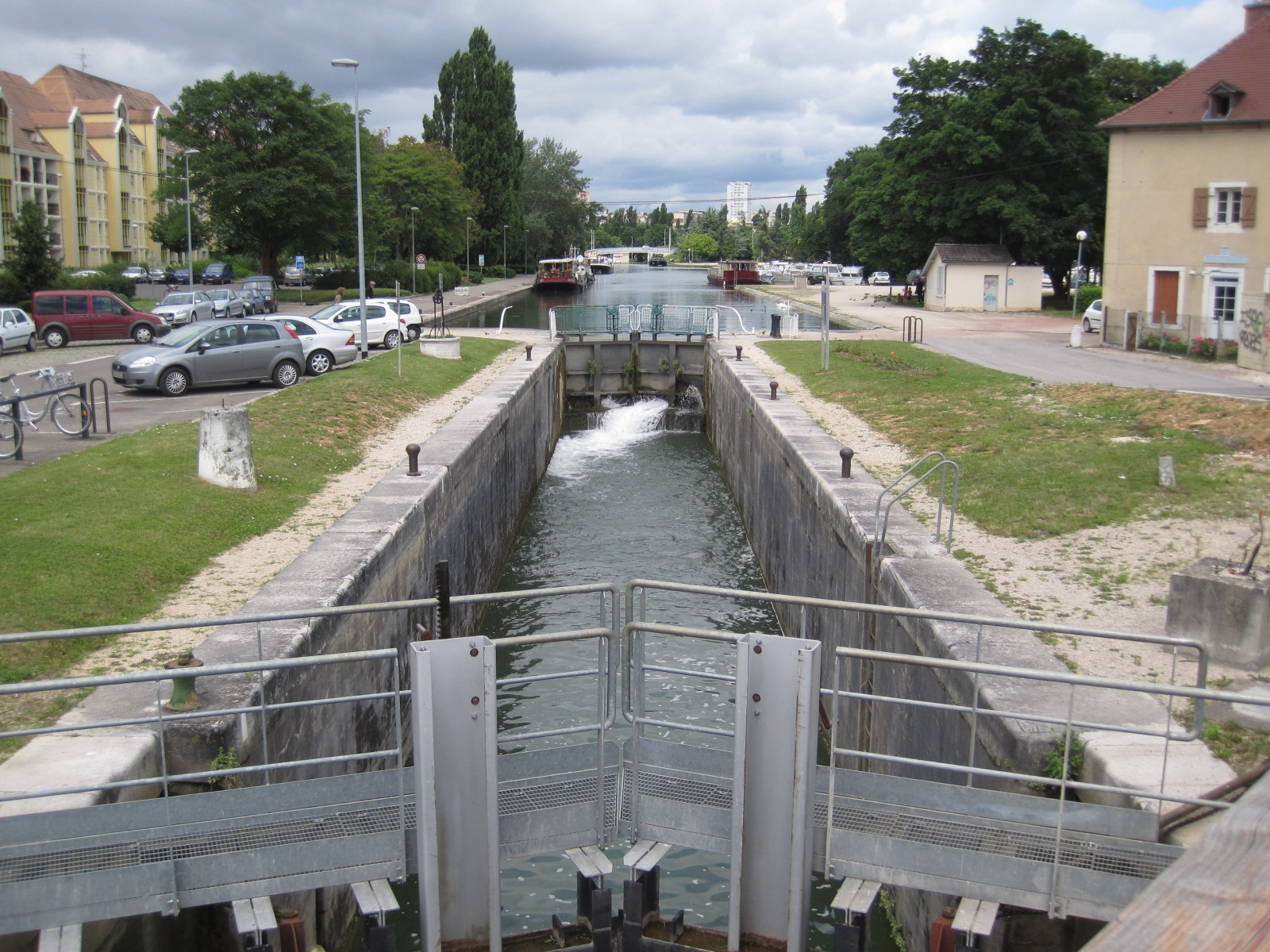
Canal de Bourgogne.
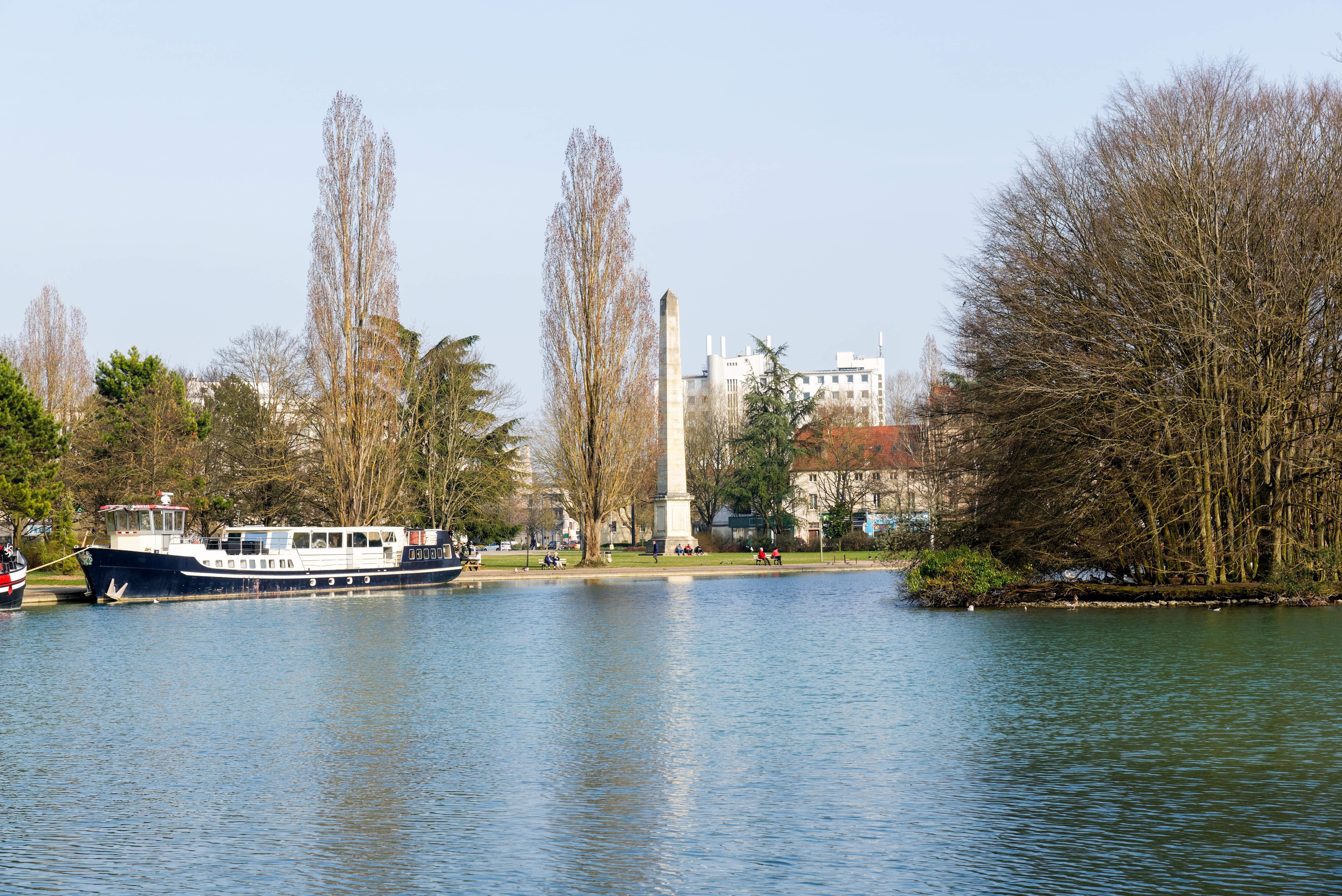
Port du canal de Bourgogne.
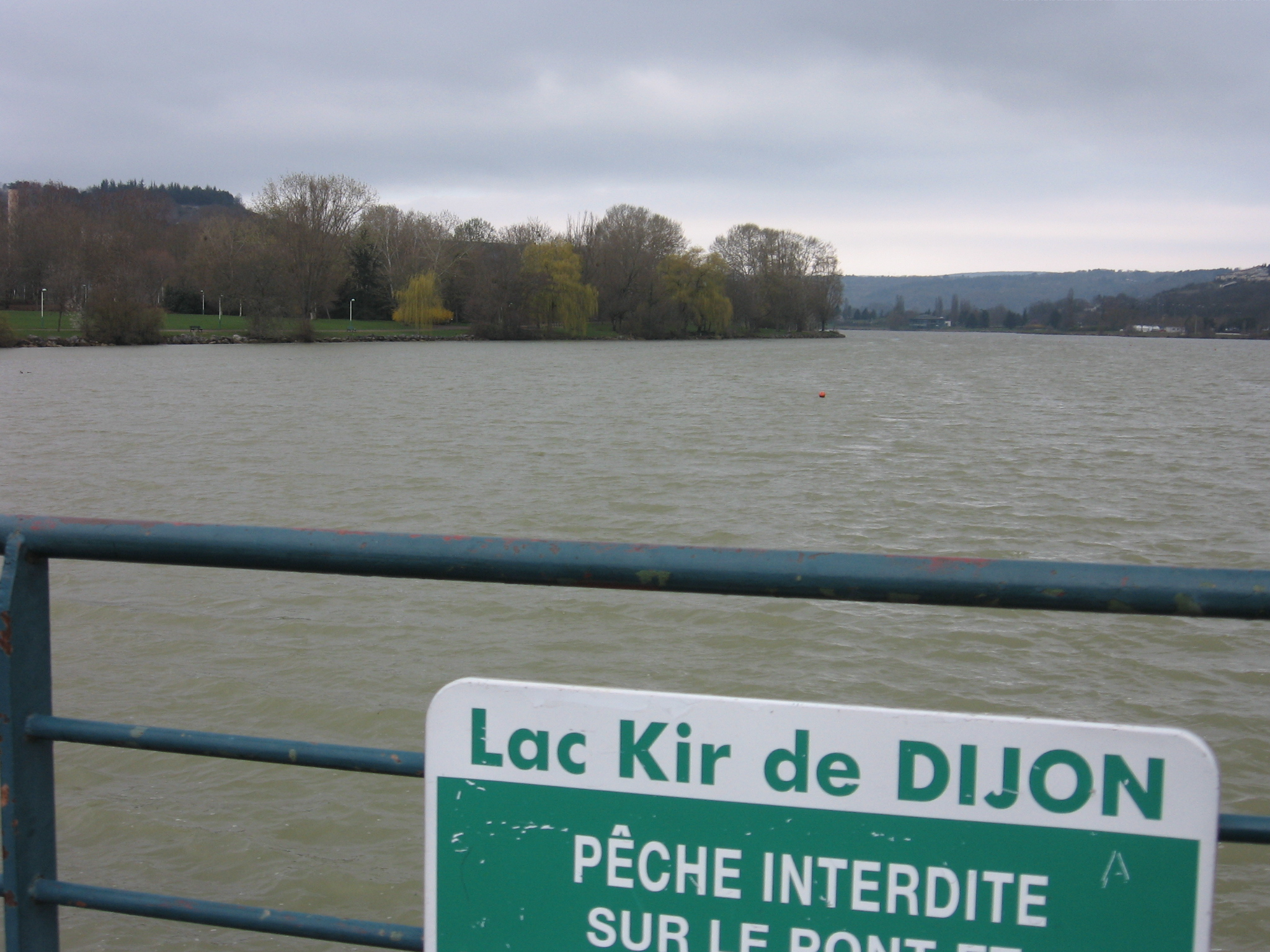
Le lac Kir.

### Géologie
L'agglomération dijonnaise fait partie du seuil morvano-vosgien, entre Bassin parisien et Bassin rhodanien ; à l'ère secondaire (de −265 à −65 millions d'années), l'ensemble de la région était alors submergé alors qu'à l'ère tertiaire (de −65 à −1,8 million d'années) la surrection des Alpes et du Jura a plissé le relief et a formé une poussée vers le nord-ouest. Les masses sédimentaires se sont alors compartimentées, faillées, formant des vallons et des buttes locales. Une ligne de fracture a aussi été constituée, s'étendant selon une direction nord-est/sud-ouest, accompagnée de plateaux calcaires adjacents typiques du paysage bourguignon, accolés à l'effondrement accueillant la plaine de la Saône. Au Quaternaire (environ −1,8 million d'années), l'érosion a constitué des sables et graviers formant les plaines alluviales traversées par les rivières du Suzon, de l'Ouche et du Raine.

### Pédologie
Dijon et son agglomération abritent trois grandes classes principales de sols :
- les sols calcimagnésiques et argilo-graveleux formés de marnes, de calcaires argileux et de cailloutis calcaires constitutifs du pied de côte, base pédologique de la production viticole ;
- les sols brunifiés argilo-limoneux caillouteux sur calcaires ou limons formant les plateaux au nord ;
- les sols peu évolués marqués par les alluvions limoneuses et qui sont typiques des zones d'inondation du lit majeur des rivières locales (le Suzon et l'Ouche).

### Climat
Le climat de Dijon est de type océanique à tendance semi-continentale. L'influence océanique se traduit par des pluies fréquentes en toutes saisons (avec néanmoins un maximum en automne et un minimum en été) et un temps changeant. L'influence semi-continentale se traduit par une amplitude thermique mensuelle parmi les plus élevées de France (18 °C contre 15 °C à Paris), des hivers froids, avec des chutes de neige relativement fréquentes, et des étés plus chauds que sur les côtes, avec à l'occasion de violents orages. C'est cette influence semi-continentale qui rend possible la culture de la vigne en Côte-d'Or. La façade ouest de Dijon, donnant sur la côte, est ainsi la zone la plus exposée à l'ensoleillement. Enfin, le brouillard est particulièrement présent à Dijon, l'humidité provenant du lac Kir en accentuant la formation.
La station Météo-France est à environ 7 km par la route au sud est du centre de Dijon, à l'aéroport de Longvic,.
| Ville             | Ensoleillement · (h/an) | Pluie · (mm/an) | Neige · (j/an) | Orage · (j/an) | Brouillard · (j/an) |
| ----------------- | ----------------------- | --------------- | -------------- | -------------- | ------------------- |
| Médiane nationale | 1 852                   | 835             | 16             | 25             | 50                  |
| Dijon             | 1 849                   | 761             | 23,2           | 27,5           | 68                  |
| Paris             | 1 717                   | 634             | 13             | 20             | 26                  |
| Nice              | 2 760                   | 791             | 1              | 28             | 2                   |
| Strasbourg        | 1 747                   | 636             | 26             | 28             | 69                  |
| Brest             | 1 555                   | 1 230           | 6              | 12             | 78                  |
| Bordeaux          | 2 070                   | 987             | 3              | 32             | 78                  |

La température moyenne la plus basse est en janvier, la plus élevée en juillet. Janvier 1985 est très en dessous des normales avec une température moyenne de - 4,2 °C et une température moyenne minimale de - 7,7 °C. Le 9 janvier 1985, la température descend à - 21,3 °C. 
Le 24 juillet 2019 a été mesuré un record avec 39,5 °C,.
| Mois                                             | jan.          | fév.         | mars          | avril        | mai          | juin         | jui.         | août         | sep.         | oct.         | nov.          | déc.          | année     |
| ------------------------------------------------ | ------------- | ------------ | ------------- | ------------ | ------------ | ------------ | ------------ | ------------ | ------------ | ------------ | ------------- | ------------- | --------- |
| Température minimale moyenne (°C)                | −0,2          | 0            | 2,6           | 5,2          | 9,2          | 12,8         | 14,9         | 14,6         | 11           | 7,6          | 3,3           | 0,7           | 6,8       |
| Température moyenne (°C)                         | 2,7           | 3,8          | 7,5           | 10,7         | 14,6         | 18,5         | 20,8         | 20,4         | 16,4         | 11,8         | 6,5           | 3,4           | 11,4      |
| Température maximale moyenne (°C)                | 5,6           | 7,6          | 12,5          | 16,2         | 20           | 24,2         | 26,7         | 26,2         | 21,7         | 16,1         | 9,7           | 6,1           | 16,1      |
| Record de froid (°C) date du record              | −21,3 09.1985 | −22 15.1929  | −15,3 11.1931 | −5,3 01.1931 | −3,3 01.1938 | 0,8 02.1936  | 2,8 18.1922  | 4,3 24.1922  | −1,6 24.1928 | −4,9 25.2003 | −10,6 27.1985 | −20,8 30.1939 | −22 1929  |
| Record de chaleur (°C) date du record            | 16,8 01.2023  | 21,1 27.2019 | 24,9 31.2021  | 29 17.1949   | 34,4 24.1922 | 37,3 27.2019 | 39,5 24.2019 | 39,3 12.2003 | 34,2 01.1926 | 28,3 12.1921 | 21,6 07.1955  | 17,5 16.1989  | 39,5 2019 |
| Ensoleillement (h)                               | 60,8          | 95,1         | 159,8         | 193,7        | 215,5        | 240,3        | 256,9        | 239,7        | 190,9        | 118          | 66,5          | 52,9          | 1 890     |
| Précipitations (mm)                              | 56,8          | 42,9         | 48,2          | 57,5         | 76,1         | 65,8         | 64,9         | 62           | 56,4         | 73,6         | 77,6          | 61,6          | 743,4     |
| dont nombre de jours avec précipitations ≥ 1 mm  | 10,6          | 8,4          | 9,2           | 9,1          | 10,3         | 8,9          | 7,8          | 7,9          | 7,9          | 9,8          | 11,1          | 11,3          | 112,3     |
| dont nombre de jours avec précipitations ≥ 5 mm  | 4,2           | 2,9          | 3,2           | 3,9          | 4,7          | 4,5          | 3,9          | 4,1          | 3,5          | 4,9          | 4,7           | 4,3           | 48,7      |
| dont nombre de jours avec précipitations ≥ 10 mm | 1,4           | 1            | 1,1           | 1,4          | 2,5          | 1,9          | 1,9          | 2,1          | 1,9          | 2,3          | 2,2           | 1,5           | 21,3      |

La rose des vents de Dijon montre une prédominance des vents assez forts de nord à nord-est caractéristiques de la bise d'hiver et aussi du sud. Les vitesses maximales moyennes de vent de plus de 80 km/h sont en moyenne de 4 jours par an.

### Voies de communication et transports

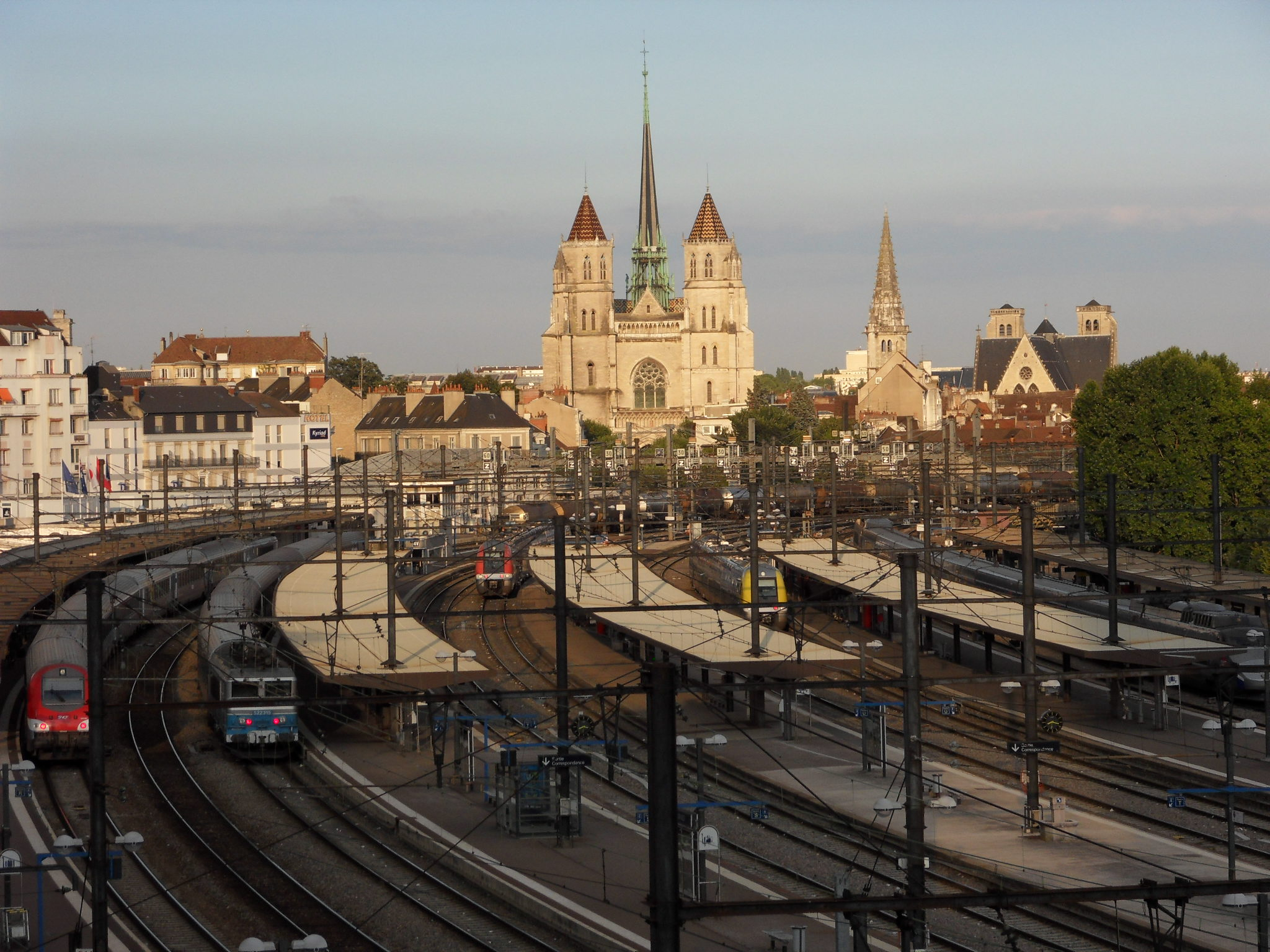
La gare de Dijon-ville.

Au XVIIe siècle, au début du règne de Louis XIV, Dijon était relié à Paris par un coche hebdomadaire, qui mettait entre sept et huit jours, selon la saison, à relier les deux villes. Plus tard, plus que le canal de Bourgogne, au modeste gabarit, c'est le chemin de fer qui a provoqué le développement industriel de Dijon. « La deuxième moitié du XIXe siècle va imposer Dijon comme un carrefour ferroviaire de premier ordre », selon André Gamblin. Pendant la première moitié du XXe siècle, le rôle de la route a grandi, en particulier celui de la RN 6 qui s'affirme comme un itinéraire international dès les années 1930, mais donne davantage d'importance à la ville de Chalon-sur-Saône. Après la guerre, l'autoroute (l'A6) puis le TGV Paris-Lyon court-circuitent Dijon et, selon les mots d'André Gamblin, « Dijon devient la ville des bretelles ». Depuis les années 1990, Dijon s'affirme à nouveau comme carrefour de communication. L'A31 passe désormais par Dijon et l'A39 relie depuis 1994 la ville à Dole. L'autoroute gratuite A38, permet une liaison entre Dijon et Pouilly-en-Auxois. Enfin, la branche est de la LGV Rhin-Rhône, connectant Dijon à l'Europe, est en service depuis le 11 décembre 2011.

#### Voies routières
Trois sorties d'autoroute permettent d'accéder à la commune : la sortie de l'A31 (Beaune - Dijon - Nancy - Luxembourg), la sortie de l'A38 (Dijon - A6 à Pouilly-en-Auxois) et la sortie de l'A39 (Dijon - Dole - Bourg-en-Bresse).
Rocade : la ville et son agglomération disposent de la rocade de Dijon, longue de 12 km en 2 × 2 voies, qui a été prolongée de 6,5 km par la « Lino » (Liaison Intercommunale Nord-Ouest) ouverte en février 2014. Ainsi la rocade contourne les trois quarts de Dijon. Elle relie la zone de la Toison d'or au nord, jusqu'à Chenôve au sud, permettant de se connecter à l'A311, puis l'A31. À l'ouest, l'A38 débouche à Plombières-lès-Dijon, au niveau du lac Kir.
La construction de la « Lino » assure une circulation plus rapide en provenance de Paris et de l'ouest, pour lier l'autoroute A38 à la zone de la Toison d'or. La Lino devrait permettre de décongestionner les boulevards intérieurs de la ville et d'assurer également la continuité du réseau national en reliant les autoroutes A38 et A31. Longue de 6,5 km, elle sera dans sa première phase en 2 × 1 voie, puis dans un second temps en 2 × 2 voies. La longueur totale de la rocade de Dijon devrait être de 18,5 km.

#### Transport ferroviaire
Trois lignes de TGV desservent Dijon : le TGV Sud-Est, le TGV Méditerranée et le TGV Rhin-Rhône mettent Dijon à portée de Paris (1 h 36), de Marseille (3 h 28), de Montpellier (3 h 31), de Besançon (26 min), de Mulhouse (1 h 02) et de Strasbourg (2 h 16).
En complément de la gare principale actuelle de Dijon-Ville, il a été envisagé de créer une gare TGV à Porte-Neuve, qui devait permettre de desservir la ville sans engorger le centre-ville, l'actuelle gare de Dijon-Ville étant située à proximité de la place Darcy, porte ouest du centre-ville. Ce projet est considéré comme abandonné en 2017.

#### Transport aérien
Dijon bénéficie de la proximité de l'aéroport de Dole-Jura, une infrastructure civile qui accueille une centaine de milliers de passagers chaque année. La ville dispose également de son propre aéroport, Dijon-Bourgogne, uniquement tourné vers les vols d’affaires en l’absence de lignes commerciales régulières. Depuis 2014, l'aéroport est géré par le syndicat mixte de l'aéroport Dijon-Bourgogne et exploité par la société privée SNC-Lavalin. La société Edeis reprend l'exploitation en 2016.
L'absence d'une grande structure aéroportuaire s'explique par la proximité d'aéroports internationaux à Paris, Lyon et Bâle-Mulhouse.

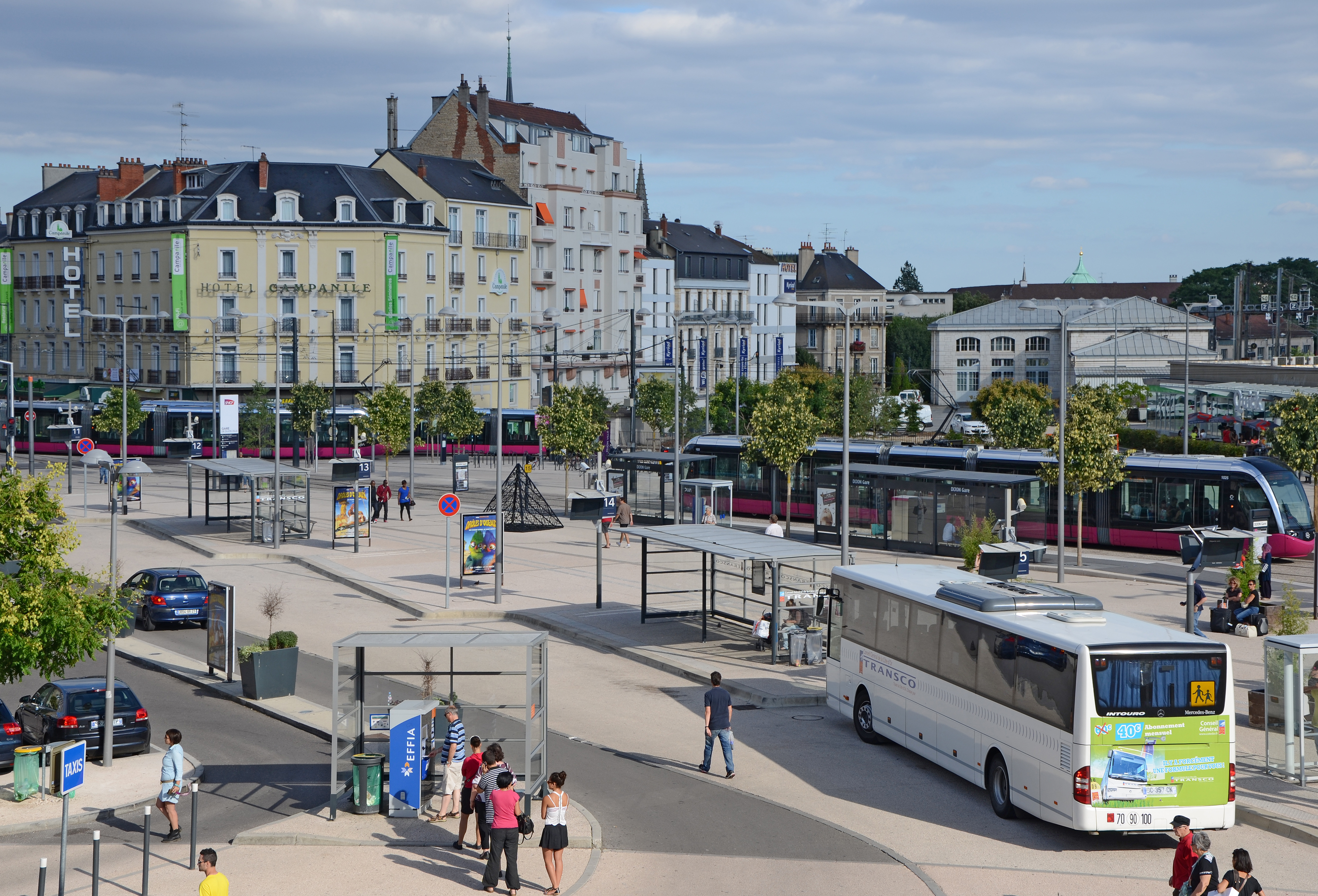
Pôle d'échanges multimodal de la gare de Dijon-Ville.
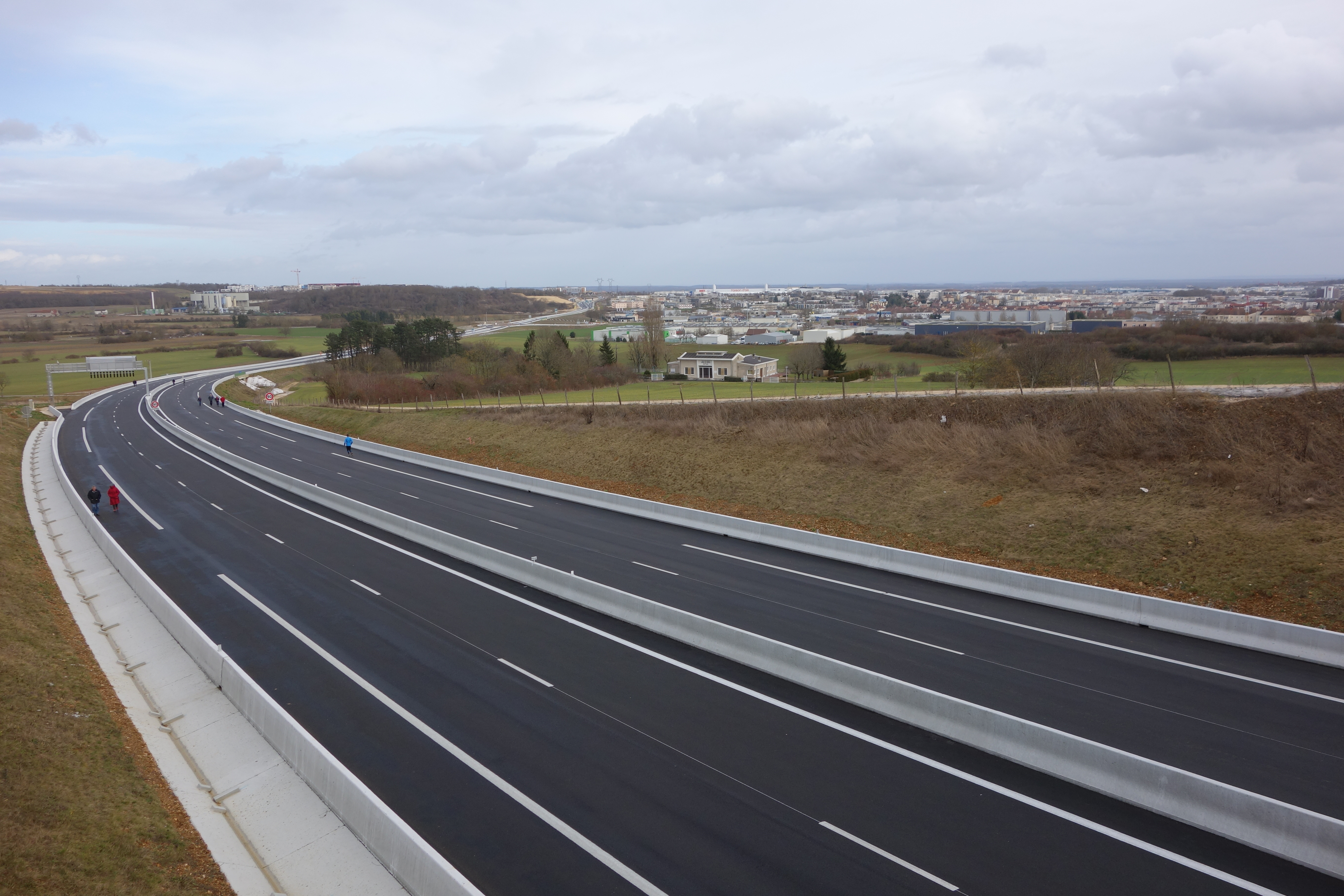
Rocade de Dijon.
Aéroport de Dole-Jura.

#### Transports en commun

##### Historique
- À partir de 1888, la ville de Dijon est desservie par une ligne unique d'omnibus tractés par des chevaux. Dijon est, en 1895, une des premières municipalités à s'équiper de tramways électriques[17]. Leur gestion est confiée à la Compagnie des Tramways Électriques de Dijon. Le réseau compte en 1911 cinq lignes dont une liaison interurbaine entre Dijon et Gevrey-Chambertin.
- En 1950, le tramway disparait progressivement, remplacé par un réseau de trolleybus. On compte alors trois lignes de tramways et trois lignes de trolleybus. Le service des tramways prend fin le 1er décembre 1961, avec l'arrivée des autobus. Le service des trolleybus prend également fin peu après, le 30 mars 1966. Dijon est à cette date entièrement desservie par des autobus[18].
- En 1965, la Société de transport de la région dijonnaise (STRD) est créée. Son réseau est rebaptisé « Divia » en 2004, puis la société disparaît en 2008 pour devenir Keolis Dijon Mobilités.
- En 2012, la Métropole de Dijon s'est dotée d'un réseau de tramway en site propre. La première ligne est en service depuis le 1er septembre 2012 et la seconde depuis le 8 décembre 2012.

##### Tramway

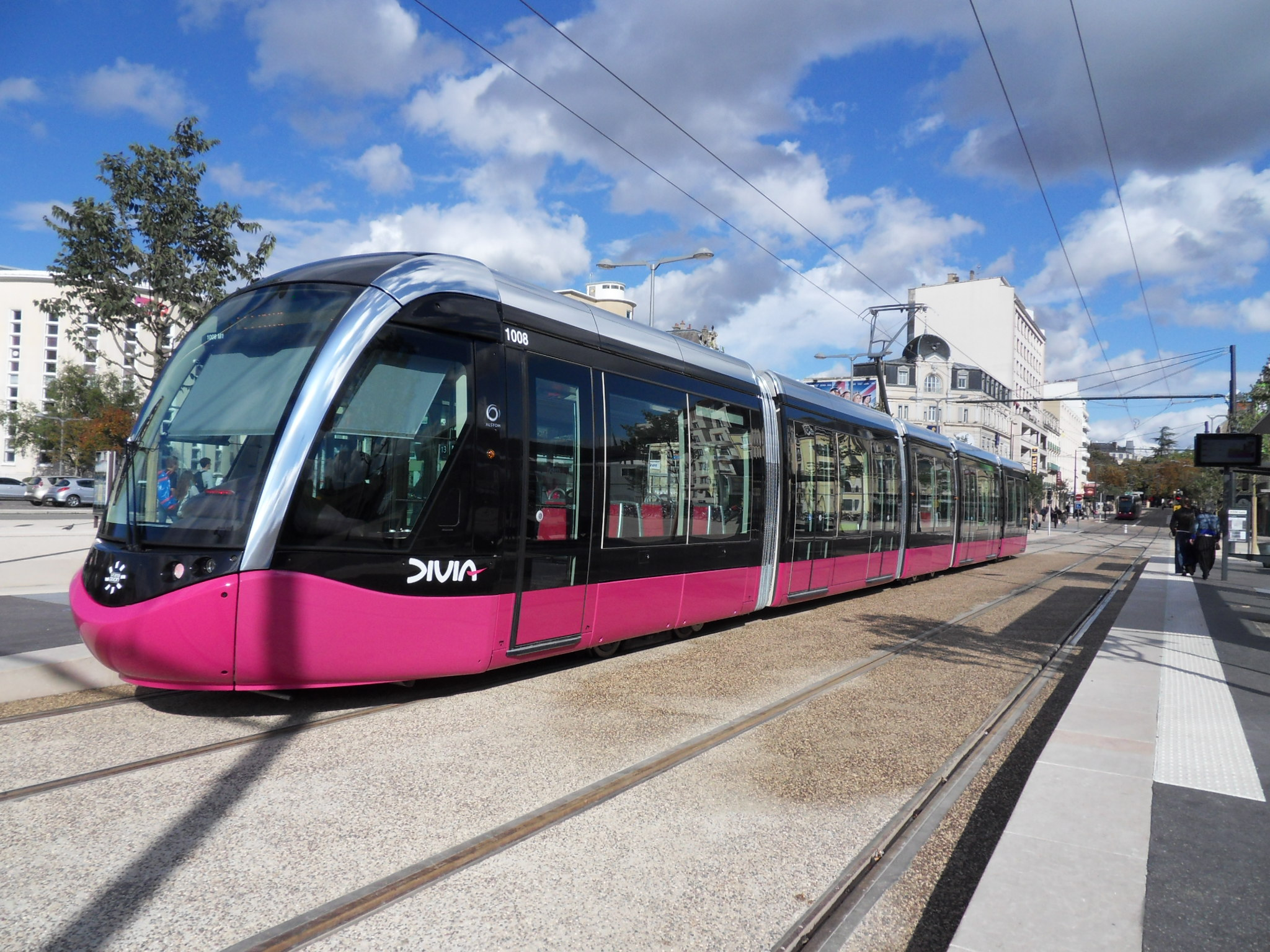
Le tramway à la gare de Dijon-Ville.

Le réseau comporte deux lignes de tramway avec un tronc commun entre la gare et la place de la République (tracé de 20 km), dont voici les terminus :
    T    1   : DIJON Gare — QUETIGNY Centre La Parenthèse
    T    2   : DIJON Valmy — CHENÔVE Centre
Les deux lignes de tramway seront peut-être étendues à l'avenir : la ligne T1 pourrait à terme être prolongée vers la Fontaine-d'Ouche ou Talant et vers le futur Parc d'activités de l'est-dijonnais à Quetigny et Saint-Apollinaire ou Chevigny.

##### Bus
Le réseau de bus « Divia » comporte 30 lignes régulières en service de 5 h 30 à 20 h 30, une ligne de nuit « Pleine Lune » 1 h 0 à 5 h 30 du jeudi au samedi ainsi que 15 lignes scolaires « Bus Class' ».
En outre, il existe un service de navette gratuite en centre-ville, « City », avec une fréquentation supérieure à 100 000 voyages par mois ; ou encore DiviAccès qui fonctionne sur le même principe qu'un taxi avec une réservation et un paiement pour les personnes à mobilité réduite.
Enfin, la ville de Dijon a signé avec Heuliez Bus et Barclays en 2012 l'achat de 102 bus hybrides. La commande au partenariat public privé correspond à 61 bus articulés et 41 bus simples, pour 88 millions d'euros. Deux têtes de série ont été livrées au mois d'octobre 2012 et les cent autres ont été mis en service au premier semestre 2013.

##### Vélos en libre service
Le réseau Divia comporte aussi un service de vélos en libre accès, baptisé « DiviaVélodi ». Il compte 400 vélos répartis dans 40 stations.

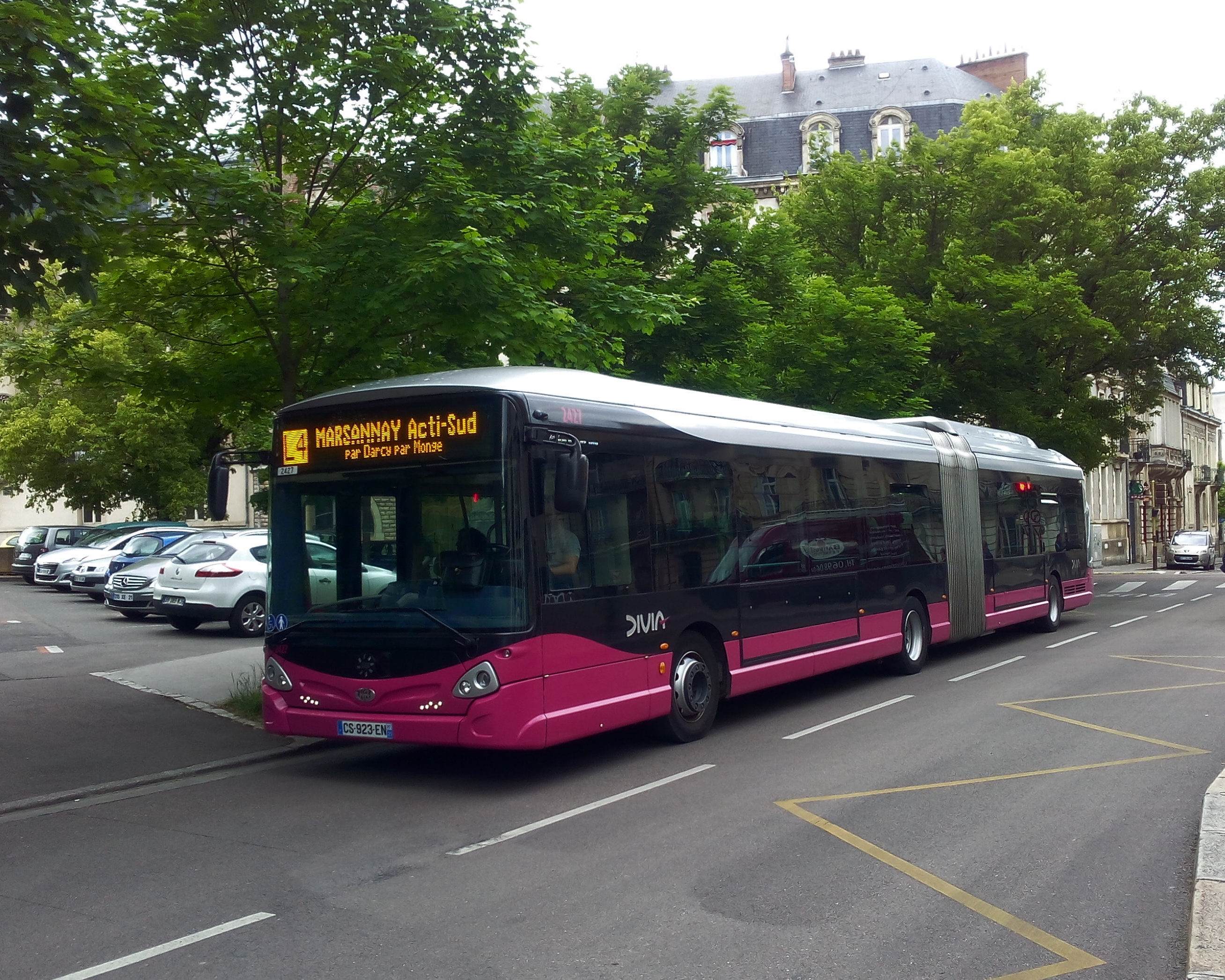
Un bus hybride du réseau Divia (Heuliez GX 427 avec la livrée Divia actuelle).
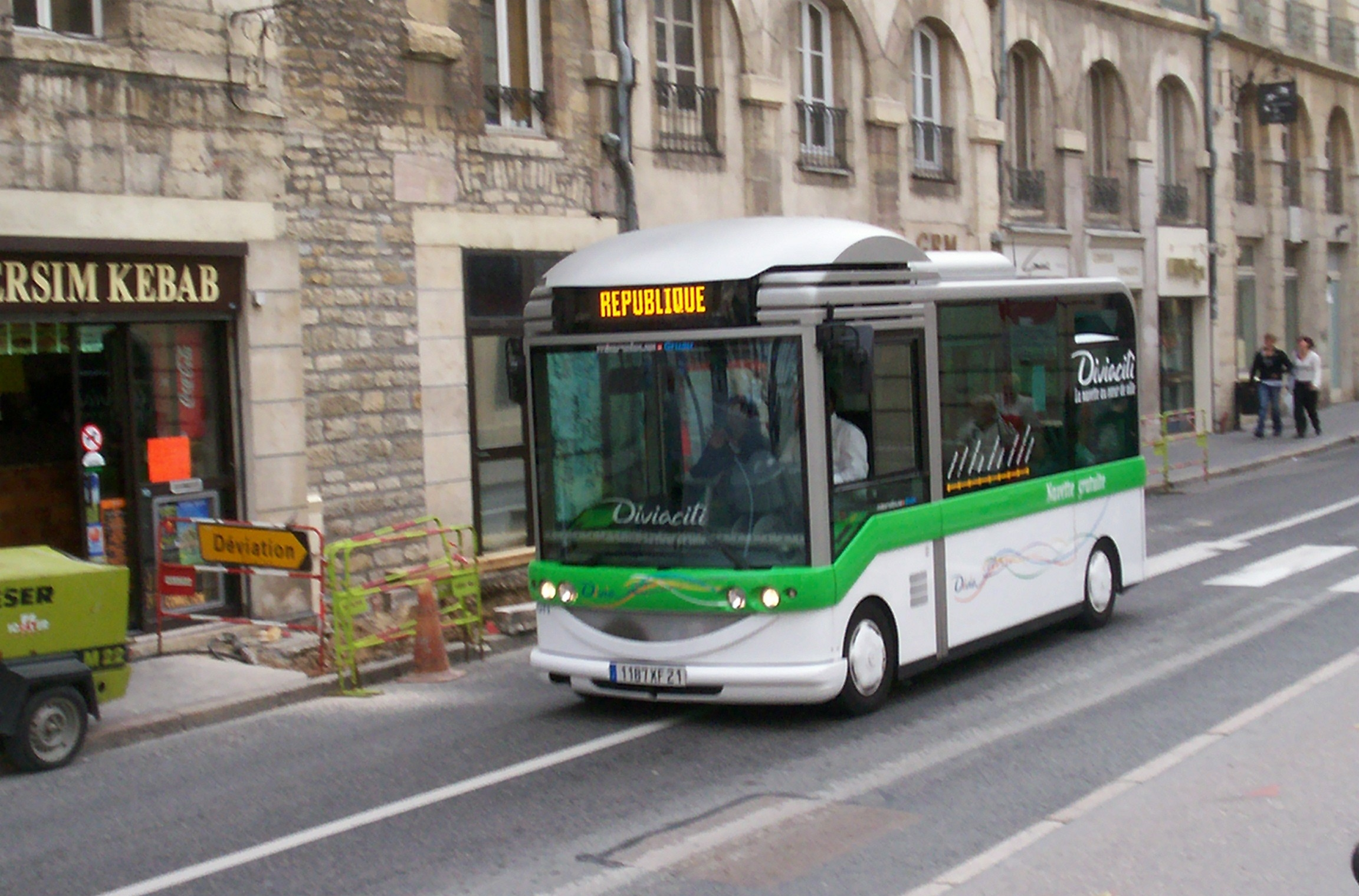
Navette City (avec l'ancienne livrée Divia).
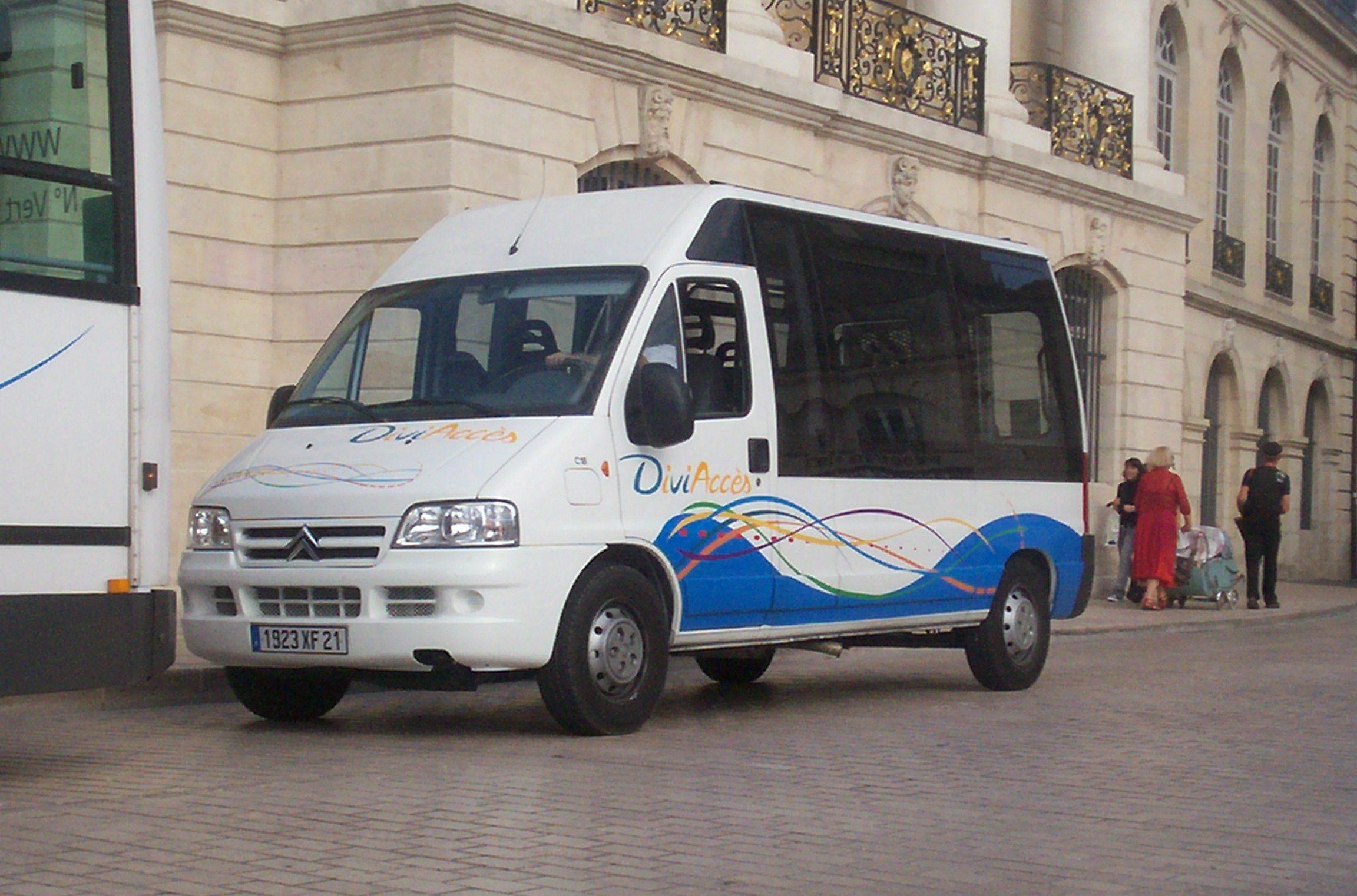
Navette DiviAccès (avec l'ancienne livrée Divia).
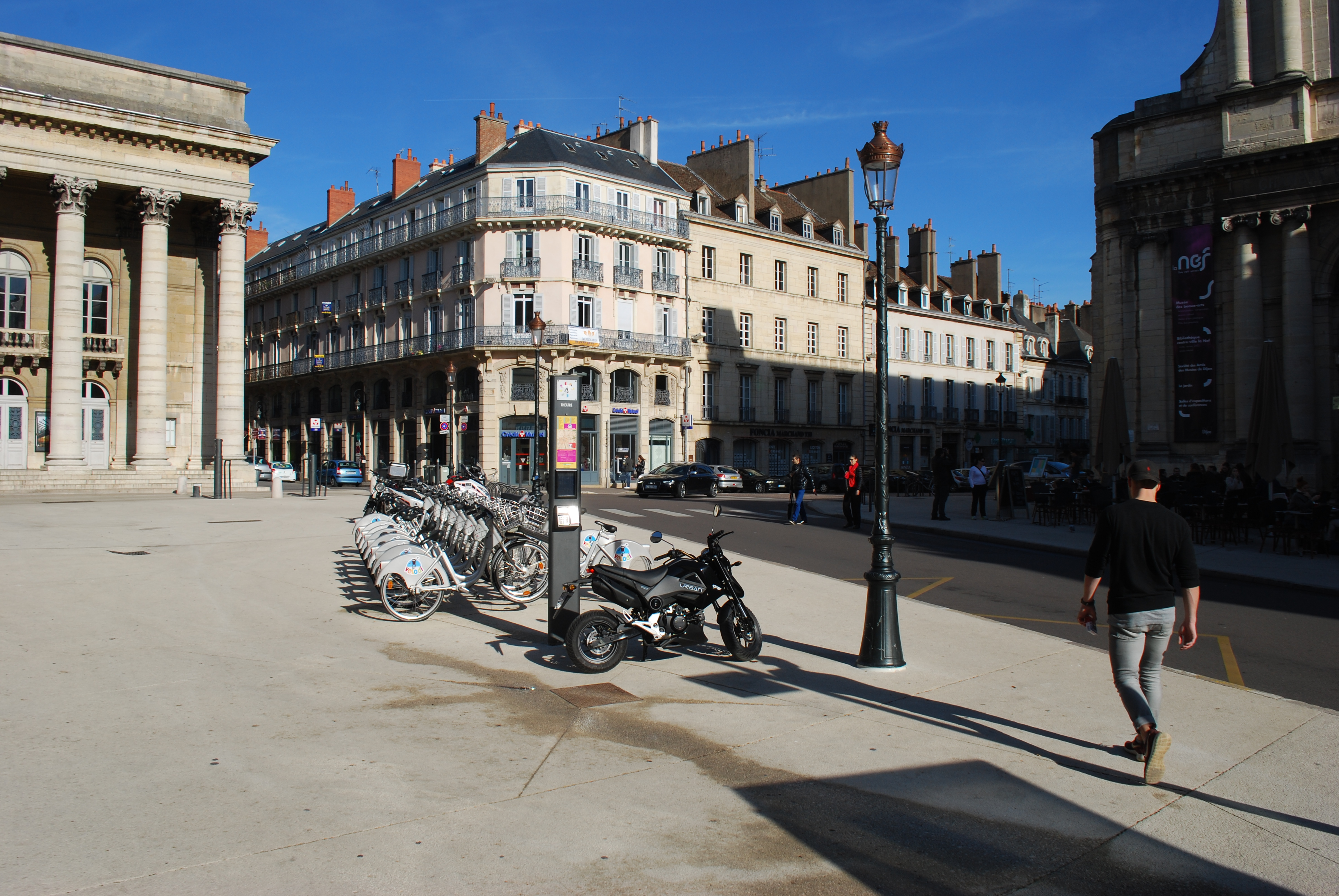
Station DiviaVélodi (ancienne génération, 2008-2017) place du Théâtre.

## Urbanisme

### Typologie
Au 1er janvier 2024, Dijon est catégorisée grand centre urbain, selon la nouvelle grille communale de densité à 7 niveaux définie par l'Insee en 2022.
Elle appartient à l'unité urbaine de Dijon, une agglomération intra-départementale dont elle est ville-centre,. Par ailleurs la commune fait partie de l'aire d'attraction de Dijon, dont elle est la commune-centre,. Cette aire, qui regroupe 333 communes, est catégorisée dans les aires de 200 000 à moins de 700 000 habitants,.

### Occupation des sols
L'occupation des sols de la commune, telle qu'elle ressort de la base de données européenne d’occupation biophysique des sols Corine Land Cover (CLC), est marquée par l'importance des territoires artificialisés (80 % en 2018), en augmentation par rapport à 1990 (75,1 %). La répartition détaillée en 2018 est la suivante : zones urbanisées (48,1 %), zones industrielles ou commerciales et réseaux de communication (26,4 %), terres arables (12,4 %), espaces verts artificialisés, non agricoles (4,7 %), forêts (4,7 %), milieux à végétation arbustive et/ou herbacée (1,6 %), mines, décharges et chantiers (0,9 %), eaux continentales (0,7 %), cultures permanentes (0,6 %). L'évolution de l’occupation des sols de la commune et de ses infrastructures peut être observée sur les différentes représentations cartographiques du territoire : la carte de Cassini (XVIIIe siècle), la carte d'état-major (1820-1866) et les cartes ou photos aériennes de l'IGN pour la période actuelle (1950 à aujourd'hui).

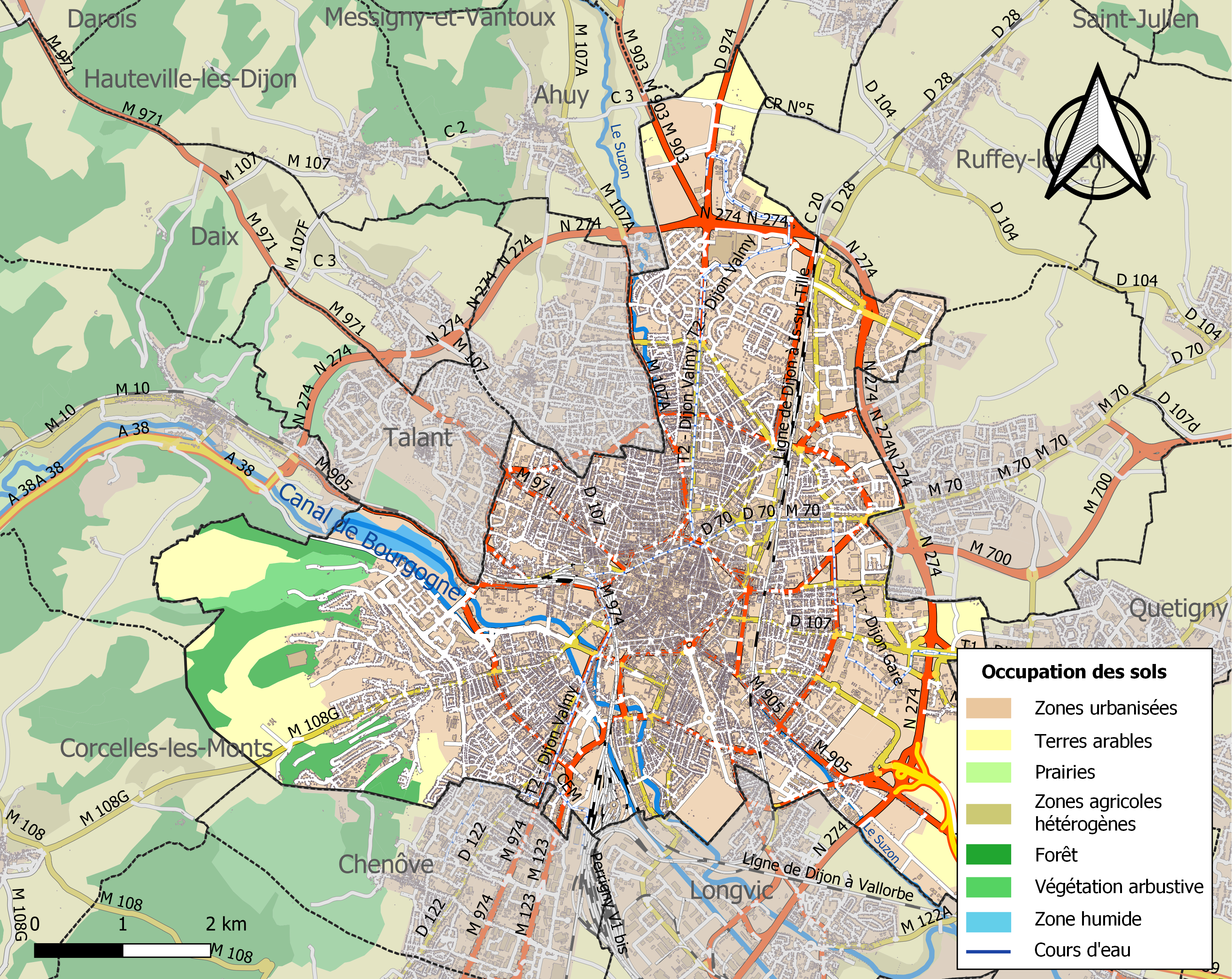
Carte des infrastructures et de l'occupation des sols de la commune en 2018 (CLC).

### Morphologie urbaine
On distingue à Dijon un centre (ou « hypercentre ») historique, délimité par les boulevards de style « haussmannien » reliant les six places principales (place Darcy, place Saint-Bernard, place de la République, place du Trente-Octobre, place Wilson et place du Premier-Mai), et les autres quartiers de la ville. Seul le centre est secteur sauvegardé.
Une deuxième ceinture de boulevards entoure la ville en reliant les quartiers périphériques, et les deux ceintures de boulevards sont reliées par de grandes avenues, dont les allées du Parc ou l'avenue Victor-Hugo.
La ville de Dijon est l'une des premières en France à avoir fait de son centre-ville un secteur sauvegardé. La politique décidée se traduit par une réhabilitation et une mise en valeur du centre-ville, avec le développement des voies piétonnes, la protection des immeubles anciens, la restauration des monuments historiques et bâtiments publics.
À partir du XIXe siècle, l'extension de la ville a été assez anarchique, se faisant par adjonction de lotissements privés, sans coordination. La mairie s'est contentée en 1884 de fixer à 12 mètres la largeur des rues nouvelles.
En définitive, les quartiers bien tracés sont rares, hormis celui des boulevards de la Fontaine des Suisses et de la Défense, aménagé en 1882-1883 et celui du Parc des Sports bâti en 1932-1933. Un plan d'aménagement est esquissé en 1890 mais il faut attendre les lois de 1929 et de 1924, relatives aux villes de plus de 10 000 habitants, pour que celui-ci débouche sur la création d'un Office public d'HBM devenu HLM en 1926. La cité-jardin des Bourroches édifiée en 1935 en est une des réalisations.

### Quartiers de la ville

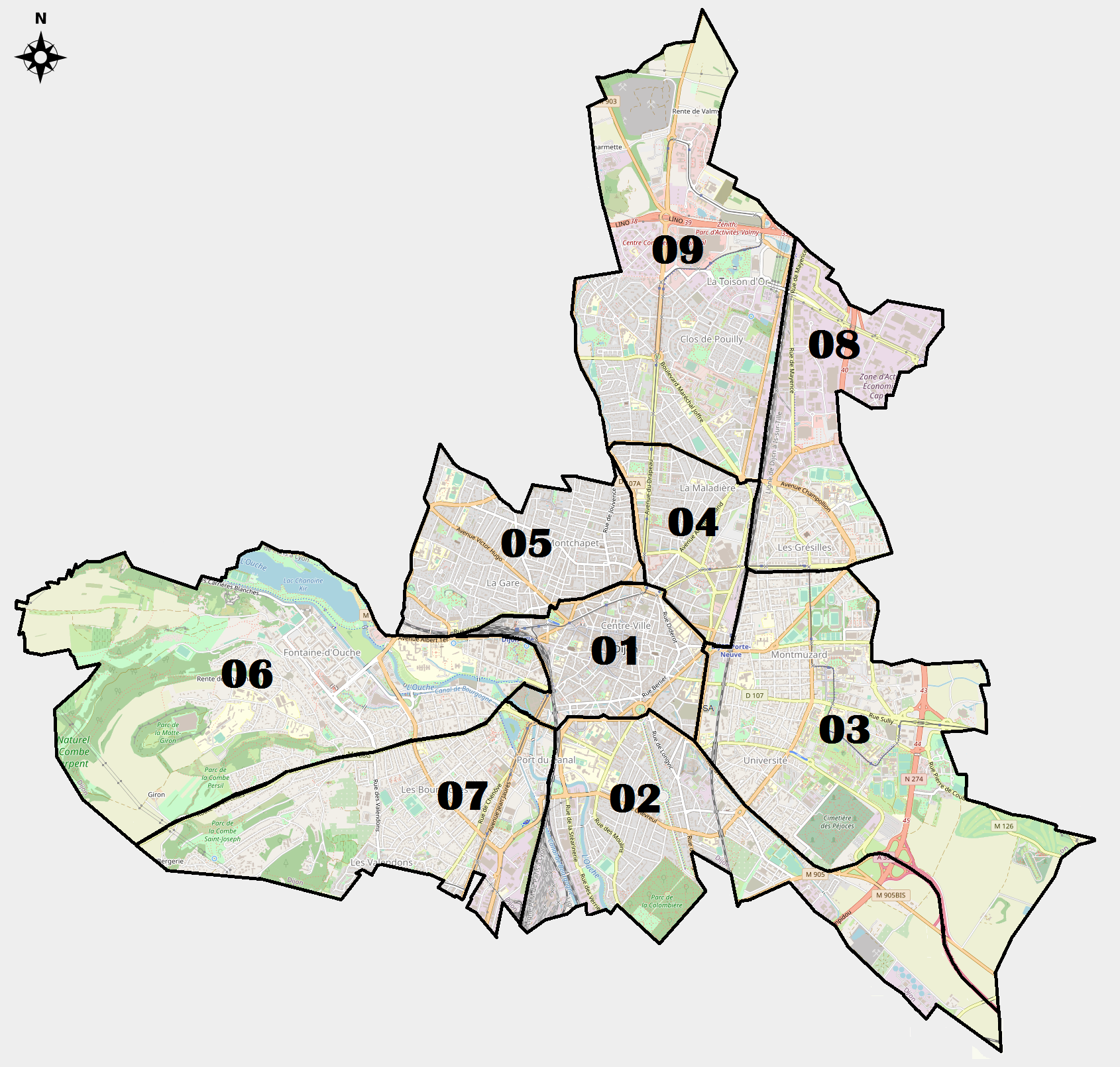

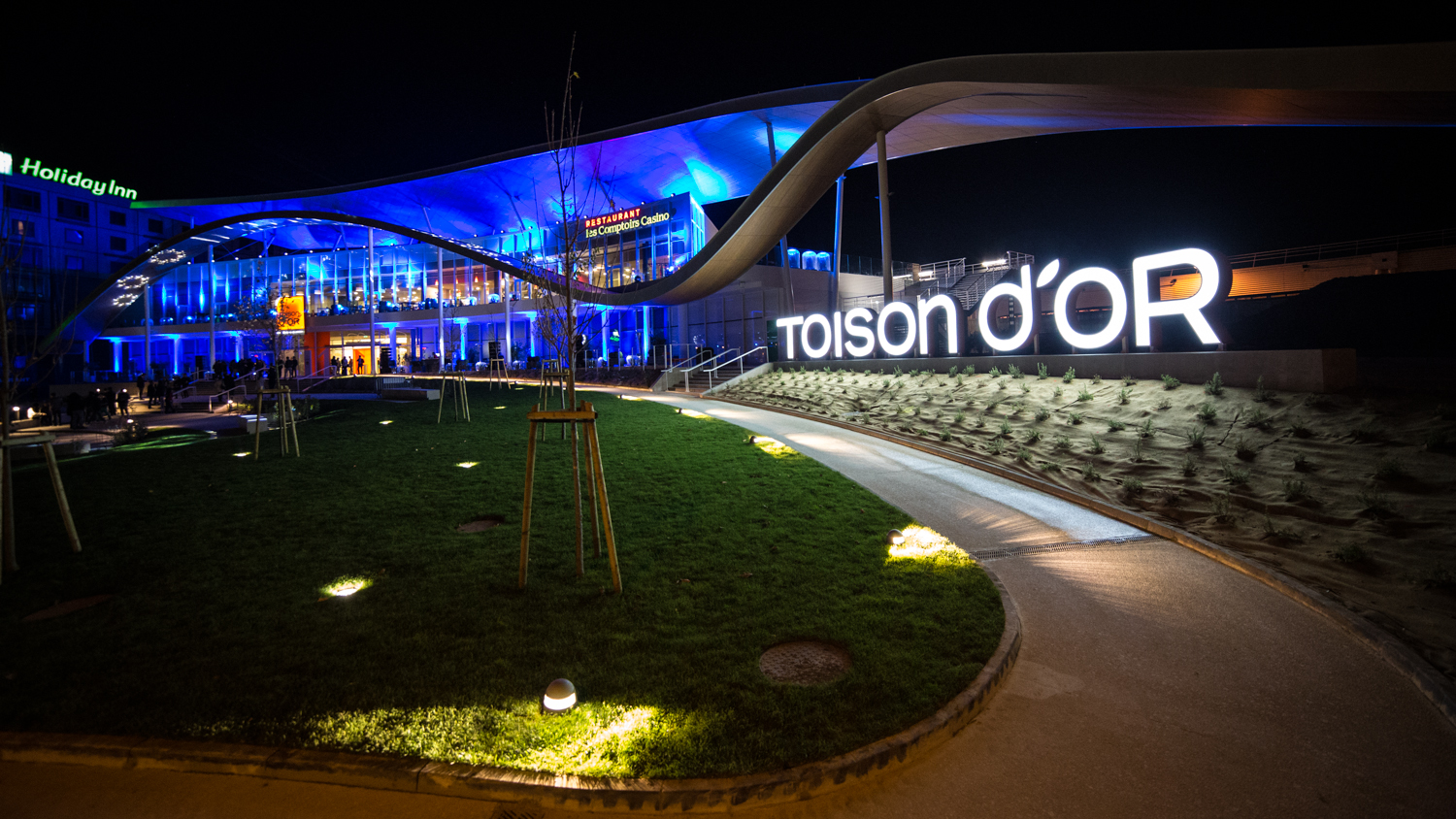
Le centre commercial de la Toison d'or agrandi et rénové en 2013.

À la fin du XVIIIe siècle, la ville ancienne de Dijon était ceinturée de remparts et de bastions. Autour de ces fortifications s'étendaient cinq faubourgs : Saint-Pierre, Saint-Nicolas, Saint-Michel, d'Ouche et de Raines. Après 1784, le faubourg d'Ouche engloba le nouveau port du canal puis en 1832, la Chartreuse de Champmol constitua l'extension du faubourg Raines. Vers 1840, naquirent deux nouveaux faubourgs : Saint-Bernard et Guillaume. Enfin, pendant la seconde moitié du XIXe siècle, le peuplement de ces sept faubourgs constitua peu à peu les quartiers extérieurs qui, en un siècle, décuplèrent la superficie de l'agglomération.
La ville de Dijon est composée de neuf quartiers administratifs eux-mêmes composés de quartiers résidentiels, situés au centre-ville et à proximité du centre, de quartiers plus commerçants et de quartiers périphériques constitués de lotissements de maisons individuelles et de grands ensembles collectifs (barres d'immeubles en cours de rénovation). Les ZUP des Grésilles et de Fontaine-d'Ouche, ainsi que celles des communes avoisinantes Chenôve, Quetigny et Longvic, sont actuellement redessinées. L'éco-quartier Junot, ancienne base militaire, accueille aujourd'hui six cents nouveaux logements après une longue phase de remodelage.

### Zones à urbaniser en priorité

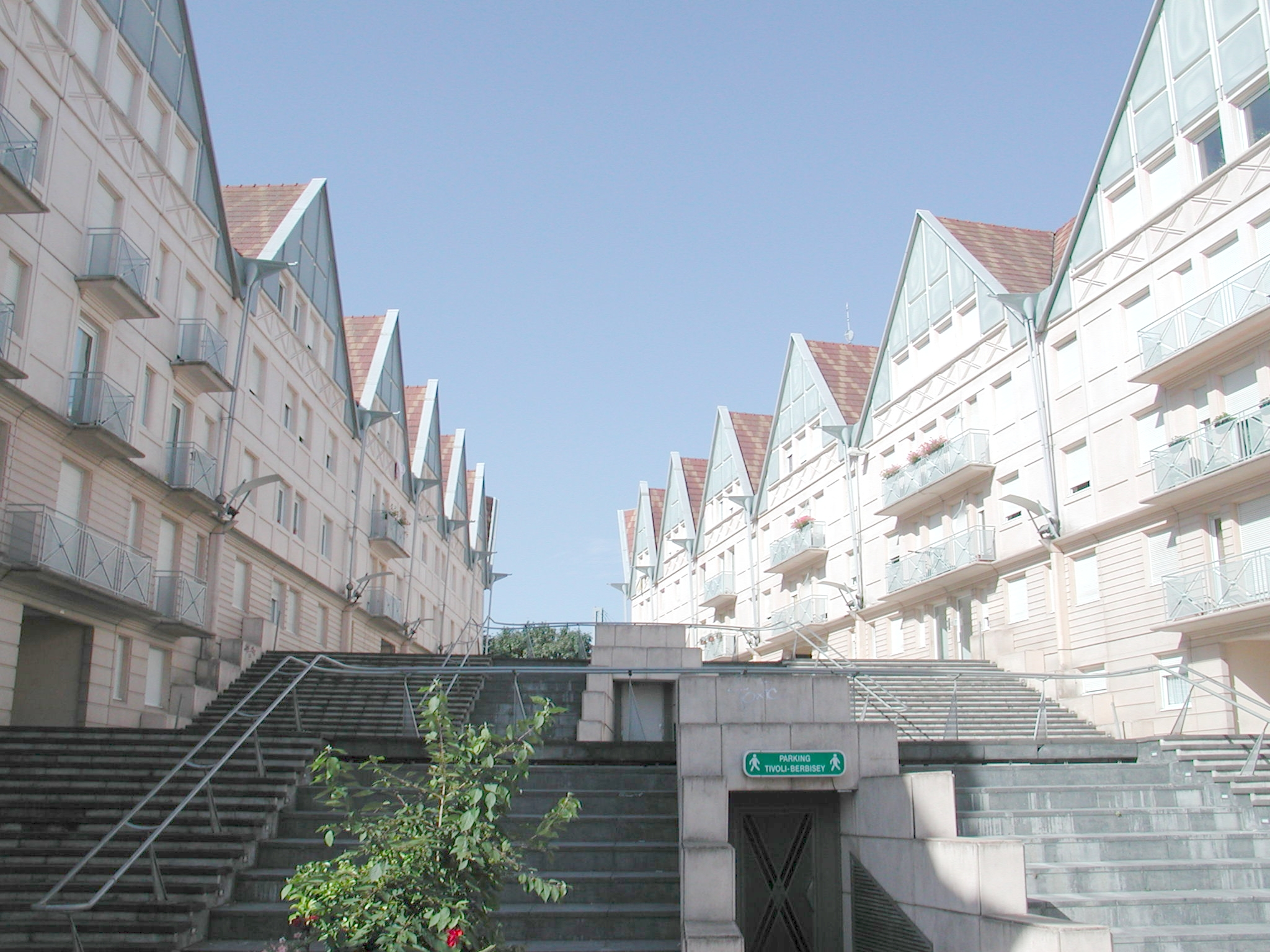
Montée de Guise, rue de la Manutention.

Dès la fin de la Seconde Guerre mondiale, Dijon a dû mettre en place, conformément aux directives de l'État, des zones à urbaniser en priorité ou ZUP, au nombre de deux. La première, le quartier des Grésilles, a été entreprise en 1949. Ce quartier réunit de manière confuse des immeubles et « barres » de types variés. Délaissé par les services publics, le quartier est réhabilité et, à partir de 2003, les anciennes « barres » dont la célèbre « Billardon » sont détruites et 660 nouveaux logements sont construits, dont 105 en accession à la propriété, sur un modèle de maisons pavillonnaires. La ZUP de la Fontaine d'Ouche a été construite en 1967 sur les coteaux plantés des dernières vignes dijonnaises, sur un plan plus rigoureux, incluant les services publics et de proximité (écoles maternelles, crèches, bibliothèque de quartier, centre commercial), aux abords du lac Kir artificiel, creusé en 1963-1964. Ces deux quartiers, classés prioritaires, regroupent plus de 11 000 habitants en 2018,.
Localement, au centre-ville, des quartiers ont été réaménagés dans les années 1970 et 1980, dans des styles architecturaux différents. C'est le cas des résidences de la montée de Guise, au bout de la rue Berbisey, et de celles du boulevard Voltaire.

### Quartiers d'affaires

Le quartier d'affaires Clemenceau place Jean-Bouhey.

- Le Quartier Maladière-Drapeau-Clemenceau totalise 47 000 m2 de bureaux, tandis que le palais des Congrès et des Expositions offre 31 000 m2[DM 9] et l'auditorium, 15 000 m2. Le quartier est constitué d'un ensemble de bâtiments à l'architecture contemporaine, dont la tour Elithis, à énergie positive, qui se veut la première réalisation totalement écologique de la ville et première tour à énergie positive au monde. D'autres tours ont également été construites comme celle du siège de la Chambre de Commerce et d'Industrie (CCI), l'Hôtel Mercure Centre Clemenceau, le nouveau rectorat de Dijon et les tours Marbotte Plaza et Clemenceau Plaza.
- L'Ecopôle Valmy représente une surface de 150 000 m2 actuellement et totalisera plus de 300 000 m2 à terme[DM 10].
- Novaréa, le plus petit quartier tertiaire, est constitué de 26 000 m2 de bureaux et de laboratoires[DM 10].

### Zones d'activité
La plupart des zones économiques datent des années 1960. Depuis quelques années, Dijon Métropole a décidé de programmer l'agrandissement ou la création de nouvelles « zones d'activité » dans l'agglomération comme :
- l'Écoparc Dijon-Bourgogne regroupant sur 185 hectares entre Quetigny et Saint-Apollinaire des entreprises industrielles et tertiaires ;
- l'agrandissement de 80 hectares de la ZAE Beauregard destinée aux entreprises industrielles (135 hectares déjà existants) entre Longvic et Ouges, permettant de renouveler l'offre foncière du sud de l'agglomération déjà composée de 122 hectares à Chenôve et 44 hectares à Marsannay-la-Côte ;
- le technopôle Mazen-Sully sur 8 hectares, destiné aux PME dans le domaine des biotechnologies et de la santé et situé dans le quartier Université-Montmuzard ;
- la ZAE Cap Nord, située dans le quartier des Grésilles.

### Écoquartiers
La ville a mis en place depuis 2005 un programme local de l'habitat (« PLH »), renforcé par une charte, et planifiant la restructuration ou extension urbaine de la cité. De nouveaux quartiers sont en cours d'aménagement au sein de l'agglomération comme le quartier Junot, ancienne enclave militaire, réhabilité en une zone d'habitations et de commerces. Le parc des logements à loyer modéré s'élève ainsi à 23 200 en 2008, soit 18,6 % des résidences principales. La ville a ainsi mobilisé 17,8 millions d'euros sur ses fonds propres pour le PLH.
Enfin, la ville a lancé la destruction d'anciennes emprises militaires, qui sont progressivement remplacées par des écoquartiers. Le quartier Hyacinthe Vincent à la place de l'ancien hôpital militaire, celui d'Épirey sur le site de l'ancien collège et les quartiers sud, avenue Jean-Jaurès vers le port du Canal ont été aménagés et le premier écoquartier dit « Heudelet 26 » est achevé en 2019. L'objectif est de proposer aux Dijonnais des logements économes, voire positifs en énergie et à moindre empreinte écologique. La « SEMAAD » (1re société d'économie mixte de France certifiée EMAS, et dont toutes les opérations sont certifiées ISO 14001), peut s'appuyer sur un nouveau Plan local d'urbanisme, dit « Eco-PLU », devant faciliter la création d'écoquartiers (permettant une densité urbaine compensée par des aménagements plus verts, un moindre nombre de voitures, des véhicules et parkings partagés, moins de limitations de hauteur sur les friches requalifiées, etc.).

### Ville intelligente

Logo 'OnDijon'.

« OnDijon » est un projet de ville intelligente inauguré le 11 avril 2019.
Six postes de contrôle (PC Sécurité, PC Police Municipale, Centre de Supervision Urbaine, PC Circulation, Allo Mairie et PC Neige) sont maintenant réunis dans un poste de commandement unique partagé avec les 24 communes de la Métropole.
Ce poste unique permet de gérer à distance l’espace public et les équipements urbains associés grâce à des dispositifs d'Internet des Objets (caméras, capteurs, etc.). Ce poste de pilotage connecté est réalisé et géré pendant 12 ans à compter de 2019 par le groupement composé de Bouygues Energies & Services (filiale de Bouygues Construction), Citelum (filiale du groupe EDF), SUEZ et Capgemini. « OnDijon » a été classé au palmarès 2018 du Salon Smart City de Barcelone.
Ce contrat représente 105 millions d'euros et est financé conjointement par la ville de Dijon, la métropole, la région et le fonds européen de développement régional (FEDER).
Selon les documents de communication, une place importante veut être donnée aux citoyens. Par exemple, depuis leurs smartphones sur l'application OnDijon, les habitants peuvent signaler une situation ou un problème sur la voie publique, gérer leurs demandes administratives ou optimiser leurs déplacements au sein de la métropole.
Cependant, ce projet fait l'objet de controverses. « Interrogés (…) au sujet d'OnDijon, la plupart des responsables des stratégies smart city des grandes villes françaises se sont montrés sceptiques » pour deux raisons principales. D'abord, le prix du contrat, 105 millions d'euros, fait craindre un manque de retour sur investissement. En outre, la durée du contrat, douze ans, fait craindre que si des nouvelles technologies émergent dans ce laps de temps, « OnDijon » deviendra obsolète. Durant douze ans, les mêmes prestataires seront aux commandes du projet. Cela pose question sur l'après, lorsqu'un nouvel appel d’offres sera organisé. Si la métropole change de prestataire, alors se poseront les questions de compatibilité avec un nouveau système.

## Toponymie

### Origine et sens du nom
L'origine et le sens du nom de Dijon ont été très débattus. Le castrum antique (castrum de Dijon) est, selon les spécialistes, « un marché sacré » que désignerait le nom de *Divio. En effet, ce nom est attesté sous les formes locus Divionensis au VIe siècle et chez Grégoire de Tours qui mentionne le Divionense castrum, puis Divione, Digum au XIIIe siècle. En latin médiéval, la ville est appelée généralement Divio (génitif : Divionis).
Pierre Gras, ancien conservateur en chef de la Bibliothèque municipale de Dijon, propose de manière conjecturelle un *Devomagus ou *Diviomagus composé du gaulois magos (en vieil irlandais : mag, « plaine »), latinisé en magus signifiant « champ » ou « marché » et de divio, signifiant « sacré ». La terminaison « -on » est parfois issue d'une évolution de -magus (par exemple : Noyon provient de Noviomagus, Chassenon de Cassinomagus). Cependant, Albert Dauzat et Charles Rostaing, se basant sur les formes anciennes, y voient le suffixe -onem et citent comme homonyme Divion (commune du Pas-de-Calais). Le nom de Dijon est donc issu d'une latinisation du suffixe indigène -o.
Ce nom celtique daterait seulement de l'époque romaine, de la même manière qu'Autun prit à l'époque de la conquête romaine, le nom d'Augustodunum. Pour Gérard Taverdet, professeur de linguistique à l'université de Bourgogne, le nom Divio (ou Dibio parfois) se serait d'abord appliqué au Suzon, rivière locale, c'est-à-dire « la rivière claire » ou « la rivière sacrée » et serait ensuite devenu celui de la ville selon un processus fréquent en toponymie.
En fin de compte, seule la racine gauloise divo- (« divin ») est assurée. Ce mot est un proche parent du mot latin deus (« dieu »), et de divinus (« divin »). Le mot gaulois devait être devos (lire dēuos), bien attesté dans l'anthroponymie indigène : Devorix, Devonia, Deviatis, etc., ainsi que dans des hydronymes caractéristiques Deva, Diva (la Dives) ; Devona, Divona (la Divonne, la Dionne). Le terme gaulois divona est d'ailleurs expliqué par Ausone : « Divona Celtarum lingua fons addite divis ». La variante divo- de devo- est sans doute due à l'influence latine sans qu'on puisse exclure un thème indigène *diuo-. *Dēuo- se perpétue en vieil irlandais (dia), en vieux gallois (duiu), en vieux cornique (duy), et en breton (doue : « dieu »).

### Périphrases désignant la ville
- « La capitale des ducs de Bourgogne »[42] (en référence à la capitale de l’État de Bourgogne dirigé par les ducs) ;
- « La cité des Ducs » (en référence aux ducs de Bourgogne) ;
- « La ville aux cent clochers »[1] (en référence au nombre important d'édifices religieux dans la ville) ;
- « La Belle endormie » (expression utilisée à la fin du XXe siècle).

## Histoire

### Néolithique
Il n'existe pas de véritables travaux de fouilles archéologiques concernant la ville de Dijon. Aucun document relatif à la période néolithique n'existe alors. Un silo dans l'actuel quartier des Grésilles, du mobilier de l'âge du Bronze près du quartier des Bourroches ont cependant été retrouvés. Quelques menus objets domestiques, un fragment d'assiette décoré d'ornements géométriques incisés de l'époque hallstatienne et une pince à épiler de l'époque de La Tène III, ont été mis au jour en plein centre-ville (rue du Tillot et rue du Château). Deux ouvrages compilent les découvertes antérieures au début du XXe siècle : le Recueil d'Espérandieu (1911) et les Inscriptions antiques de la Côte-d'Or de Pierre Lejay (1889).
Le site des Lentillières a livré des traces d'habitat du néolithique ancien, dont une sépulture assimilée à celles du rubané moyen champenois. La vallée aurait en effet été investie bien avant l'époque gallo-romaine. La confluence des routes dans une vallée fertile, irriguée par le Suzon et l'Ouche, permet le développement d'un petit village.

### Protohistoire et Antiquité
La Dijon celtique Divio est la métropole méridionale des Lingons. Treize sépultures de la fin de l’âge du Fer (300-200 avant J.-C.) ont été retrouvées non loin du centre-ville actuel. Elles renferment des défunts adultes inhumés en position assise dans des fosses circulaires d’environ un mètre de diamètre. Ce traitement funéraire « assis » est considéré comme étant très rare.
Une nécropole de plus de vingt tombes gallo-romaines (Ier siècle après J.-C.) a également été identifiée par les archéologues sur le même chantier. Elles contiennent des jeunes enfants, morts avant l’âge d’un an. Ceux-ci étaient inhumés dans des coffrages en pierre ou des cercueils en bois. Des offrandes sous forme de céramiques ou de monnaies se trouvaient à l’intérieur des sépultures.
Une route romaine passe de l'axe sud-ouest au nord-est, venant de Bibracte puis d'Autun vers Gray et l'Alsace alors qu'une autre va du sud-est au nord-ouest, de l'Italie vers le bassin parisien. Dijon est fortifié au Bas-Empire, par une enceinte protégeant une petite superficie, de 10 hectares.

Le tracé reconstitué du castrum de Dijon, disparu depuis sauf quelques rares vestiges encore visibles.

Les seuls édifices romains qui subsistent sont une tour du castrum, dite « tour du petit Saint-Bénigne », et quelques pans de l'enceinte du Bas-Empire, qui a constitué le noyau pré-urbain de la future ville. La voie romaine Chalon-sur-Saône-Langres a été retrouvée par endroits (au parc de la Colombière où elle est visible). Elle passe à l'écart du castrum. Cette voie est souvent considérée par le public et quelques vulgarisateurs (comme l'abbé Claude Courtépée, auteur de la Description générale et particulière du duché de Bourgogne), à tort[réf. nécessaire], comme étant l'une des quatre grandes voies romaines (la Voie Agrippa) citée par l'historien grec Strabon.
Deux autres voies, celle venant de la plaine de la Saône et celle menant vers l'Alsace ont été retrouvées. Les fondations du castrum, mur de dix mètres de haut, sont en partie constituées de stèles, de statues et autres pierres de remploi provenant d'une nécropole. Certaines stèles, en forme d'obélisque, livrent de précieux renseignements sur les patronymes et professions des habitants de l'époque.

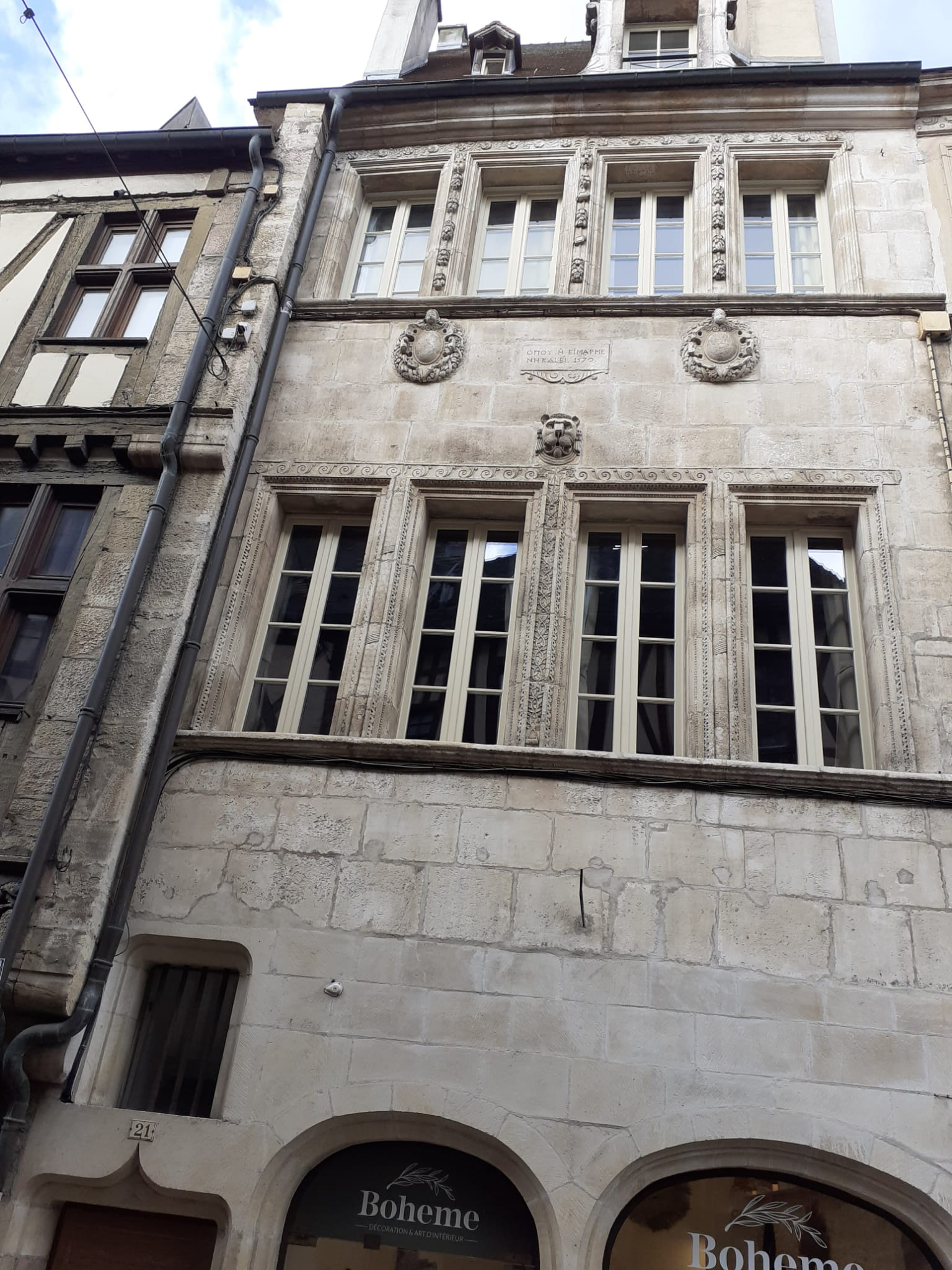
Inscription grecque en centre-ville

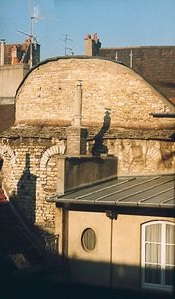
Tour subsistante du Castrum de Dijon.

Le Dijon romain possède deux nécropoles, l'une s'étendant le long de la voie Chalon-Langres, sur les quartiers actuels du Cours du Parc jusqu'à la rue de Gray, la seconde à l'ouest sur les positions des édifices de Saint-Bénigne, Saint-Philibert et Saint-Jean. Cette dernière nécropole, en usage dès le IIe siècle, continue d'être utilisée comme cimetière jusqu'à Louis XVI. Des cultes indigènes étaient mêlés à ceux des Romains : des stèles votives dédiées à Épona et Sucellos furent retrouvées, aux côtés des figures officielles : Mercure, Junon, Hercule et Apollon. La découverte en 1598 d'une inscription grecque semble attester qu'un culte était rendu à Mithra.
La muraille romaine devient inutile lors de l'édification d'une nouvelle enceinte au XIIe siècle, mais son tracé a toujours été conservé et connu.
Au VIe siècle Grégoire de Tours donne la première description écrite de Divio et du castrum, :

« C'est une place forte munie de murs très puissants, au milieu d'une plaine très agréable ; les terres y sont fertiles et fécondes si bien qu'après avoir passé la charrue dans les champs une seule fois, on jette les semences et qu'une grande et opulente récolte vient ensuite. Au midi, il y a la rivière de l'Ouche, qui est très riche en poissons ; du côté de l'aquilon pénètre une autre petite rivière [le Suzon] qui, entrant par une porte et coulant sous un pont, ressort par une autre porte ; après avoir arrosé le tour et l'enceinte de son onde placide, elle fait tourner, devant la porte, des moulins avec une prodigieuse vélocité. Quatre portes ont été placées aux quatre coins du monde et trente-trois tours ornent toute l'enceinte ; le mur de celle-ci a été édifié avec des pierres de taille jusqu'à une hauteur de vingt pieds et au-dessus en pierraille ; il a trente pieds de hauteur et quinze pieds de largeur. J'ignore pourquoi cette localité n'a pas été qualifiée de cité. Elle a autour d'elle des sources précieuses. Du côté de l'occident, il y a des collines très fertiles et remplies de vignes qui fournissent un si noble falerne aux habitants qu'ils dédaignent l'ascalon. Les Anciens racontent que la localité a été édifiée par l'empereur Aurélien. »

Grégoire de Tours indique donc que l'enceinte possède trente-trois tours dont une, en partie conservée, reste visible au no 15 de la rue Charrue, dans une petite cour. Les quatre portes sont : la porte aux lions, la porte du côté de Saint-Médard, la porte du vieux château et la porte au-dessus du Bourg. L'épaisseur de la muraille, loin d'atteindre 15 pieds (4,50 m) comme l'affirme Grégoire de Tours, ne semble pas avoir dépassé 2 mètres,.
Cette enceinte est reproduite dans les plans du XVIIe siècle, or, deux portes seulement ont été retrouvées : la porte Vacange rue Chabot-Charny et celle de la rue Porte-aux-Lions. La tour du petit Saint-Bénigne, située entre la rue Amiral-Roussin et la rue Charrue, devint au XVe siècle un lieu de culte dédié au saint, qui est supposé y avoir été emprisonné. On a retrouvé les traces d'un moulin au niveau de la rue des Bons-Enfants. Un temple (le seul de la ville) est mis au jour lors de la destruction, au début du XIXe siècle, de la Sainte-Chapelle qui jouxtait le palais des ducs de Bourgogne (actuelle place de la Sainte-Chapelle).

### Le Dijon médiéval

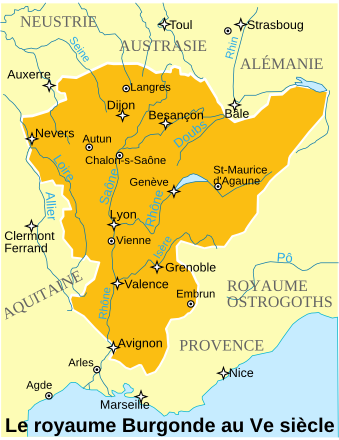
Le royaume burgonde dans la deuxième moitié du Ve siècle.

Les évêques de Langres établissent temporairement leur résidence à Dijon après le sac de Langres par les Vandales entre 407 et 411. Leur influence permet l'édification d'édifices religieux et notamment d'un groupe cathédral composé de trois bâtiments : Saint-Étienne, Sainte-Marie et Saint-Vincent. Selon la tradition, deux basiliques sont ensuite élevées par saint Urbain (actuelle église Saint-Jean).
Dijon est ensuite occupé par les Burgondes qui sont défaits par Clovis en 500 ou 501. Les Arabes l'envahissent en 725 alors que les Normands n'y parviennent pas en 887. C'est à cette époque qu'apparaissent les premiers comtes de Dijon, Aimar, Eliran, Raoul issus de la maison robertienne. En 1002, l'abbé Guillaume de Volpiano entreprend de reconstruire l'abbatiale Saint-Bénigne et son abbaye (actuel Musée archéologique de Dijon). Il fait élever dans l'abbaye une rotonde abritant le tombeau de l'évangélisateur de la Bourgogne, Saint Bénigne. De ce monument, détruit en 1793, subsiste l'étage inférieur, dit la crypte.
Au début du XIe siècle, Dijon est composé d'une ville forte enclose de murs gallo-romains, restes de l'ancien castrum de Dijon, et d'un bourg s'étendant jusqu'à l'abbaye Saint-Bénigne. Autour, des petits hameaux, Dompierre, Trimolois, Charencey, Bussy et Prouhaut, disparus depuis, ceinturent la ville. Les ducs de Dijon règnent alors sur la région. En 1015, le roi Robert II essaye de conquérir le Dijonnais : il s'attaque d'abord au village de Mirebeau-sur-Bèze et sa région puis vient mettre le siège devant le castrum de Dijon. Mais, devant la vigoureuse résistance de l'évêque de Langres, Brunon de Roucy, soutenu par l'abbé de Cluny et le comte de la ville, il renonce à donner l'assaut. Dès l'année suivante, la mort de l'évêque lui permet de négocier avec son successeur, Lambert de Vignory, la cession du comté de Dijon au roi de France, en 1016. La ville rejoint le duché de Bourgogne et en devient la capitale. À la mort du roi de France en 1031, son fils Henri Ier renonce à la Bourgogne et cède en apanage Dijon et le duché de Bourgogne à son frère Robert Ier. Cela marque le début de trois siècles de règne capétien à Dijon.
Le 28 juin 1137, un grand incendie réduit Dijon en cendres. Les ducs reconstruisent alors une enceinte, beaucoup plus large que la précédente, qui abrite la cité jusqu'au XVIIIe siècle. À la fin du XIIe siècle et au XIIIe siècle, Dijon s'orne de monuments de valeur : la Sainte-Chapelle, l'Hôpital général de Dijon, l'église Notre-Dame, etc. Auprès de chaque porte se développent de petits bourgs même si la ville ne grossit jamais plus que les limites de son enceinte. Les ducs possèdent un château, à l'emplacement de l'actuelle mairie de Dijon, et y exercent avant tout un pouvoir de justice. En 1183 le duc Hugues III permet la rédaction d'une charte de commune, conservée aux Archives municipales. Grâce à cette charte, qui fut beaucoup copiée dans d'autres villes de Bourgogne, les ducs s'enrichissent.
La Sainte-Chapelle doit son édification à un vœu fait par le duc Hugues III. Pris dans une tempête alors qu'il se rend en Terre sainte, il promet de construire près de son palais une église dédiée à la Vierge et à saint Jean l'Évangéliste. La construction commence en 1172. La dédicace n'a toutefois lieu qu'en 1500.

### Dijon et le duché de Bourgogne

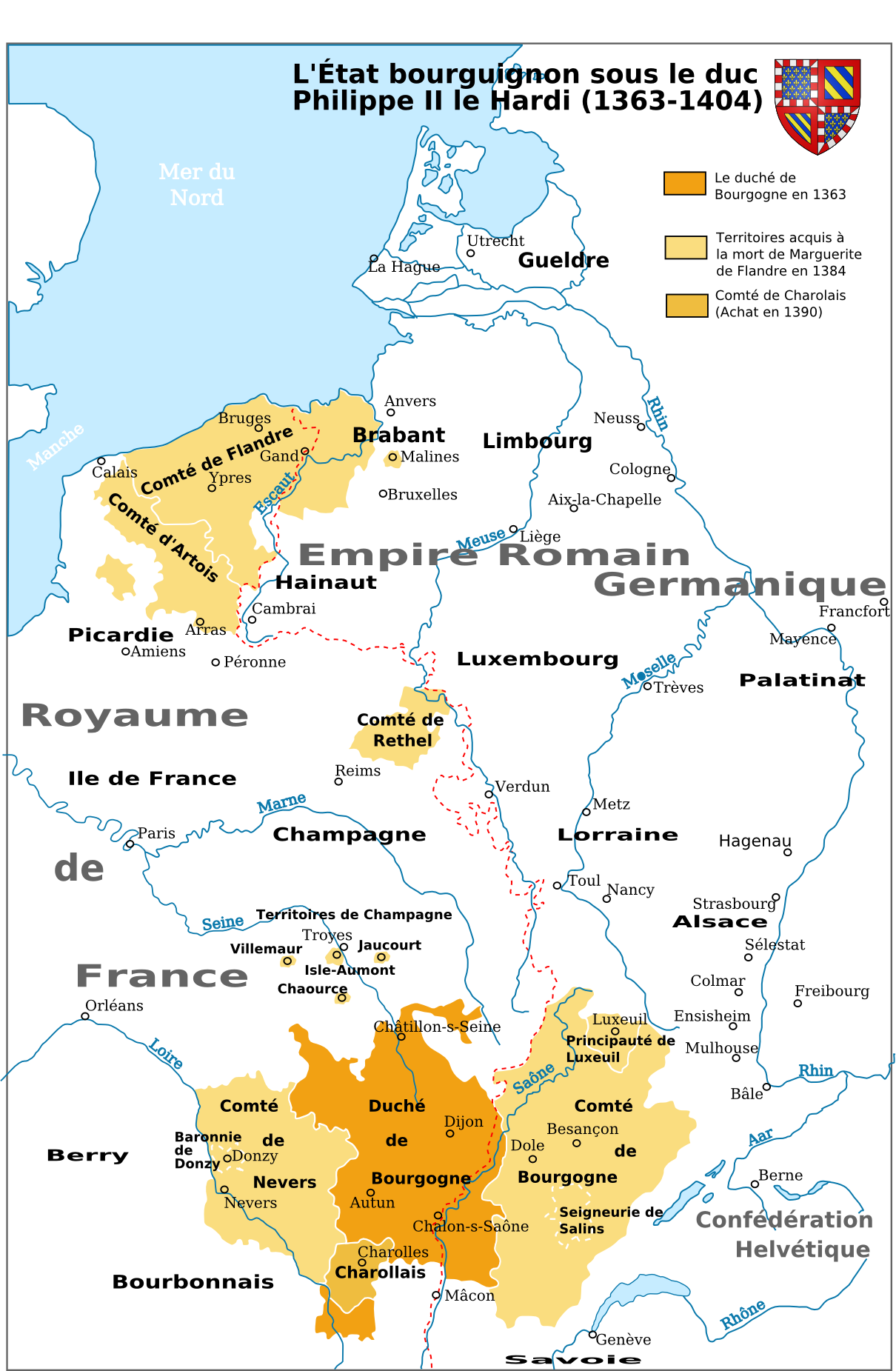
L'État bourguignon en 1404.

Dijon connaît une période brillante sous les quatre ducs Valois de Bourgogne, qui règnent de 1363 à 1477. Elle est la capitale du duché de Bourgogne, ensemble d'États qui s'étendent jusqu'aux Pays-Bas. Centré sur ce duché, l'État bourguignon s'étend alors, pendant plus d'un siècle (1363-1477), par héritages et mariages jusqu'en Picardie, Champagne, Pays-Bas bourguignons, Belgique, Germanie, duché de Luxembourg, Alsace, comté de Flandre et Suisse.
Le duc Philippe le Hardi (1364-1404) est le premier duc de la dynastie des Valois et prend possession de Dijon, sur ordre du roi, en 1363. Il fonde à Dijon sa nécropole dynastique, la chartreuse de Champmol, dont il fait un foyer d'art. Jean sans Peur (1404-1419) lui succède. Le duc Philippe le Bon (1419-1467) reconstruit l'hôtel ducal et institue en 1432 la chapelle de son palais comme siège de l'ordre de la Toison d'or. Pourtant, Dijon n'est pas une ville populeuse ; encore rurale et en raison des épidémies, elle ne compte que 13 000 habitants en 1474. Le duc Charles le Téméraire (1467-1477), qui vit peu à Dijon, échoue dans sa lutte contre le roi de France et meurt à la bataille de Nancy contre le duc de Lorraine René II, allié à Louis XI. Le puissant État bourguignon s'effondre alors, permettant à Louis XI d'annexer le duché le 19 janvier 1477.

### Dijon dans le royaume de France

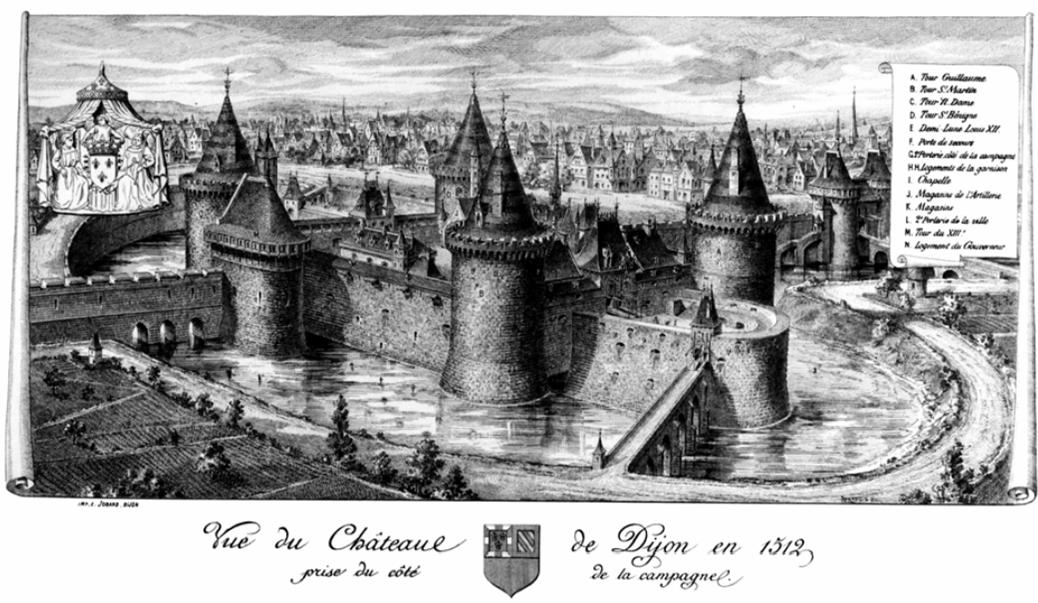
Le château de Dijon XVe siècle.

En dépit de quelques révoltes contre le roi, Dijon s'est soumis à son autorité. Louis XI ordonne le transfert à Dijon du parlement de Bourgogne, qui se trouvait à Beaune. Il fait aussi construire à Dijon un château, à l'emplacement de l'actuelle place Grangier, pour surveiller les habitants. Lors d'une visite à Dijon le 31 juillet 1479, le roi confirme solennellement les privilèges de la ville, dans l'église Saint-Bénigne de Dijon. La duchesse Marie de Bourgogne (1457-1482), alors âgée de vingt ans et fille unique du duc Charles le Téméraire, épouse Maximilien Ier du Saint-Empire, auquel elle apporte le comté de Bourgogne et les possessions des Flandres. 

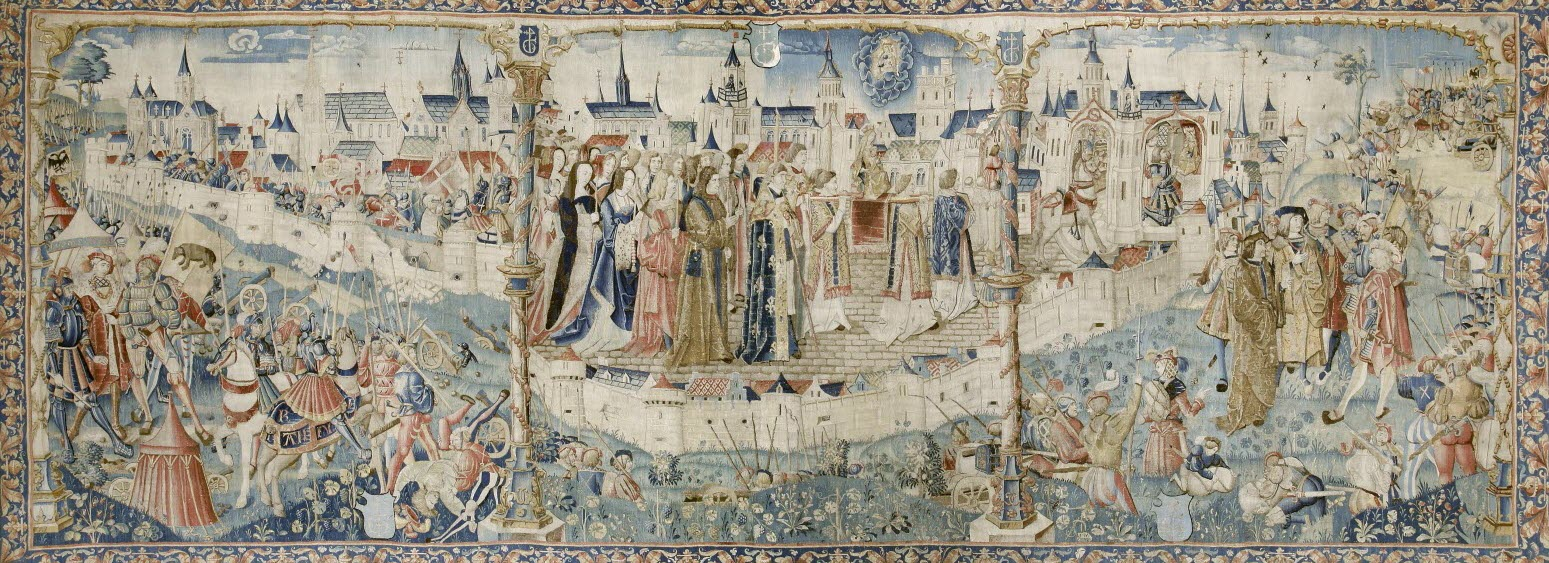
Le Siège de Dijon par les Suisses en 1513

Le traité de Senlis de 1493 divise les deux Bourgognes et Dijon devient une ville-frontière. En 1513, l'empereur Maximilien espère récupérer le duché de Bourgogne en envoyant une troupe formée de 14 000 hommes des corps francs suisses, 5 000 Allemands et 2 000 Francs-Comtois assiéger Dijon. Le gouverneur Louis II de La Trémoille, qui a été envoyé pour défendre la ville, ne peut faire partir les assiégeants qu'en jouant habilement des dissensions entre Suisses et Allemands et en promettant 400 000 écus dont seulement une partie sera payée. Les Suisses lèvent le siège le 13 septembre, emmenant des otages, dont Philibert Godran. Les Dijonnais ayant prié avec ferveur pour leur délivrance, le départ des assiégeants est attribué par beaucoup à l'intercession de la Vierge, dont une statue, Notre-Dame de Bon-Espoir, conservée à l'église Notre-Dame, a été portée en procession. Ce miracle est commémoré par la tapisserie Le Siège de Dijon par les Suisses en 1513. Ces événements ont prouvé la fermeté du sentiment des Dijonnais d'appartenir à la France. Après cet événement, l'enceinte est renforcée par l'édification des bastions Saint-Pierre (1515), Guise (1547) et Saint-Nicolas (1558). La bourgeoisie se développe par ailleurs, comme en témoignent les nombreux hôtels et maisons encore visibles. Au XVIe siècle, la ville s'embellit avec le style de la Renaissance italienne importée par Hugues Sambin.

### Dijon sous l'Ancien Régime

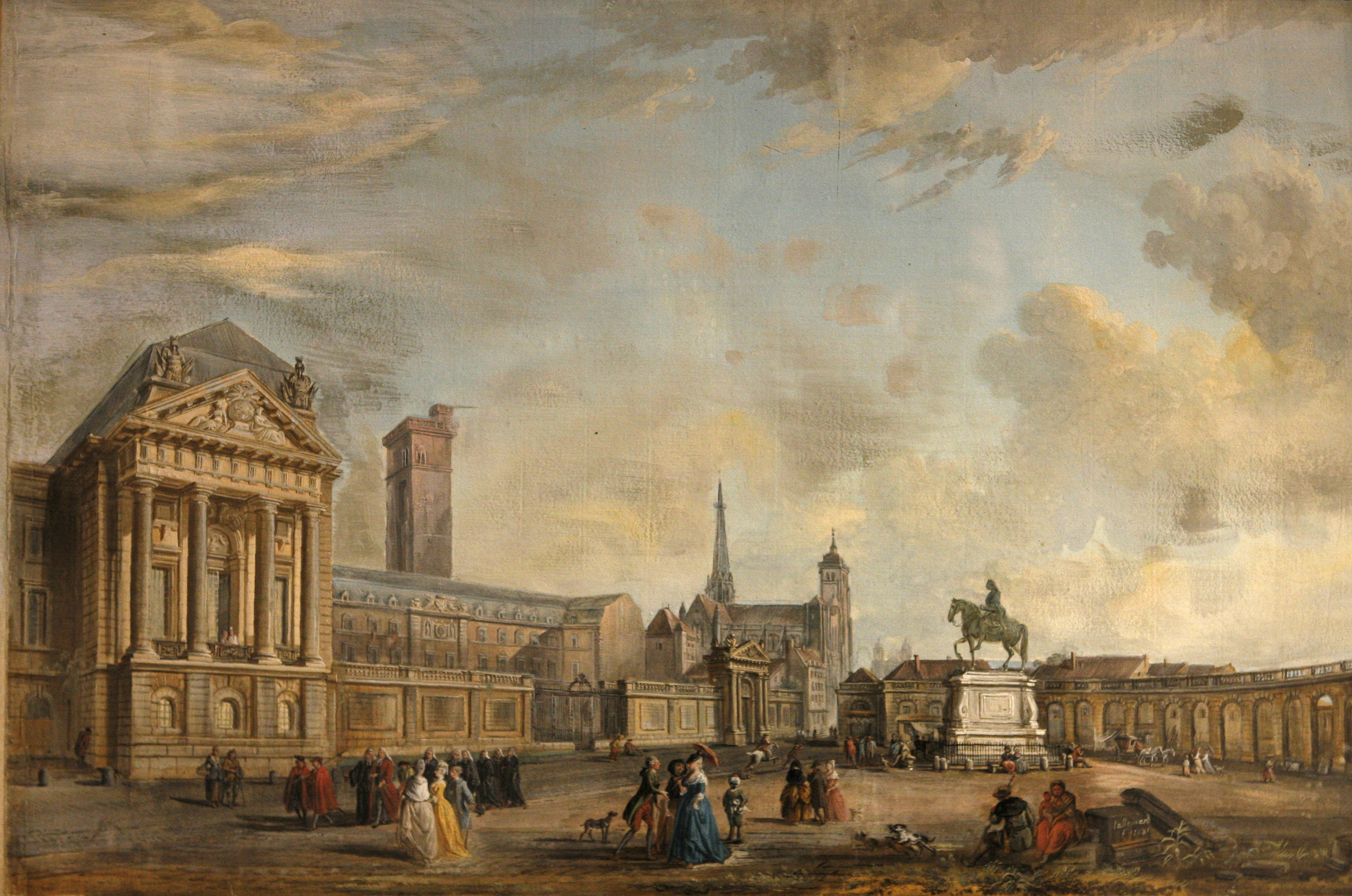
Jean-Baptiste Lallemand, La place Royale en 1781. Musée des Beaux-Arts de Dijon.

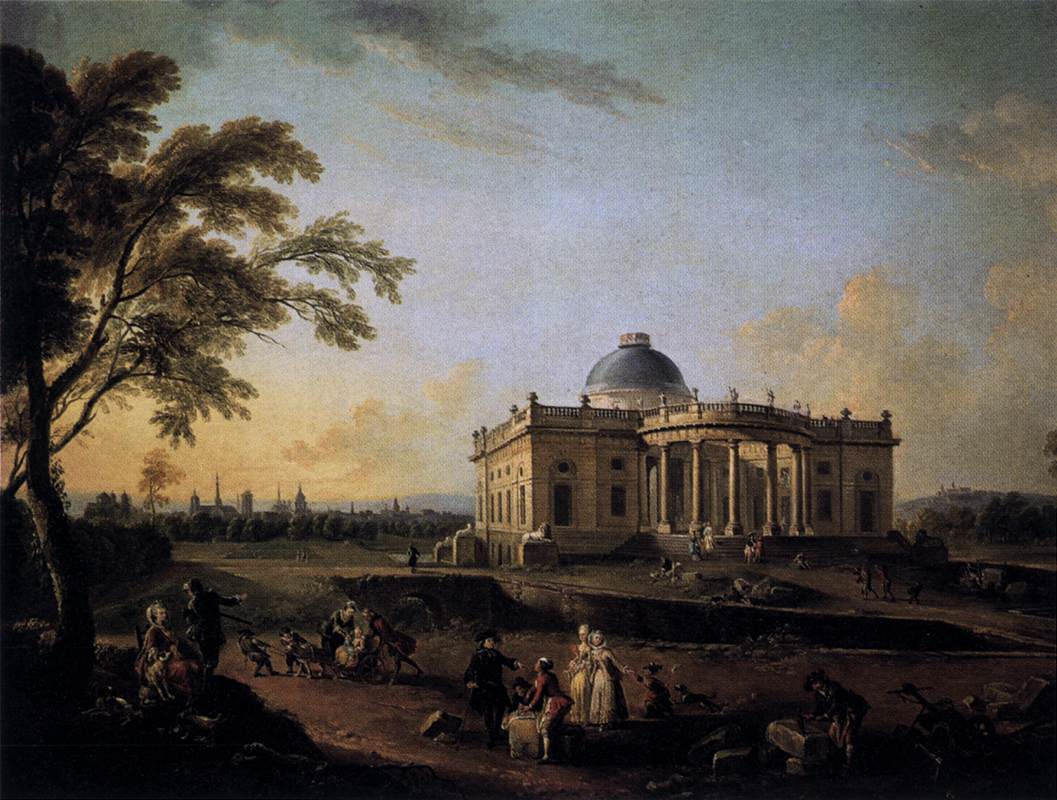
Jean-Baptiste Lallemand, Le château de Montmusard. Musée des Beaux-Arts de Dijon.

Le parlement de Bourgogne, transféré de l'Hôtel des ducs de Bourgogne de Beaune à Dijon, fait de la cité une ville parlementaire, où la noblesse de robe édifie des hôtels particuliers. Dijon subit des troubles religieux, de 1530 à 1595. Après la Contre-Réforme, de nouvelles églises et chapelles de monastères sont construites. Un roi de France, François Ier ou Henri IV, aurait qualifié Dijon de « ville aux cent clochers »,, en raison de la multiplication des institutions religieuses (Jésuites, Minimes, Carmélites, Jacobines, Ursulines principalement). Après le rattachement de la Franche-Comté au royaume en 1678, Dijon, perdant son statut de ville frontière, peut à nouveau s'agrandir. Sous l'administration des princes de Condé et gouverneurs de Bourgogne, la ville se transforme. Une place Royale, actuelle place de la Libération, est aménagée devant l'ancien palais des ducs de Bourgogne ; elle est conçue comme un écrin pour une statue équestre de Louis XIV, fondue en 1690, mais qui ne fut mise en place qu'en 1725, tant son transport fut difficile. Le palais des ducs, devenu logis du Roi, est lui-même agrandi et transformé en palais des ducs et des États de Bourgogne. La rue Condé, actuelle rue de la Liberté, est percée. Les princes de Condé créent le vaste parc de la Colombière et le castel de la Colombière reliés à la ville par une avenue plantée d'arbres, le cours du Parc. Cette prospérité se poursuit au XVIIIe siècle. Dijon accueille en 1722 une faculté de droit, puis l'Académie en 1725, qui remet à Jean-Jacques Rousseau le premier prix du concours pour son Discours sur l'origine et les fondements de l'inégalité parmi les hommes en 1750. Les Collèges de Médecine sont particulièrement réputés dès 1755. Avec une population de 22 000 à 23 000 habitants, Dijon est une ville moyenne dans le royaume. L'administration municipale repose sur des Municipaux élus et mandatés par l'arrêt du Conseil d'État du 20 avril 1668 qui fixe la constitution de la Chambre ; pour Pierre Gras, Dijon est l'exemple de municipalité parlementaire de province. En 1731, le pape Clément XII répond positivement aux requêtes séculaires des Dijonnais qui désiraient avoir leur propre évêque. La ville devient le siège d'un petit évêché entre ceux de Langres, Autun et Besançon. Le premier jardin botanique est créé en 1760. En 1766 est instituée une École de dessin ; en 1787 est fondé l'établissement qui deviendra musée des Beaux-Arts. L'industrie de l'époque (draperie, soierie, filatures diverses) ne s'implante néanmoins que difficilement.

### Dijon sous la Révolution
Avant la Révolution française, Dijon est une ville où réside le gouverneur de Bourgogne, le prince de Condé, et où se tiennent régulièrement les sessions des États de Bourgogne. Le parlement de Bourgogne suscite la présence d'une noblesse de robe influente et fortunée. Des institutions comme les facultés, l'académie, l'école de dessin contribuent aussi à l'activité intellectuelle.
Aussi, en 1789, Dijon passe du rang de capitale provinciale à celui de chef-lieu de département. Le 15 juillet 1789, des émeutiers prennent le château ainsi que la tour Saint-Nicolas, sans lien direct avec les événements de Paris.
Plusieurs monuments remarquables sont détruits : la chartreuse de Champmol, la rotonde de Saint-Bénigne, une partie du château de Montmusard ; d'autres sont endommagés, comme les églises Saint-Bénigne et Notre-Dame, dont les portails sont martelés. Les monastères et couvents sont vendus ou démolis. La Sainte-Chapelle disparaît en 1802. La statue en bronze de Louis XIV qui ornait la place Royale est brisée en 1792 ; son métal sert à fabriquer de la monnaie ou des canons. La guillotine fonctionne un moment place du Morimont, actuelle place Émile-Zola.

### Dijon auXIXesiècle

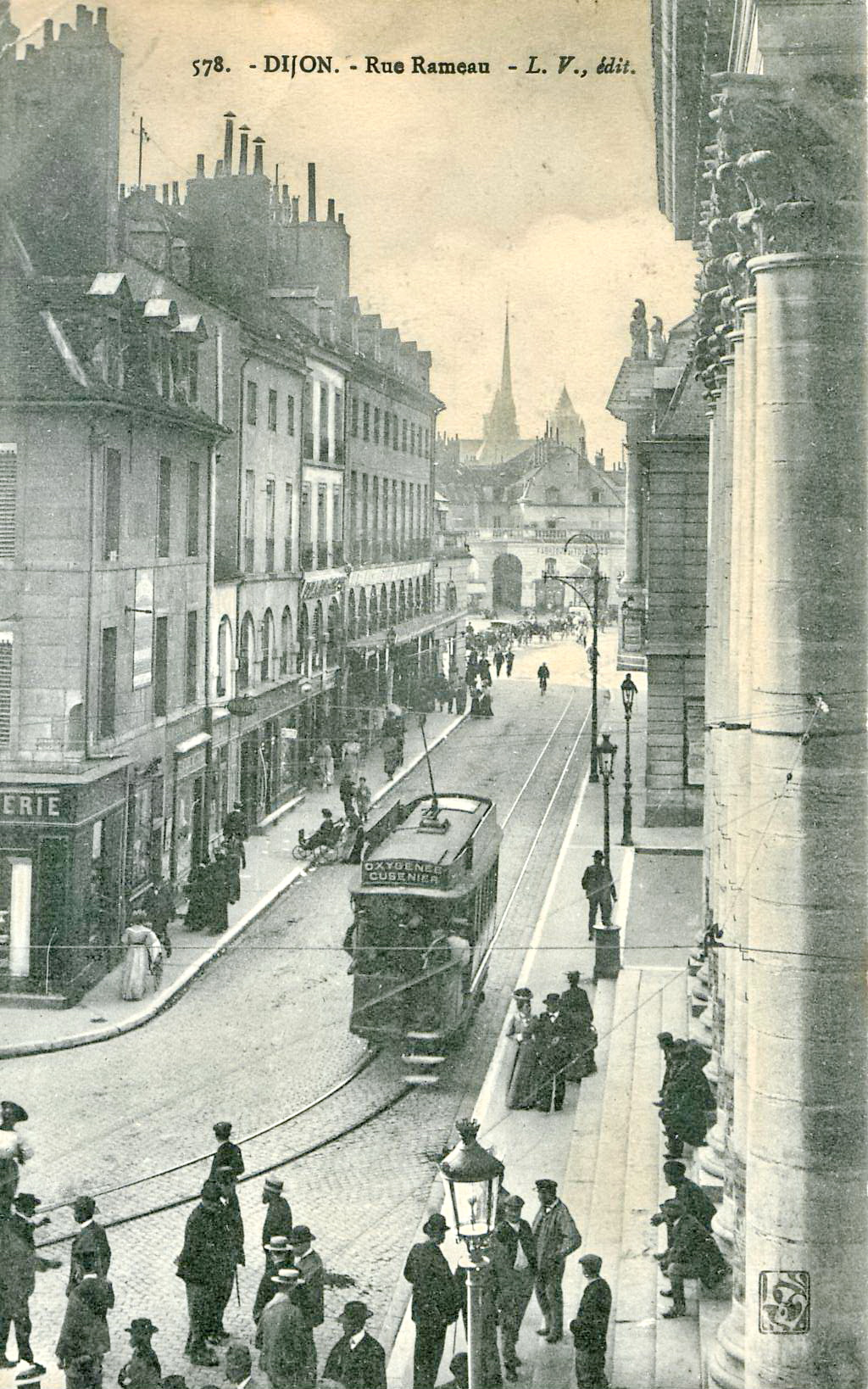
Rue Rameau à la fin du XIXe siècle.

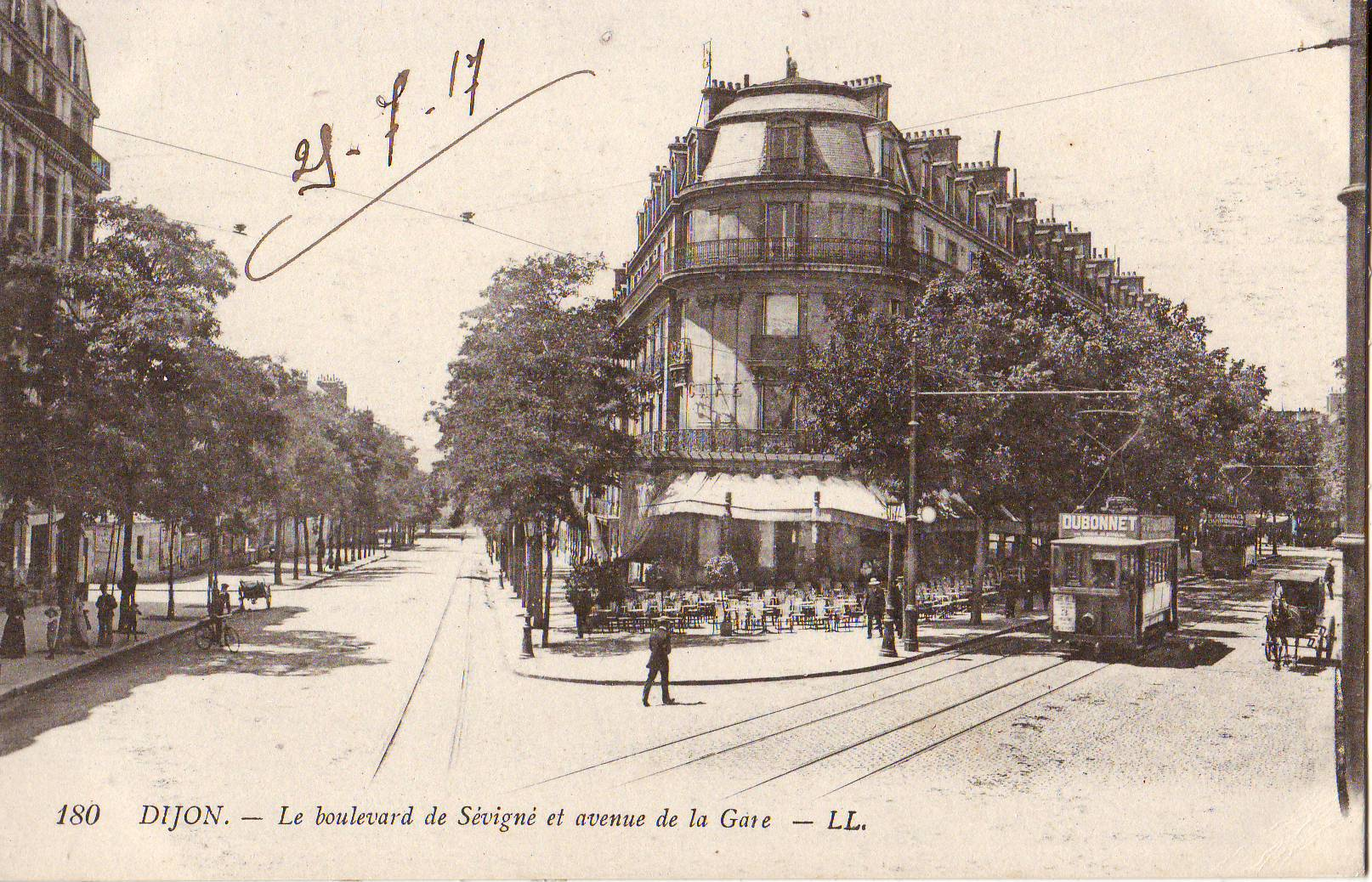
Boulevard de Sévigné et avenue de la Gare à la fin du XIXe siècle.

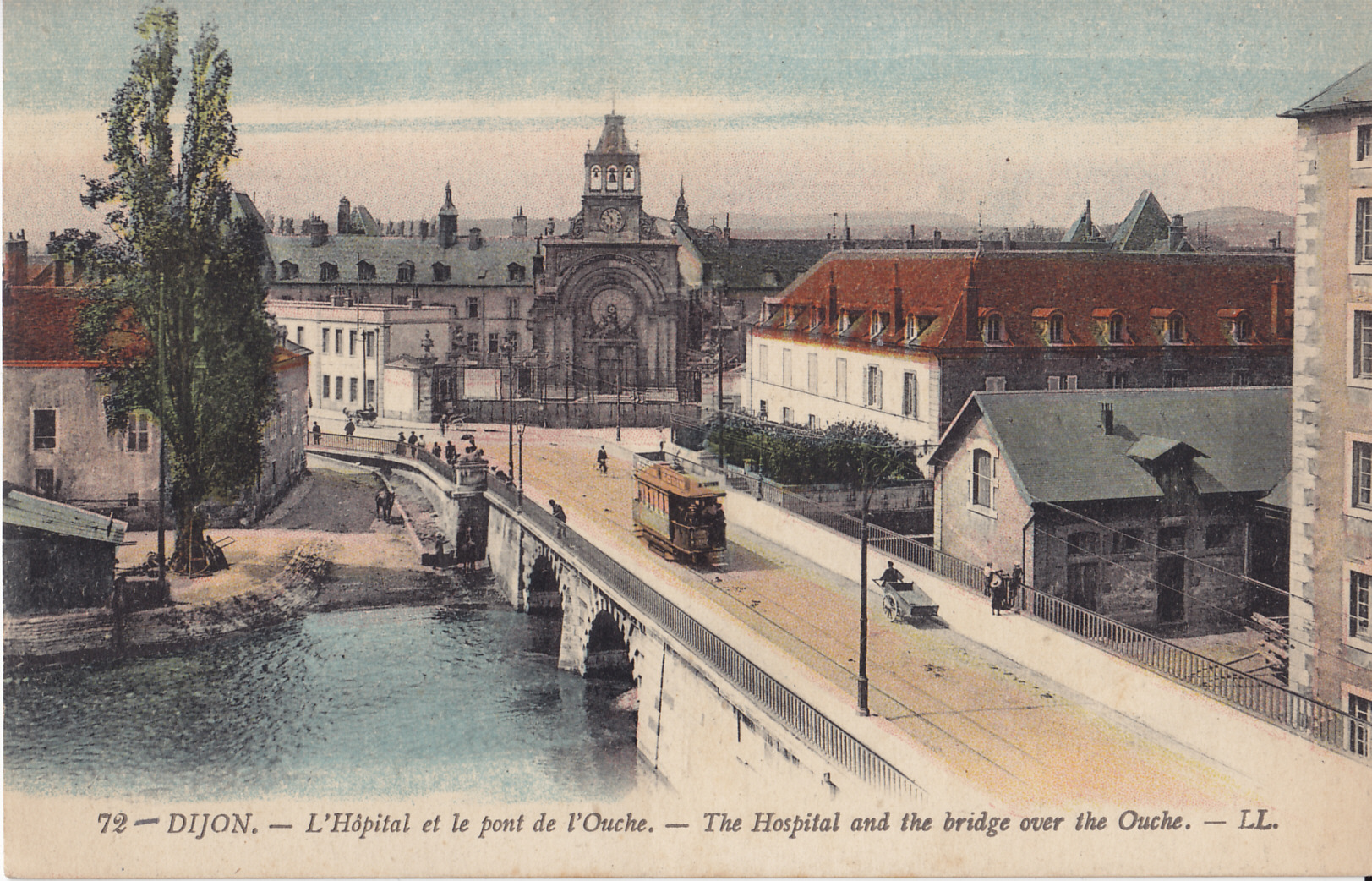
Le pont de l'Ouche et l'hôpital général, à la même époque.

En 1804, le lycée et l'École de droit sont créés, puis en 1808 les facultés de Lettres, Sciences, Droit et Médecine. En 1814, les Alliés, qui combattent Napoléon, entrent à Dijon et occupent la ville.
L'exploitation du charbon et du fer au Creusot, l'achèvement du canal de Bourgogne et du port du canal de Dijon en 1833 rendent à Dijon une certaine importance économique. Le quartier Saint-Bernard est créé en dehors des remparts. En 1840, le réseau d'alimentation en eau dessiné et mis en œuvre par l'ingénieur Henry Darcy est inauguré sous l'administration du préfet Chaper pour lutter contre l'insalubrité ; l'hygiène permet alors à Dijon de prospérer davantage (voir Jardin Darcy).
Dans les années 1840, le maire Victor Dumay, son conseil municipal et l'ingénieur Henry Darcy soutiennent avec succès le tracé par Dijon de la ligne de chemin de fer Paris-Lyon-Marseille. La section de Tonnerre à Dijon est inaugurée le 1er juin 1851 par le prince Louis-Napoléon Bonaparte. Dès lors, Dijon se développe rapidement : le quartier de la gare se peuple et les faubourgs voisins se construisent. Napoléon III fait une visite à Dijon, avec l'impératrice Eugénie, les 23 et 24 août 1860.
En 1866, sur concours, un projet de plan d'urbanisme, inspiré de ce que réalise Haussman à Paris, est proposé par l'architecte Henri Degré et les géomètres Jetot et Bachet puis adopté malgré des réticences. Dijon compte 42 000 habitants en 1872, l'accroissement moyen étant estimé à 1,5 % entre 1801 et 1872. Il passe ensuite à 3,6 % entre 1872 et 1975.
Durant la guerre franco-allemande de 1870, trois batailles se déroulent à Dijon. Le 30 octobre 1870, soldats et mobilisés tentent de défendre la ville contre les Prussiens. Sans artillerie, ils doivent se rendre à la fin de la journée. Le 26 novembre 1870, Garibaldi, à la tête de « l'armée des Vosges », ne peut reprendre Dijon et doit faire retraite.
Mais, le 23 janvier 1871, les Français remportent une victoire contre les Allemands, et un drapeau poméranien est même conquis. La place du Trente-Octobre et l'avenue du Drapeau rappellent ces faits d'armes. Malgré tout, Dijon est occupée par l'armée allemande, pendant environ huit mois. En 1899, la ville reçoit la Légion d'honneur pour sa résistance en octobre 1870.
Après la guerre, la place de Dijon retrouve un rôle stratégique : des casernes et un arsenal sont édifiés, un ensemble de six forts est construit dans le cadre du système Séré de Rivières. De 1850 à 1900, grâce à l'exode rural, Dijon passe de 30 000 à 70 000 habitants. La ville se développe en rasant ses remparts, remplacés par de grands boulevards.
Après de nombreuses polémiques, le château construit par Louis XI est détruit de 1891 à 1897. De multiples équipements publics et privés sont réalisés : lycée Carnot, École normale, groupe scolaire, cimetière, grands magasins comme la « Ménagère » rue de la Liberté, qui ouvre en 1897, grands hôtels, lieux de culte. Dans les faubourgs s'élèvent des usines : celle des biscuits Pernot, celle des clés à molettes Lachèze, ou encore l'usine Terrot en 1887... La ville est desservie par des lignes de chemin de fer secondaire, celui des chemins de fer départementaux de la Côte-d'Or, dès 1888, et un réseau de tramway urbain.

### Dijon dans la première moitié duXXesiècle

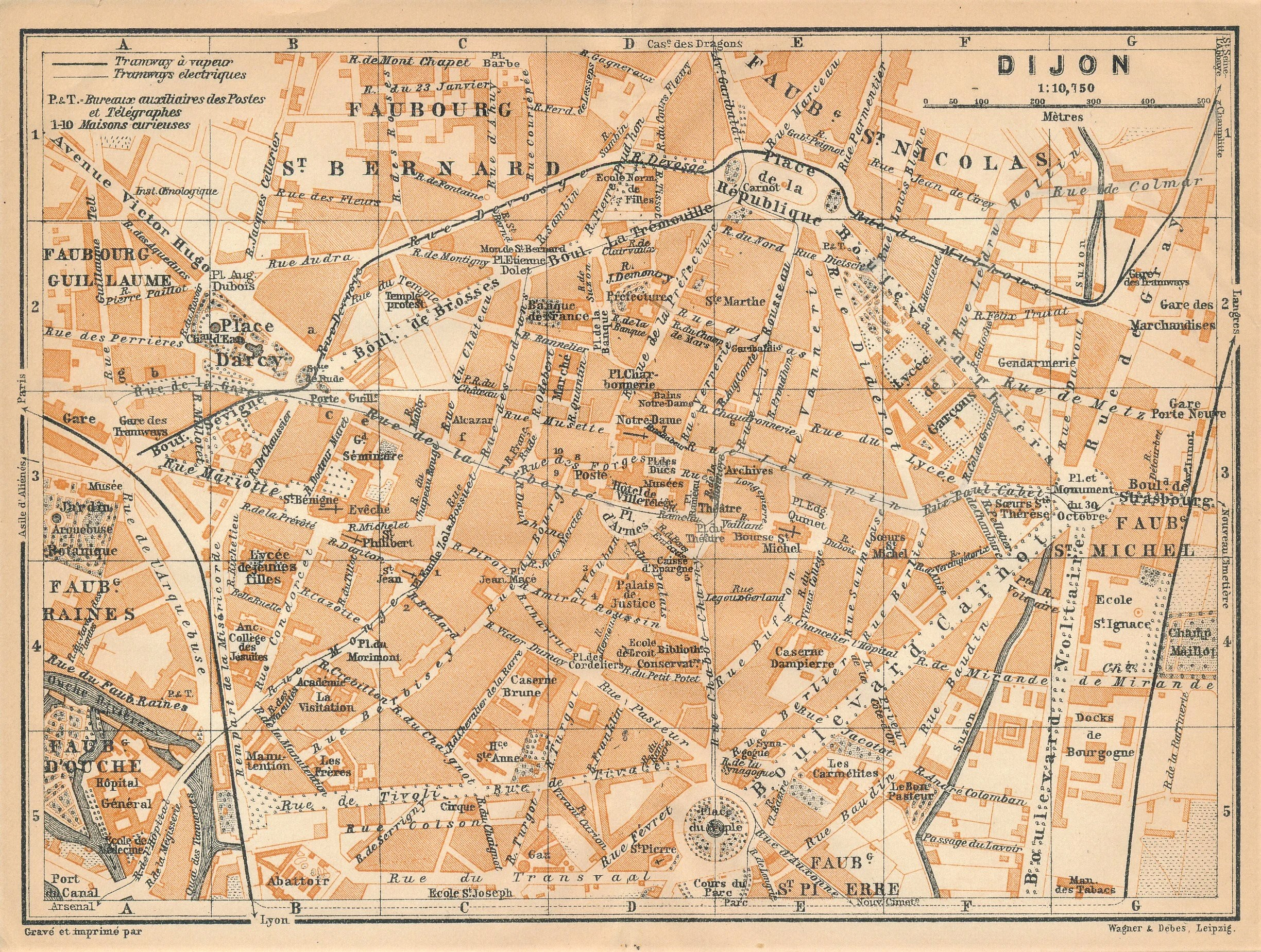
Carte de Dijon en 1913.

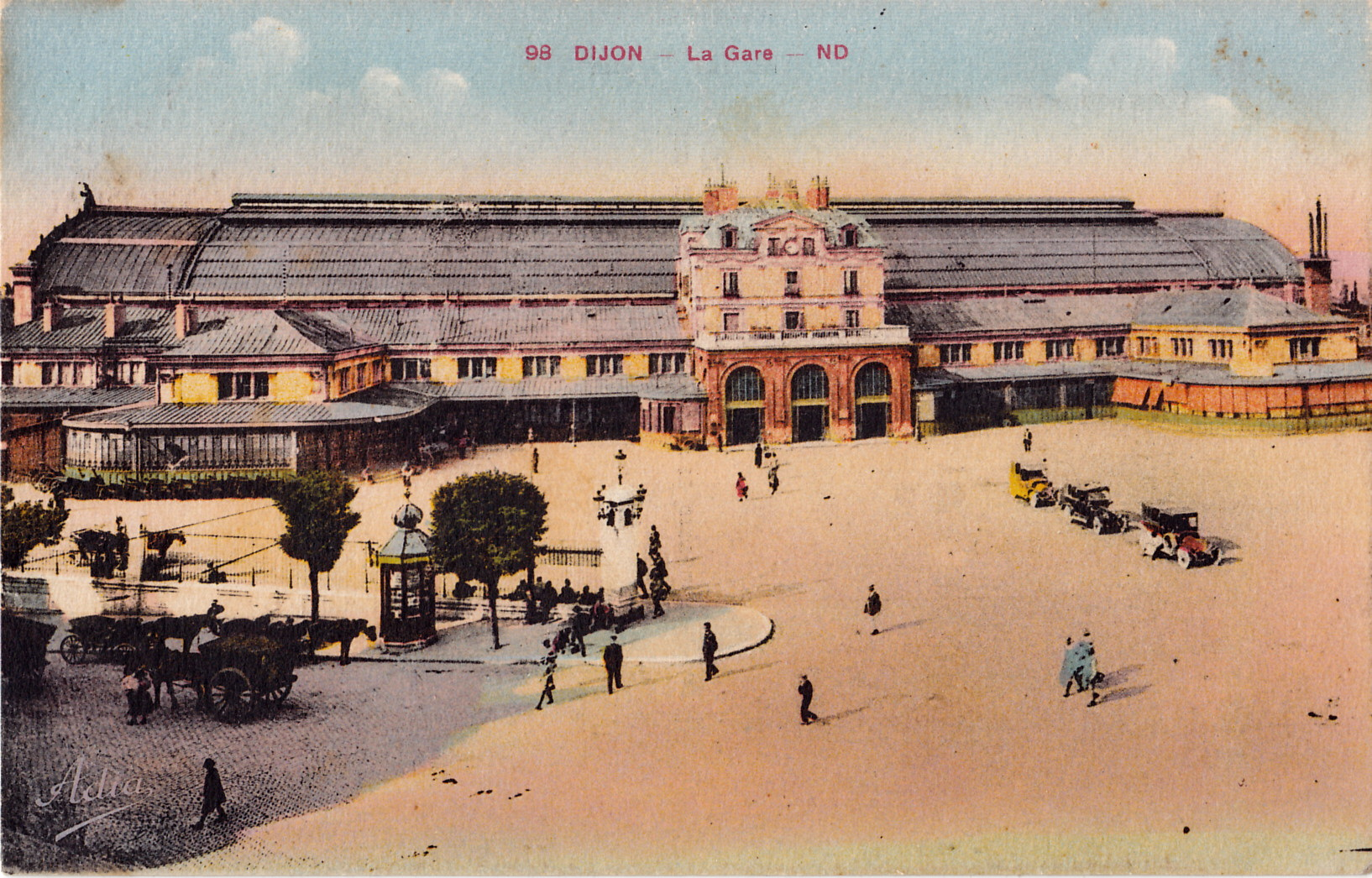
La première gare de Dijon-Ville, détruite en 1944.

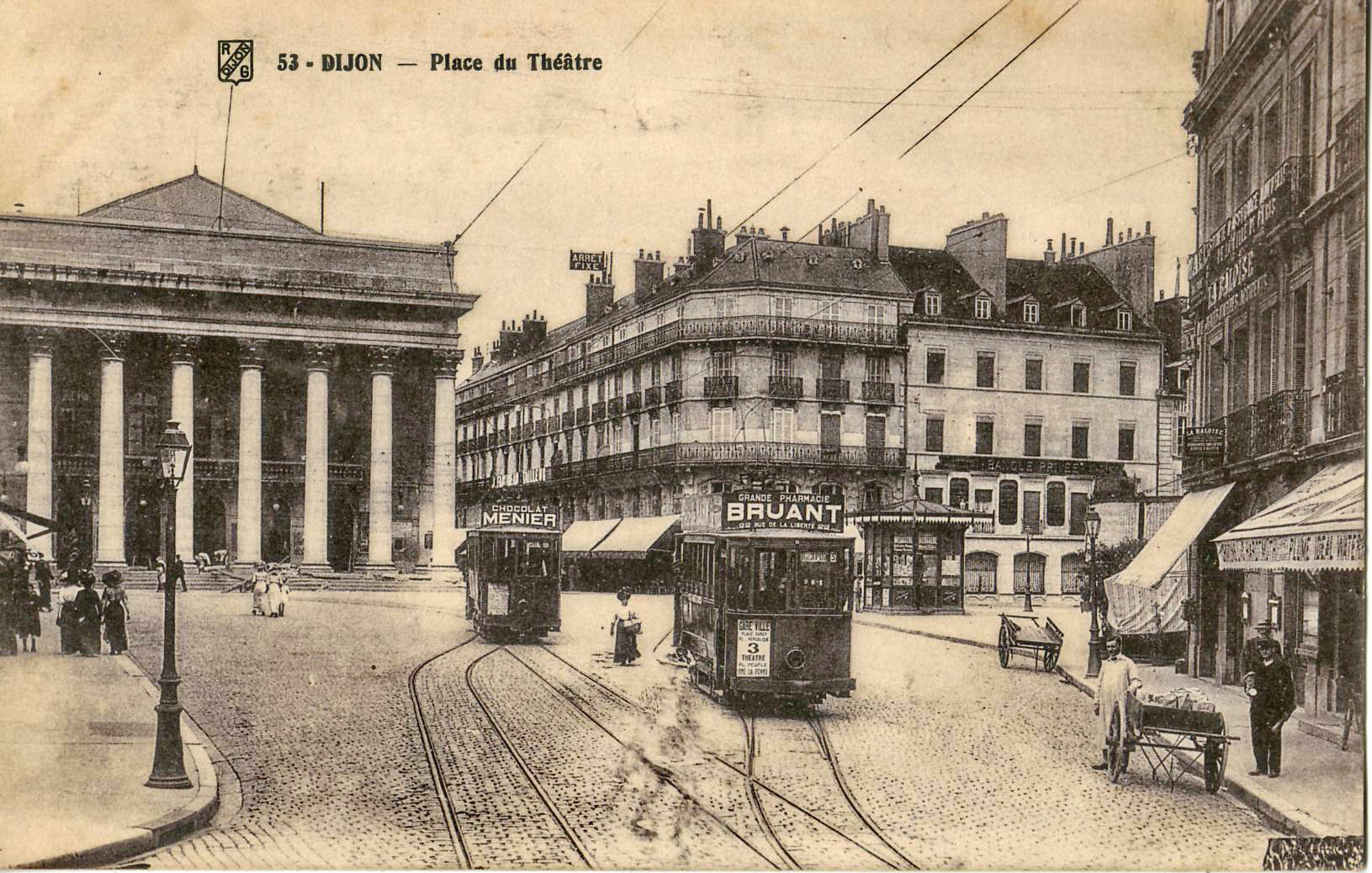
L'ancien tramway de Dijon devant le théâtre.

L'arrivée en 1904 d'une majorité radicale, socialiste et anticléricale menée par Henri Barabant est marquée par une campagne de « laïcisation des rues ». Par exemple, la place Saint-Pierre (aujourd'hui place Wilson), la rue Sainte-Anne, la place Saint-Bernard, sont nommées respectivement place du Peuple, rue du Chevalier de La Barre, place Étienne Dolet. Ces rues reprendront leur ancien nom quelques dizaines d'années plus tard.
La Première Guerre mondiale ne cause pas de dommage architectural à Dijon qui participe par son industrie alimentaire et métallurgique à l'effort de guerre, sous la houlette de son maire Charles Dumont. Sous Gaston Gérard, maire de 1919 à 1935, la ville reprend son essor. L'entre-deux-guerres est marqué par l'urbanisation de quartiers résidentiels, comme celui du Val d'Or, ou de la Maladière, dans lequel s'élève la vaste église du Sacré-Cœur. La municipalité Gaston Gérard crée un parc des sports à Montmuzard. Occupée le 17 juin 1940 par l'armée allemande du Troisième Reich, Dijon est libérée par les troupes françaises le 11 septembre 1944. Face à l’avancée rapide des alliés, les Allemands détruisent le pont Eiffel et la gare.

Libération de Dijon le 11 septembre 1944 par les troupes Françaises de la 1ere armée.(ici rue de Longvic).

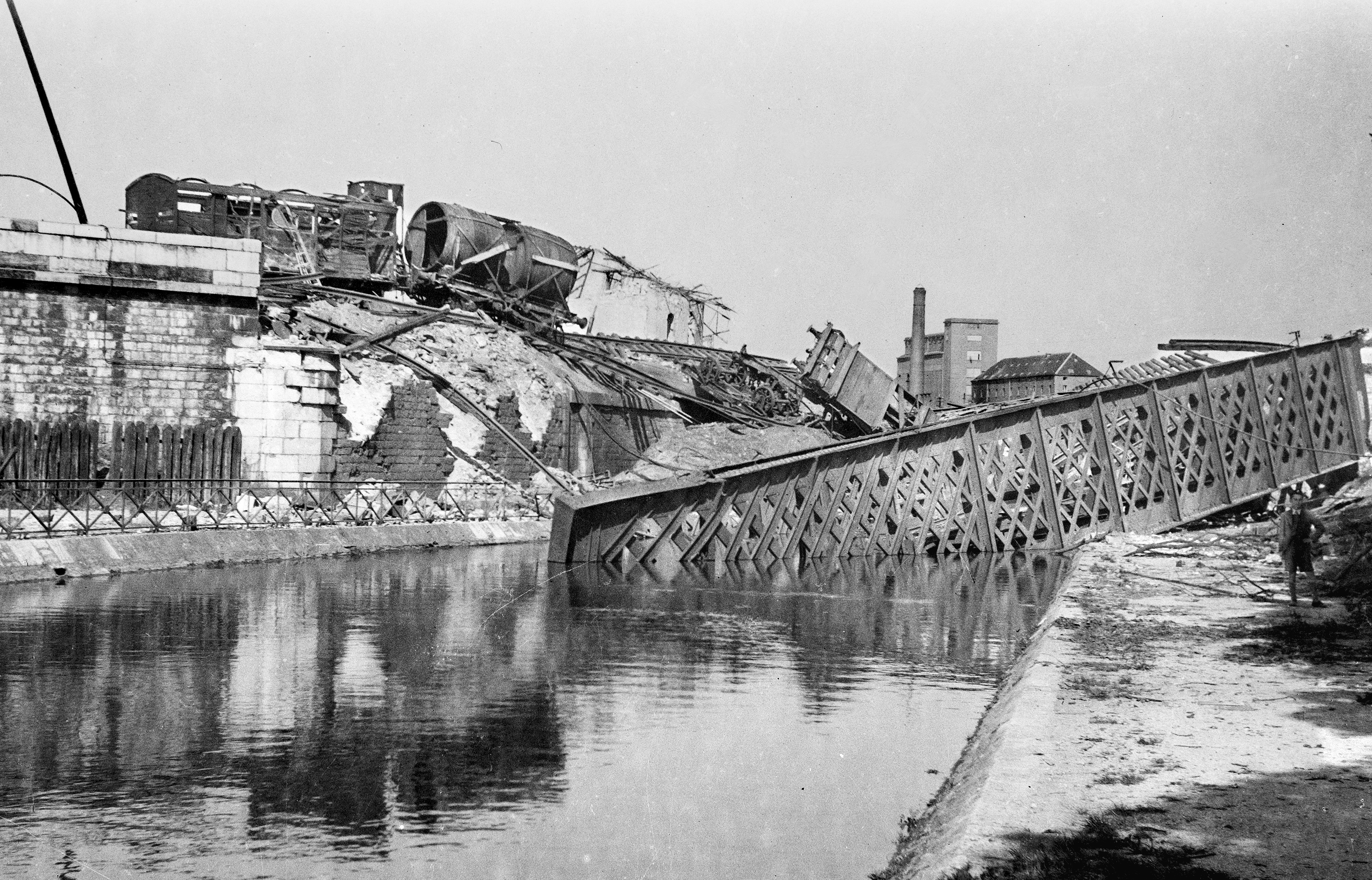
Avant de partir les Allemands font sauter le pont Eiffel.

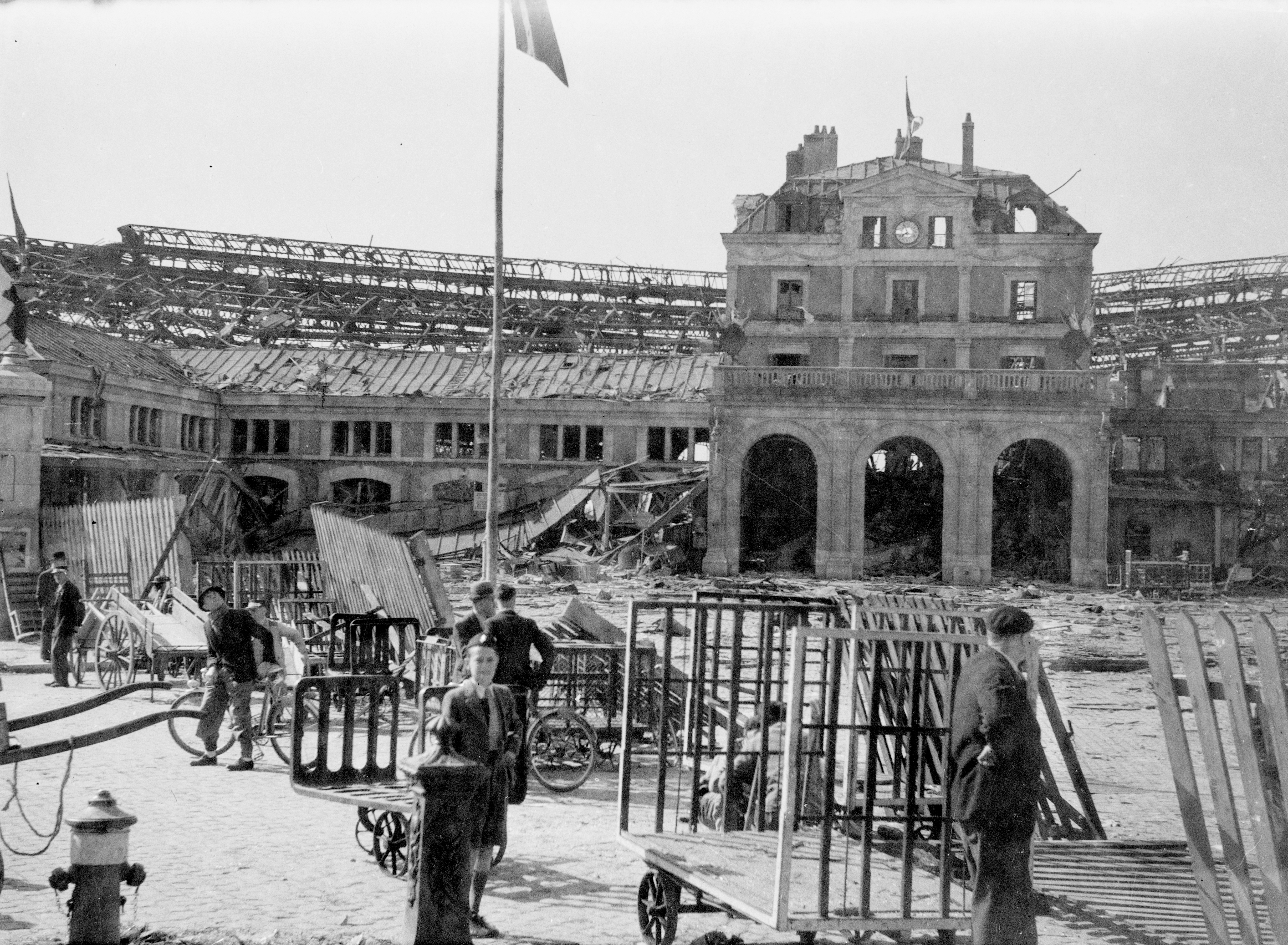
Gare de Dijon en septembre 1944.

### Depuis 1945
Après la guerre, la population est restée stable, aux alentours de 100 000 habitants. Dijon est globalement une ville tertiaire et le milieu social est dominé par les cadres moyens et les employés. La classe moyenne se développe rapidement, passant de 34,3 % des actifs en 1954 à 40,2 % en 1975. Le chanoine Kir, maire de Dijon de 1945 à 1968, dote la ville d'un lac artificiel inauguré en 1964.
Un évènement inédit se déroule le 23 décembre 1951 : à l'initiative du clergé local une effigie du père Noël est pendue aux grilles de la cathédrale Sainte-Bénigne et brûlée devant 250 enfants venus des patronages. Le porte parole de l'épiscopat justifie cet autodafé par le paganisme du personnage. Les catholiques traditionalistes approuvent cette action qui prend vite une dimension régionale, puis nationale. La presse s'en fait l'écho et l'anthropologue Claude Levi-Strauss publie dans la revue Les Temps modernes une analyse intitulée : Le Père Noël supplicié. La municipalité réagit très rapidement : le chanoine Kir, maire de Dijon et appartenant au clergé séculier, fait hisser sur le toit de la mairie le 24 décembre un sapeur-pompier avec une barbe postiche qui salue la foule. Le symbole est clair : la mairie veut signifier que le père Noël n'est pas mort et que l'Hôtel de ville défendra, lieu de laïcité, une tradition populaire face à un clergé traditionaliste. Ce geste d'un pompier déguisé en père Noël hissé sur le toit de la mairie devant la foule le 24 décembre perdurera pendant plusieurs années à Dijon.
La municipalité multiplie les bâtiments de service public comme, en 1962, l'hôpital du Bocage. À partir de 1957 se crée également, à l'initiative du recteur Marcel Bouchard, un vaste campus universitaire à Montmuzard, sur près de cent hectares. Avec l'essor économique des Trente Glorieuses, la surface urbanisée de l'agglomération double afin de répondre à la pénurie de logements. Le quartier des Grésilles, la ZUP de la Fontaine-d'Ouche sont aménagés et les municipalités satellites comme Quetigny ou Chevigny-Saint-Sauveur s'accroissent.
En 1971 est élu le gaulliste Robert Poujade, qui assure son mandat durant trente ans, jusqu'en 2001.
En 1977, le quotidien Les Échos récompense Dijon du titre de première ville écologique avec l'aménagement en 1975 notamment du parc de la Combe à la serpent, le plus étendu de la ville.
Dernière grande réalisation de la municipalité Poujade, l'auditorium de Dijon est inauguré le 20 juin 1998.
Le 18 mars 2001, le candidat de gauche François Rebsamen est élu maire de Dijon. Il reste alors maire en continu pendant 22 ans, sauf d'avril 2014 à août 2015 où il cesse d'être maire afin d'assumer les fonctions de Ministre du Travail, de l'Emploi, de la Formation professionnelle et du Dialogue social sous les premier et second gouvernements Manuel Valls. Durant cette période, le maire est son premier adjoint Alain Millot. Celui-ci étant mort de  maladie en juillet 2015, François Rebsamen revient occuper le poste de maire, qu'il conserve jusqu'à l'annonce de sa démission le 18 novembre 2024.
La construction de la Tour Elithis, premier bâtiment à énergie positive de France, est achevée en 2009. Le nouveau tramway de Dijon est mis en service fin 2012.
Du 12 au 16 juin 2020 ont lieu des événements inédits dans l'histoire de la ville, bien que précédés par des incidents similaires mais de moindre ampleur à Nice, Rouen et Troyes. Par le biais d’appels lancés sur les réseaux sociaux, des membres de la communauté tchétchène de France viennent de tout l'Hexagone à Dijon, après l'agression d'un jeune Tchétchène qu'ils imputent à des dealers maghrébins du quartier des Grésilles, ce qui amène plusieurs dizaines de Tchétchènes, estimés autour de 150, à mener une expédition punitive contre l'ensemble du quartier et des Maghrébins qui y habitent, provoquant 3 nuits de violences urbaines parfois avec des armes de guerre, puis une dernière nuit de violence dans le quartier du Mail à Chenôve, laissant 20 blessés dont un par balles,. Le 17 juin, l'imam de Quetigny Mohamed Ateb parvient à réunir des représentants des deux communautés et les persuade de mettre en place un « armistice » entre leurs communautés. Les pouvoirs publics sont critiqués par les habitants des Grésilles qui leur reprochent d'avoir attendu trois jours avant d'agir. Se défendant de tout laxisme, les autorités évoquent des effectifs policiers insuffisants avant l'apport de renforts qui ont sécurisé la ville. Huit Tchétchènes sont mis en examen pour association de malfaiteurs et violences aggravées, et six autres personnes sont placées en garde à vue.
À la suite de l'annonce de la démission de François Rebsamen le 18 novembre 2024, le 25 novembre, le Conseil municipal élit sa première adjointe Nathalie Koenders comme nouvelle maire de Dijon, faisant d'elle la première femme à occuper cette fonction,.

## Politique et administration

### Cantons

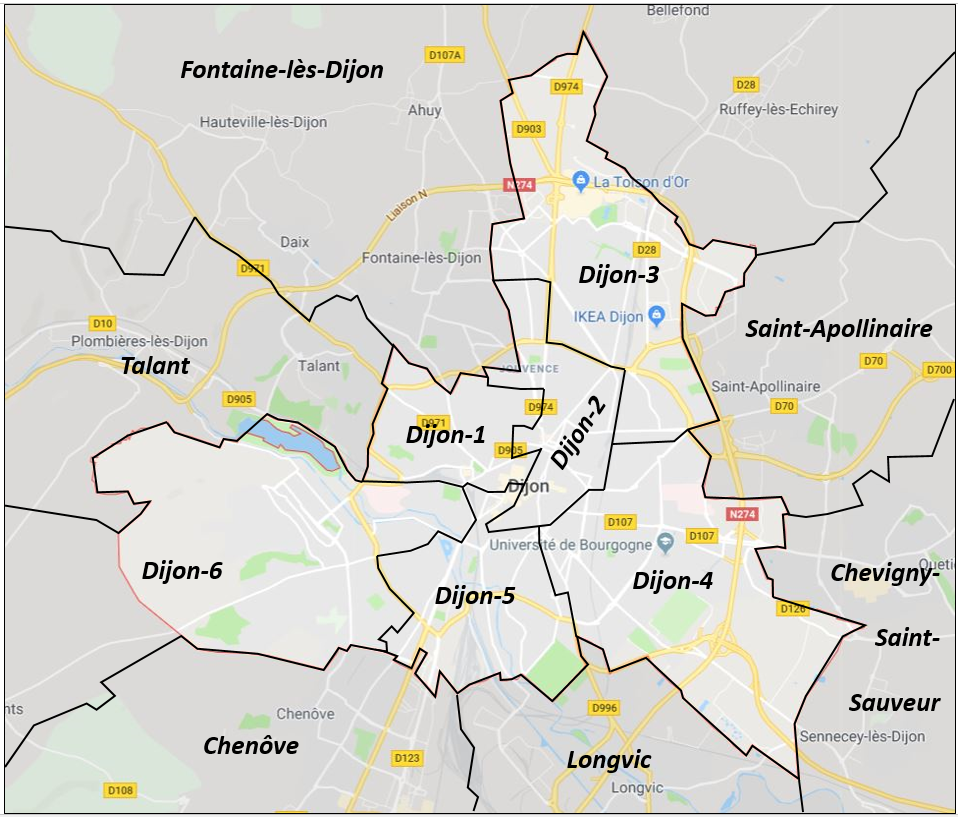
Découpage cantonal à Dijon depuis 2015.

Le territoire de la commune de Dijon est divisé en six cantons. Les 5 premiers cantons ne concernent que Dijon. Seul le dernier canton inclut d'autres communes.
| Canton  | Habitants | Communes associées               |
| ------- | --------- | -------------------------------- |
| Dijon-1 | 25 015    |                                  |
| Dijon-2 | 27 135    |                                  |
| Dijon-3 | 23 808    |                                  |
| Dijon-4 | 26 583    |                                  |
| Dijon-5 | 24 666    |                                  |
| Dijon-6 | 25 678    | Corcelles-les-Monts, Flavignerot |

### Intercommunalité

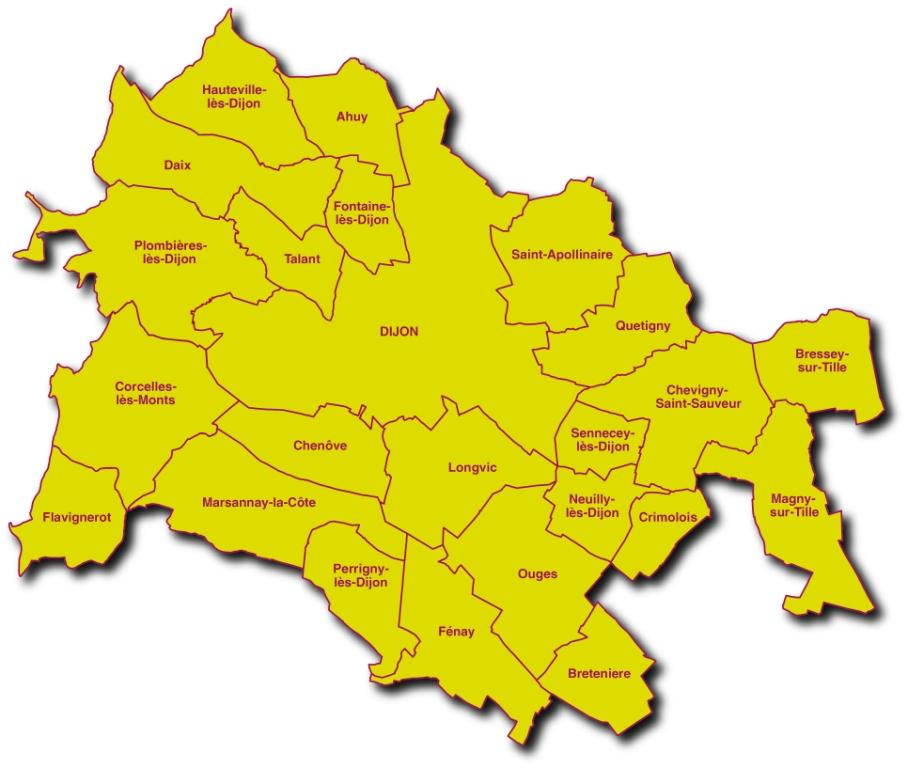
Les communes composant la métropole de Dijon depuis 2013.

La communauté de l'agglomération dijonnaise (COMADI), devenue en 2005 le « Grand Dijon », couvre 22 communes. Dijon est ainsi le centre d'une communauté d'agglomération qui n'a cessé de s'étendre, formée théoriquement de 116 municipalités appartenant au périmètre du Schéma de cohérence territoriale (SCOT). Le nombre d'habitants était ainsi de 251 802 habitants en 2009 (soit 49 % de la Côte-d'Or) dont 155 340 à Dijon même, en en faisant la 18e communauté d'agglomération de France. Le 1er janvier 2015, le « Grand Dijon » est devenu une Communauté urbaine puis a accédé au statut de métropole sous le nom de « Dijon Métropole » le 28 avril 2017.

Vue panoramique du siège de Dijon Métropole, avenue du Drapeau.

### Département et région
Dijon est la préfecture à la fois du département de la Côte-d'Or et de la région Bourgogne-Franche-Comté. L'hôtel Bouhier de Lantenay en est le siège. Il est situé à quelques centaines de mètres des bâtiments du conseil départemental de la Côte-d'Or. Le siège du conseil régional de Bourgogne-Franche-Comté se trouve quant à lui à Besançon.

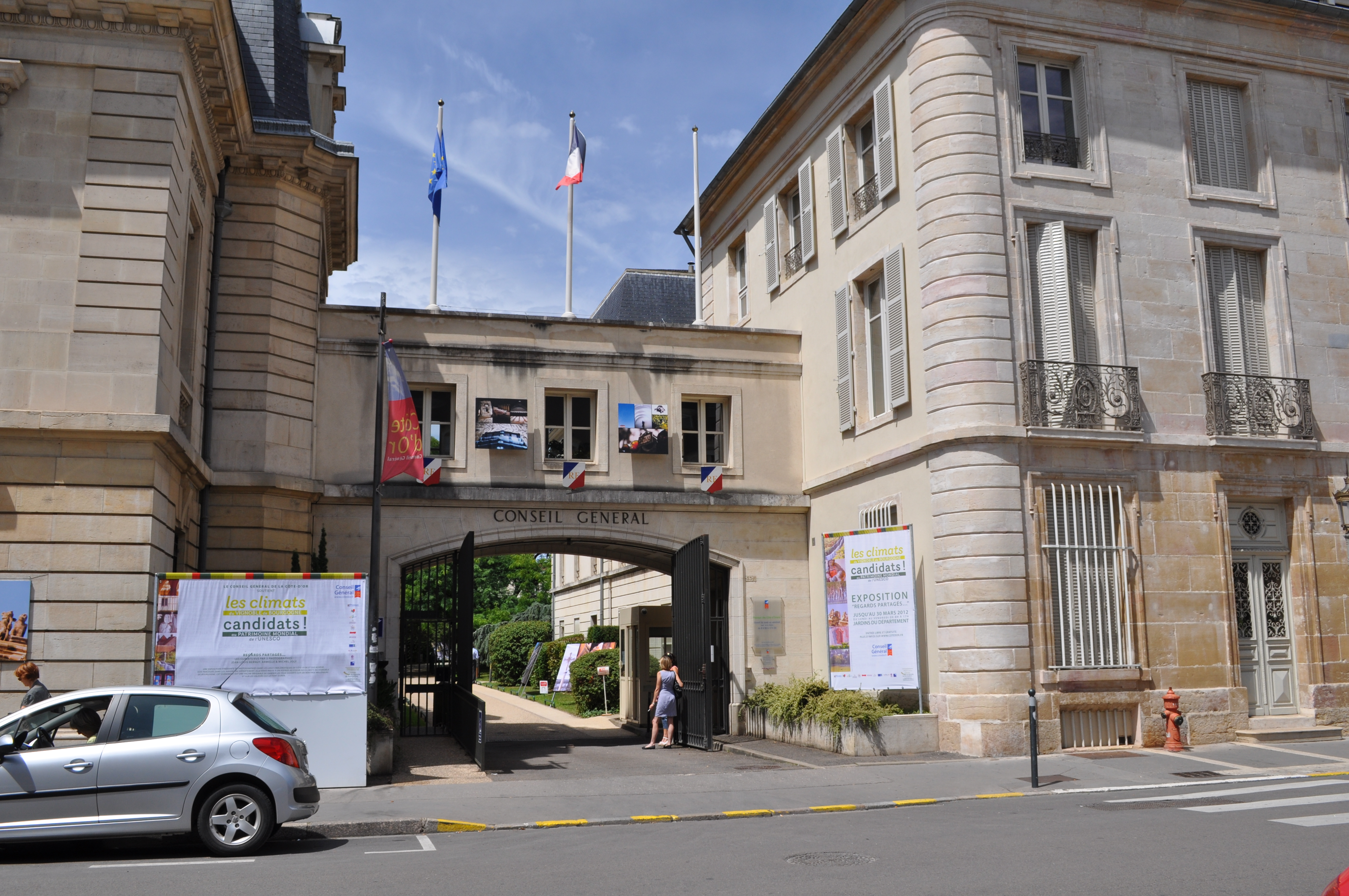
Conseil départemental de la Côte-d'Or, rue de la Préfecture.
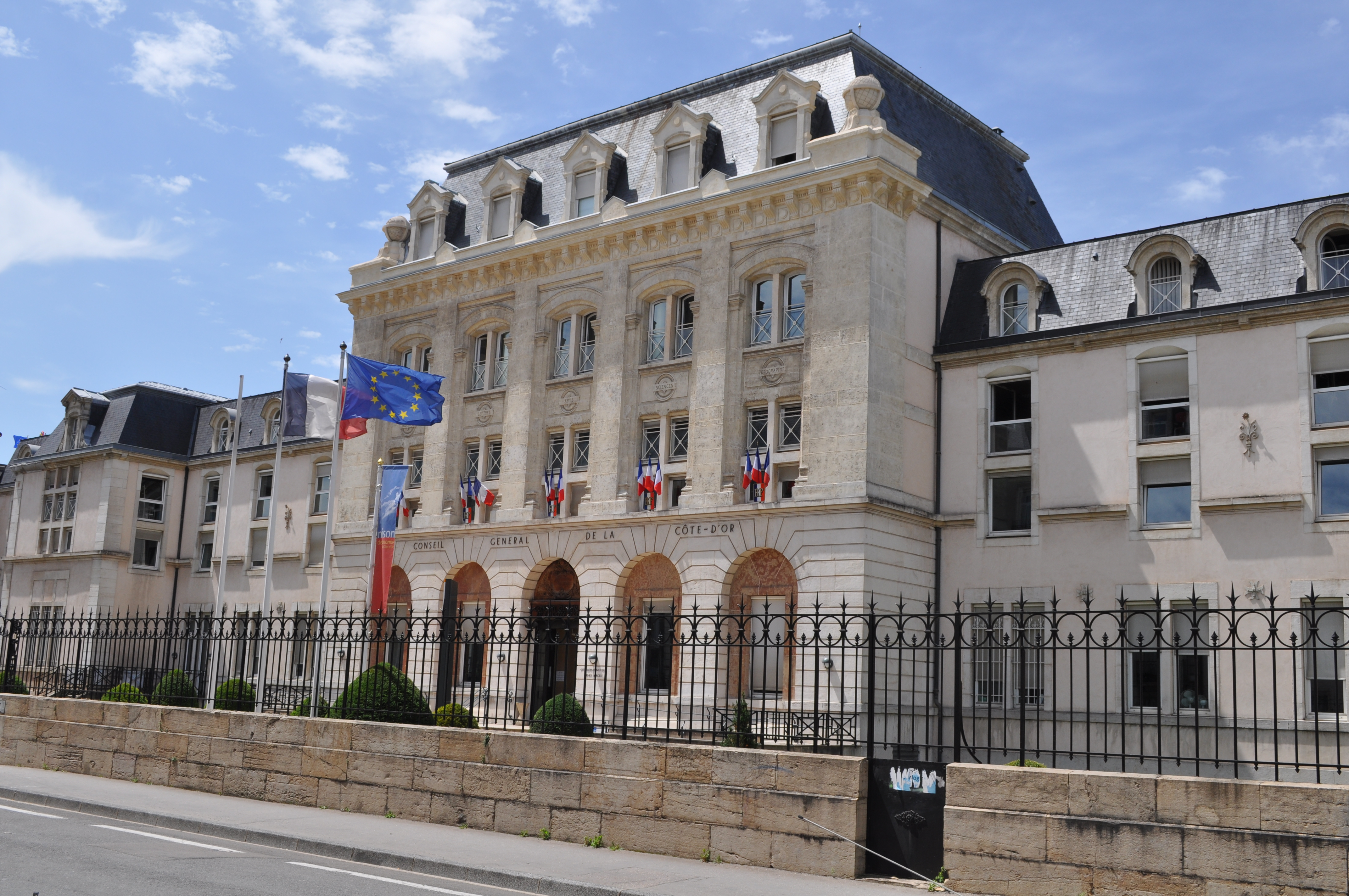
Annexe du Conseil départemental, rue Joseph-Tissot.
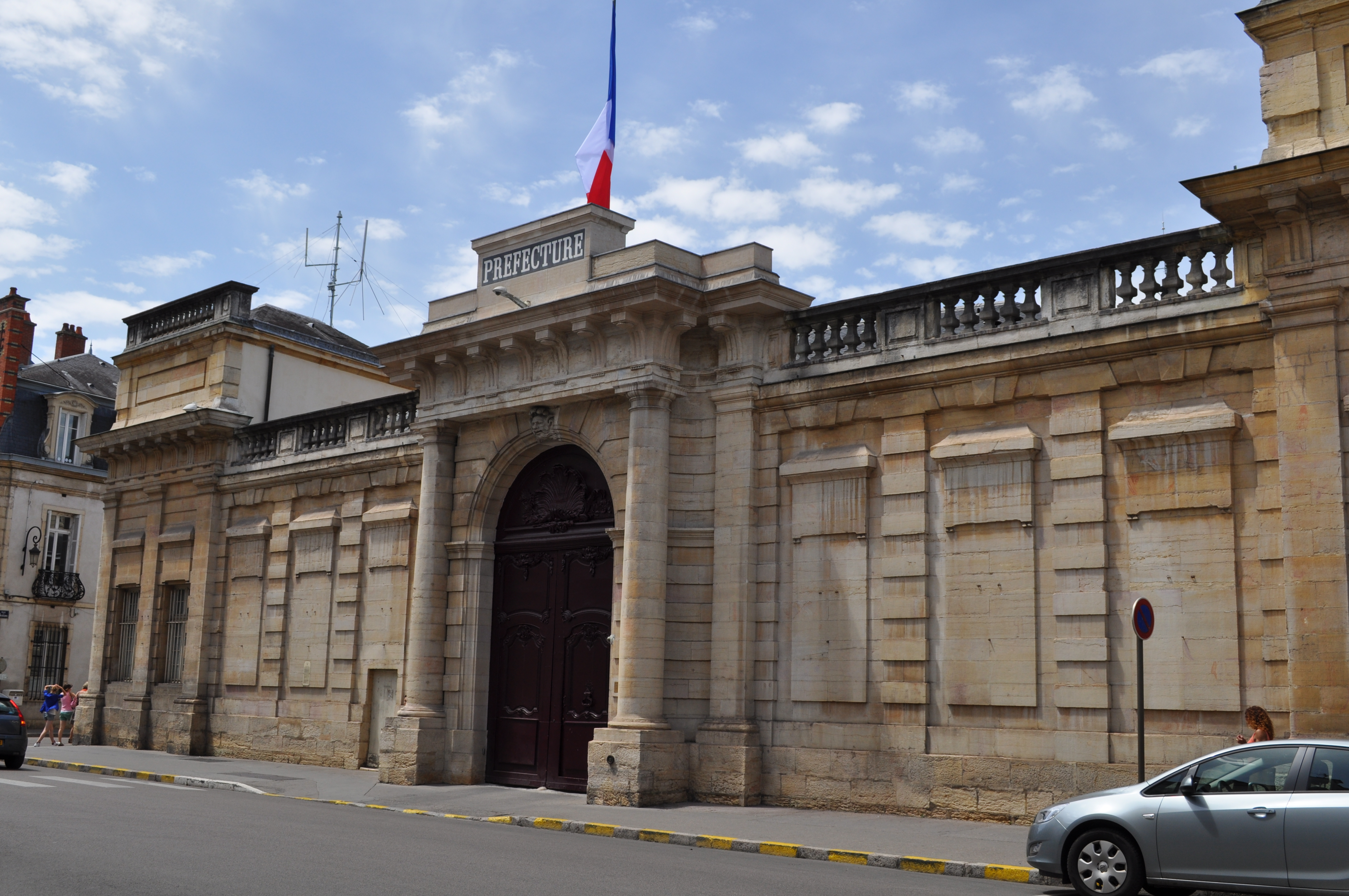
La préfecture de la Côte-d'Or, vue de la rue de la Préfecture.
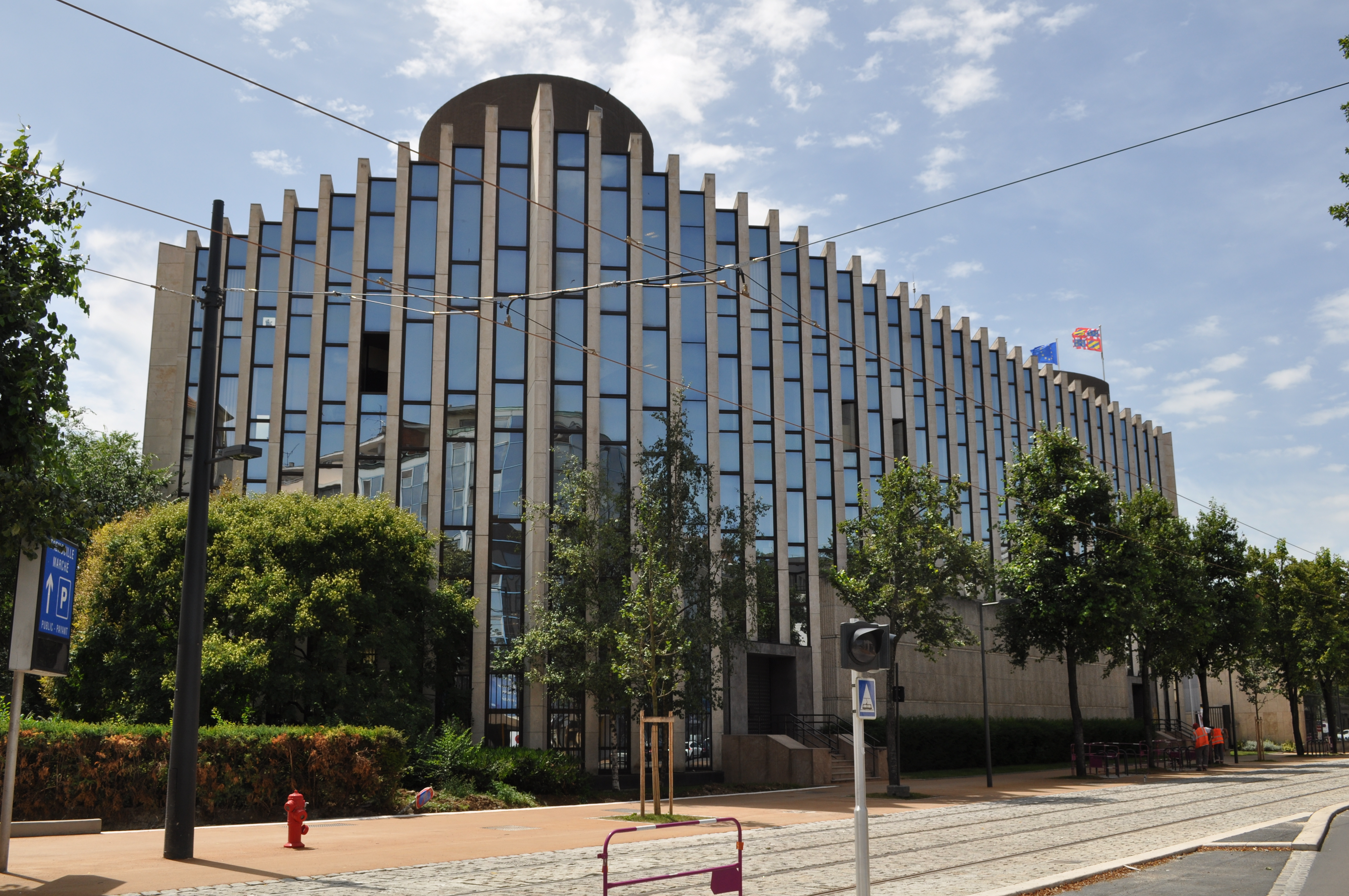
Ancien hôtel de région de Bourgogne, boulevard de la Trémouille.

### Tendances politiques et résultats
À la Libération, la collusion de la droite avec le régime de Vichy rend ses représentants inéligibles. C'est donc, selon Pierre Lévêque, les conservateurs, avec le chanoine Kir, qui remportent les scrutins en 1945-1946. Aidé par d'autres personnalités comme le baron Thénard, propriétaire du journal Le Bien public, Félix Kir devait occuper la scène politique jusqu'à sa mort en 1968. Il est réélu en 1953, alors qu'il n'est pas gaulliste, et qu'il s'oppose même au général de Gaulle. Sous la Quatrième République, la gauche est en déclin. Depuis 1948 la droite classique détient en effet trois sièges de députés sur cinq, les deux sièges de sénateurs, la présidence du Conseil général et les mairies des plus grandes villes du département, y compris Dijon. L'influence du Parti Communiste est modérée, autour de 15 %. En mars 1959, la liste du chanoine Kir est entièrement réélue à Dijon ainsi qu'en 1965 de justesse, contre la droite gaulliste représentée par Robert Poujade. Ce dernier bat finalement le chanoine Kir en mars 1967 aux législatives. Félix Kir meurt le 25 avril 1968 et son premier adjoint le docteur Veillet devient maire de Dijon.
En mai 1968, comme dans le reste de la France, des grèves et des manifestations se produisent à Dijon. L'un des principaux leaders nationaux, Jacques Sauvageot, est issu de la Faculté de Droit de Dijon. La ville connait alors la plus grande grève de son histoire avec plusieurs dizaines de milliers d'ouvriers, cadres et fonctionnaires revendiquant un nouveau mode de fonctionnement des entreprises et des administrations. Mais à la différence des principales villes de France, Dijon ne connait pas de heurts violents. Les étudiants et les enseignants s'entendent rapidement pour la réforme de l'université. Le mouvement s'essouffle vite et le mois de mai se termine sur une grande manifestation de soutien au général de Gaulle organisée par l'opinion conservatrice, majoritaire à Dijon.
En 1971, le gaulliste Robert Poujade est élu maire de Dijon et le reste trente ans. En 1973, la gauche atteint 42,2 % des votes alors que les « indépendants » (les conservateurs, en droite file du chanoine Kir) sont balayés. La gauche devient le Parti Socialiste à Dijon et surtout dans son agglomération où, en l'espace de quelques années, jusqu'en 1978, sa progression est rapide. En mai 1981, trois candidats socialistes sont élus en Côte-d'Or, dont deux issus de l'agglomération dijonnaise (Roland Carraz à Dijon I et Hervé Vouillot à Quétigny). Si François Mitterrand remporte l'élection présidentielle, il n'obtient à Dijon qu'une très courte avance, et la grande majorité des communes rurales de la Côte-d'Or sont dominées par la droite.
Dès 1982, celle-ci contrôle à nouveau le conseil général, présidé jusqu'en 1988 par Robert Poujade puis par Henri Berger, puis, en 1994 par Louis de Froissard de Broissia, directeur du Bien public. En 1986, le Front national réalise une percée significative avec 13,9 % des voix. Néanmoins la droite remporte de nouveau tous les sièges de députés en mars 1993. Le Parti Socialiste réalise une importante avancée en mars 1998, alors que François Rebsamen est élu conseiller général de Dijon-V, avec 51,5 % des suffrages exprimés face au conseiller sortant. Après la décision de Robert Poujade de ne pas se représenter, François Rebsamen est élu maire de Dijon, pourtant de tradition conservatrice, le 18 mars 2001, avec 52,14 % des suffrages contre 47,86 % à son adversaire (RPR) Jean-François Bazin.

#### Récapitulatif de résultats électoraux récents
| Scrutin             | 1er tour | 1er tour | 1er tour | 1er tour | 1er tour | 1er tour | 1er tour | 1er tour | 1er tour | 1er tour | 1er tour | 1er tour | 2d tour     | 2d tour     | 2d tour     | 2d tour     | 2d tour     | 2d tour     | 2d tour     | 2d tour     | 2d tour     |
| Scrutin             | 1er      | 1er      | %        | 2e       | 2e       | %        | 3e       | 3e       | %        | 4e       | 4e       | %        | 1er         | 1er         | %           | 2e          | 2e          | %           | 3e          | 3e          | %           |
| ------------------- | -------- | -------- | -------- | -------- | -------- | -------- | -------- | -------- | -------- | -------- | -------- | -------- | ----------- | ----------- | ----------- | ----------- | ----------- | ----------- | ----------- | ----------- | ----------- |
| Municipales 2014    |          | PS       | 44,28    |          | UMP      | 28,27    |          | FN       | 12,70    |          | SE       | 8,55     |             | PS          | 52,84       |             | UMP         | 34,02       |             | FN          | 13,13       |
| Européennes 2014    |          | UMP      | 20,37    |          | PS       | 19,99    |          | FN       | 18,84    |          | UDI      | 9,99     | Tour unique | Tour unique | Tour unique | Tour unique | Tour unique | Tour unique | Tour unique | Tour unique | Tour unique |
| Régionales 2015     |          | PS       | 29,09    |          | LR       | 27,93    |          | FN       | 20,59    |          | EELV     | 5,17     |             | PS          | 43,54       |             | LR          | 35,46       |             | FN          | 20,99       |
| Présidentielle 2017 |          | EM       | 27,31    |          | LFI      | 21,89    |          | LR       | 20,91    |          | FN       | 14,52    |             | EM          | 75,95       |             | FN          | 24,05       | Pas de 3e   | Pas de 3e   | Pas de 3e   |
| Européennes 2019    |          | LREM     | 25,56    |          | EELV     | 16,72    |          | RN       | 15,43    |          | LR       | 9,07     | Tour unique | Tour unique | Tour unique | Tour unique | Tour unique | Tour unique | Tour unique | Tour unique | Tour unique |
| Municipales 2020    |          | PS       | 38,24    |          | Agir     | 19,90    |          | EELV     | 15,09    |          | LREM     | 8,80     |             | PS          | 42,51       |             | Agir        | 34,84       |             | EELV        | 21,63       |
| Régionales 2021     |          | PS       | 29.99    |          | LR       | 17.41    |          | RN       | 16.19    |          | ECO      | 15.19    |             | PS          | 52.74       |             | LR          | 20.77       |             | RN          | 16.06       |
| Présidentielle 2022 |          | LREM     | 30,01    |          | LFI      | 27,07    |          | RN       | 15,11    |          | REC      | 7,49     |             | LREM        | 69,89       |             | RN          | 30,11       | Pas de 3e   | Pas de 3e   | Pas de 3e   |

### Liste des maires

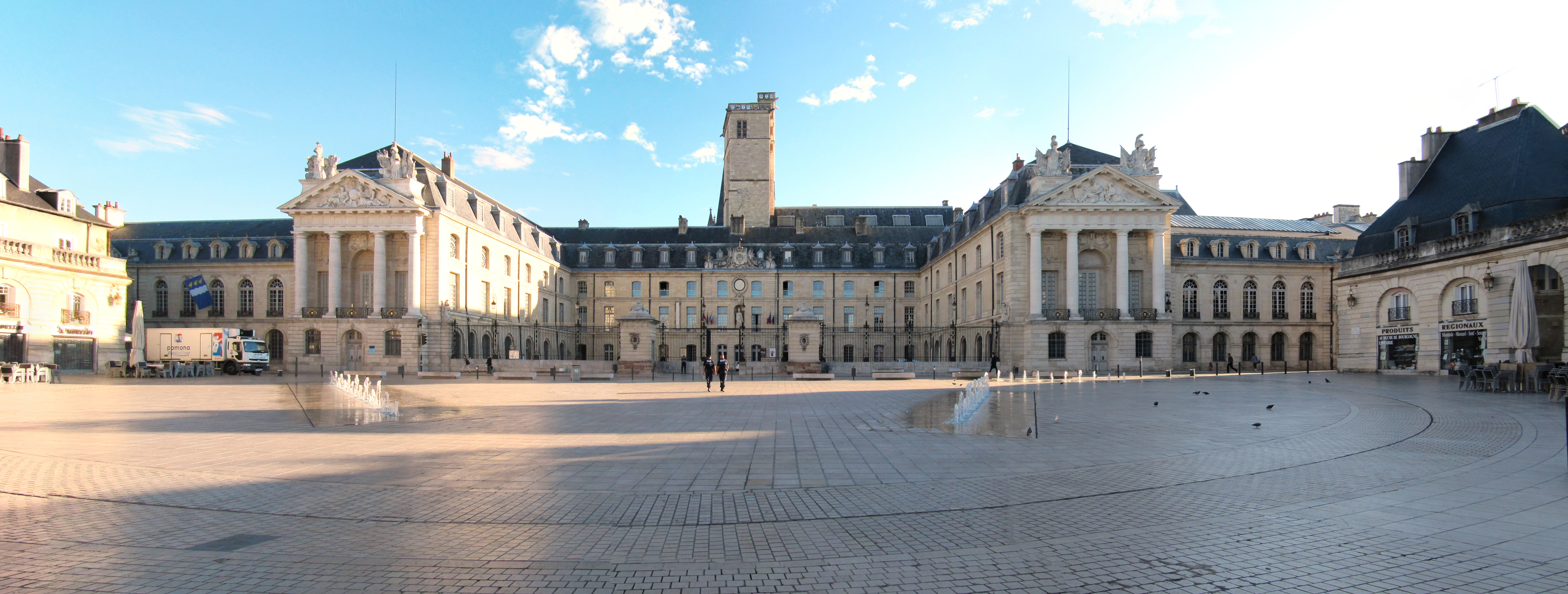
Hôtel de Ville de Dijon vu depuis la place de la Libération.

Dès le début du Moyen Âge, la ville de Dijon possède un maire et une assemblée de magistrats municipaux, appelés « jurés ». Ces magistrats sont confirmés en 1187, lorsqu'une charte de commune est accordée par le duc Hugues III. Celle-ci permet dès 1192 aux Dijonnais d'élire leur maire. Ce dernier, assisté d'un conseil de vingt jurés, administre directement la justice et lève une partie de l'impôt. En contrepartie, la ville verse 500 marcs d'argent par an au duc,.
Sous Charles VIII, à la fin du XVe siècle, la fonction est réformée. Le maire prend le titre de « vicomte maïeur ». Il est désormais dispensé de contributions le temps de sa charge et cette dernière est anoblissante. Les jurés qui l'assistent prennent le titre d'« échevins », officialisant une dénomination usitée dès le XIIIe siècle, et leur nombre est réduit à six. Le vicomte maïeur est élu par le peuple trois jours avant la Saint-Jean, et investi le jour de la Saint-Jean sur le parvis de l'église Saint-Philibert. À partir de 1669, il est permis au vicomte maïeur de porter « une robe longue de satin plein, de couleur violet, doublée de satin rouge cramoisi, comme le prévôt des marchands de Lyon, avec chaperon de même étoffe et couleur bordée d'hermine » afin de se distinguer des habitants, le plus souvent lors de cérémonies. En 1692, la fonction de vicomte maïeur est transformée en office tandis que l'élection n'est plus alors qu'une confirmation du choix royal fait par le gouverneur au nom du roi.
Parmi les maires ayant marqué l'histoire de la ville, certaines personnalités sont à remarquer :

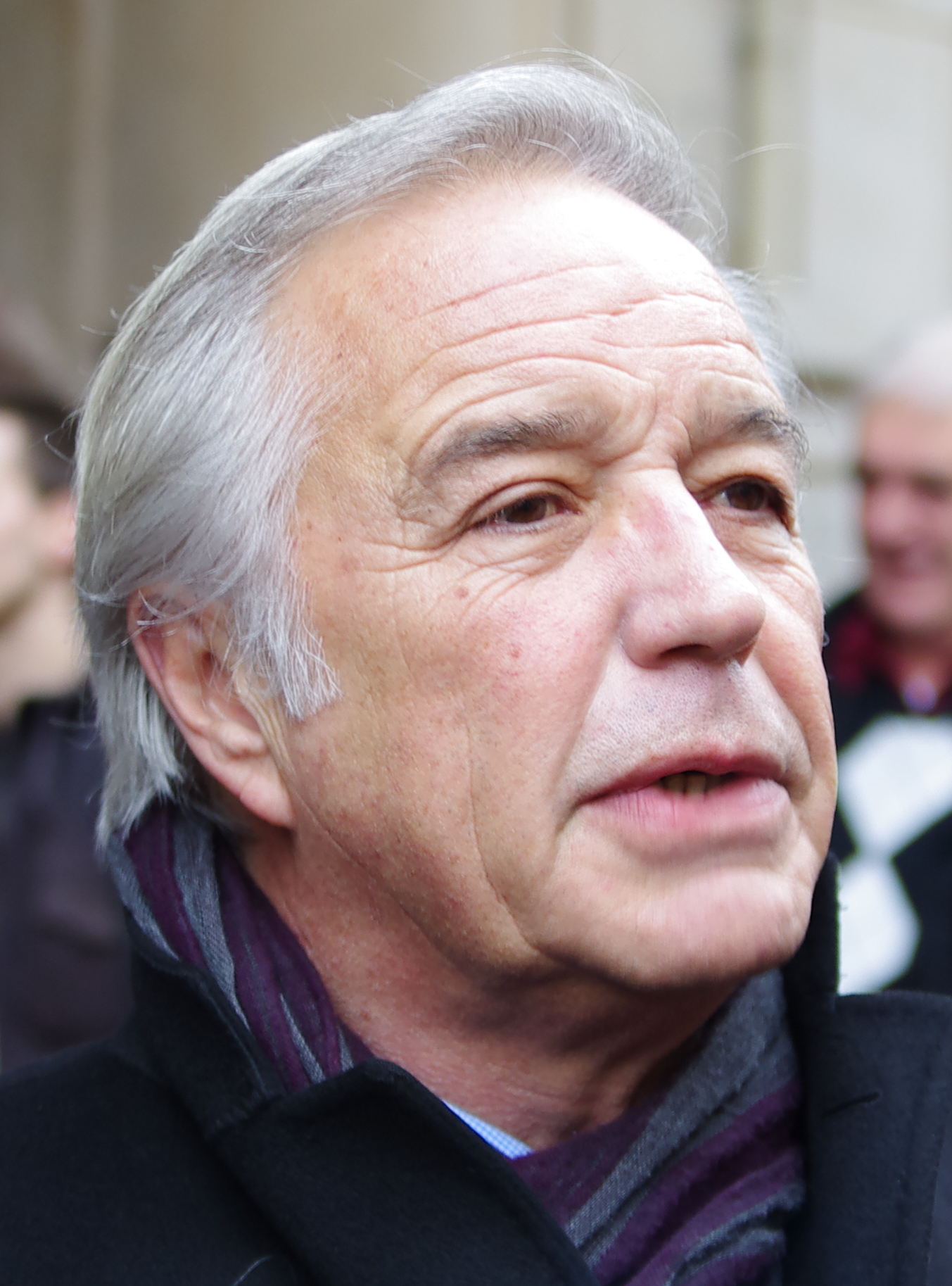
François Rebsamen, maire de Dijon de 2001 à 2024.

- Hugues Aubriot : alors bailli de Dijon, il fut par deux fois imposé comme gouverneur de la ville en lieu et place du maire élu (1364 et 1366), avant de poursuivre sa carrière sous Charles V et de devenir prévôt de Paris (1367-1381).
- Guillaume Royhier et Jacques Laverne : maires élus plusieurs fois à la fin du XVIe siècle (la charge était alors annuelle) et Ligueurs résolus, ils agirent avec sévérité contre les citadins partisans du roi de Navarre, futur Henri IV. Laverne est décapité à Dijon en 1594.
- Bénigne Frémiot (1595-1597) : également président du Parlement, il soutient Henri IV lors des guerres de la Ligue.
- Marc-Antoine Millotet (1650-1651) puis (1652-1654) : maire soutenu par le peuple, mais en opposition avec le duc d'Épernon, gouverneur, qui refuse son élection, il finit par imposer son retour en 1652.
- Simon Fournier-Faucher (1900-1904)
- Charles Dumont (1908-1919)
- Gaston Gérard (1919-1935), qui contribua à donner à Dijon son image de ville gastronomique et qui fit construire le stade qui porte aujourd’hui son nom.
- Paul Bur (1940-1942), ingénieur des arts et métiers, également président de la chambre de commerce de Dijon de 1936 à 1944
- Le chanoine Félix Kir (1945-1968), figure de la résistance locale, réélu 4 fois, qui fit connaître Dijon internationalement, popularisa un célèbre apéritif et fit creuser le lac portant son nom.
- Robert Poujade (1971-2001), maire de Dijon ayant assumé cette fonction le plus longtemps : trente ans.
- François Rebsamen (2001-2024) (le 5 avril 2014, Alain Millot remplace François Rebsamen à la suite de la nomination de celui-ci comme ministre du Travail, de l'emploi et des Affaires Sociales sous le Gouvernement Valls. Il meurt le 27 juillet 2015 des suites d'un cancer[92]. Le 10 août de la même année, François Rebsamen retrouve son siège de maire.)[93].

### Politique environnementale
La ville de Dijon mène depuis 2002 une politique d'intégration de l'écologie au sein de l'urbanisme. La ville a ainsi remporté en 2007 la « Marianne d'Or de l'environnement » avec pour titre « la ville anti CO2 », délivrée par le Sénat pour « La politique des transports comprenant, par exemple, les navettes en centre-ville, les bus au gaz naturel, les pistes cyclables, la politique énergétique, avec l'incinération des déchets entre autres, notamment ceux qui proviennent du CHU, la géothermie, la politique de l'eau avec le traitement des boues par la station d'épuration qui sera inaugurée mi-décembre, sans oublier la sensibilisation des citoyens » selon les mots du maire François Rebsamen. Néanmoins, des associations locales en faveur de l'écologie relativisent ce constat, pointant la volonté de la ville de développer l'aéroport commercial, générateur de pollution au dioxyde de carbone[réf. nécessaire]. Le plan d'urbanisme dénommé « Écoplu » est destiné à faire de Dijon une ville à la pointe de l'intégration écologique et évolutive, dans le cadre du développement durable.
Depuis 2002, Dijon Métropole a en effet consacré 100 millions d'euros au développement durable, sans augmenter pour autant la taxe sur les ordures ménagères, tout en abaissant le prix de l'eau[réf. nécessaire].

### Sécurité et criminalité
En février 2021, le quartier des Grésilles, marqué par des problèmes de violences civiles et urbaines, est placé sous le label de « quartier de reconquête républicaine » (QRR) par la préfecture de la Côte-d'Or. En juin 2020, une expédition punitive menée par 150 Tchétchènes faisant 20 blessés dans le quartier avait fait la une des médias. Ces violents incidents avaient opposé des membres des communautés tchétchène et maghrébine,,.
En novembre 2022, pour tenter d'endiguer la délinquance dans le centre-ville, le préfet du département met fin à la dérogation de fermeture de cinq bars du centre-ville. Il réagit à la montée de la délinquance dans le quartier de la République où plus d'une centaine d'agressions, dont trente graves avaient été recensées.
En mars 2024, une série de fusillades et d'agressions a lieu liées au trafic de drogue et à des règlements de comptes notamment dans le « quartier sensible » de la Fontaine d'Ouche et dans le quartier des Grésilles,. Elles font deux meurtres en quatre jours. Ces fusillades sont expliquées par la diffusion sur le territoire nationale des méthodes des narcotrafiquants marseillais.
L'année 2025 n'est pas en reste, notamment au mois de mai : à deux reprises, un blessé par arme à feu, à quelques jours d'intervalle, au cours du mois, dans le quartier des Grésilles. Sur la même période, c'est dans la ville mitoyenne de Chenôve, en banlieue dijonnaise, qu'un homme meurt abattu par balles.

### Jumelages et partenariats internationaux
En raison de sa situation de point de passage en France, Dijon bénéficie d'une tradition d'échanges, qui s'est concrétisée par des jumelages avec les villes suivantes :
- Chefchaouen (Maroc)
- Cluj-Napoca (Roumanie), depuis le 17 novembre 1965
- Dakar (Sénégal)
- Dallas (États-Unis), depuis 1957
- Guimarães (Portugal), depuis le 31 octobre 2016
- Malines (Belgique)
- Mayence (Allemagne), depuis le 5 mai 1958
- Opole (Pologne), depuis 2009
- Arrondissement numéro 6 de Prague (Tchéquie)
- Pécs (Hongrie), depuis 1966
- Reggio d'Émilie (Italie), depuis le 25 mai 1963
- Skopje (Macédoine du Nord), depuis 1961
- Volgograd (Russie), depuis le 5 septembre 1959. Le jumelage est suspendu à la suite du déclenchement de l'invasion de l'Ukraine par la Russie en 2022.
- York (Royaume-Uni), depuis 1953

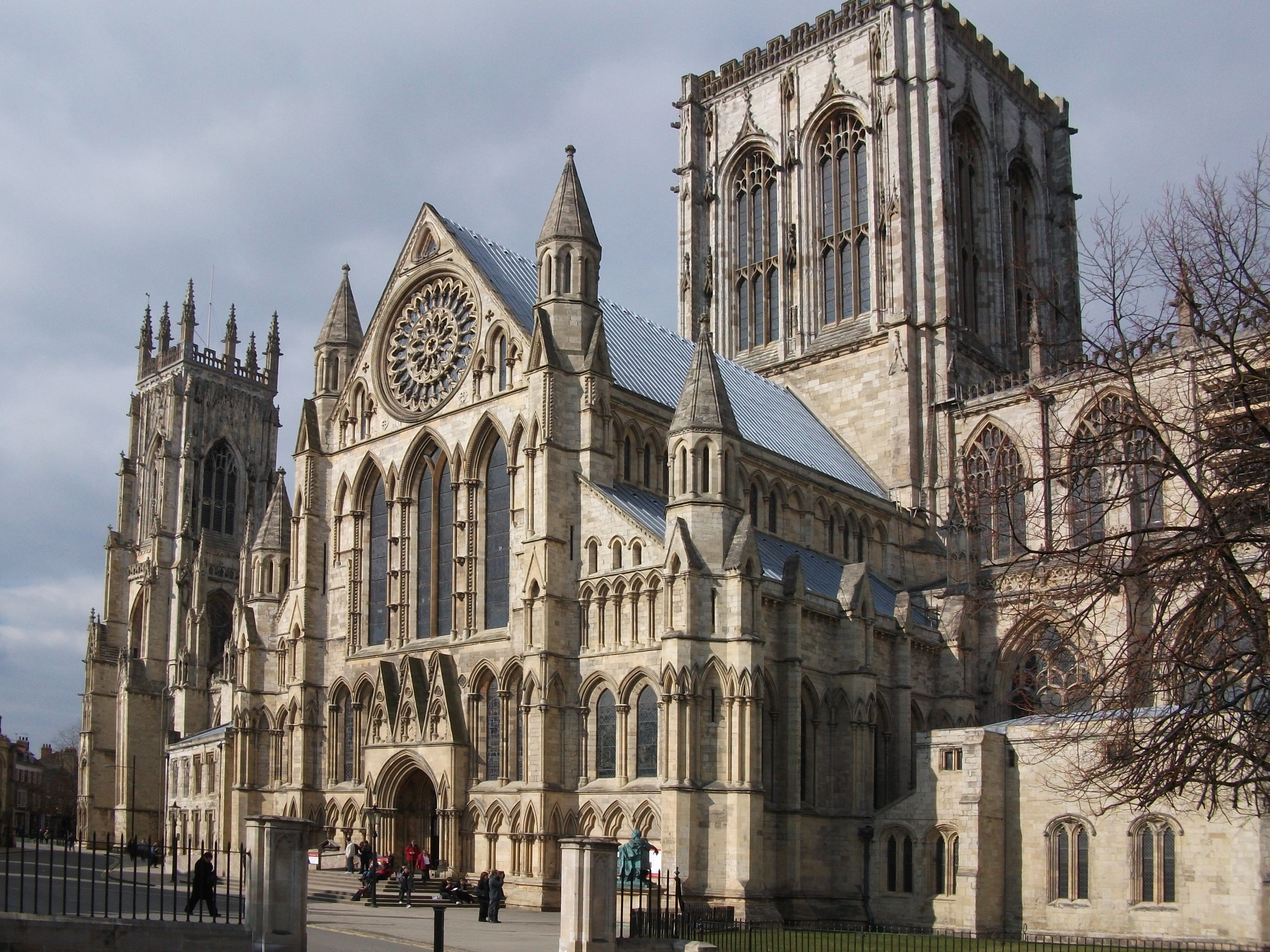
York
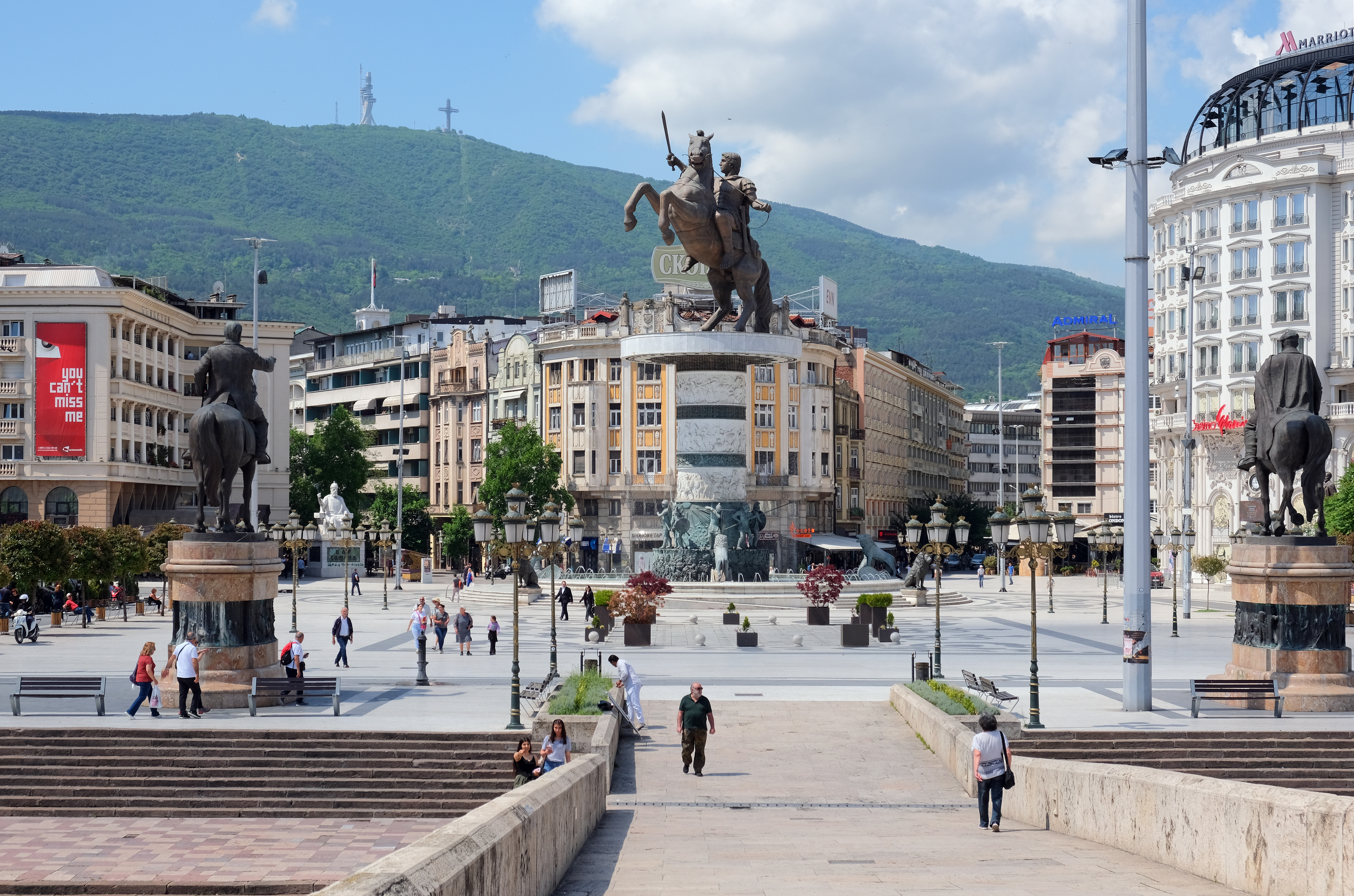
Skopje
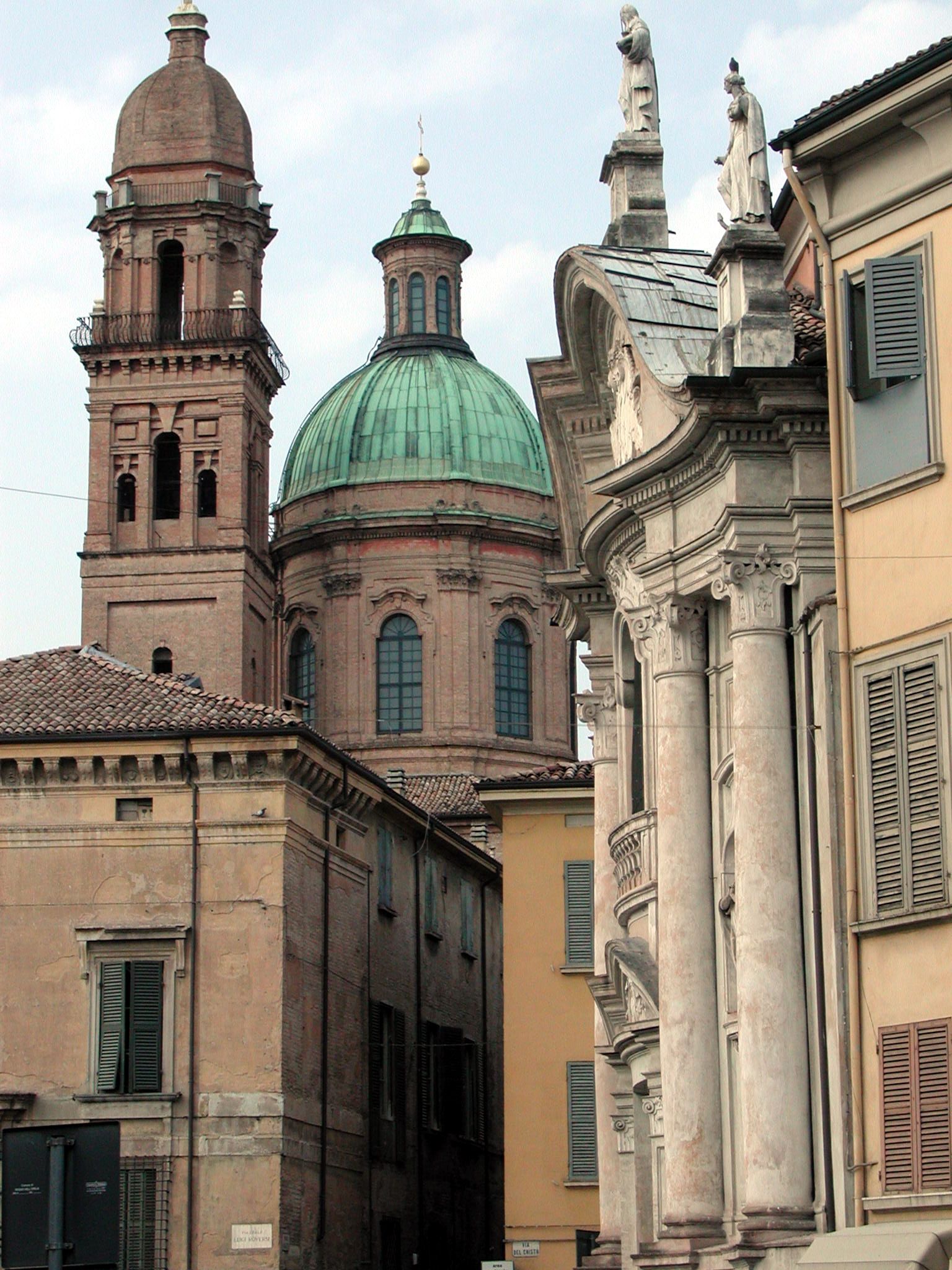
Reggio d'Émilie
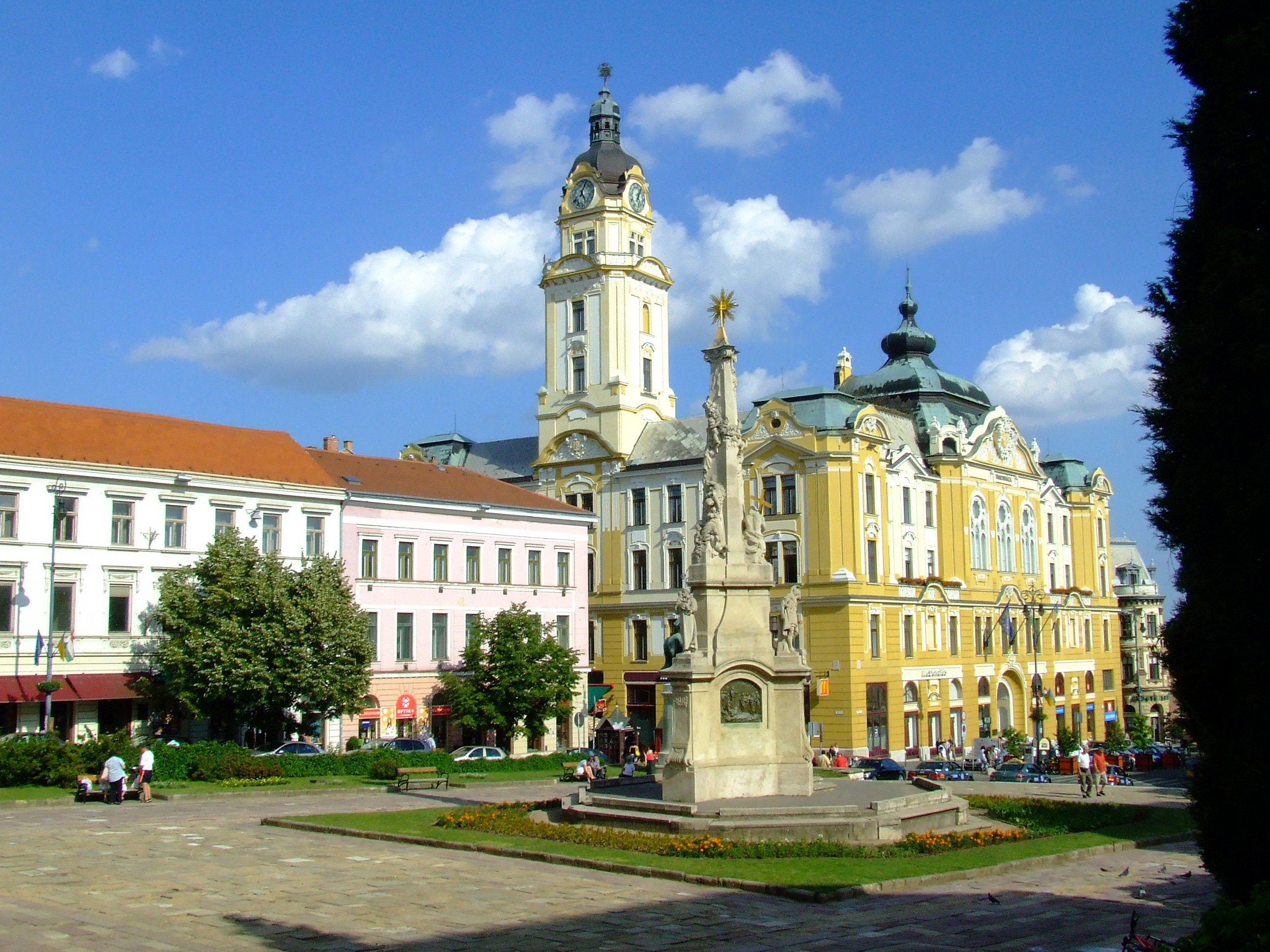
Pécs
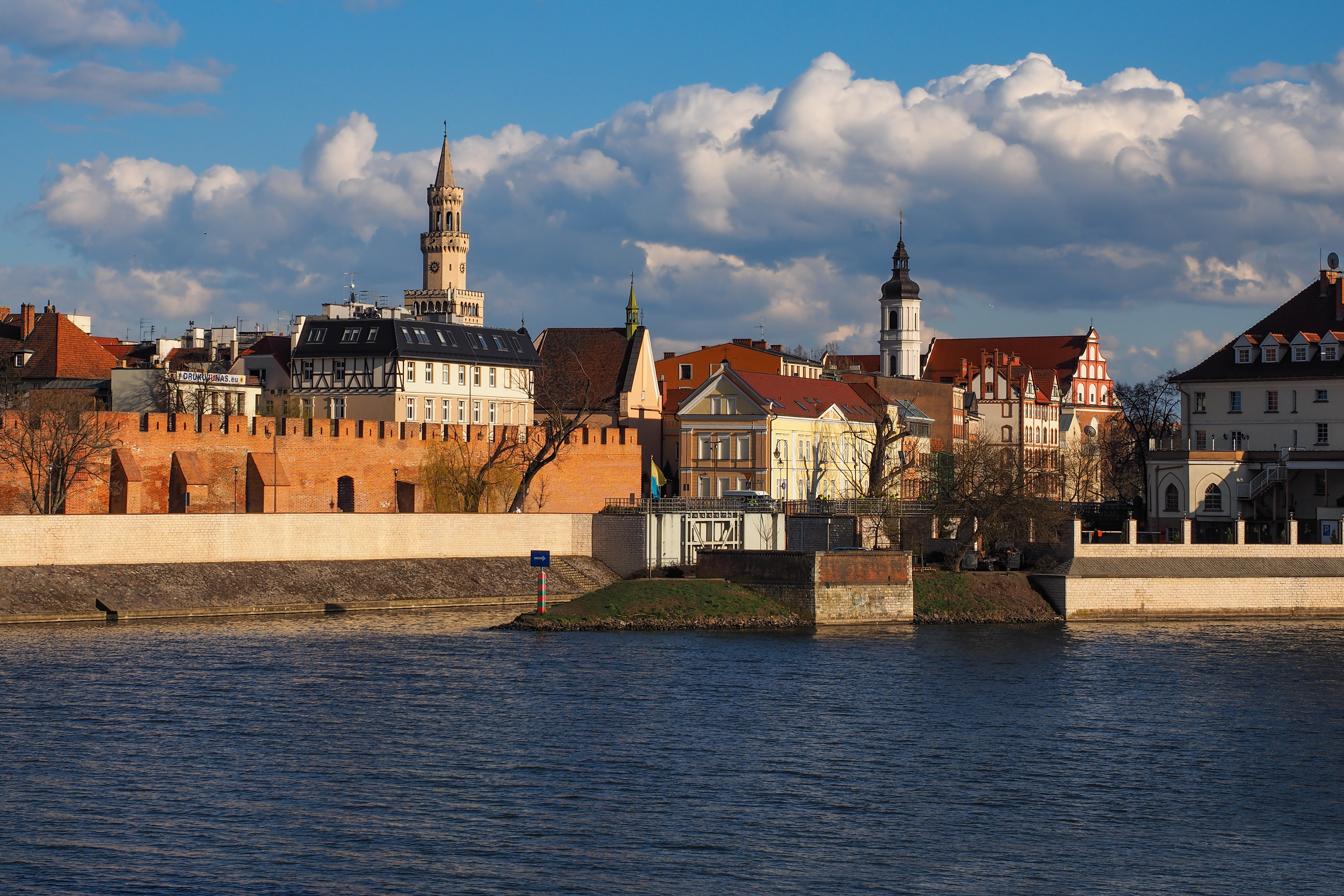
Opole
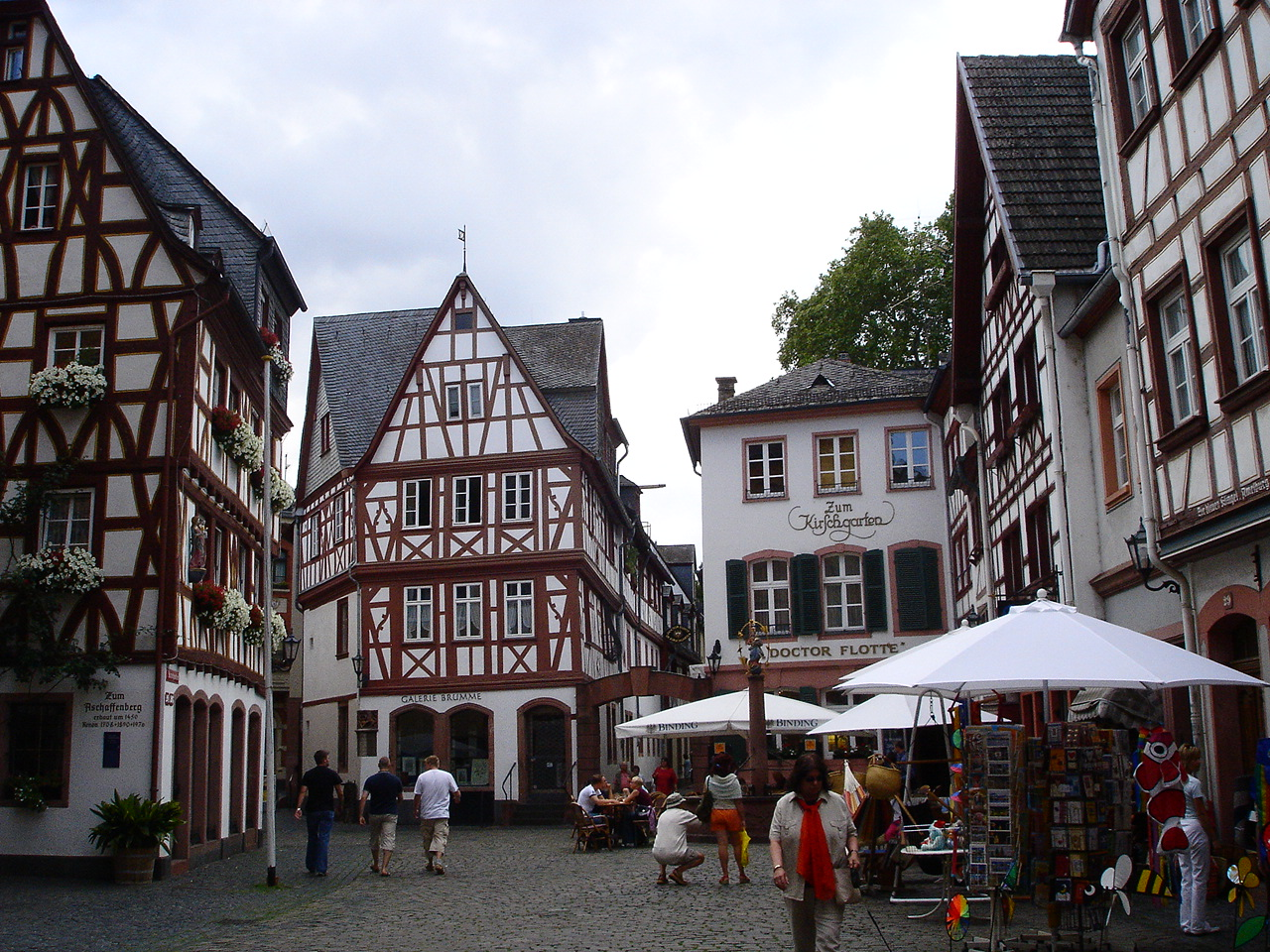
Mayence
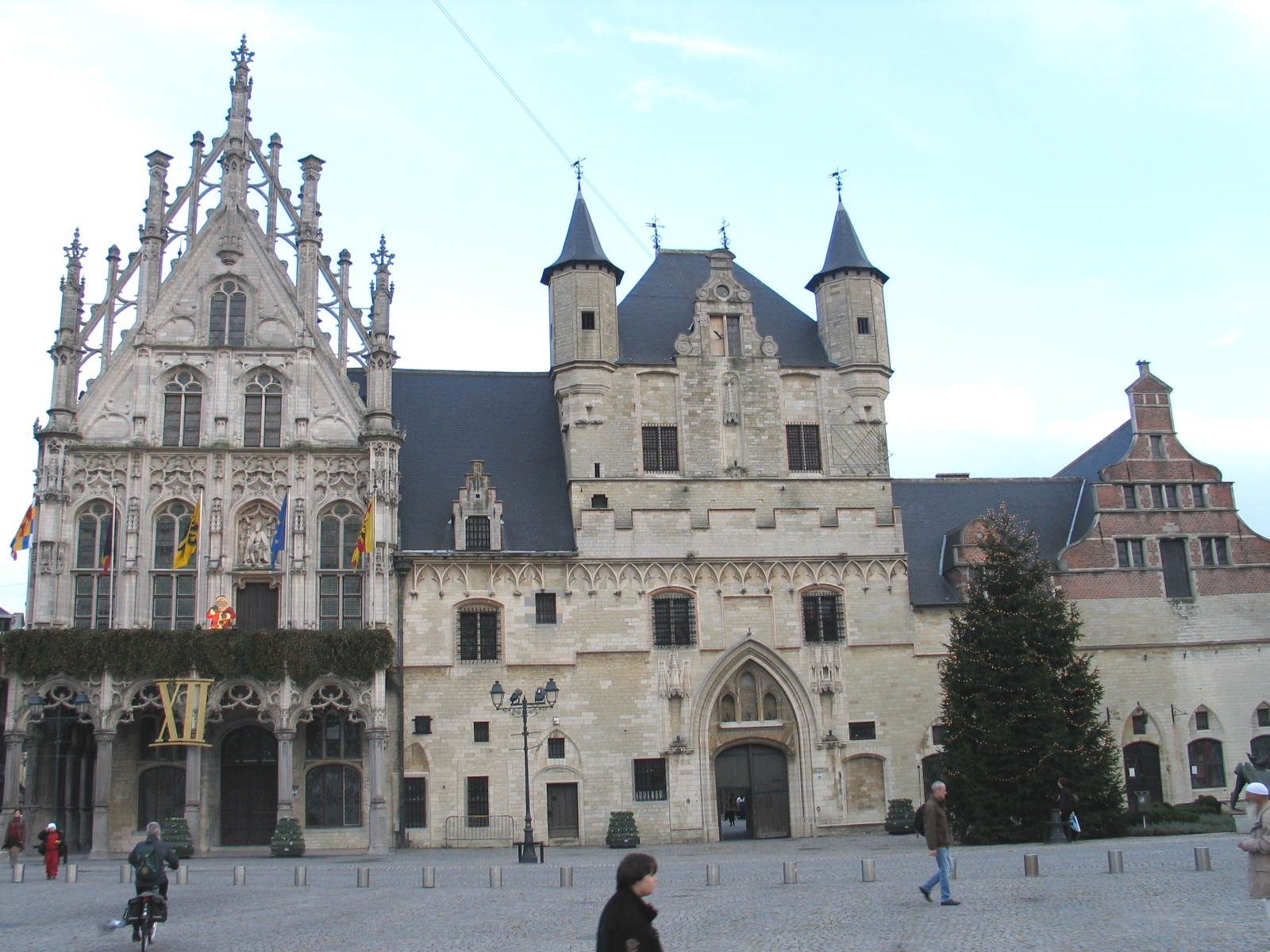
Malines
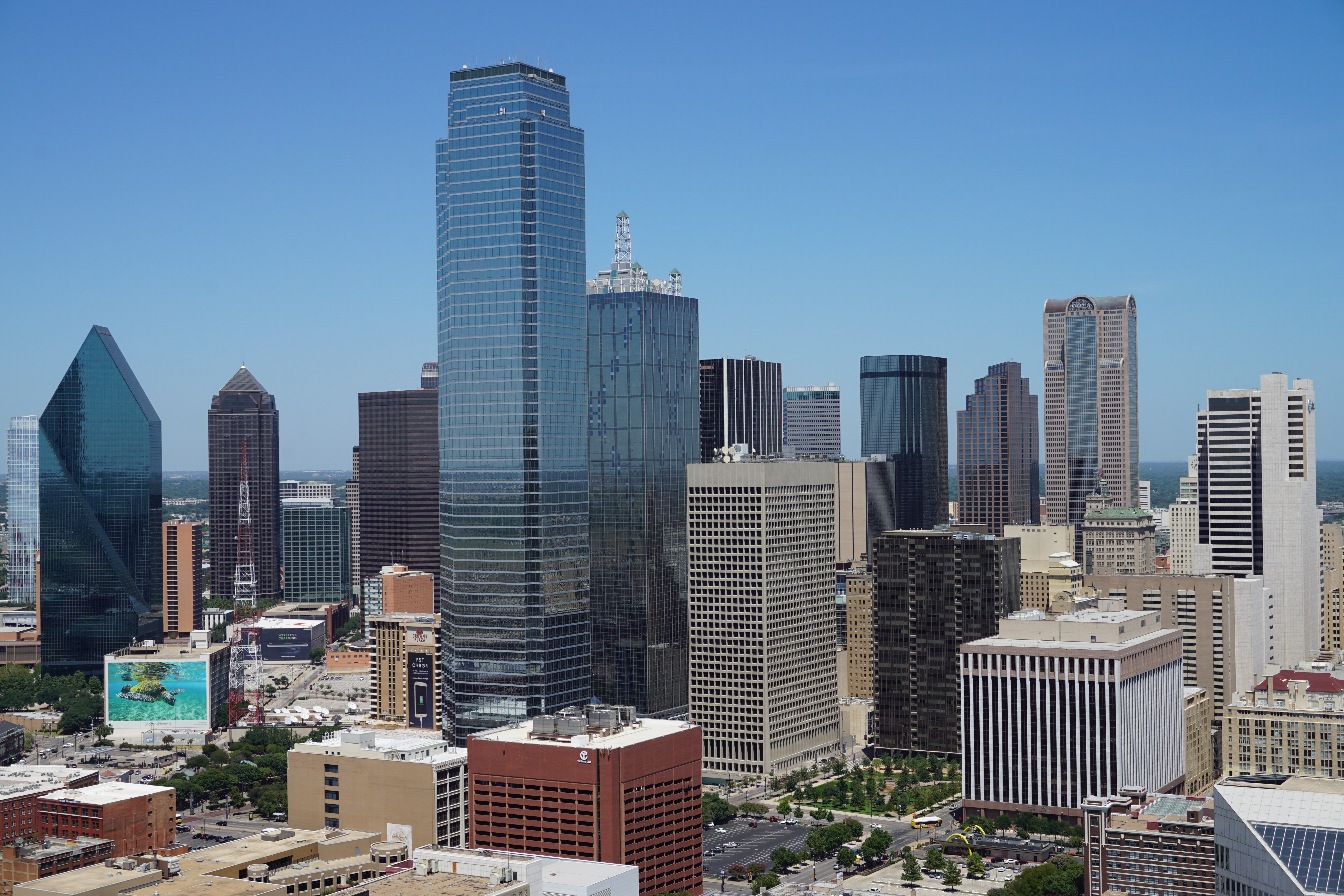
Dallas
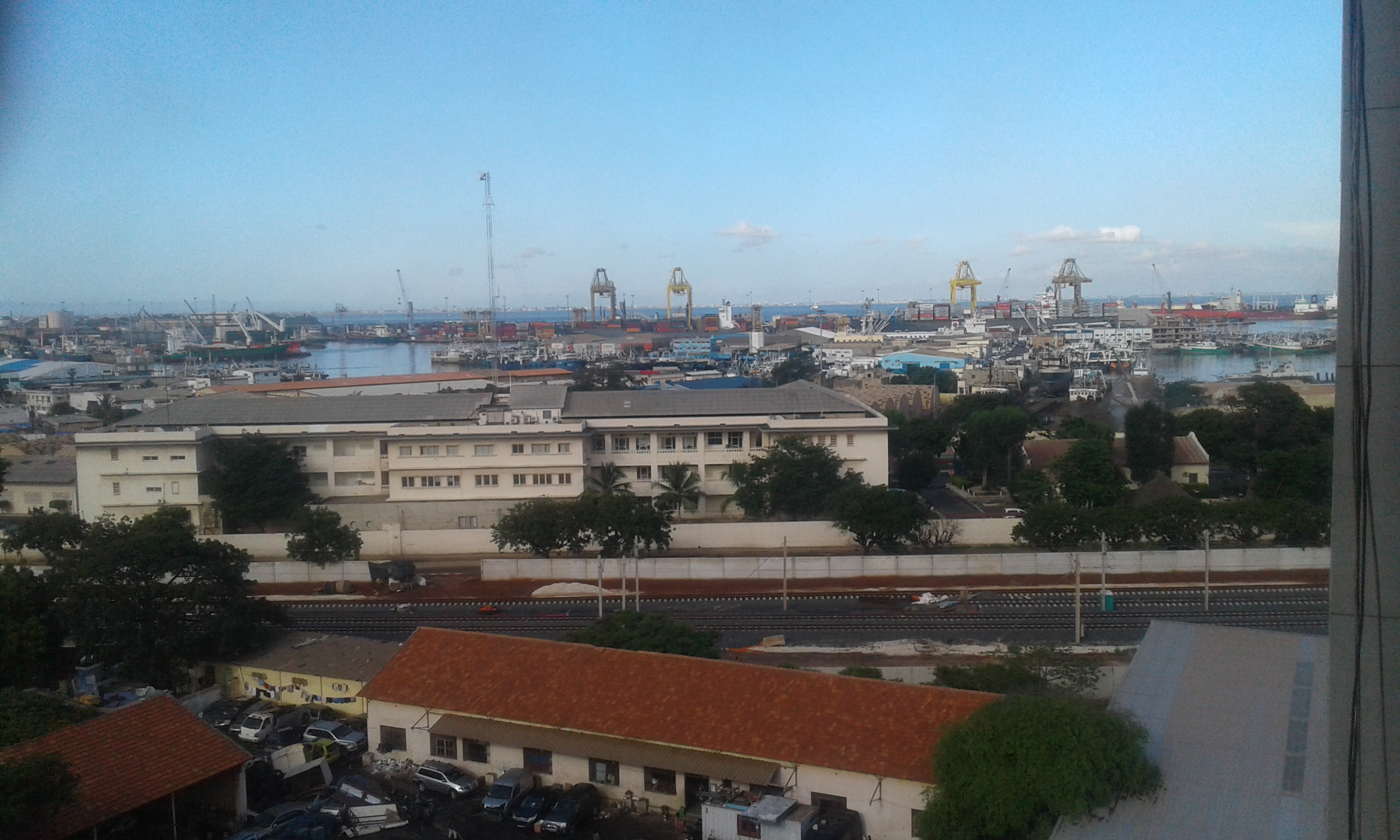
Dakar
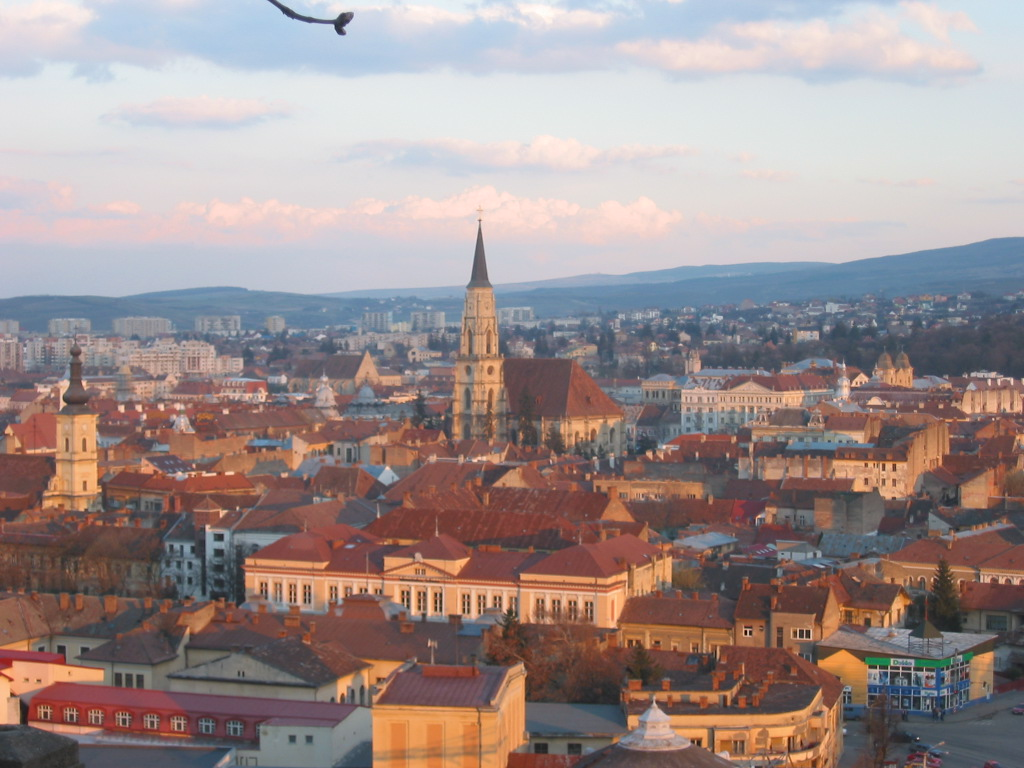
Cluj-Napoca
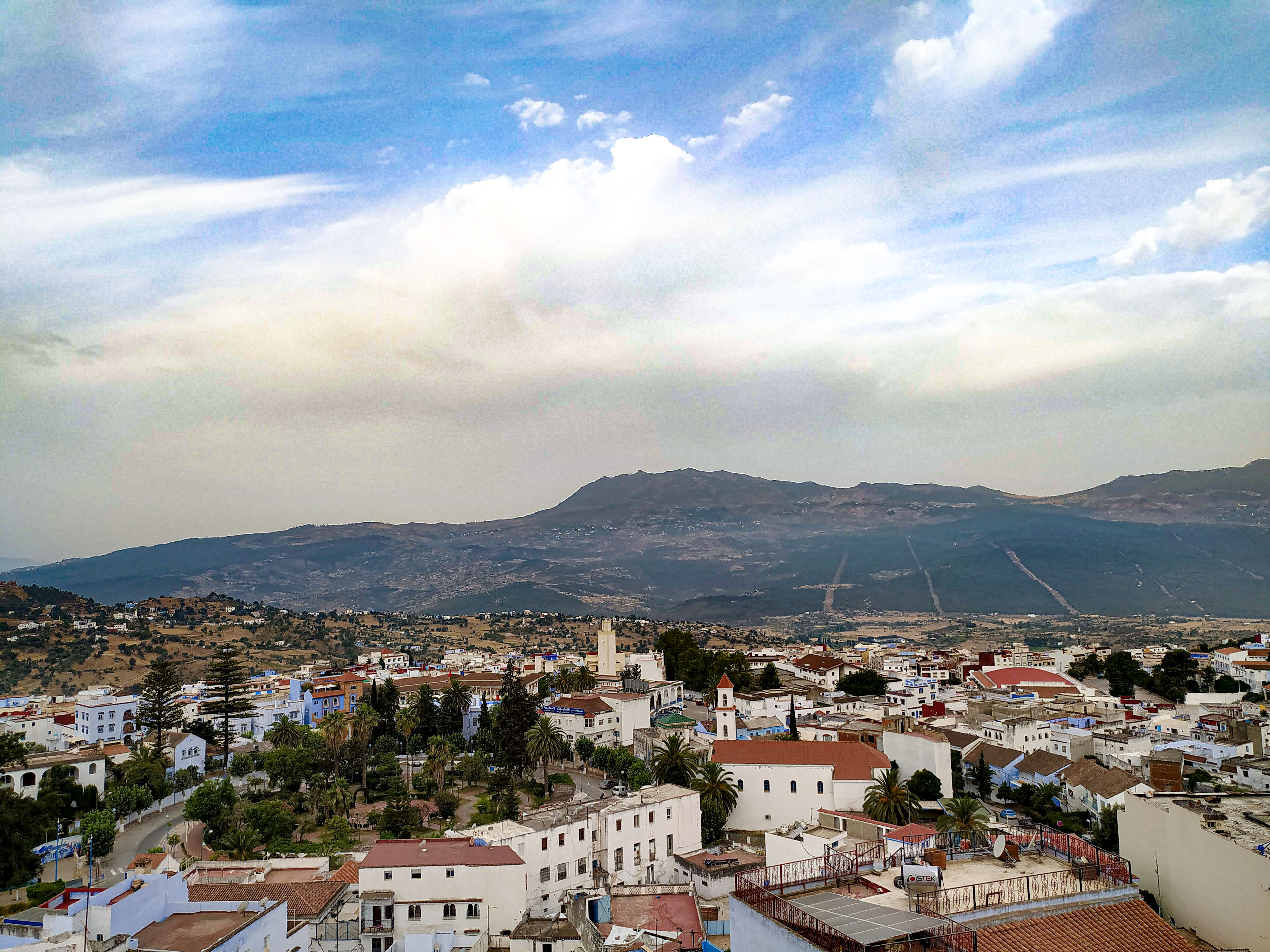
Chefchaouen

## Population et société

### Démographie

#### Évolution démographique
L'évolution du nombre d'habitants est connue à travers les recensements de la population effectués dans la commune depuis 1793. Pour les communes de plus de 10 000 habitants les recensements ont lieu chaque année à la suite d'une enquête par sondage auprès d'un échantillon d'adresses représentant 8 % de leurs logements, contrairement aux autres communes qui ont un recensement réel tous les cinq ans,.

En 2022, la commune comptait 159 941 habitants, en évolution de +3,13 % par rapport à 2016 (Côte-d'Or : +0,82 %, France hors Mayotte : +2,11 %).
| 1793   | 1800   | 1806   | 1821   | 1831   | 1836   | 1841   | 1846   | 1851   |
| ------ | ------ | ------ | ------ | ------ | ------ | ------ | ------ | ------ |
| 20 760 | 18 888 | 22 026 | 22 397 | 25 352 | 24 817 | 26 184 | 27 543 | 32 253 |

| 1856   | 1861   | 1866   | 1872   | 1876   | 1881   | 1886   | 1891   | 1896   |
| ------ | ------ | ------ | ------ | ------ | ------ | ------ | ------ | ------ |
| 33 493 | 37 074 | 39 193 | 42 573 | 47 939 | 55 453 | 60 855 | 65 428 | 67 736 |

| 1901   | 1906   | 1911   | 1921   | 1926   | 1931   | 1936   | 1946    | 1954    |
| ------ | ------ | ------ | ------ | ------ | ------ | ------ | ------- | ------- |
| 71 326 | 74 113 | 76 847 | 78 578 | 83 815 | 90 869 | 96 257 | 100 664 | 112 844 |

| 1962    | 1968    | 1975    | 1982    | 1990    | 1999    | 2006    | 2011    | 2016    |
| ------- | ------- | ------- | ------- | ------- | ------- | ------- | ------- | ------- |
| 135 694 | 145 357 | 151 705 | 140 942 | 146 703 | 149 867 | 151 504 | 151 672 | 155 090 |

| 2021    | 2022    | - | - | - | - | - | - | - |
| ------- | ------- | - | - | - | - | - | - | - |
| 159 346 | 159 941 | - | - | - | - | - | - | - |

#### Pyramide des âges
La population de la commune est relativement jeune. En 2020, le taux de personnes d'un âge inférieur à 30 ans s'élève à 43,2 %, soit au-dessus de la moyenne départementale (35,4 %). À l'inverse, le taux de personnes d'âge supérieur à 60 ans est de 22,9 % la même année, alors qu'il est de 27,5 % au niveau départemental.
En 2020, la commune comptait 74 927 hommes pour 84 179 femmes, soit un taux de 52,9 % de femmes, légèrement supérieur au taux départemental (51,72 %).
Les pyramides des âges de la commune et du département s'établissent comme suit.
| Hommes | Classe d’âge | Femmes |
| ------ | ------------ | ------ |
| 0,8    | 90 ou +      | 2,1    |
| 6,2    | 75-89 ans    | 8,7    |
| 12,7   | 60-74 ans    | 14,9   |
| 16,3   | 45-59 ans    | 15,8   |
| 19     | 30-44 ans    | 16,9   |
| 30,6   | 15-29 ans    | 29,1   |
| 14,4   | 0-14 ans     | 12,5   |

| Hommes | Classe d’âge | Femmes |
| ------ | ------------ | ------ |
| 0,9    | 90 ou +      | 2,2    |
| 7,4    | 75-89 ans    | 9,9    |
| 17,2   | 60-74 ans    | 18,1   |
| 19,6   | 45-59 ans    | 19     |
| 17,9   | 30-44 ans    | 17,2   |
| 20,1   | 15-29 ans    | 18,6   |
| 16,9   | 0-14 ans     | 15     |

#### Sociologie et bassin d'emploi
Le bassin d'emploi dijonnais est de 433 403 personnes en 2015.
Dijon est une ville principalement tertiaire, avec près de trois quarts des actifs occupés dans ce secteur en 1994, soit sensiblement plus que dans les agglomérations équivalentes. Dijon est aussi une ville administrative, où la fonction publique occupe à elle seule le quart des actifs en 1994. Les plus gros employeurs sont en effet les centres hospitaliers, la SNCF et la ville de Dijon, l'université aussi. Le tertiaire supérieur est quant à lui insuffisant pour rivaliser avec Paris ou Lyon.
L'agglomération souffre de sa position excentrée et d'une concurrence des grands centres urbains proches comme Lyon, le nord de l'Yonne et le sud de la Saône-et-Loire. Néanmoins, Dijon Métropole est le premier centre industriel de Bourgogne, regroupant une trentaine de milliers d'emplois. L'agglomération a en effet beaucoup profité dans les années 1950 et 1960 de la décentralisation d'entreprises parisiennes et étrangères (Thomson, Philips, Hoover) qui ont pratiquement toutes fermé. Comme toutes les grandes villes de province, Dijon est particulièrement concernée par les plans sociaux et les fermetures économiques[réf. nécessaire].
En termes de données quantitatives, Dijon présente un taux d'activité de 68,5 % (moyenne nationale : 69,7 %) pour un taux de chômage de 7 % (moyenne nationale : 8 %) en 2007 et un taux d'activité de 73,2 % en 2017.

### Enseignement

#### Établissements scolaires
La ville de Dijon compte 12 lycées (8 publics et 4 privés), dont un lycée international (lycée international Charles-de-Gaulle) ; 17 collèges (12 publics et 5 privés) ; 40 écoles maternelles publiques, 39 écoles élémentaires publiques et 10 écoles privées sous contrat d'association.

#### Établissements d'enseignement supérieur
15 établissements de tous domaines forment avec l'université Bourgogne-Europe le réseau d'enseignement supérieur comme le campus délocalisé franco-slave de Sciences Po, la Burgundy School of Business (ex ESC Dijon-Bourgogne), l'école Agrosup Dijon, l'École nationale des Greffes, l'École inter-régionale d'avocats, l'Institut de formation des cadres de la santé, l'École nationale supérieure d'art de Dijon, l'école d'ingénieurs Polytech Dijon entre autres.
Le magazine L'Étudiant classe Dijon à la 15e place des meilleures villes étudiantes de France en 2024.

#### Université Bourgogne-Europe

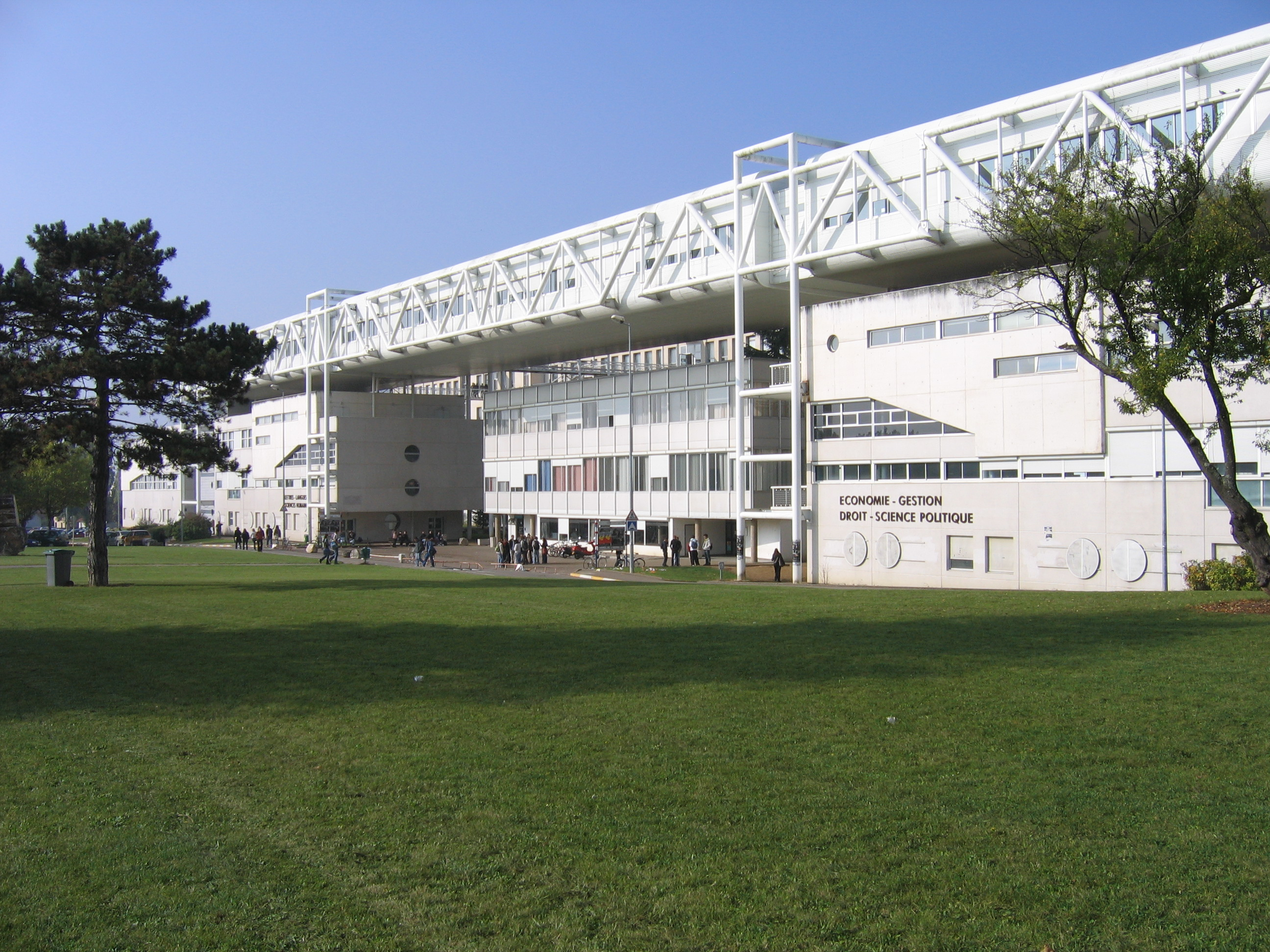
L'université Bourgogne-Europe à Dijon.

L'université compte en 2023-2024 plus de 34 000 étudiants. La grande majorité de ses bâtiments et effectifs concernent Dijon, aux côtés des sites de Chalon-sur-Saône, Auxerre, Le Creusot, Mâcon et Nevers.
En plus des UFR traditionnels, certaines composantes sont uniques dans la région telles que l'Institut universitaire de la vigne et du vin Jules Guyot d'œnologie.
Le campus, d'inspiration nord-américaine, a été créé en 1957 et s'étend sur 150 hectares dans le quartier Montmuzard.
Il est également composé de trois Instituts Universitaires de Technologie (IUT).
Depuis septembre 2012, le campus est non seulement desservi par des lignes de bus mais également par le tramway T1.
Il ne cesse de s'étendre vers Quetigny, avec comme derniers aménagements[source secondaire souhaitée] la Maison Régionale de l'Innovation[Quand ?] et l'extension de son école d'ingénieur EISREM devenue Polytech Dijon en 2024.

### Manifestations culturelles et festivités
Tout au long de l'année, Dijon est le siège de manifestations culturelles, folkloriques ou économiques.

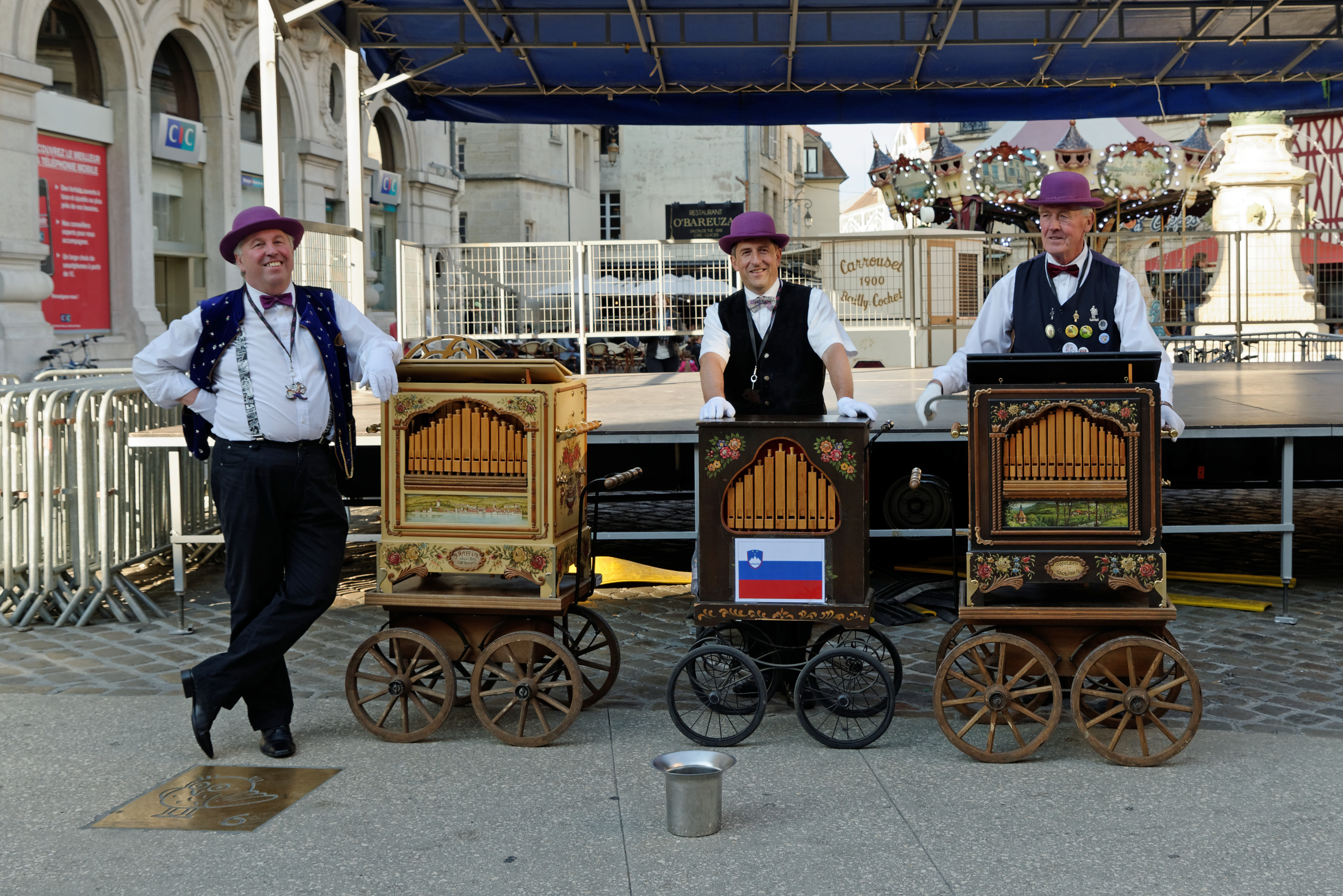
Festival de musique mécanique de Dijon 2015.

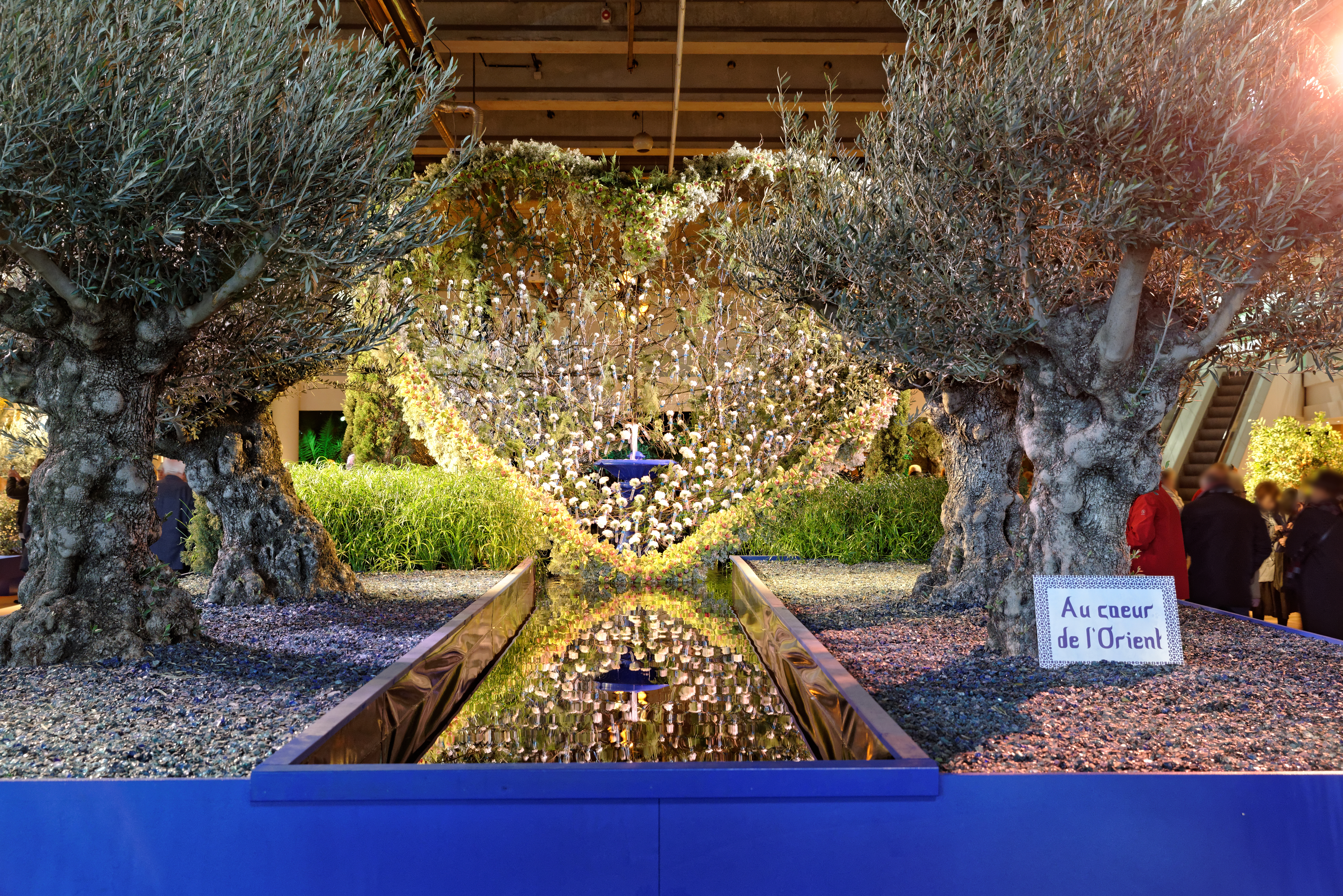
Florissimo 2015.

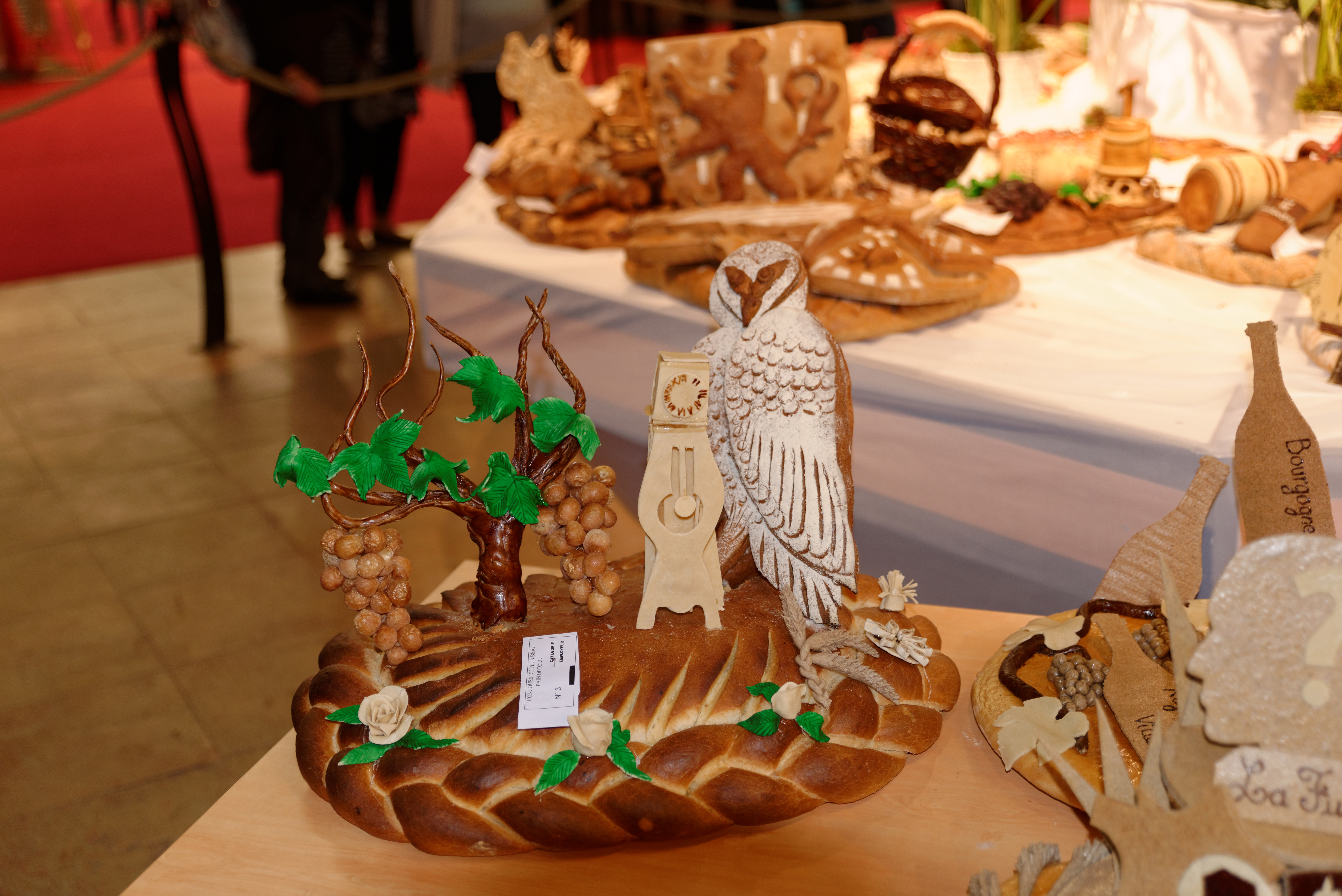
Foire internationale et gastronomique de Dijon 2015.

| Mois      | Événement                                        | Sujet                                  | Nombre d'éditions(En 2015) |
| --------- | ------------------------------------------------ | -------------------------------------- | -------------------------- |
| Janvier   | Loisiroscope                                     | Tourisme et Loisirs                    | 16                         |
| Février   | Cérémonia                                        | Mariage                                | 15                         |
| Février   | Salon de l'habitat                               | Ameublement et Habitat                 | 30                         |
| Février   | Studyrama                                        | Formation et Insertion professionnelle | 10                         |
| Mars      | Apprentissimo                                    | Formation et Insertion professionnelle | 6                          |
| Mars      | Immo d'Or                                        | Immobilier                             | 12                         |
| Avril     | Prise de CirQ'                                   | Festival du cirque                     | 7                          |
| Mai       | Théâtre en mai                                   | Théâtre                                | 43                         |
| Mai       | Salon des Antiquaires et de la Brocante          | Antiquités                             | 43                         |
| Mai       | D'Jazz dans la ville                             | Jazz                                   | 26                         |
| Juin      | Fête du vélo                                     | Cyclotourisme                          | 19                         |
| Juin      | VYV Les Solidarités                              | Festival de musique                    | 2                          |
| Juin      | Estivade                                         | Danse et musique associative           | 41                         |
| Juillet   | Journées de Rhénanie-Palatinat                   | Traditions franco-allemandes           | 19                         |
| Juillet   | D'Jazz au jardin                                 | Jazz                                   | 5                          |
| Août      | Fêtes de la vigne                                | Festival de danses folkloriques        | 68                         |
| Août      | D'Jazz à la plage                                | Jazz                                   | 9                          |
| Août      | Concert de rentrée                               | Concert                                | 13                         |
| Septembre | Animalia                                         | Animaux de compagnie                   | 11                         |
| Septembre | Velotour                                         | Cyclotourisme                          | 10                         |
| Septembre | Rising Fest                                      | Festival de heavy metal                | 6                          |
| Octobre   | Les puces dijonnaises,                           | Brocante                               | 37                         |
| Octobre   | Convention .dijon//SAITEN                        | Festival du manga et de l'animation    | 11                         |
| Octobre   | Les Écrans de l'aventure                         | Festival du film d'aventure            | 24                         |
| Novembre  | Foire internationale et gastronomique de Dijon   | Foire gastronomique                    | 85                         |
| Novembre  | Festival international du court-métrage de Dijon | Festival du Court métrage              | 20                         |
| Décembre  | Cité 21                                          | Foire pour décideurs territoriaux      | 12                         |

| Mois      | Événement                         | Sujet                                       | Périodicité  | Prochaine édition (Nombre) |
| --------- | --------------------------------- | ------------------------------------------- | ------------ | -------------------------- |
| Février   | Creativa                          | Loisirs Créatifs                            | Bisannuelle  | 2013 (7e)                  |
| Février   | Biennale d'art singulier de Dijon | Biennale d'Art singulier                    | Biennale     | 2016 (4e)                  |
| Mars      | Florissimo                        | Exposition florale                          | Quinquennale | 2015 (10e)                 |
| Septembre | Festival de Musique Mécanique     | Festival d'orgue de Barbarie                | Triennal     | 2015 (9e)                  |
| Octobre   | BIAC de Dijon                     | Biennale Internationale des arts culinaires | Biennale     | 2015 (6e)                  |
| Novembre  | Entreprissimo                     | Entrepreneuriat                             | Bisannuelle  | 2013 (6e)                  |

### Santé

Agrandissements successifs de l'hôpital François-Mitterrand.

Dijon accueille un SAMU, un centre hospitalier universitaire et un hôpital privé rassemblant diverses anciennes cliniques de l'agglomération — cliniques Sainte-Marthe (centre-ville, réhabilitée en complexe d'habitation), de Chenôve et de Fontaine-lès-Dijon — centralisées dans le quartier Valmy sous le nom d'Hôpital privé Dijon Bourgogne, établissement créé et administré par le groupe Ramsay Santé.
Le centre hospitalier universitaire Dijon-Bourgogne, premier employeur du département avec 7 300 employés, est éclaté en deux pôles : l'hôpital François Mitterrand, situé à l'est de la ville et le Centre gériatrique de Champmaillot à proximité du creux d'Enfer. L'hôpital général, créé en 1204 par Eudes III, septième duc de Bourgogne a été fermé en 2015. Le site, doté de bâtiments inscrits au titre des monuments historiques a été rénové pour accueillir la cité internationale de la gastronomie et du vin ainsi qu'un nouveau quartier.
En 2002, Dijon a adhéré au réseau des villes santé de l'OMS, grâce à la mise en place de divers programmes, notamment dans la prévention des addictions et des IST.
Dijon possède de plus un pôle de recherche médicale composé de quinze chercheurs et 96 médecins, ainsi qu'un centre de lutte contre le cancer, le centre Georges-François Leclerc (CGFL) en collaboration avec la faculté de médecine.

### Sports

#### Clubs principaux

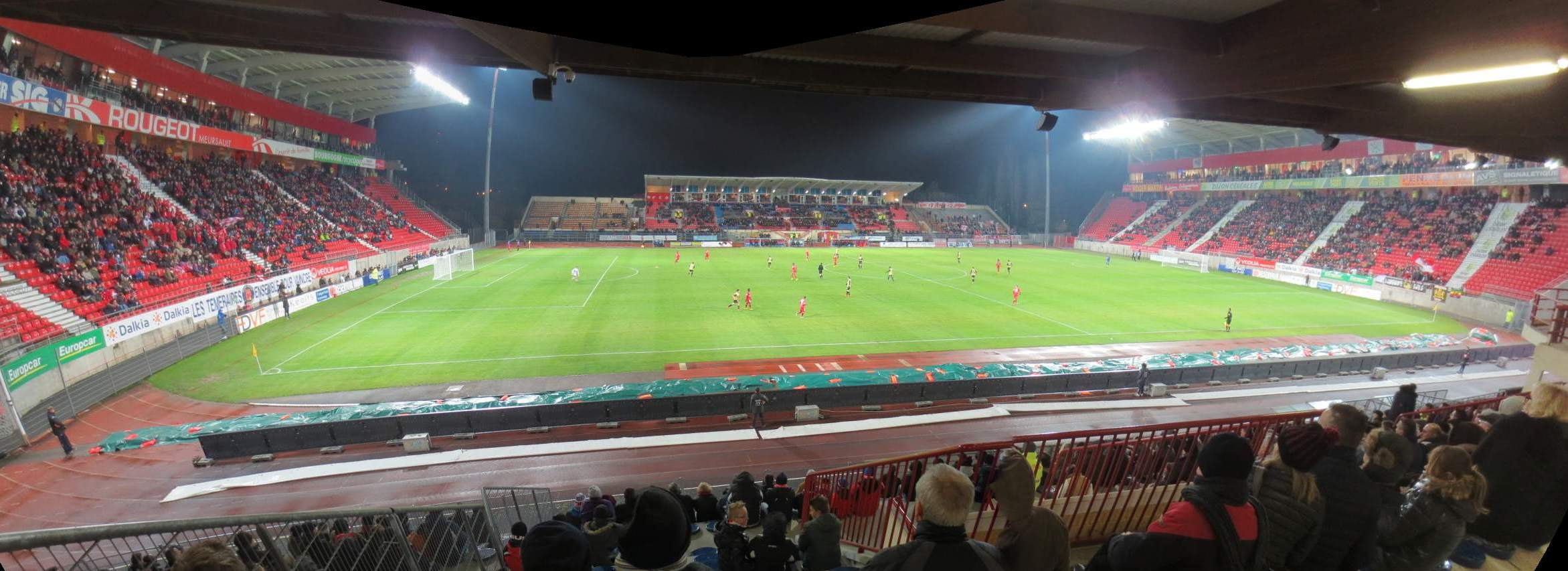
Le stade Gaston-Gérard.

La patinoire Trimolet.

| Équipe                   | Sport                 | Ligue                              | Stade/Lieu                                                  |
| ------------------------ | --------------------- | ---------------------------------- | ----------------------------------------------------------- |
| Dijon FCO                | Football              | National                           | Stade Gaston-Gérard                                         |
| Dijon FCO (féminines)    | Football              | Division 1                         | Centre de formation de St-Apollinaire / Stade Gaston-Gérard |
| ASPTT Dijon              | Football              | National 3                         | Centre sportif Dijon métropole                              |
| USC Dijon                | Football              | Régional 2                         | Stade des Bourroches                                        |
| Grésilles FC             | Football              | Départemental 2                    | Stade Epirey                                                |
| Futsal Dijon Métropole   | Futsal                | Régional 1                         | Gymnase André Sellenet                                      |
| JDA                      | Basket-ball           | Betclic Élite                      | Palais des sports Jean-Michel-Geoffroy                      |
| DA Dijon 21              | Basket-ball           | NM3                                | Gymnase des Lentillères                                     |
| Stade dijonnais          | Rugby à XV            | Nationale 2                        | Stade Marcel-Bourillot                                      |
| Rugby Féminin DB         | Rugby à XV            | Élite 2                            | Stade Marcel-Bourillot                                      |
| RC Dijon                 | Rugby à XV            | Groupe C - Championnat Territorial | Stade Terrasson                                             |
| Dijon Métropole Handball | Handball              | StarLigue                          | Palais des sports Jean-Michel-Geoffroy                      |
| JDAHand                  | Handball              | D1 féminine                        | Palais des sports Jean-Michel-Geoffroy                      |
| Beach Sport Dijon        | Beach-volley          | Compétitions nationales            | Salle Emanuel Rego / Lac Kir                                |
| DHC                      | Hockey sur glace      | Division 2                         | Patinoire Trimolet                                          |
| SCO Dijon                | Cyclisme sur route    | Nationale 1                        | Vélodrome de Dijon                                          |
| A.S Fenris               | Football américain    | Régionale 1                        | Stade Marcel-Bourillot                                      |
| DUC Baseball             | Baseball              | Régionale                          | Campus Universitaire Dijon                                  |
| Roller hockey Dijon      | Roller In Line Hockey | Nationale 3                        | Gymnase Kennedy                                             |

#### Divers

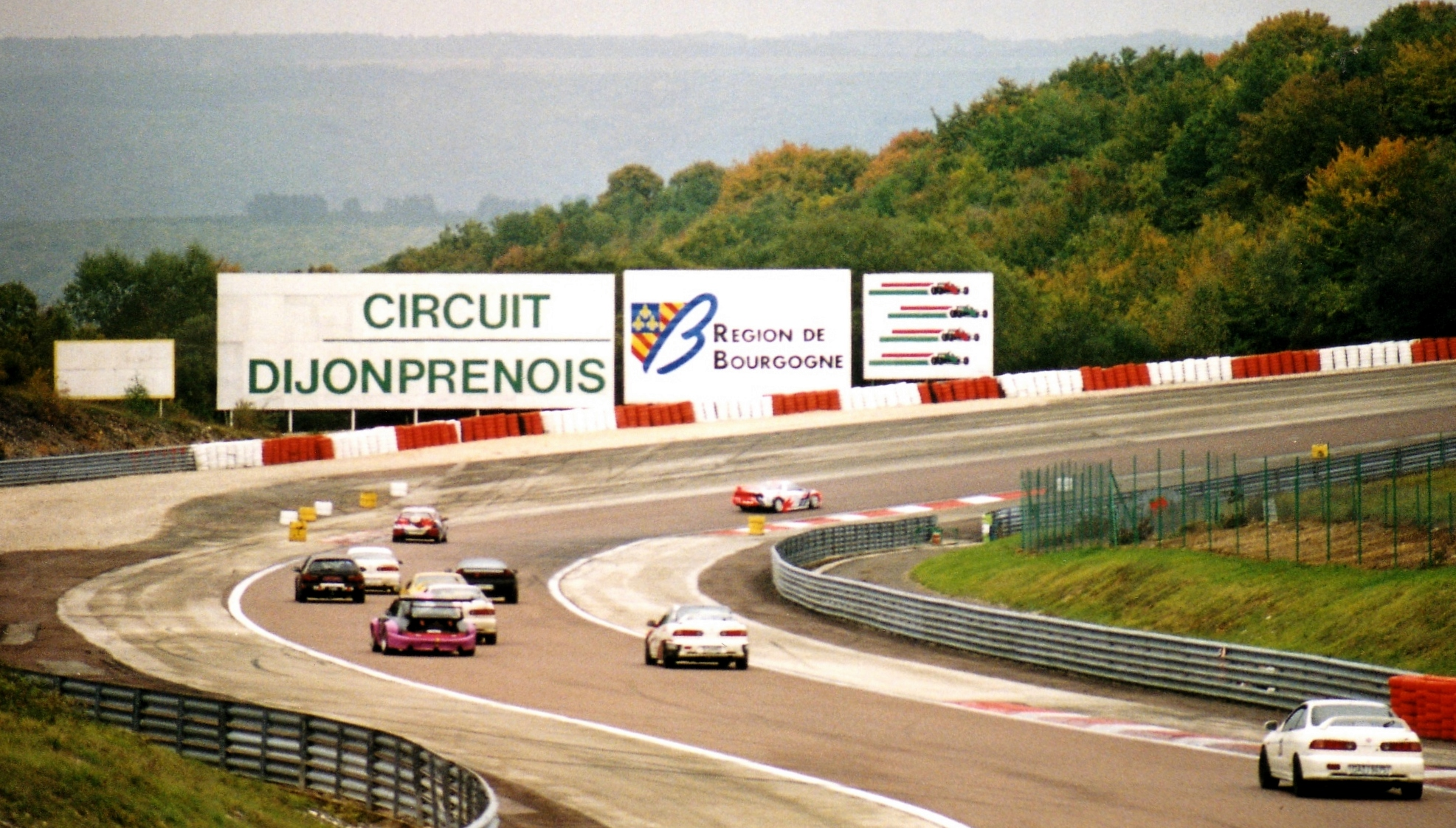
Circuit automobile de Dijon-Prenois.

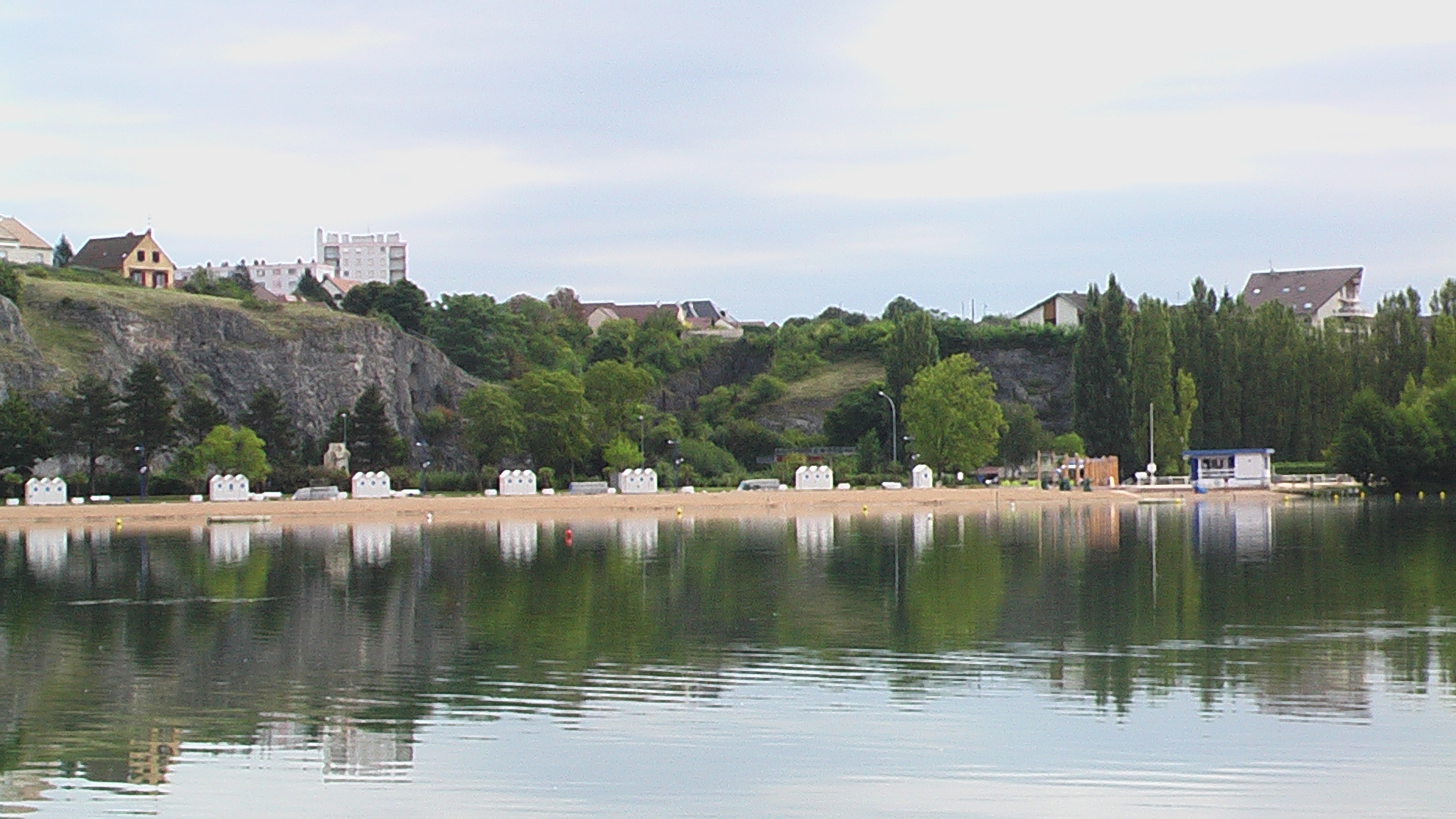
Dijon plage, au lac Kir.

Les sportifs disposent de nombreuses infrastructures, stades, gymnases, courts de tennis, piscines, patinoire, bowlings, parcours de santé dans les parcs péri-urbains, centres hippiques, le golf Jacques Laffite Dijon-Bourgogne installé à Norges-la-Ville ou encore le circuit automobile de Dijon-Prenois (un Grand Prix de Bourgogne ayant été organisé localement dès 1927).
La course cycliste annuelle Dijon-Auxonne-Dijon se tient depuis 1899, ce qui en fait la plus ancienne épreuve amateur encore organisée de nos jours en France.
L'ouverture en 2010 de la piscine olympique de Dijon permet d'accueillir des compétitions de haut niveau. Une fosse de plongée permet d'entraîner les champions locaux de plongée sous-marine.
En 2007, la ville a entamé des travaux de rénovation du stade Gaston-Gérard, portant sa capacité à 22 000 places assises. Enfin, la ville de Dijon a inauguré sa salle d'escalade Cime Altitude 245 le 1er avril 2010.
Sur le modèle de Paris Plages, la mairie de Dijon a aménagé une plage et des équipements de loisirs balnéaires autour du lac Kir. « Dijon plage » a accueilli 100 000 visiteurs en 2008. Ce dispositif complète les 4 piscines publiques, celles du Carrousel, des Grésilles, de Fontaine-d'Ouche et la piscine olympique.
À proximité immédiate de la place de la République et active de 1989 à 2002, la célèbre boîte de nuit L'An-Fer, spécialisée dans la musique électronique, a accueilli de nombreux artistes internationaux au fil des années et a participé à la création du style French touch. Le DJ Laurent Garnier y a notamment été résident durant la première moitié des années 1990.

### Médias

#### Médias écrits et télévisuels

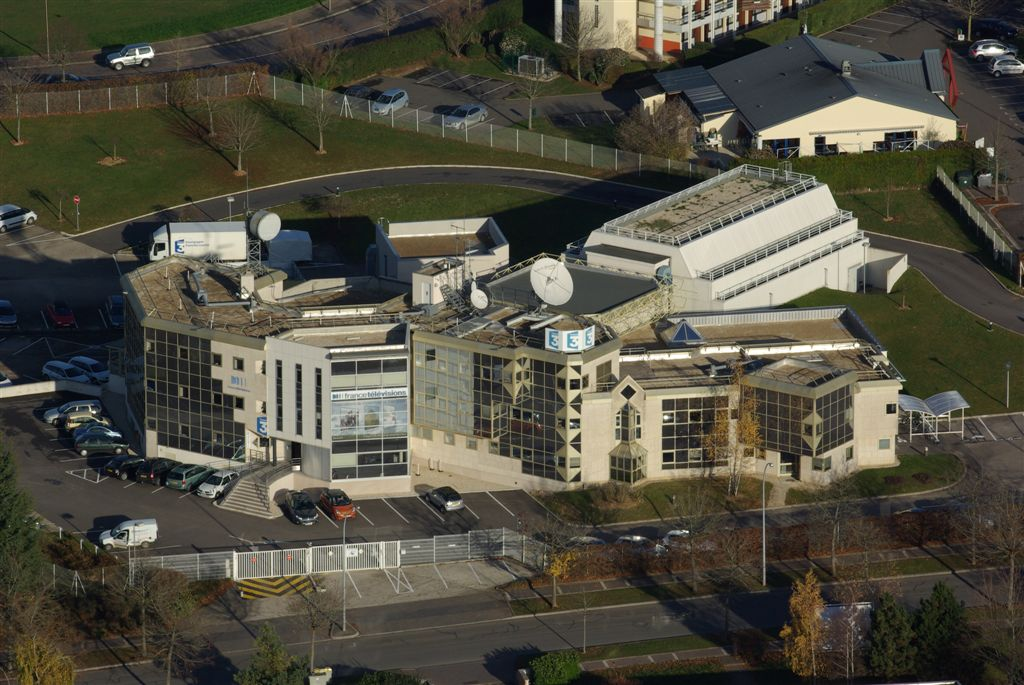
Siège de France 3 Bourgogne situé à la Toison d'or à Dijon.

La ville de Dijon accueille les sièges de deux principaux médias écrits départementaux que sont Le Bien public et Dijon l'Hebdo. Le Bien public, quotidien départemental historique de la Côte-d'Or, existe depuis 1868. Il était tiré à 50 000 exemplaires en 2007, mais la baisse continue de son lectorat ne cesse pas : en 2016, il était tiré à 41 110 exemplaires, dont 36 850 en diffusion totale payée. Dijon l'Hebdo est un journal gratuit d'informations locales créé en 2013 par Jean-Louis Pierre, ancien patron de Voo Tv, une chaine de télévision locale subventionnée, liquidée depuis.
France 3 Bourgogne, antenne locale de la rédaction nationale de France 3 affiliée à France Télévisions possède ses studios à Dijon.
Divers autres médias écrits et gratuits sont publiés à Dijon, traitant surtout de l'actualité culturelle. Parmi eux, on peut citer notamment le Journal de Libertés-Culture, mensuel consacré à l'actualité des droits humains ; Magma Magazine, magazine culturel et le magazine trimestriel Sparse depuis octobre 2012.

#### Radios locales actives
Six radios locales indépendantes sont diffusées à Dijon. Cinq d'entre elles[Lesquelles ?] sont de catégorie A. La plus ancienne est Radio Campus Dijon (92.2 MHz), une radio associative étudiante et culturelle créée en 1983[réf. nécessaire].
En 1991, RCF en Bourgogne (88.3 MHz), l'une des radios locales de proximité du groupe des radios chrétiennes, commence ses émissions[réf. nécessaire]. La radio associative à thématique juive Radio Shalom Dijon (97.1 MHz) est créée en 1993[réf. nécessaire]. Les dernières radios locales datent de 2008[réf. nécessaire] avec Radio Cultures Dijon (100.0 MHz), radio associative culturelle et K6FM (101.6 MHz), radio de catégorie B purement dijonnaise.
Diversité FM, nouvelle radio associative ayant pour siège social Dijon diffuse en DAB+ sur la métropole de Dijon depuis 2019[réf. nécessaire]. C'est une radio musicale et citoyenne[pas clair]. Elle diffuse également sur le 103.9 FM dans le reste de la Bourgogne et sur le 106 FM sur le sud Grand-Est.
Deux radios régionales couvrent la ville : Fréquence Plus (95.4 MHz), qui émet en Bourgogne-Franche-Comté, et France Bleu Bourgogne (98.3 MHz), station du réseau France Bleu de Radio France. Cette dernière est la première radio de la Côte-d'Or. Les radios Chérie FM (102.5 MHz), Europe 2 (87.9 MHz), Fun Radio (90.7 MHz), Nostalgie (97.5 MHz) et Auxois FM (92.3 MHz) diffusent des décrochages locaux ou régionaux.

#### Radios dijonnaises disparues
- Active Radio (1999 - 2000)
- Pacific FM Dijon (1988 - 1989)
- Parabole FM (1989, devient Parabole Radio Fourvière en 1992 et fusionne pour devenir RCF en Bourgogne en 2011)
- Radio 5
- Radio 102 (1979 - 1980)
- Radio 2000 (1981 - 1983)
- Radio Bonheur (1982 - 1987)
- Radio Cité
- Radio Dij'est (1985 - 1990)
- Radio Dijon (1926)
- Radio K Libre (1982, franchisée par Pacific FM Dijon en 1988, et devient une antenne locale d'Europe 2 en 1990. Depuis 2008, c'est Virgin Radio Bougogne)
- Radio Verte (1977 - 1981)
- Radio VTI (voit le jour en 1991, en tant que radio associative et multi-culturelle. Elle cesse d'émettre en 2012 après la liquidation de l'association "Voix de l'Immigré" qui était sa propriétaire.)

#### Médias numériques
Outre les plates-formes numériques des médias traditionnels, Dijon bénéficie également de médias d'information exclusivement en ligne. Jondi.fr est ainsi un agenda culturel de la ville, J'aime Dijon relaye les bonnes initiatives associatives et culturelles, Infos-Dijon.com un média généraliste d'actualité locale et régionale. D'autres médias en ligne ont disparu ces dernières années : le plus ancien, gazetteINFO.fr, était une filiale de l'hebdomadaire papier La Gazette de Côte-d'Or mais bénéficiait d'une rédaction dédiée et séparée de sa maison mère. Le second, Dijonscope, créé le 1er août 2009 à Dijon, était jusqu'au 14 mai 2013, date de sa liquidation judiciaire, le premier quotidien régional d'information à disposer du statut d'éditeur de presse en ligne.

### Cultes

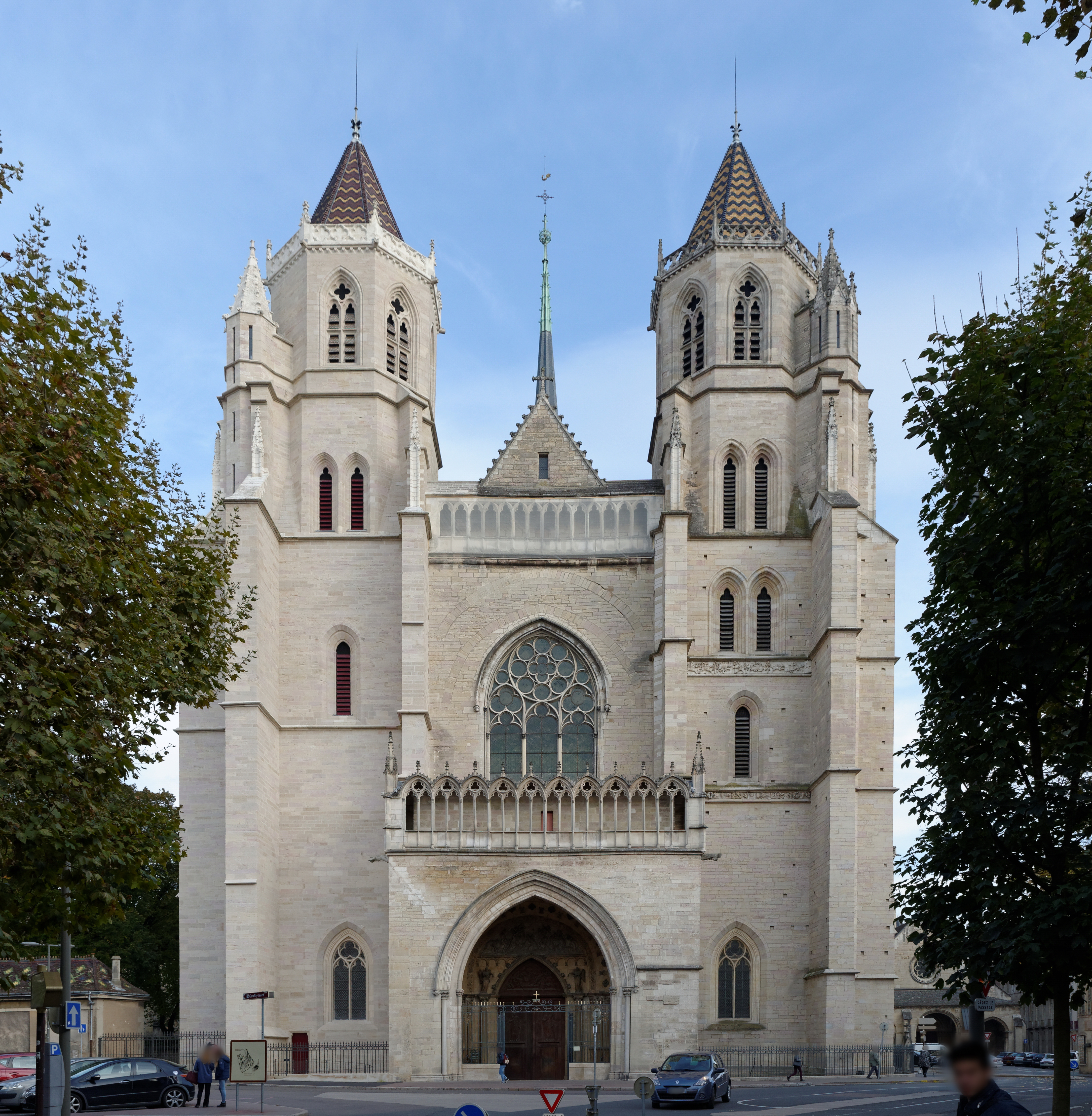
La cathédrale Saint-Bénigne de Dijon.

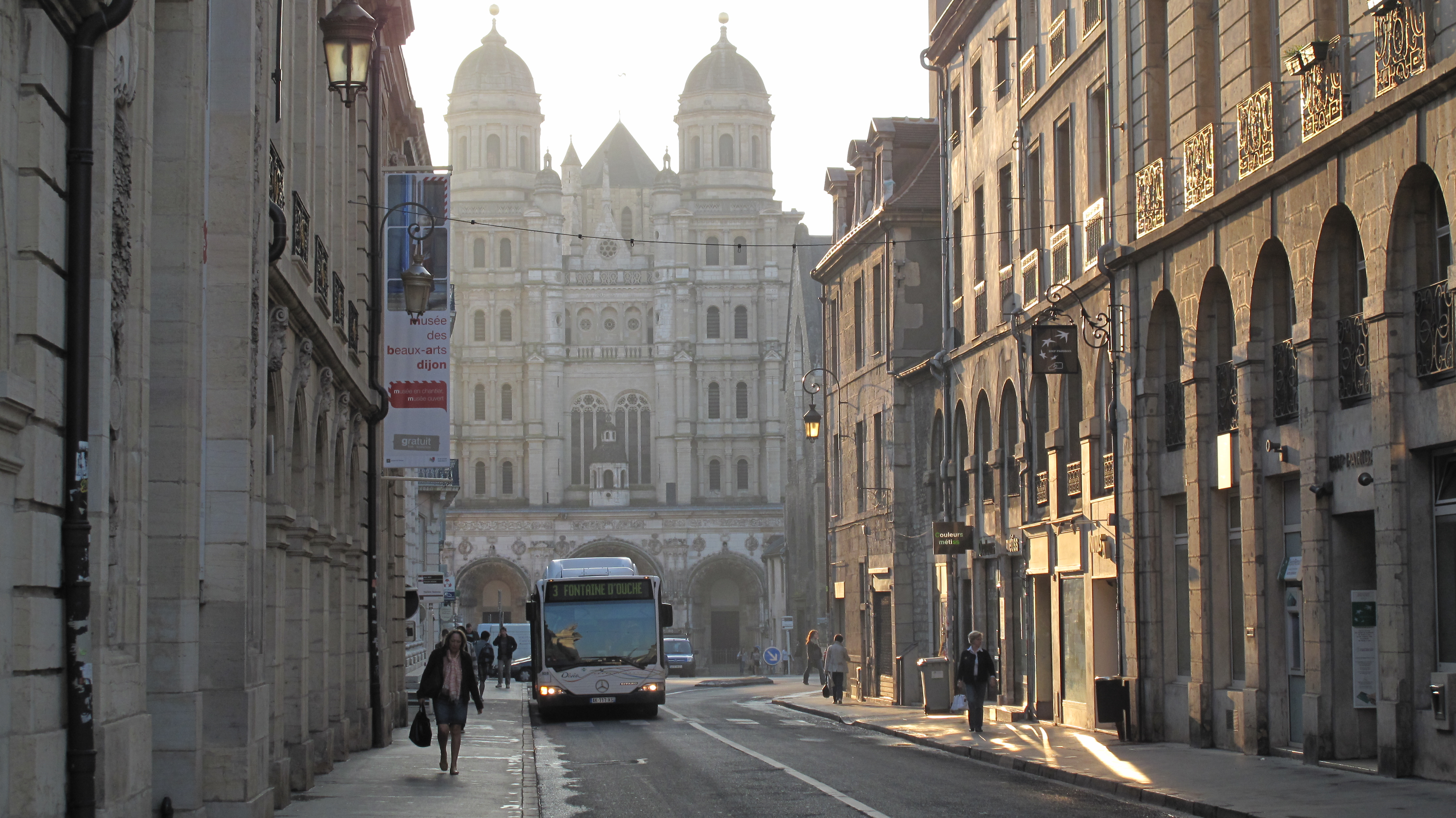
Église Saint-Michel de Dijon vue de la rue Rameau.

Les Dijonnais disposent de lieux de culte des principales religions : christianisme, judaïsme, islam.

#### Christianisme
Le nombre important d'églises catholiques à Dijon traduit la longue histoire du catholicisme dans la ville. Elle remonte, selon la tradition, à saint Bénigne, qui aurait évangélisé Dijon au IIe siècle. Sous l'Ancien Régime, les nombreuses églises et chapelles ont valu à Dijon son surnom de ville aux cent clochers.

##### Catholicisme
En ce qui concerne le catholicisme, l'archidiocèse de Dijon fait partie de la province ecclésiastique de Dijon. Le territoire de la commune de Dijon est divisé en onze paroisses. La création du diocèse de Dijon date de 1731. Depuis le rétablissement du diocèse de Langres en 1823, les limites territoriales du diocèse de Dijon sont celles du département de la Côte-d'Or. Outre la cathédrale Saint-Bénigne, Dijon possède une vingtaine d'églises et de chapelles, construites entre le XIIIe et le XXe siècle.
Principaux lieux de culte de la ville :
- cathédrale Saint-Bénigne, place Saint-Bénignec ;
- chapelle de l'Assomption, place Notre-Dame ;
- église Sainte-Jeanne-d'Arc, 44 boulevard Jeanne-d'Arc ;
- chapelle Saint-Joseph-Cottolengo, 2 impasse Thibaudot ;
- chapelle Saint-Louis, 35 rue de la Chapelle-Saint-Louis ;
- chapelle Saint-Vincent-de-Paul, 17 rue de la Manutention ;
- église Bienheureuse Élisabeth de la Trinité, 1 rue de Bourges ;
- église du Sacré-Cœur, 5 rue Racine ;
- église Sainte-Bernadette, 4 avenue des Grésilles ;
- église Saint-Bernard, 12 boulevard Alexandre-Ier de Yougoslavie ;
- église Sainte-Chantal, 16 avenue Gustave-Eiffel ;
- église Saint-Jean-Bosco, 42 rue de la Charmette ;
- église Saint-Joseph, 23 rue de Jouvence ;
- église Saint-Michel, place Saint-Michel ;
- église Notre-Dame, place Notre-Dame ;
- église Saint-Paul, 55 rue Clément Janin ;
- église Saint-Pierre, place Wilson.

Autres chapelles 
- Centre Albert Decourtray, place Granville.
- Chapelle des Carmes, 20 rue Crébillon.
- Chapelle de l'hôpital psychiatrique de la chartreuse, avenue Albert-Ier.
- Chapelle du collège Saint-Michel, 36 rue Saumaise.
- Chapelle du collège et lycée Saint-Joseph, 39 rue du Transvaal.
- Chapelle du lycée Saint-Bénigne, 106 rue de Talant.
- Chapelle des petites sœurs des pauvres (maison de retraite), 35 boulevard de Strasbourg.
- Chapelle Sainte-Anne, rue des Roussottes.
- Chapelle Saint-François-de-Sales (groupe scolaire Alix-Providence), rue Caroline-Aigle .
- Chapelle commanderie des Templiers, chemin Rente-Saint-Joseph.
- Grande Chapelle du petit Cîteaux, petite Chapelle du petit Cîteaux, chapelle de la maison de retraite Saint-Philibert, 40 rue Condorcet.
- Chapelle Saint-Joseph du prieuré de la Sainte Famille, 40 rue Pierre Thévenot.

Lieux de culte désaffectés dans la ville :
- chapelle des Carmélites, 18 rue Victor-Dumay ;
- chapelle des Cordeliers, 4 rue Turgot ;
- chapelle des Élus, rue des Forges, à l'intérieur du palais des ducs et des États (accessible depuis l'office de tourisme) ;
- Grande chapelle de l'hôpital du Saint-Esprit, 3 faubourg Raines ;
- chapelle Sainte-Croix-de-Jérusalem, dans l'enceinte de l'hôpital du Saint-Esprit, 3 faubourg Raines ;
- église Sainte-Anne, rue Sainte-Anne (abritant le musée d'Art sacré) ;
- église Saint-Étienne, place du Théâtre (abritant la bibliothèque La Nef) ;
- église Saint-Jean, 15 rue Danton (abritant le théâtre du parvis Saint-Jean) ;
- tour Saint-Nicolas, vestige de l'église Saint-Nicolas disparue, 2 rue d'Assas ;
- église Saint-Philibert, place Saint-Philibert ;
- église de l'ancien collège des Jésuites, 8 rue de l'École-de-Droit (abritant la bibliothèque patrimoniale et d'étude) ;
- ancienne chapelle des Ursulines, 6 rue Chancelier d'Hospital, cité administrative Dampierre ;
- chapelle de l’EHPAD Arpavie l’espérance, 26 rue de Gray ;
- chapelle des Ducs, 32 rue Jean Baptiste Baudin ;
- chapelle du Saint-Esprit, rue du Palais.
- Chapelle du monastère des Bernardines, 17 rue du Chaignot, actuel (Musée de la Vie bourguignonne).

##### Protestantisme
Le culte protestant est célébré à Dijon au Temple protestant de Dijon, boulevard de Brosses, dédicacé en 1898.
- Évangélique adventiste, 24 boulevard de l'Université.
- Évangélique, 9 rue Vivant-Carion.
- Évangélique, 25 rue Corroyeurs.
- Évangélique baptiste, 5 rue du Lycée.
- Évangélique toison d'or, 20 rue Jean-Veillet.

##### Orthodoxie
Le Christianisme orthodoxe est célébré à Dijon dans trois lieux de cultes. Deux églises orthodoxes de tradition byzantine sont accueillies dans des lieux prêtés par le diocèse :
- chapelle Saint-François d'Assise, boulevard de l'Ouest, rattachée au patriarcat serbe ;
- chapelle Saint-Jacques, 2 rue du Colonel-Picard, rattachée au patriarcat roumain.

Une communauté copte-orthodoxe (patriarcat d'Alexandrie) célèbre la liturgie dans la chapelle Saint-Jean le Théologien de Dijon, 14 avenue Aristide-Briand.

#### Judaïsme
La communauté juive célèbre le culte israélite selon le rite séfarade, à la synagogue de Dijon, construite de 1873 à 1879.

#### Islam
La communauté islamique de Dijon possède trois mosquées : En-Nour, El-Imân et Al-Kheyr.

#### Autres chrétiennes
- L'Église de Jésus-Christ des saints des derniers jours, 15 rue du Père-Charles-de-Foucauld.
- Salle du royaume des Témoins de Jéhovah, 3 impasse Georges-Claudon.

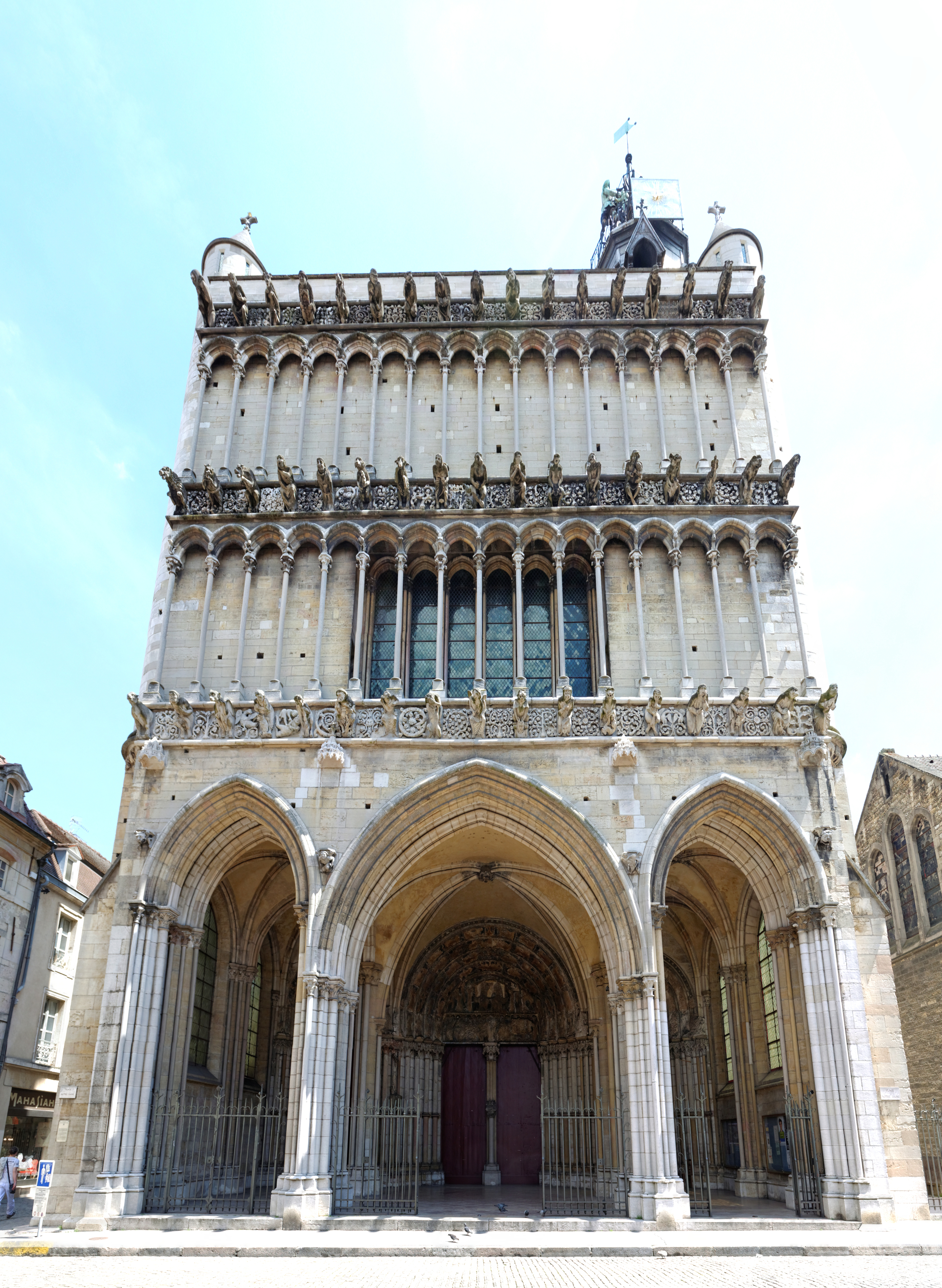
Église Notre-Dame.
Église Saint-Michel.
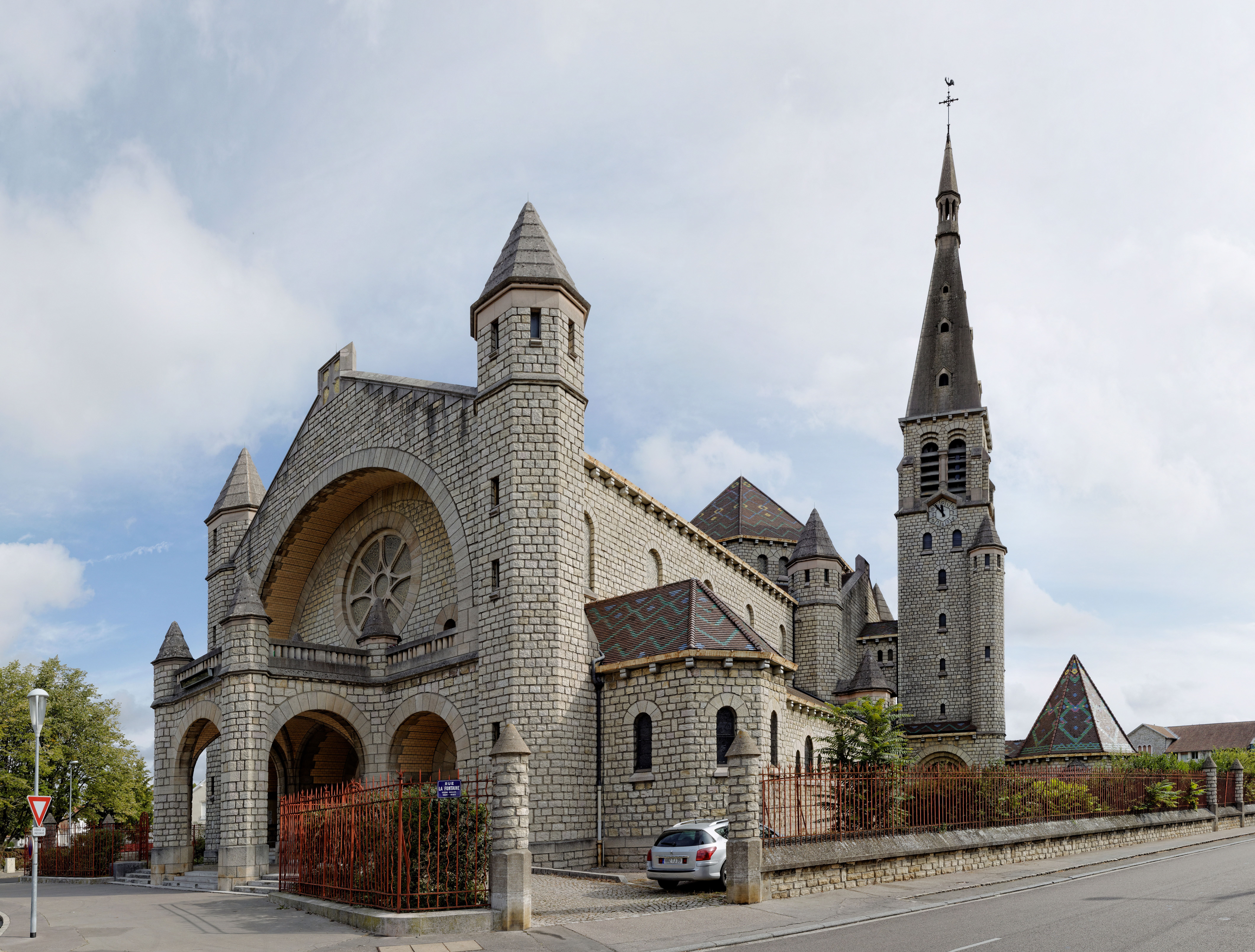
Église du Sacré-Cœur.
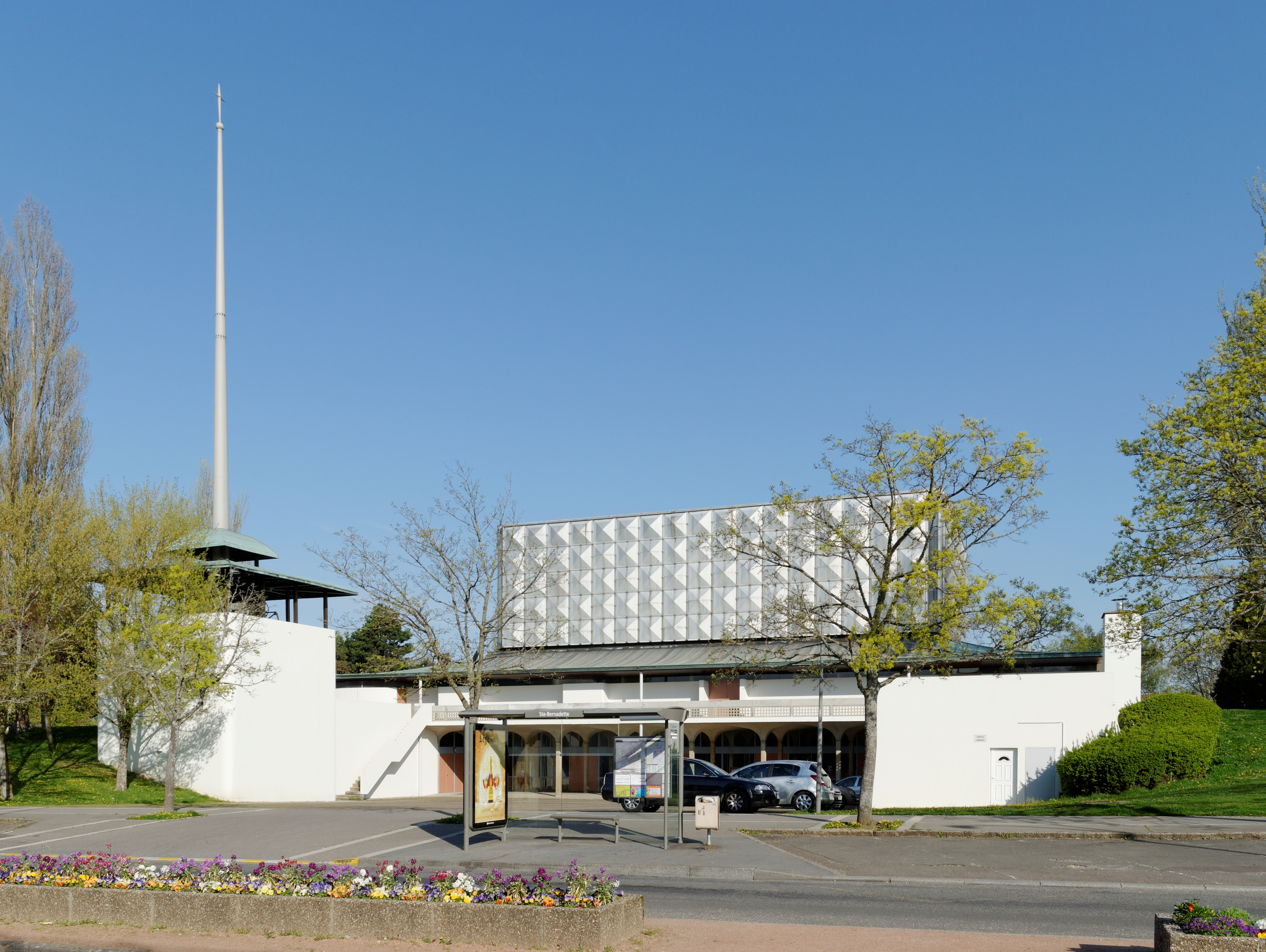
Église Sainte-Bernadette.
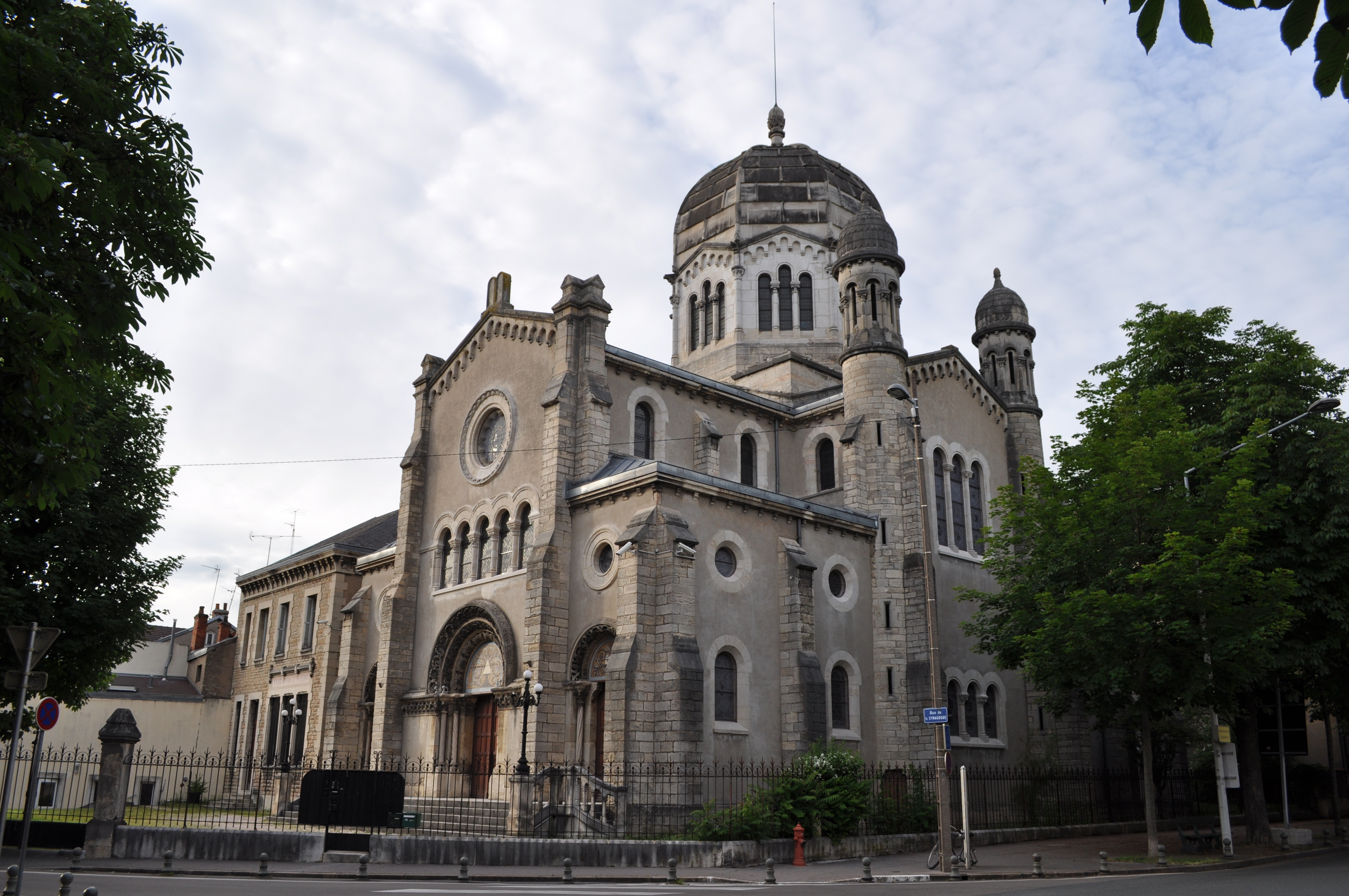
Synagogue de Dijon.
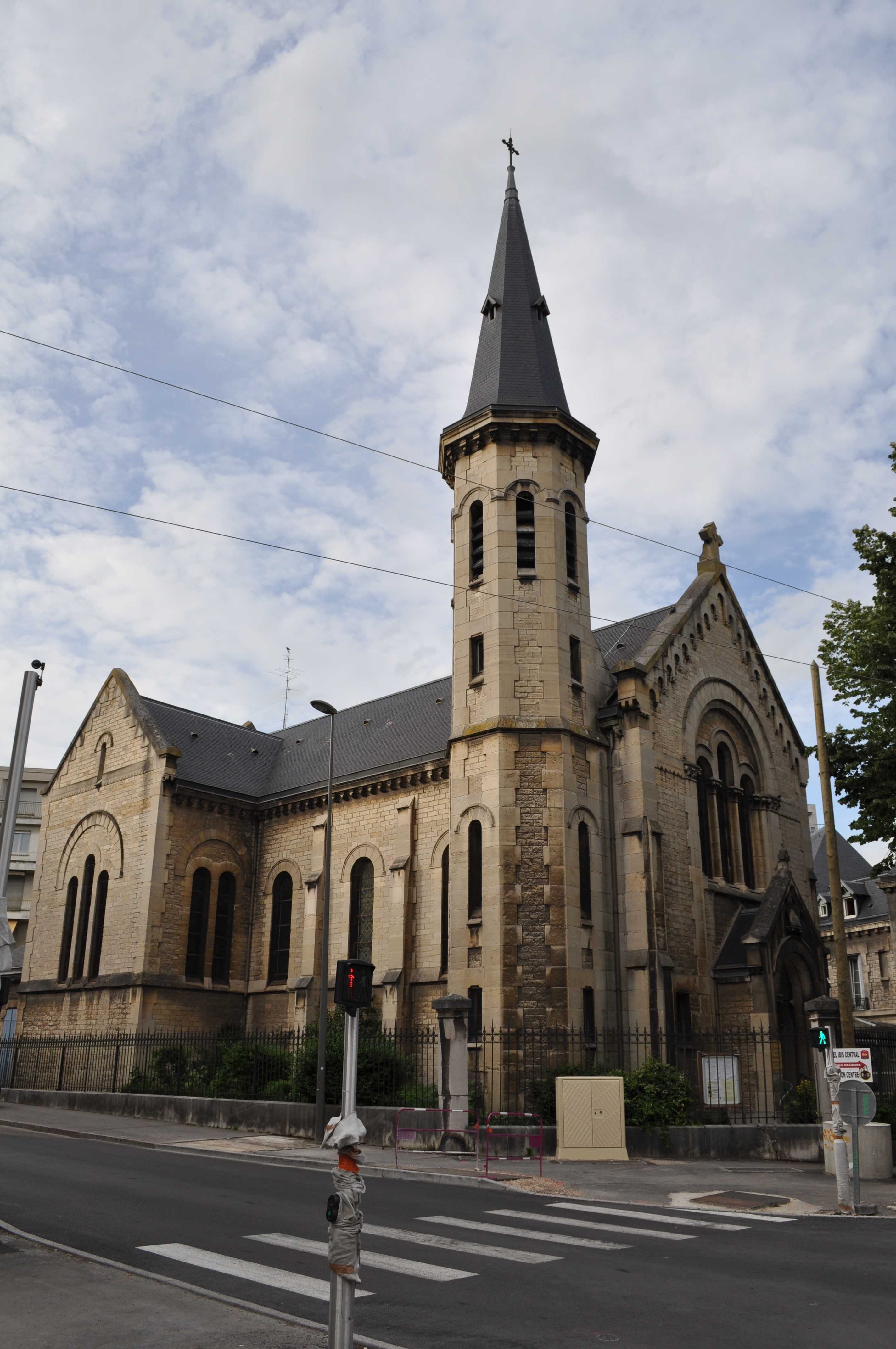
Temple protestant de Dijon.

## Économie

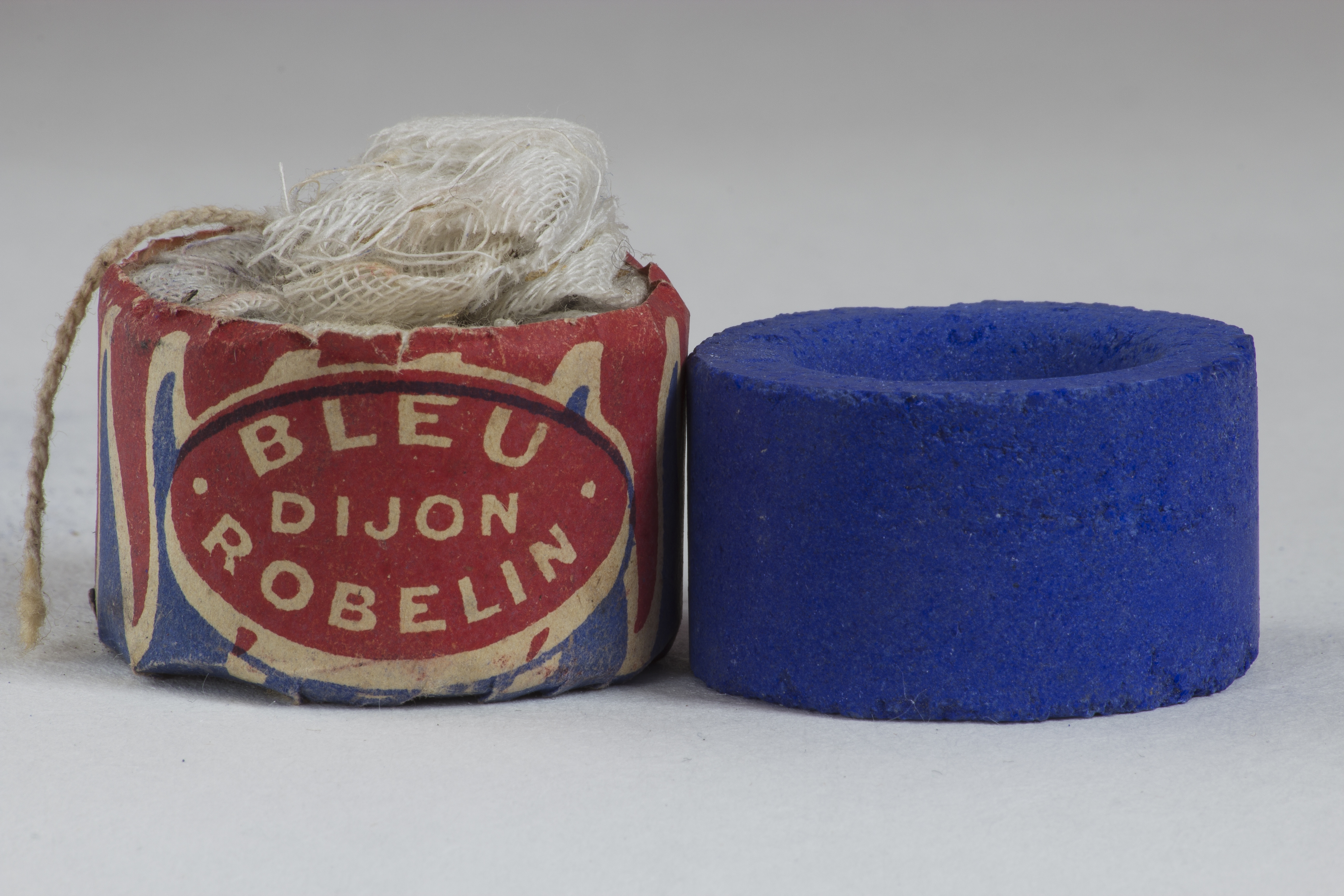
Bleu fabriqué à Dijon, de 1869 à 1911, par la manufacture de Louis Robelin (maire)

La croissance de Dijon au XXe siècle est liée à sa situation de nœud ferroviaire sur l'axe Paris-Lyon-Marseille, au départ des lignes menant vers Besançon, Belfort, Nancy, l'Italie et la Suisse. L'essor des échanges a favorisé une industrie qui, rétrospectivement, paraît étonnamment variée au milieu du siècle : métallurgie (tréfileries et laminoirs, matériel de chemins de fer, cycles et motocycles, machines-outils, mécanique de précision, matériel de laiterie et de boucherie), industrie alimentaire (moutarde, biscuits, chocolat, pain d'épices, cassis), travail du cuir (chaussures, sacoches), confection, matériel électrique, optique de précision, manufacture de tabacs, savonneries, industrie pharmaceutique, matériaux de construction, instruments de musique. La ville et ses environs proches ont notamment accueilli les entreprises de renom tels Pétolat, Terrot, Choillot, Pernot, SEB, la Société cotonnière de Côte-d'Or, SOMUA, Louvroil-Montbard-Aulnoye. Comme ailleurs, la route a depuis détrôné le chemin de fer, l'industrie est en régression et c'est plutôt le secteur tertiaire qui se développe, passant de 62 % de la population active en 1954 à 67,5 % en 1975. Dans la plaine dijonnaise, on trouve de grandes cultures : blé, orge, colza et betterave à sucre.
| Secteur              | Nombre | Pourcentage | Variation secteur depuis 1999 |
| -------------------- | ------ | ----------- | ----------------------------- |
| Agriculture          | 196    | 0,22 %      | -82,12 %                      |
| Industrie            | 6 810  | 7,54 %      | -11,21 %                      |
| Construction         | 4 407  | 4,88 %      | +28,22 %                      |
| Commerce et services | 41 584 | 46,03 %     | +15,66 %                      |
| Secteur social       | 37 339 | 41,33 %     | +11,91 %                      |
| Total                | 90 336 |             |                               |

### Revenus de la population et fiscalité
En 2009, le revenu fiscal médian par ménage est de 19 716 €,
ce qui place alors Dijon au 7 434e rang parmi les 31 827 communes de plus de 50 ménages en métropole.
| Taxe                                                | Taux communal | Taux intercommunal | Taux départemental | Taux régional |
| --------------------------------------------------- | ------------- | ------------------ | ------------------ | ------------- |
| Taxe d'habitation (TH)                              | 21,53 %       | -                  | 7,49 %             | -             |
| Taxe foncière sur les propriétés bâties (TFPB)      | 26,37 %       | -                  | 12,26 %            | 3,65 %        |
| Taxe foncière sur les propriétés non bâties (TFPNB) | 83,59 %       | -                  | 26,57 %            | 9,17 %        |
| Cotisation foncière des entreprises (CFE)           | -             | 24,09 %            | -                  | -             |

### Un bassin économique dynamique
En 2004, 2005 et 2007, Dijon a été classée trois années durant « cité la plus attractive de France », selon le magazine L'Entreprise, dans la catégorie des agglomérations de 200 000 à 500 000 habitants. 40 % des flux autoroutiers européens et 65 % des flux français passent par le corridor dijonnais, passage obligé vers le reste de l'Europe du Sud et du centre. La main-d'œuvre dijonnaise est en moyenne plus qualifiée que celle de la plupart des autres régions. Les zones économiques dijonnaises sont principalement la ZI de Longvic et la ZAE Cap-Nord Toison d'or/Saint-Apollinaire. Dijon seul compte 11 ZA toutes en voie de développement immobilier.
Quatre secteurs sont particulièrement bien représentés à Dijon, l'électrique-électronique, la mécanique, l'agroalimentaire, et la chimie-pharmacie. La création du pôle de compétitivité Vitagora autour du goût, de la nutrition, de l'innovation alimentaire et de la santé, souligne la propension de Dijon à mettre en place des projets aux débouchés réels par une démarche dynamique et stratégique, issue d'un partenariat entre tous les acteurs économiques, la ville, Dijon Métropole et l'université.
L'université Bourgogne-Europe est le premier employeur en recherche de la région, qui, avec ses 1 900 enseignants-chercheurs, chercheurs, ingénieurs et techniciens, est capable d'intervenir dans les secteurs les plus divers. D'autres écoles implantées au cœur de la ville disposent d'une bonne réputation nationale, Sciences Po Dijon (antenne de l'Institut d'études politiques de Paris), l'Institut national supérieur des sciences agronomiques, de l'alimentation et de l'environnement (Agrosup), la Burgundy School of Business (ancienne École supérieure de commerce de Dijon) et Polytech Dijon, toutes membres de la Conférence des grandes écoles, l'École nationale des greffes, l'école de notariat, l'École Nationale Supérieure d'Art et de Design ou encore le conservatoire national de musique, de danse et d'art dramatique. Ces atouts font de la métropole dijonnaise le premier bassin de vie et d'emploi en Bourgogne.

### Pôles de développement

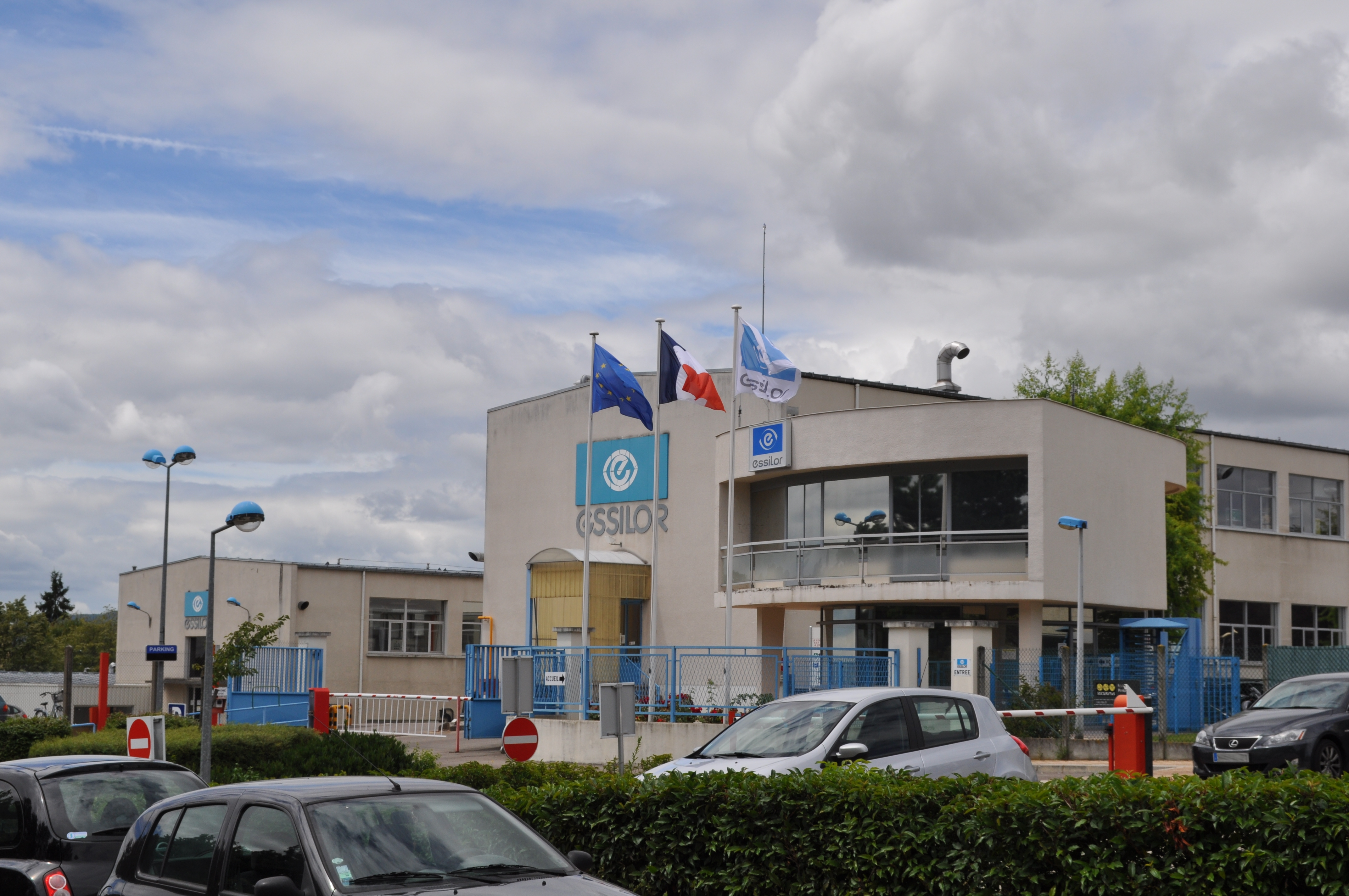
L'usine Essilor de Dijon.

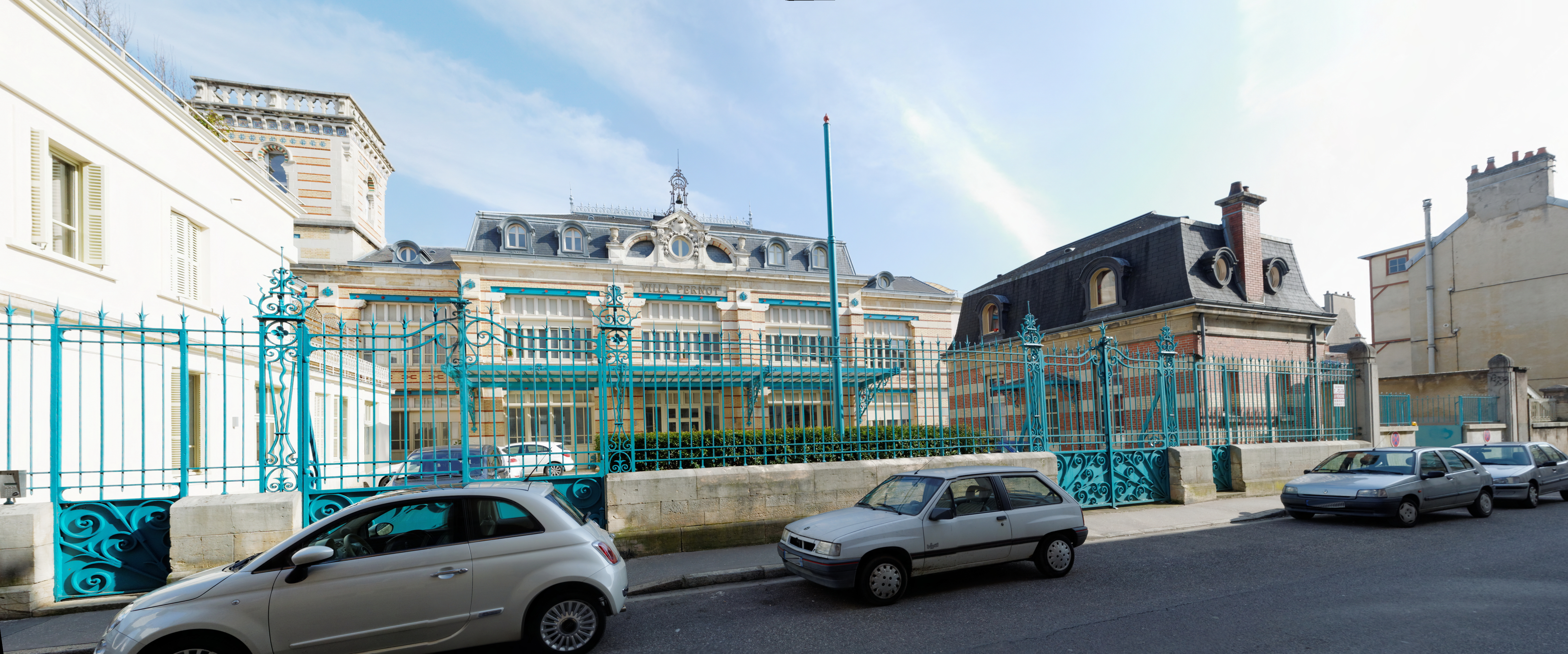
L'ancienne biscuiterie Pernot, rue Courtépée à Dijon.

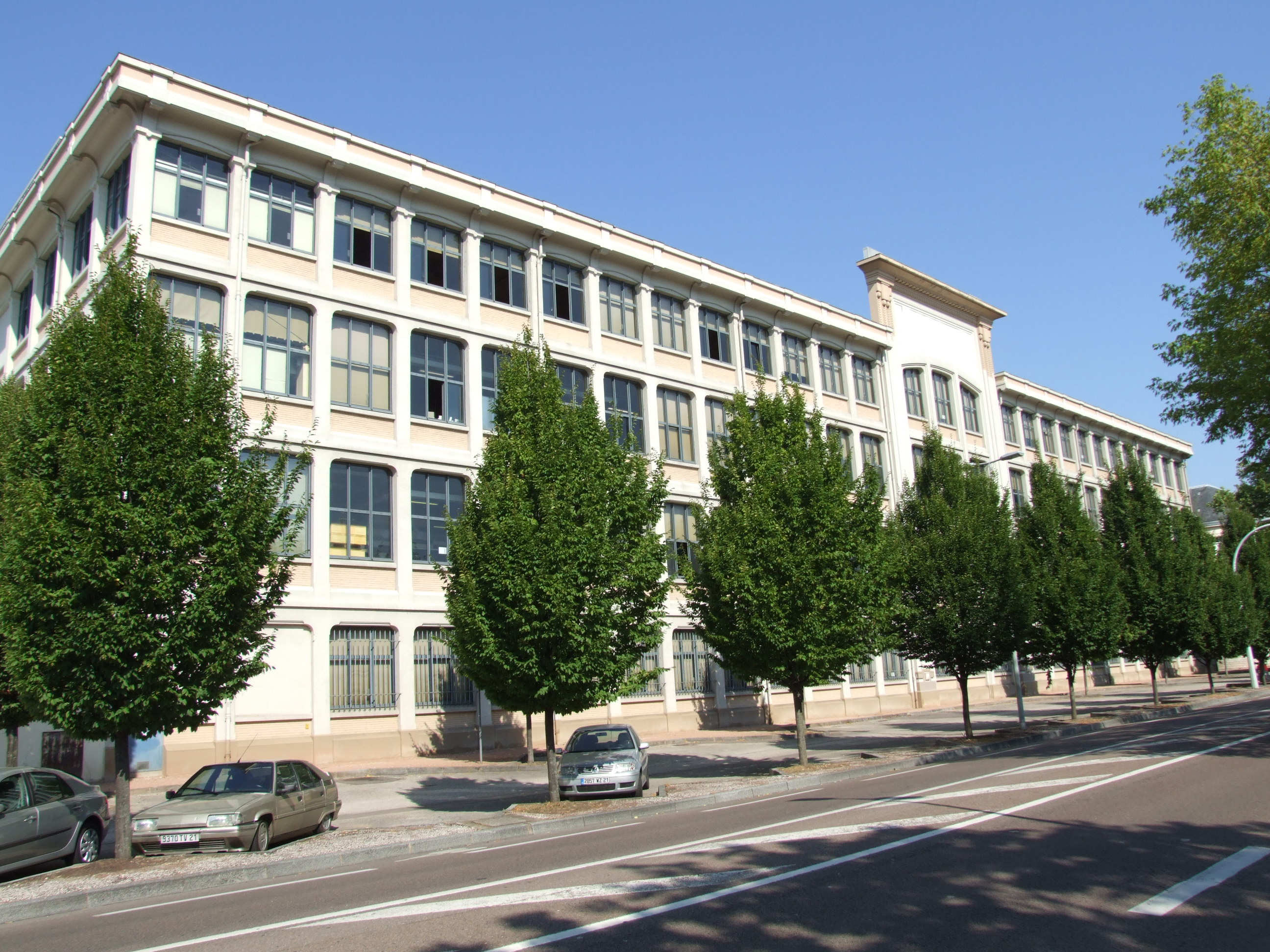
Bâtiment Art déco (avant 2021) de l'usine de Jtekt boulevard Voltaire, désormais localisée à Chevigny dans le Grand-Dijon.

Le premier secteur industriel dijonnais en termes d'emplois est celui de la construction électrique et de l'électronique, qui compte en 2003 quelque 3 200 salariés. Vient ensuite l'industrie mécanique, qui occupe environ 3 000 salariés, auxquels on peut ajouter de l'ordre de 1 200 personnes travaillant dans la métallurgie (dont SEB) et 1200 autres dans les industries du plastique et du caoutchouc. Autrefois riche et diversifiée (cycles Terrot, Lapierre, dérailleurs Simplex…), la mécanique dijonnaise est surtout axée sur la sous-traitance automobile, touchée par les délocalisations,, mais pas exclusivement, comme en témoignent les activités du Centre technique des industries mécaniques de Dijon. L'agglomération bénéficie également de la présence de laboratoires et unités de production de la pharmacie industrielle, en premier lieu Sanofi, Urgo,, et Fournier, qui emploient un total de 2 100 personnes, avec une activité de recherche et développement impliquant des laboratoires de l'université Bourgogne-Europe et des acteurs plus petits, tels qu'Oncodesign (recherche de traitements contre le cancer). Le secteur de l'optique, historiquement important (avec notamment Hermagis-SOM-Berthiot), est encore représenté par Essilor (verres correcteurs), Nachet (microscopes) et la Sagem (viseurs, périscopes),.
Emblématique de la ville, le secteur de l'alimentation et du goût s'est organisé autour du « pôle de compétitivité » Vitagora, profitant de l'image gastronomique internationale de la Bourgogne et de Dijon, historiquement à la pointe de l'industrie agroalimentaire. Le pôle regroupe des « plates-formes de compétences » centrées sur l'agronomie, la pédologie et les plantes, l'emballage, la chimie et la logistique. La ville est le berceau de plusieurs entreprises emblématiques de ce secteur comme le chocolatier Lanvin, absorbé par Nestlé, le fabricant de condiments Amora Maille, absorbé en 2000 par Unilever, dont l'usine historique a été fermée en juillet 2009 ou encore l'ancienne marque de biscuits Pernot.
Dijon est le siège des maisons mères de plusieurs grands groupes liquoristes comme Lejay-Lagoute ou Boudier, producteurs de crème de cassis. Tetra Pak y possède une unité de conditionnement depuis 1971.
Le siège d'Autoroutes Paris-Rhin-Rhône est situé à Saint-Apollinaire, dans la banlieue de Dijon.

### Tourisme
Le tourisme occupe une place non négligeable dans l'économie de Dijon, qui est au palmarès des dix destinations les plus durables en France étant dominé par Nantes, Angers et Lyon.
L'intérêt touristique de la ville repose principalement sur la richesse de son patrimoine historique et sur la proximité de la côte viticole. Ainsi, la vieille ville possède trois des dix monuments les plus visités en Côte-d'Or en 2004. En 2019, le musée des beaux-arts de Dijon rénové a été fréquenté par plus de 315 000 visiteurs. L'agglomération compte près de 500 restaurants et plusieurs zones hôtelières (Toison d'Or, quartier de la gare centrale…) recense « 580 cafés, restaurants et hôtels » dans l'agglomération en 2009. On peut distinguer à Dijon trois grands secteurs : le tourisme culturel (musées, monuments, fêtes et manifestations culturelles), le tourisme gastronomique et vini-viticole (quoique moins développé qu'à Beaune), et le tourisme d'affaires (palais des congrès et hôtels-restaurants adaptés).
Néanmoins, les chiffres de 2008 relevés par l'Insee montrent un recul de 0,5 % de l'activité touristique, avec un taux d'occupation des lits d'hôtel inférieur de 7 points au taux moyen national. La clientèle étrangère ferait particulièrement défaut (-1,6 %).

### Viticulture
Située au cœur de la Bourgogne, la ville de Dijon est répertoriée dans la liste des communes viticoles de France. En effet, sur son aire géographique, peuvent être produits les vins AOC : Bourgogne aligoté, Bourgogne, Bourgogne passe-tout-grains, Coteaux-bourguignons (anciennement Bourgogne grand-ordinaire), Crémant de Bourgogne et Bourgogne mousseux.
Les liens entre Dijon et son patrimoine viticole remontent à 1187, date à laquelle la ville en acquiert la pleine maîtrise. Au Moyen Âge, la viticulture joue un rôle central dans l'économie locale. Au XVIIIe siècle, près du quart de la commune est couvert de vignes.
En raison de l'urbanisation, Dijon ne comptait plus que quelques parcelles de vigne à la fin du XXe siècle, situées dans le quartier des Valendons à la limite de Chenôve (le Montrecul). En 1981, une parcelle de 32 ares est replantée aux Marcs d'Or, ancienne appellation réputée des ducs de Bourgogne, dans le quartier de Fontaine d'Ouche. C'est la première parcelle replantée par la ville de Dijon, qui souhaite faire renaître la culture de la vigne sur son territoire. Cette première plantation est suivie du rachat en novembre 2013 de 8 hectares sur le plateau de la Cras (communes de Dijon, Plombières-lès-Dijon et Corcelles-les-Monts). Le domaine est destiné à s'étendre pour atteindre 50 ha exploités par la ville de Dijon, avec l'ambition d'obtenir de l'INAO l'appellation "Côte de Dijon".

## Culture locale et patrimoine

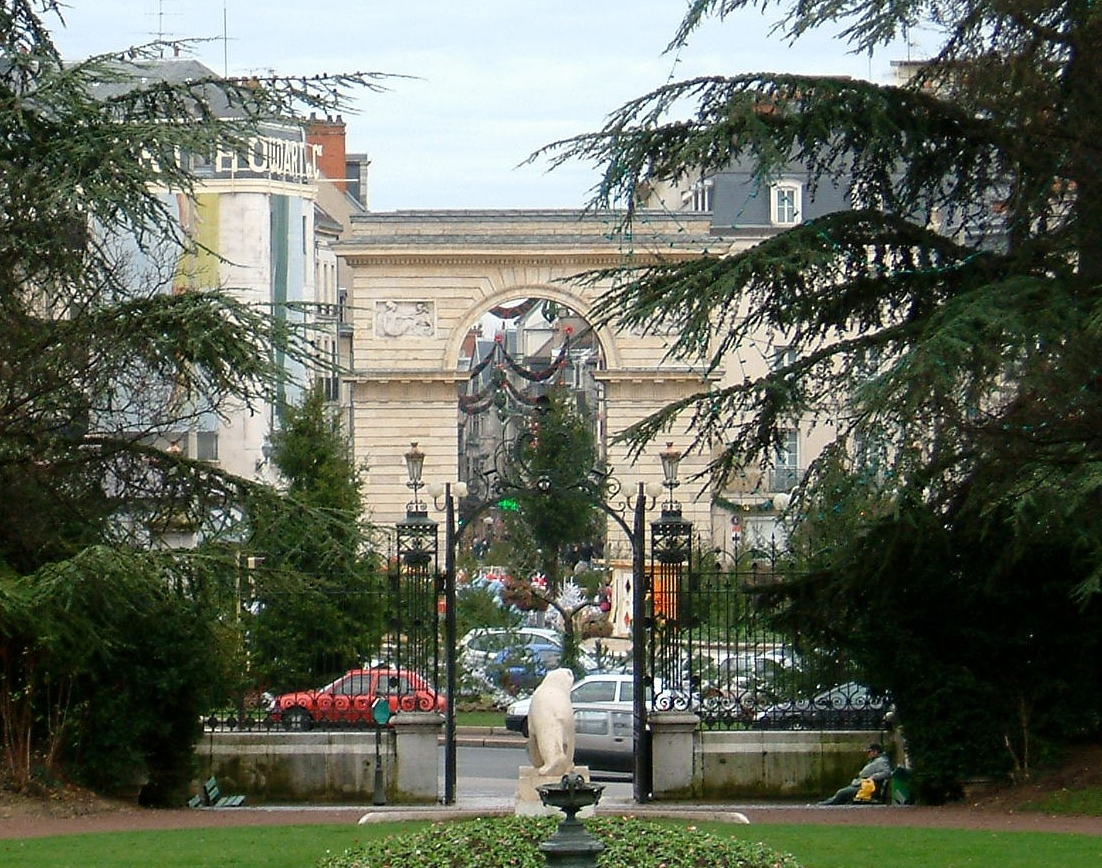
Jardin Darcy.

Dijon dispose de l'un des premiers secteurs sauvegardés de France, d'une superficie de 97 hectares, comportant des monuments classés et remarquablement conservés. Reconnu internationalement, son patrimoine s'est bâti au fil des siècles, et continue de se construire de nos jours, avec des édifices publics comme le Zénith ou l'Auditorium ou des bâtiments de haute technologie comme la tour Elithis. Le « vieux Dijon » ou centre historique comporte d'innombrables maisons anciennes, hôtels parlementaires, maisons bourgeoises mais aussi demeures plus modestes, qui donnent leur charme aux rues du centre-ville. Pour la plupart, ces monuments datent du Moyen Âge. Des réalisations du XIXe siècle, de type « hausmannien », complètent ce patrimoine dijonnais.
La création d'un secteur sauvegardé, la réfection progressive de la plupart des demeures historiques et le développement d'une zone piétonne en constante extension depuis les années 1970, permettent aux Dijonnais comme aux visiteurs de profiter de ce riche patrimoine qui s'intègre dans un tourisme départemental et régional, autour du vin et de l'héritage médiéval. En 2015 le centre historique est inscrit au Patrimoine mondial de l'Unesco au titre des climats du vignoble de Bourgogne. Il en constitue le deuxième site, le premier étant les climats de Bourgogne ainsi que le centre historique de Beaune.

### Les symboles de Dijon
Plusieurs symboles caractérisent la ville de Dijon, le plus connu étant la chouette, sculpture en pierre réalisée à une époque incertaine, qui se trouve sur un contrefort d'une chapelle de l'église Notre-Dame. La coutume, à Dijon, est de caresser cette sculpture en faisant un vœu.

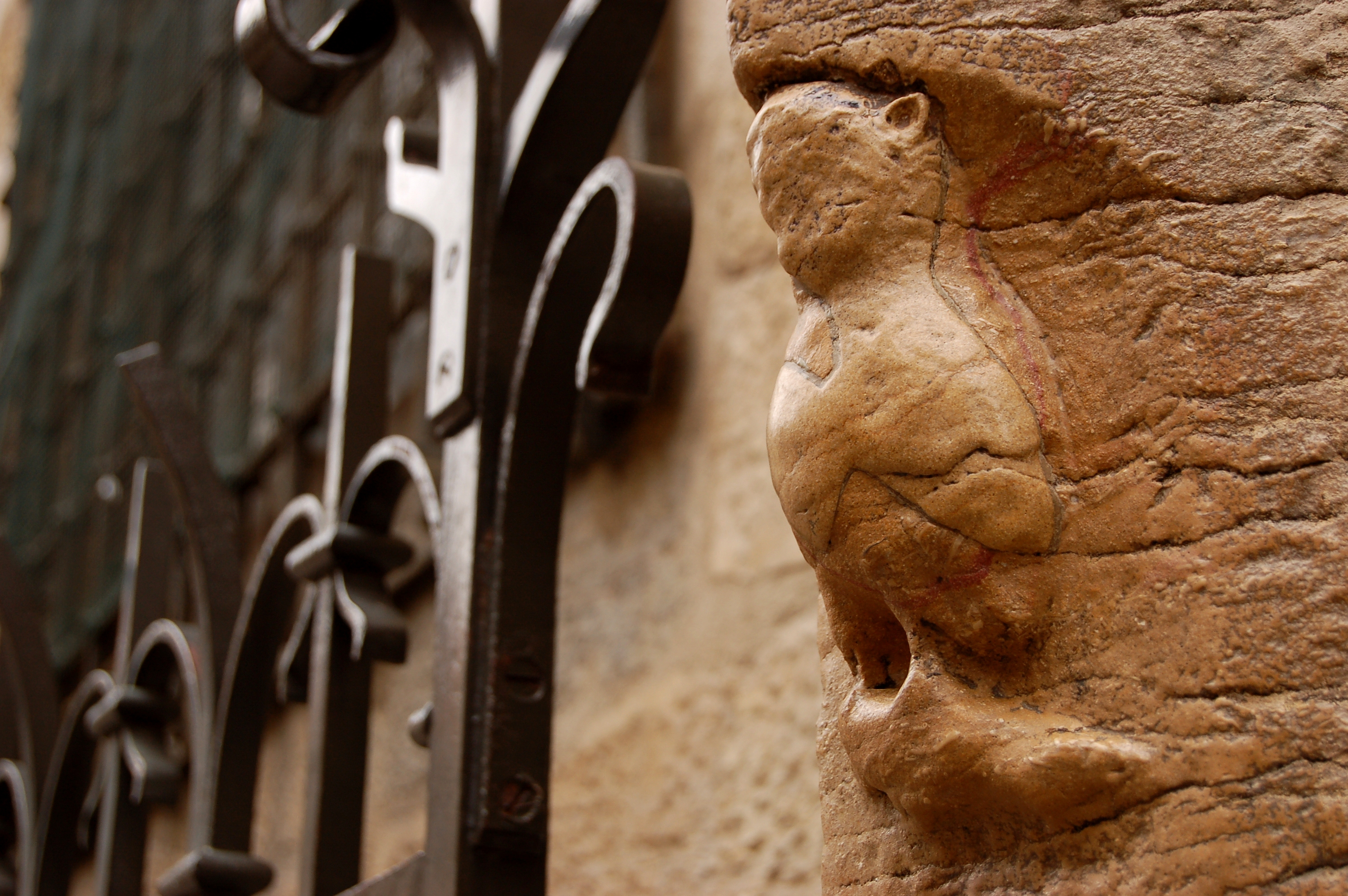
La chouette de l'église Notre-Dame de Dijon.
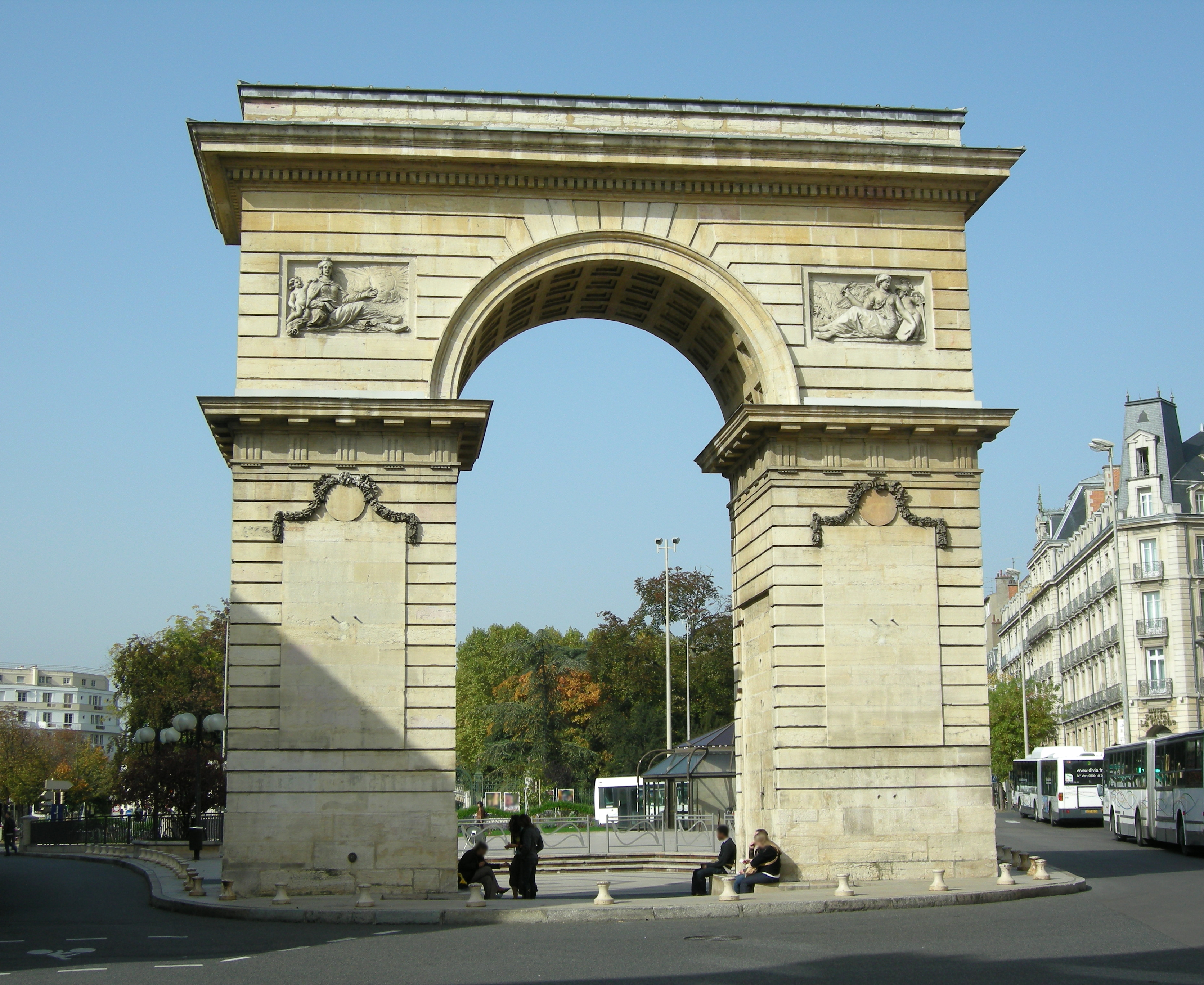
La porte Guillaume place Darcy.
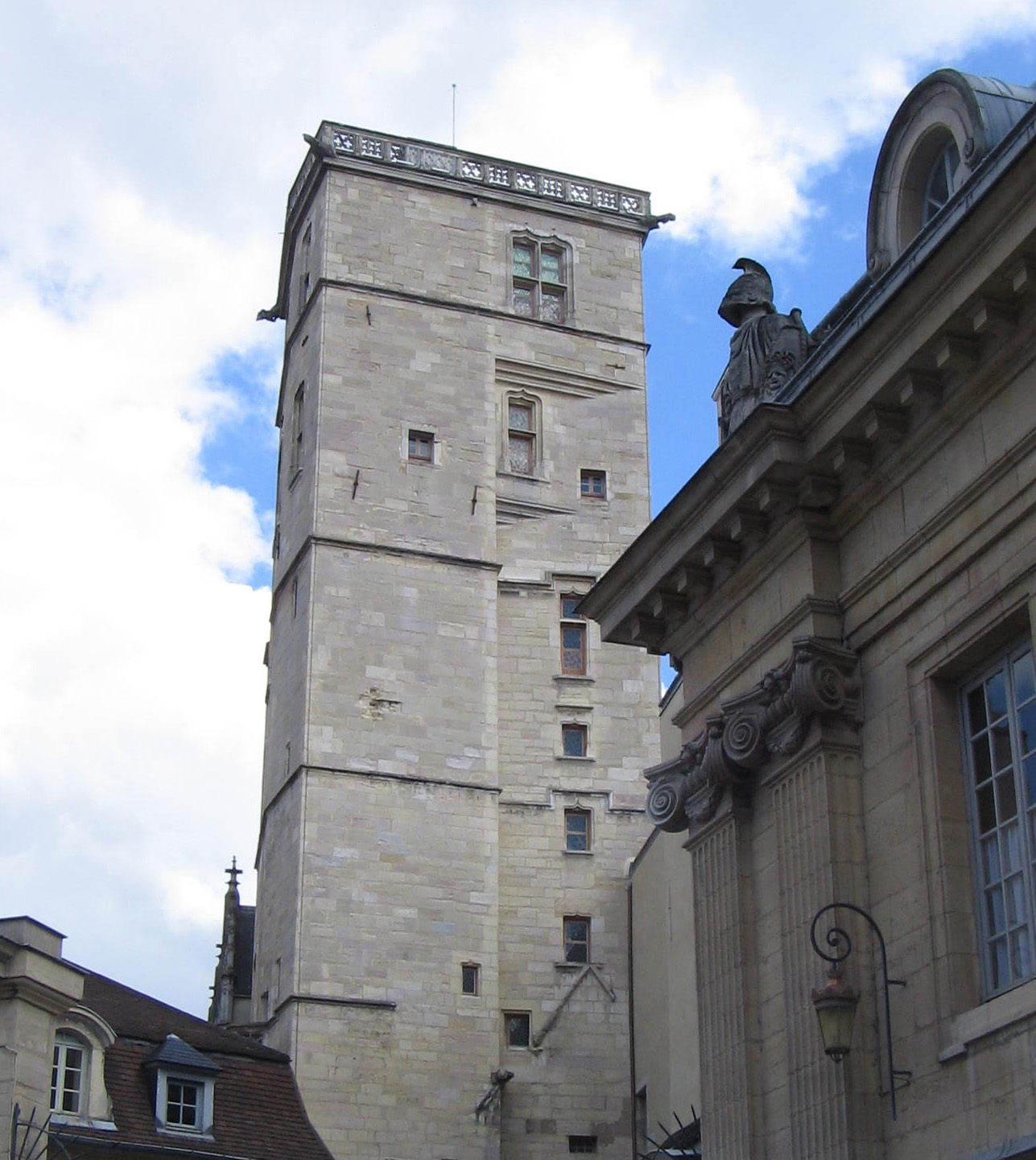
La tour Philippe le Bon du palais des ducs de Bourgogne.
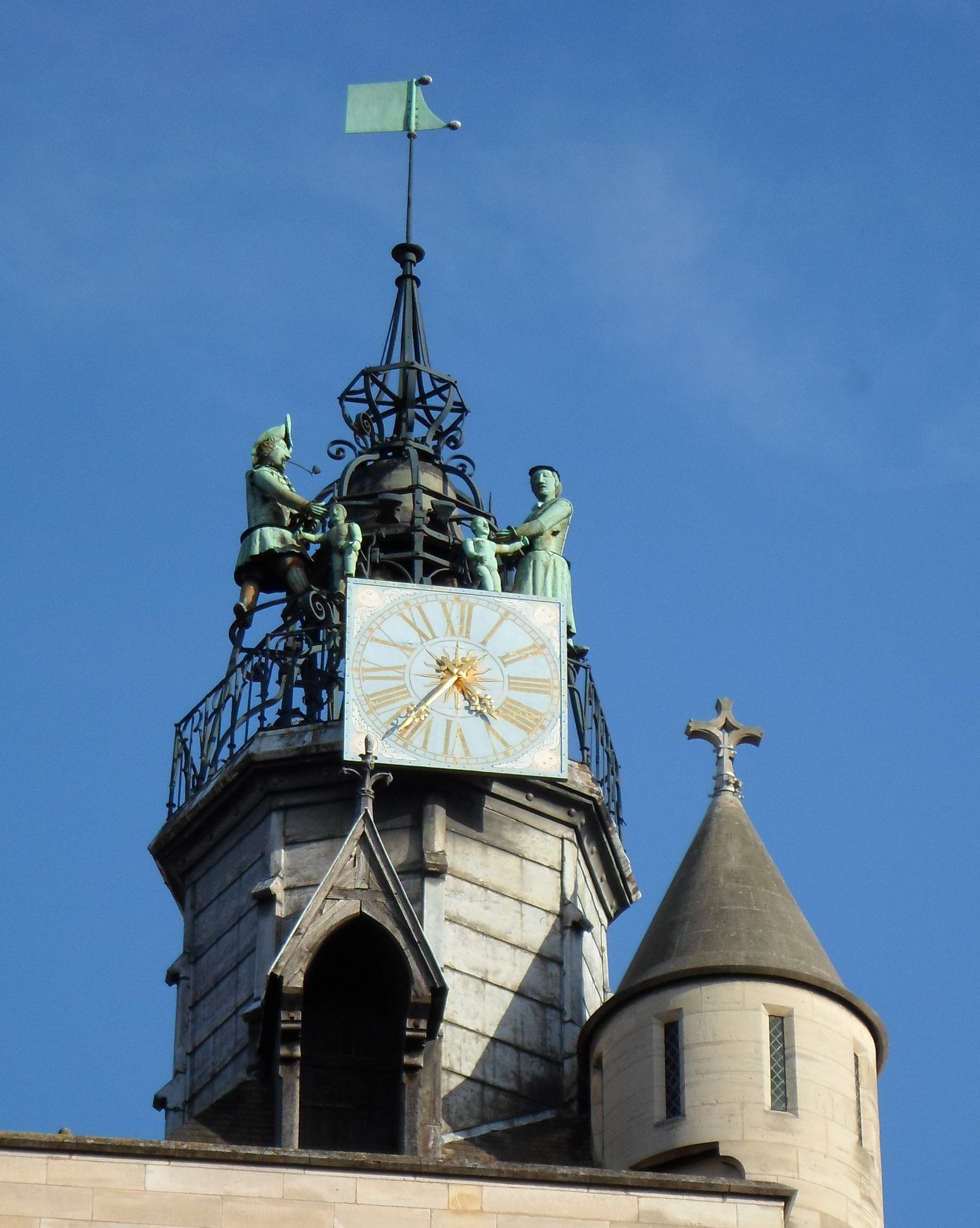
Le Jacquemart de l'église Notre-Dame de Dijon.
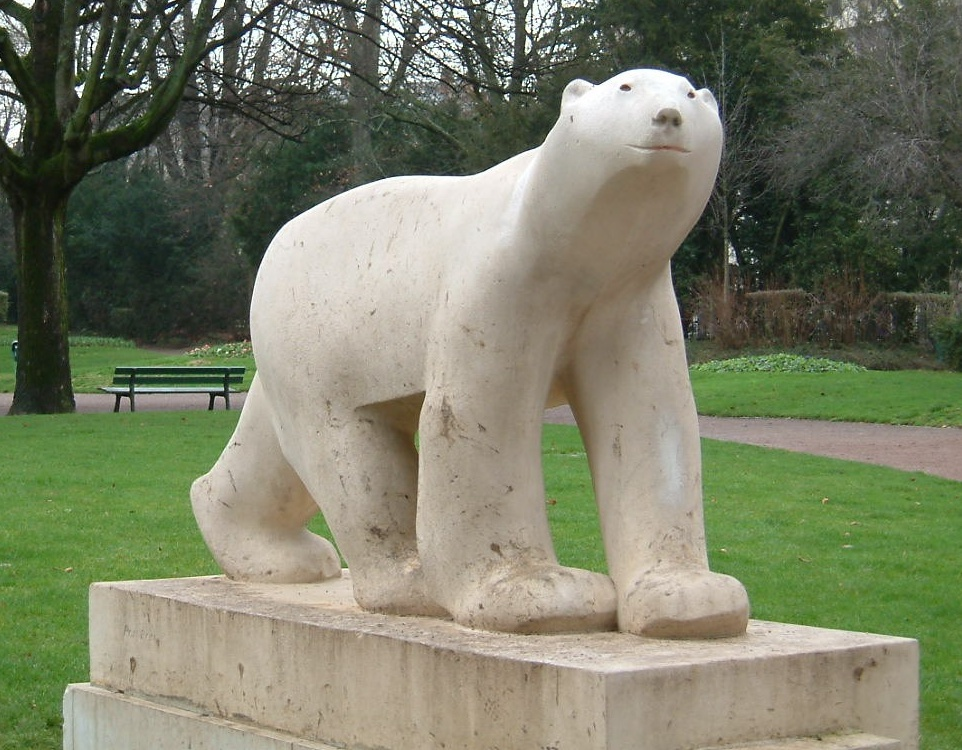
L'ours de Pompon (copie par le sculpteur Martinet), jardin Darcy.
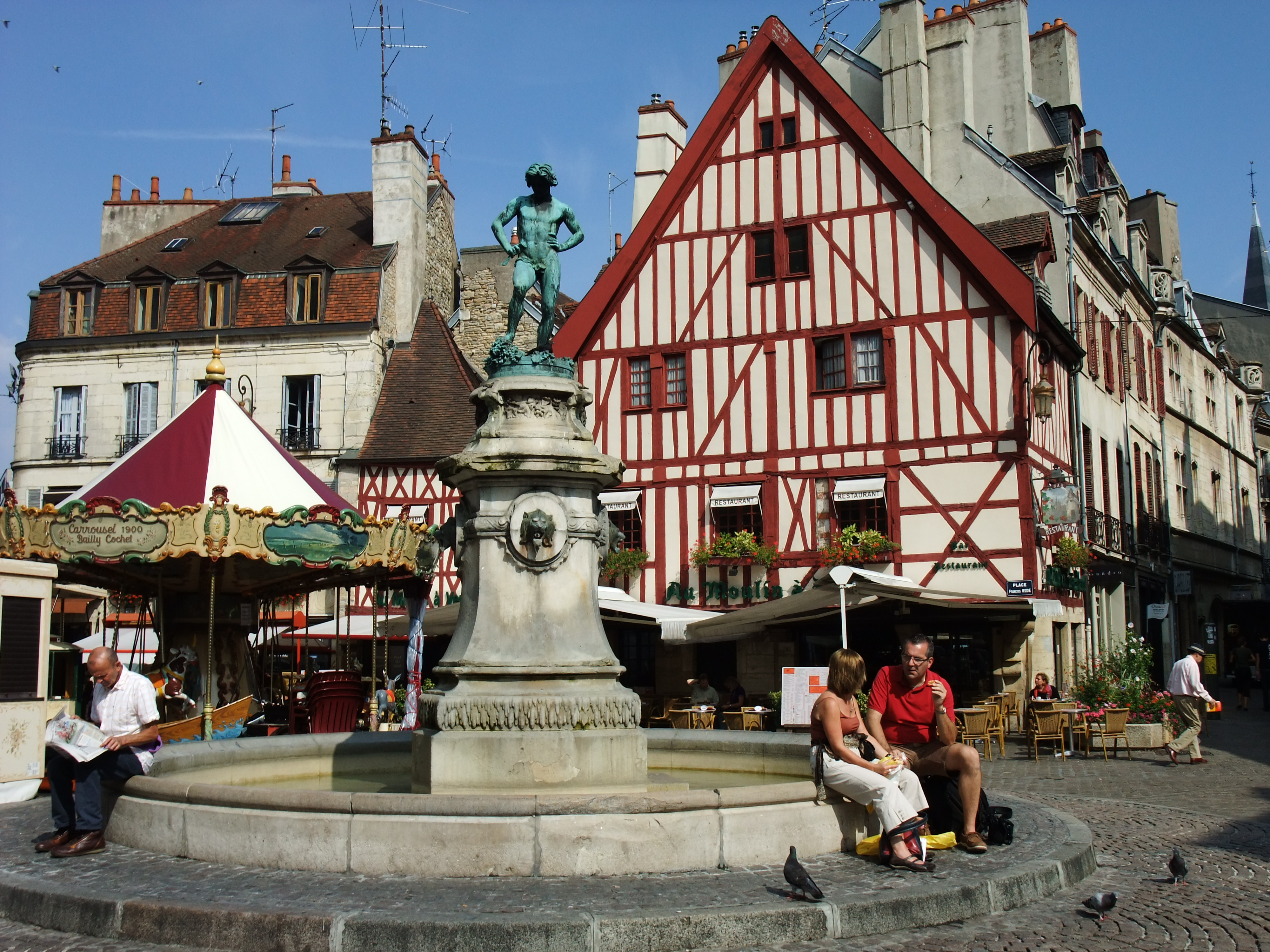
La fontaine "Le vendangeur" ou "du Bareuzai" place François-Rude

### Architecture
La diversité architecturale de Dijon est le fruit d'une longue histoire. La ville compte ainsi en son centre des rues bordées d'édifices médiévaux ayant évolué au sein des anciennes limites du castrum de Dijon d'héritage romain. La ville a ensuite manqué d'espace et, après la destruction des remparts, de nouveaux quartiers sont apparus.
L'architecture religieuse est également très représentée. Dijon aurait été surnommée la « ville aux cent clochers » par un roi de France, François Ier ou Henri IV ; cette expression est encore utilisée occasionnellement. En effet, les édifices religieux ponctuent le centre-ville. Le monument le plus représentatif du Moyen Âge à Dijon était l'abbatiale de Saint-Bénigne, reconstruite à partir de 1001 par Guillaume de Volpiano. De la rotonde romane à trois étages, détruite en 1793, il subsiste le niveau inférieur restauré dans les années 1860 et appelé crypte de Saint-Bénigne. L'unique édifice religieux d'époque romane, demeuré presque intact à Dijon, est l'église Saint-Philibert. L'église Notre-Dame, du XIIIe siècle, est représentative du gothique bourguignon. Une œuvre plus tardive du gothique est celle réalisée par Claus Sluter au portail de l'église de la chartreuse de Champmol et au puits de Moïse. L'architecture civile du Moyen Âge est représentée par l'ancien hôtel ducal, reconstruit par Philippe le Bon, dominé par la tour Philippe le Bon, et par les nombreuses maisons médiévales à colombages et les hôtels particuliers de riches bourgeois.
L'architecture flamande et italienne inspire ensuite les artistes dijonnais. Hugues Sambin interprète à Dijon le style de la Renaissance italienne. L'église Saint-Michel est reconstruite à partir de 1499 et sa façade est typique du style Renaissance. Au XVIIe siècle et au XVIIIe siècle, deux grands architectes de cour, Jules Hardouin-Mansart, puis Jacques V Gabriel, redessinent une partie du centre de la ville. Le premier crée la place Royale, devant l'ancien palais des ducs, qu'il remodèle. Gabriel poursuit cette œuvre. Les hôtels privés témoignent de l'architecture des XVIIe et XVIIIe siècles, comme l'hôtel de Vogüé (1610), l'hôtel Chartraire de Montigny ou l'hôtel Bouhier de Lantenay (actuellement la préfecture).
Dijon a été profondément marqué par l'architecture du XIXe siècle. Le néoclassicisme est représenté par le théâtre, commencé sous l'Empire et achevé en 1828, d'après les plans de Jacques Cellerier. Le marché couvert, datant de 1873-1875, est un exemple d'architecture métallique. Des quartiers présentent une architecture « hausmannienne », comme la place Darcy et les rues adjacentes, ou ceux longés par les grands boulevards comme le boulevard de Brosses, la rue Devosge, le boulevard Carnot, la place Wilson. La synagogue a été bâtie de 1873 à 1879 ; le temple protestant de 1896 à 1898. Enfin, Dijon possède des édifices notables récents, comme l'église du Sacré-Cœur, de style romano-byzantin, élevée de 1933 à 1938, l'église Sainte-Bernadette, bâtie en béton, plastique et aluminium de 1959 à 1964, le palais des congrès et le palais des sports.
En 2005, le label « Patrimoine du XXe siècle » a été attribué à dix édifices bourguignons dont deux à Dijon : la villa Messner datant de 1912-1913 réalisée rue Parmentier par Joseph Jardel, et l'église Sainte-Bernadette datant de 1960-1964 dont l'architecte est Joseph Belmont. L'église, située dans le quartier des Grésilles, constitue l'un des premiers exemples d'architecture religieuse après le concile de Vatican II. Enfin, Dijon possède des bâtiments modernes construits par des architectes de renom. Le palais des Congrès et des Expositions de 1955, l'auditorium réalisé en 1998 par l'Arquitectonica Miami, et la tour Elithis élevée en 2009 par Arte-Charpentier. Des projets futurs, concernant surtout le quartier Clemenceau, sont également marqués par l'architecture contemporaine. Le siège du nouveau rectorat (Marbotte Plaza) est signé Rudy Ricciotti. Ces réalisations sont avant tout écologiques et utilisent des matériaux durables.
Le palais des ducs et des États de Bourgogne abrite depuis 1787 le musée des Beaux-Arts. Au XIXe siècle, l'hôtel de ville s'y est également installé. Face au palais s'étend la place de la Libération en forme d'hémicycle, conçue par Jules Hardouin-Mansart de 1686 à 1689. Elle a été rénovée en 2006 : les pavés ont été remplacés par des dalles de pierre et trois fontaines, constituées de jets d'eau et de lumière, ont été mises en place. Le palais témoigne du passé de Dijon sous les ducs. Il comprend : la tour de Bar, ancienne tour de Brancion construite par Philippe le Hardi en 1365 ; les cuisines ducales, construites par Philippe le Bon en 1433 ; la tour Philippe le Bon, initialement tour de la Terrasse, qui date de 1455, qui servait de tour de guet et d'habitation, et dont l'escalier compte 316 marches.
La cathédrale Saint-Bénigne, construite aux XIIIe et XIVe siècles, abrite dans sa crypte, seul vestige d'une rotonde romane détruite en 1792, les vestiges du tombeau du martyr éponyme, évangélisateur de la Bourgogne. L'édifice, autrefois église abbatiale de l'abbaye Saint-Bénigne, était entouré de bâtiments dont subsiste l'ancien dortoir des bénédictins, où se trouve maintenant le musée archéologique.
L'église Saint-Philibert de Dijon est située à quelques pas au sud-est de la cathédrale Saint-Bénigne. Elle est reconnaissable par son clocher en pierre. Elle a servi au XIXe siècle d'entrepôt à sel, qui ronge depuis la pierre de l'édifice. En très mauvais état structurel, elle a été fermée de 1979 à 2002.
L'église Notre-Dame, du XIIIe siècle, chef-d'œuvre du gothique bourguignon, est unique dans l'architecture gothique française. Elle abrite la statue de Notre-Dame de Bon-Espoir. Sa façade occidentale est ornée de nombreuses gargouilles décoratives restituées au XIXe siècle par sept sculpteurs parisiens. L'amorce de sa tour sud supporte le Jacquemart, horloge à quatre automates. La chapelle de l'Assomption toute proche s'orne de l'Assomption de Jean Dubois, mais n'est pas ouverte au public. Les Dijonnais ont coutume de caresser la chouette sculptée sur le contrefort d'une chapelle de Notre-Dame. Selon la légende, une caresse de la main gauche, côté cœur, porterait bonheur.

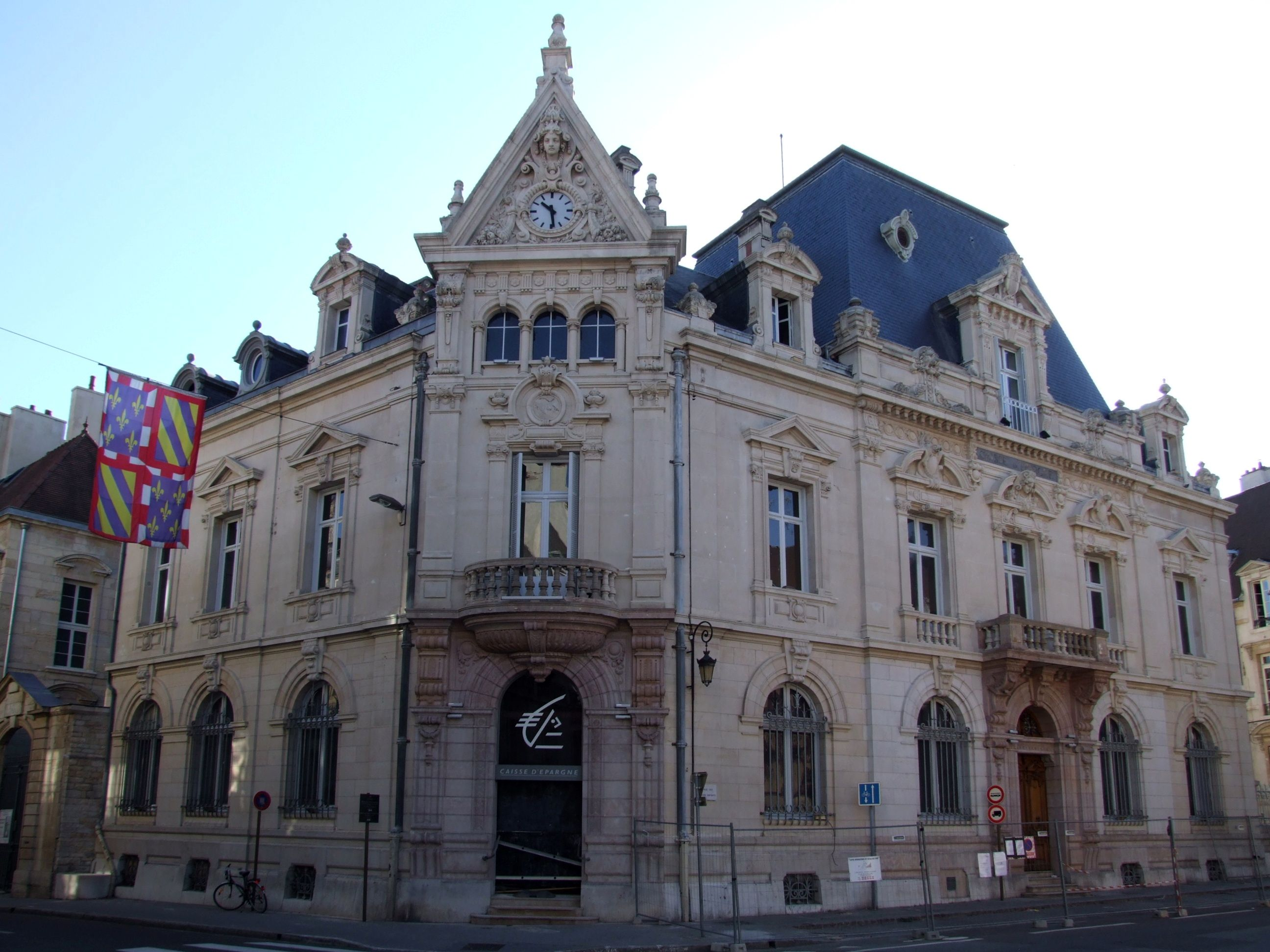
Caisse d'épargne, place du Théâtre.
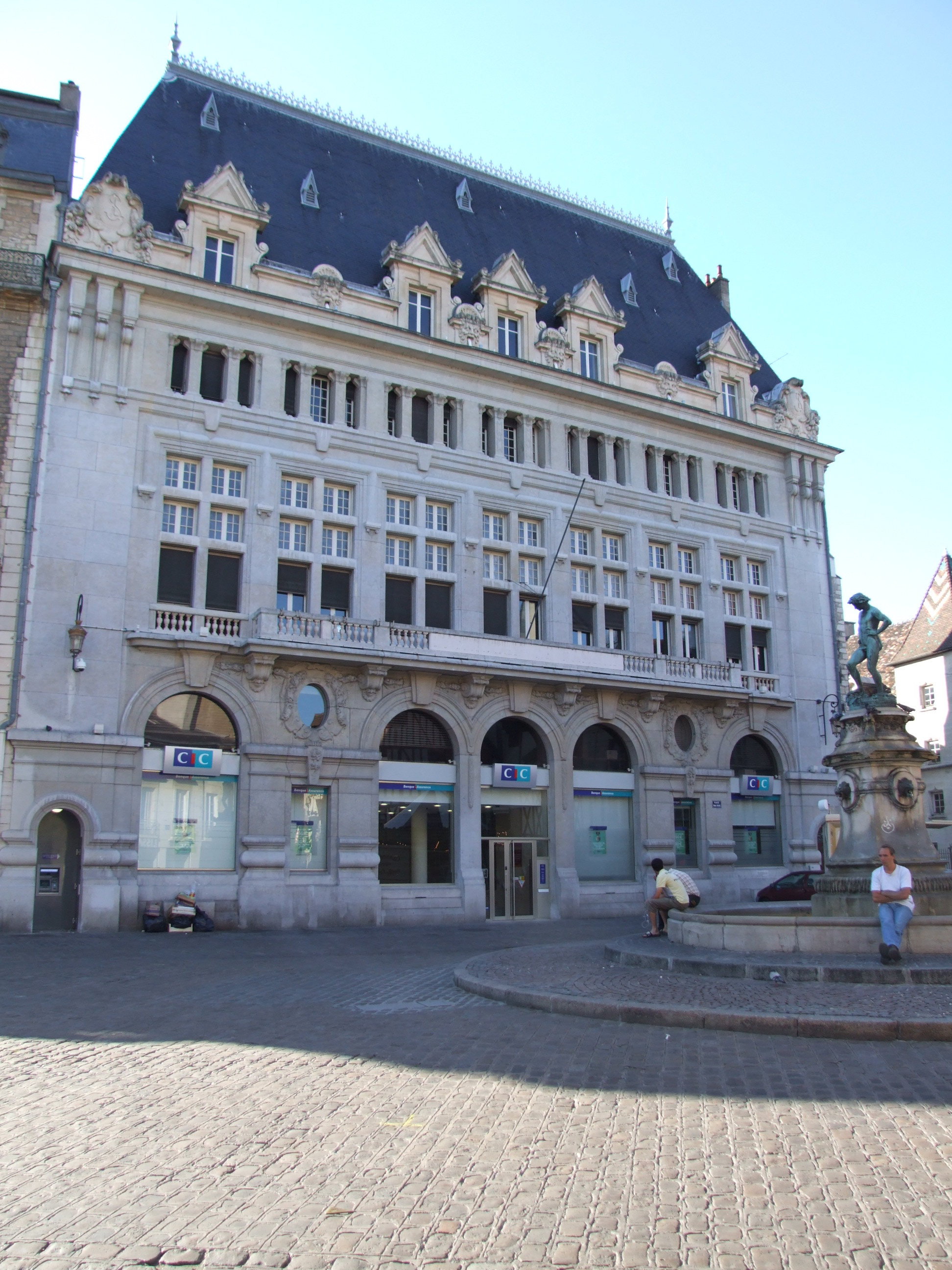
Immeuble néorenaissance, place François-Rude.
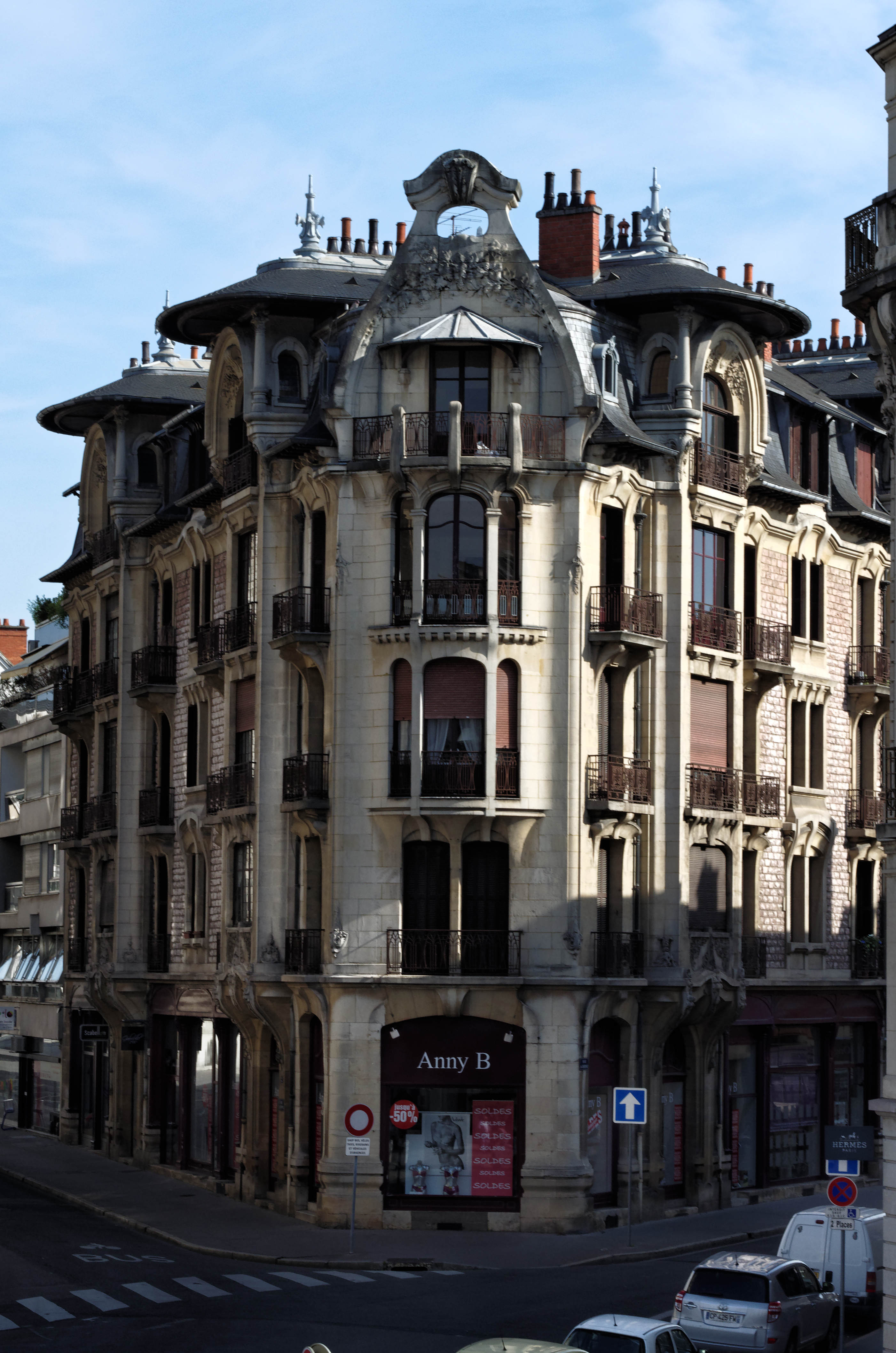
Immeuble Art nouveau, place Grangier.
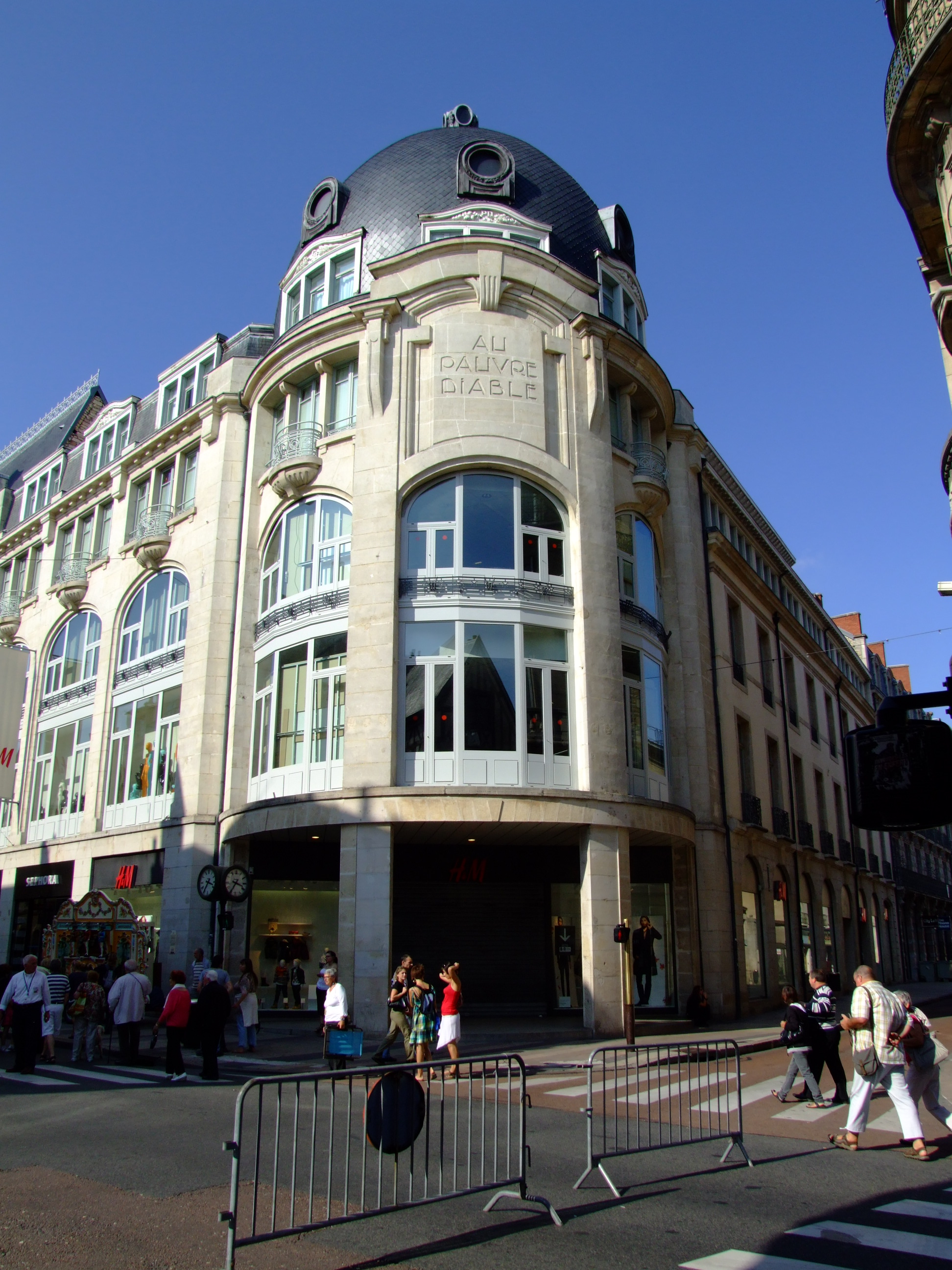
Ancien grand magasin Art déco « Au Pauvre Diable », rue de la Liberté.
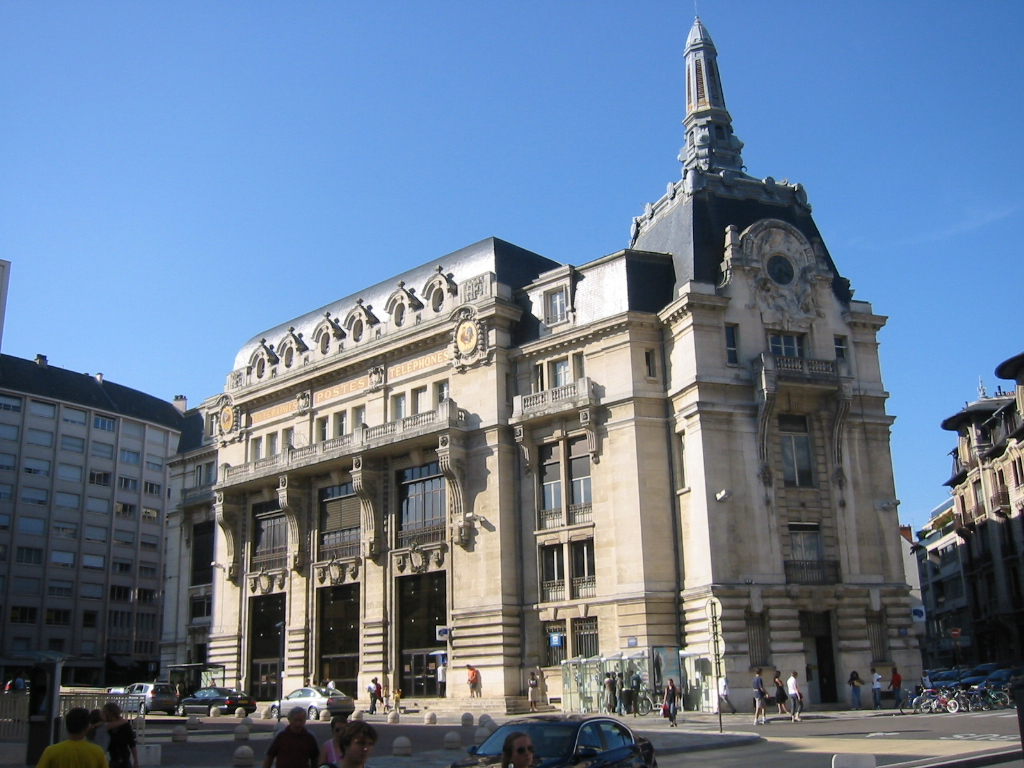
Hôtel des Postes de Dijon.
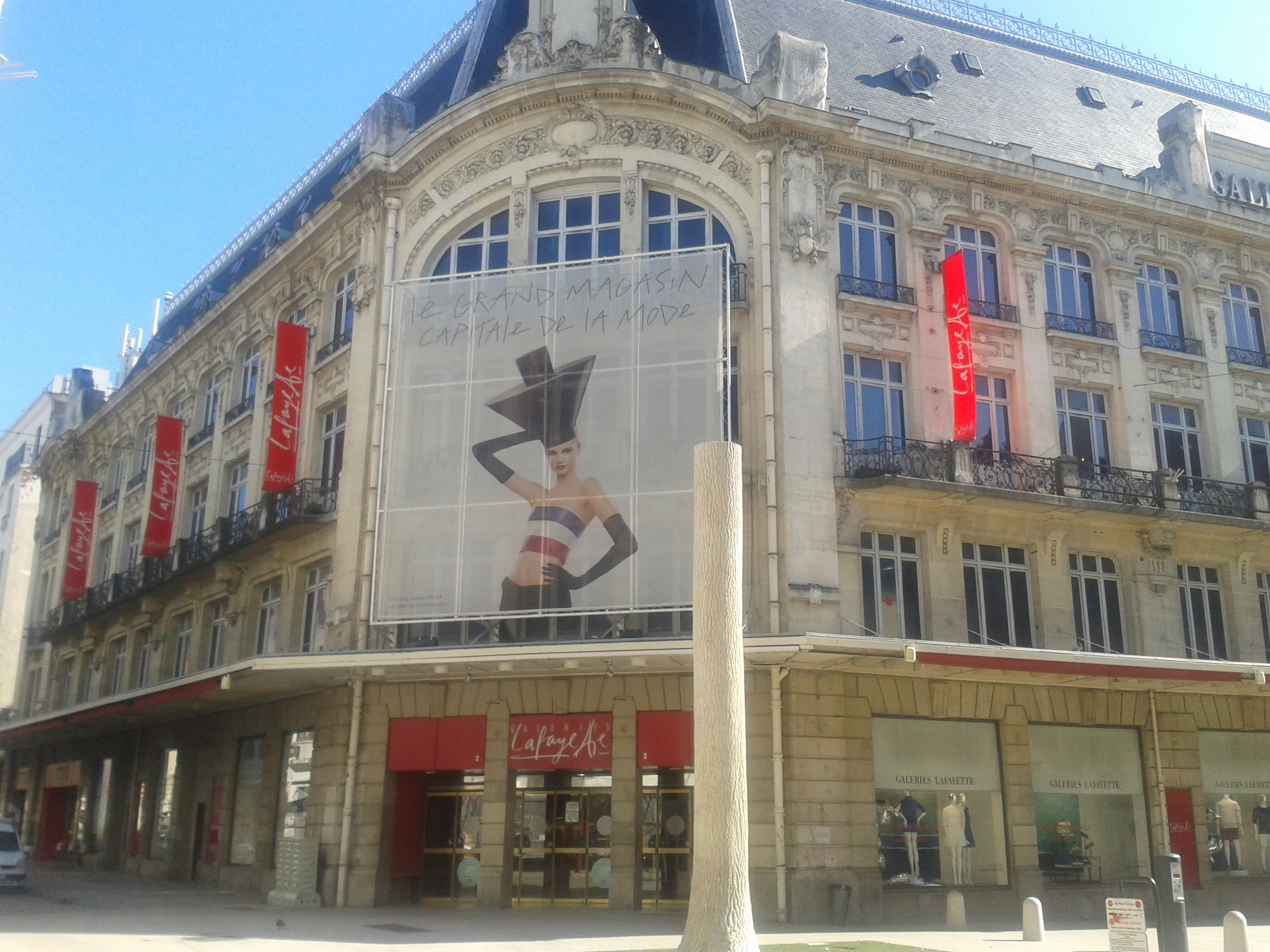
Galeries Lafayette.
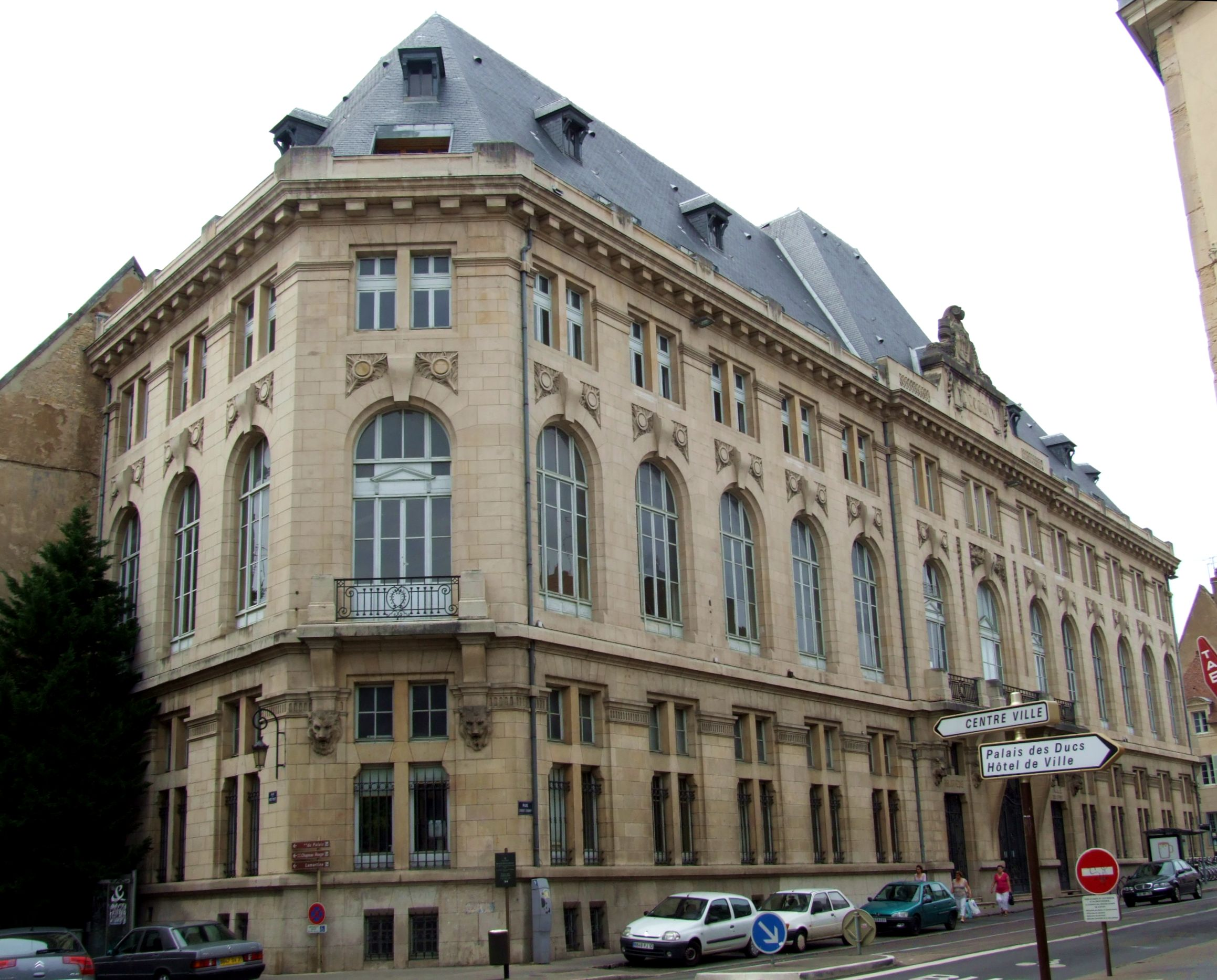
Université Bourgogne-Europe, rue Chabot-Charny.
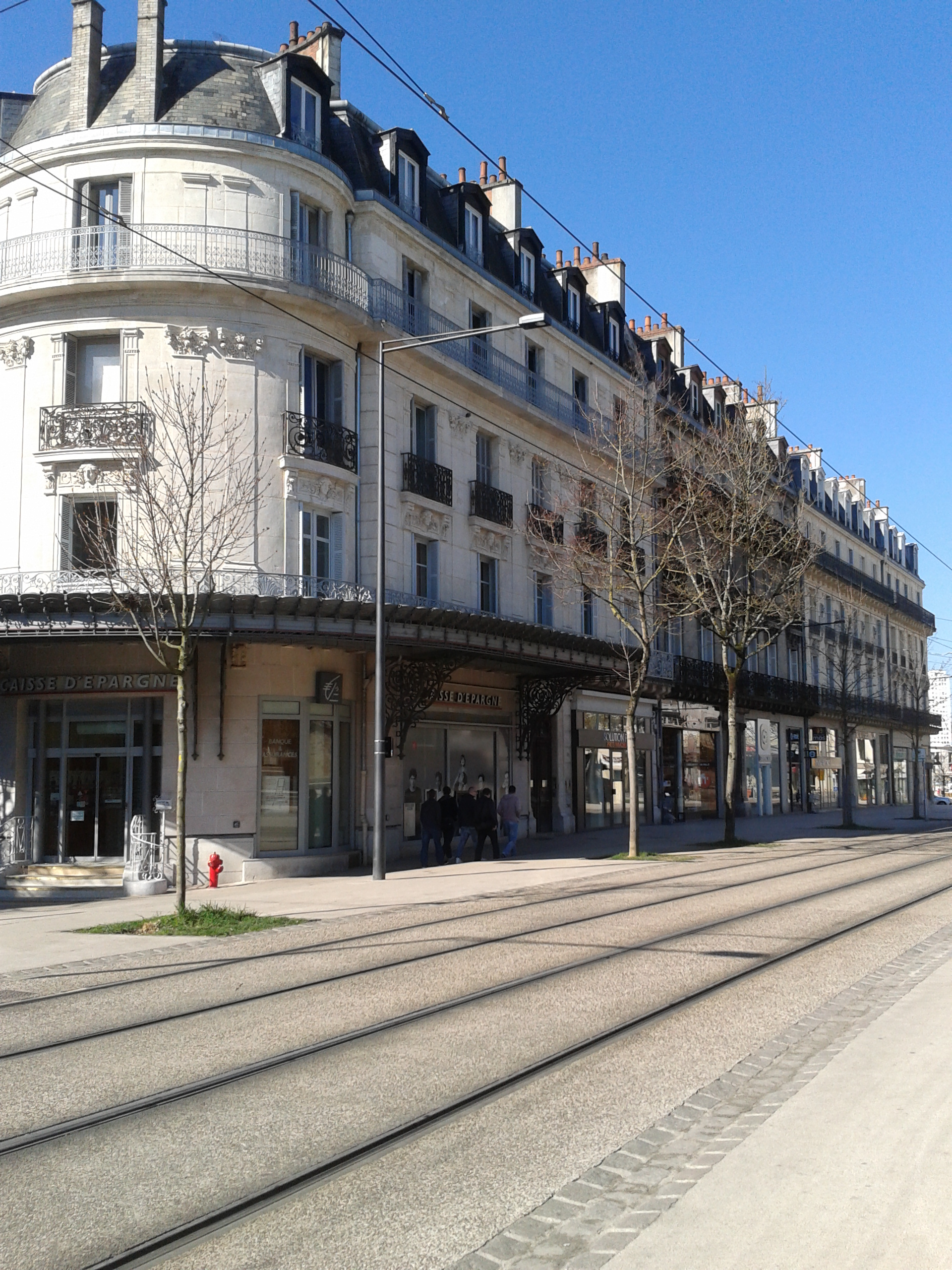
Immeubles haussmannien place Darcy.
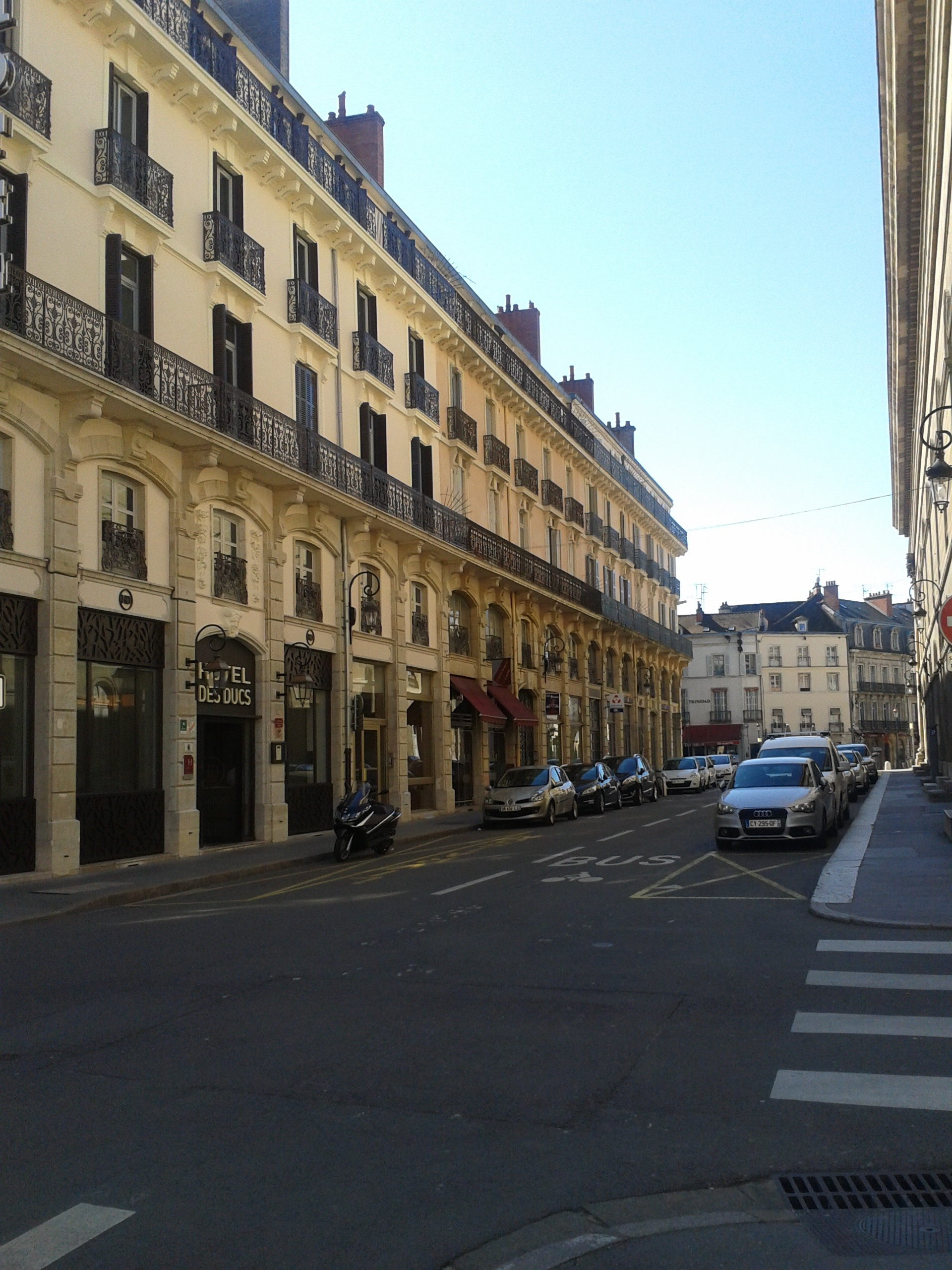
Immeubles haussmannien rue Lamonnoye.
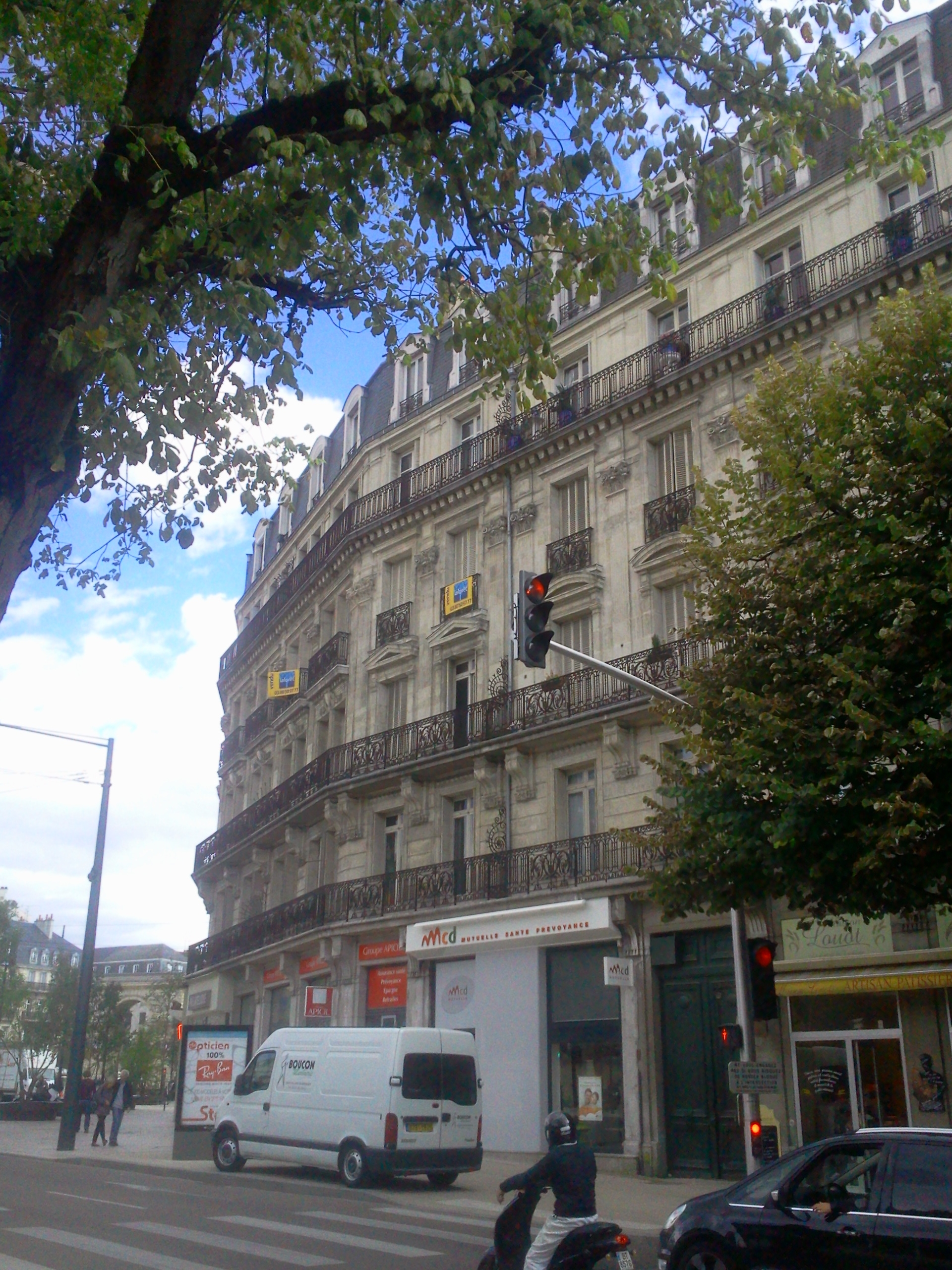
Immeuble haussmannien place Darcy.
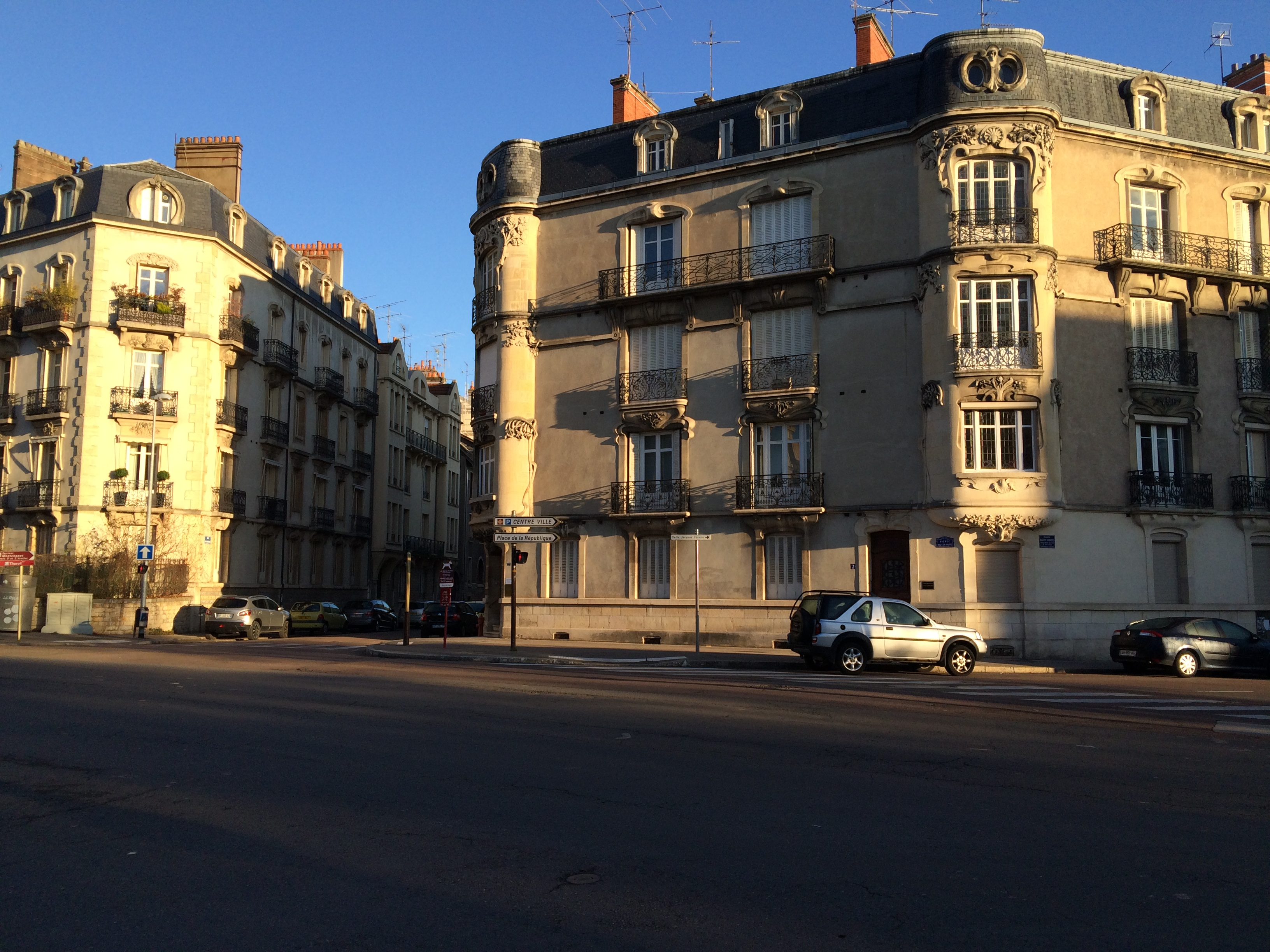
Immeuble Art nouveau avenue Victor-Hugo.
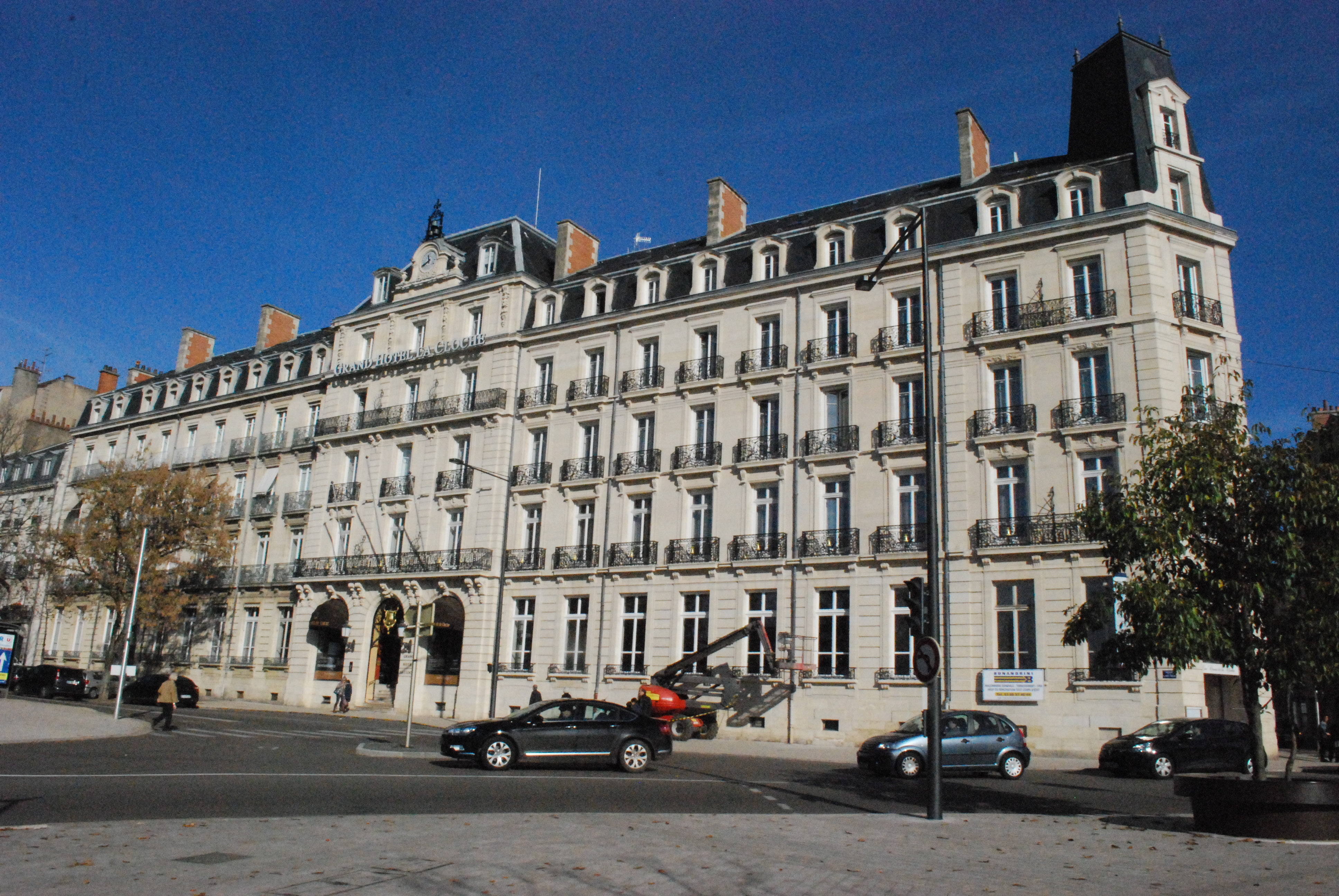
Le Grand hôtel la Cloche place Darcy.
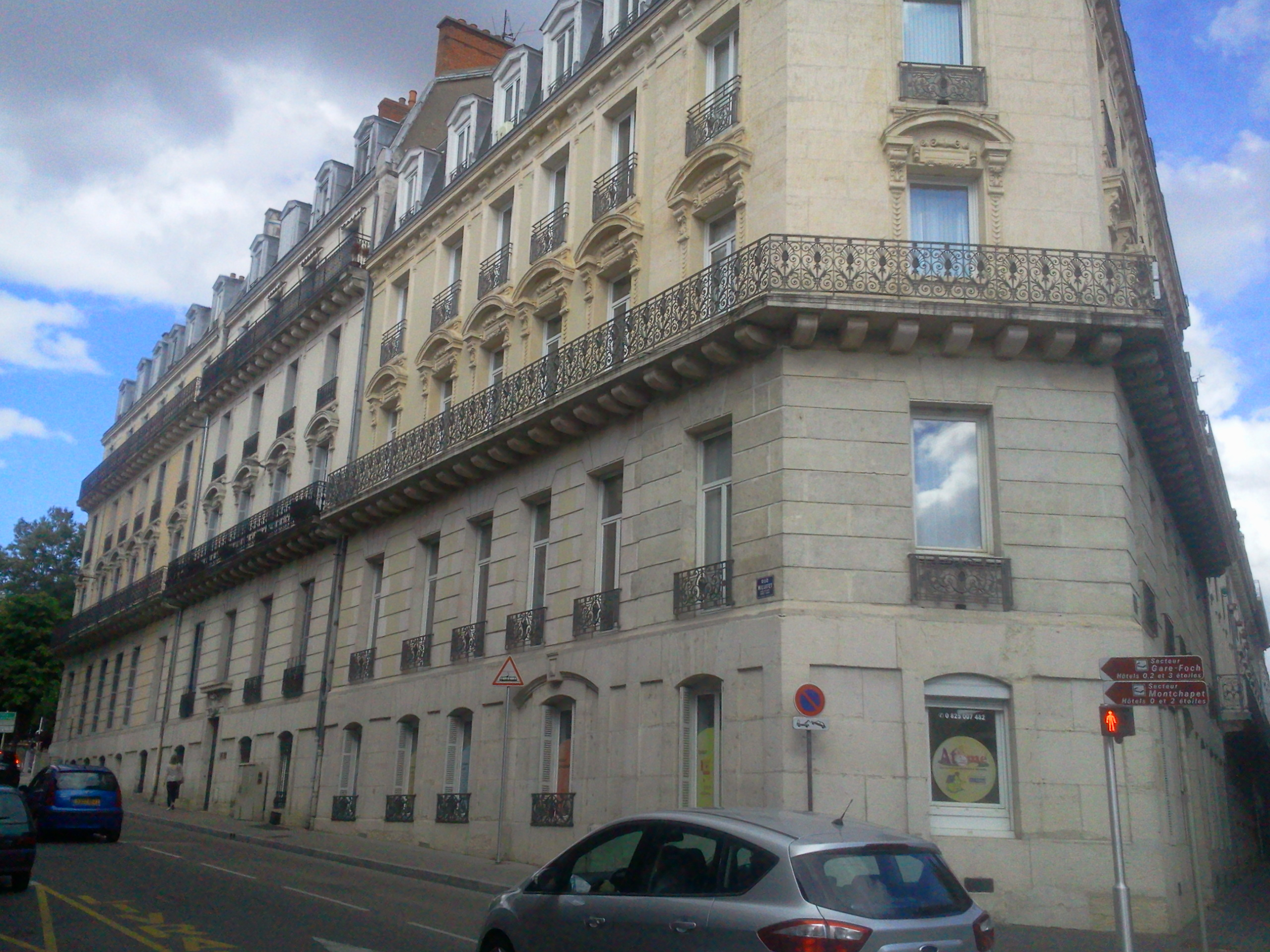
Immeuble haussmannien boulevard de Sévigné.
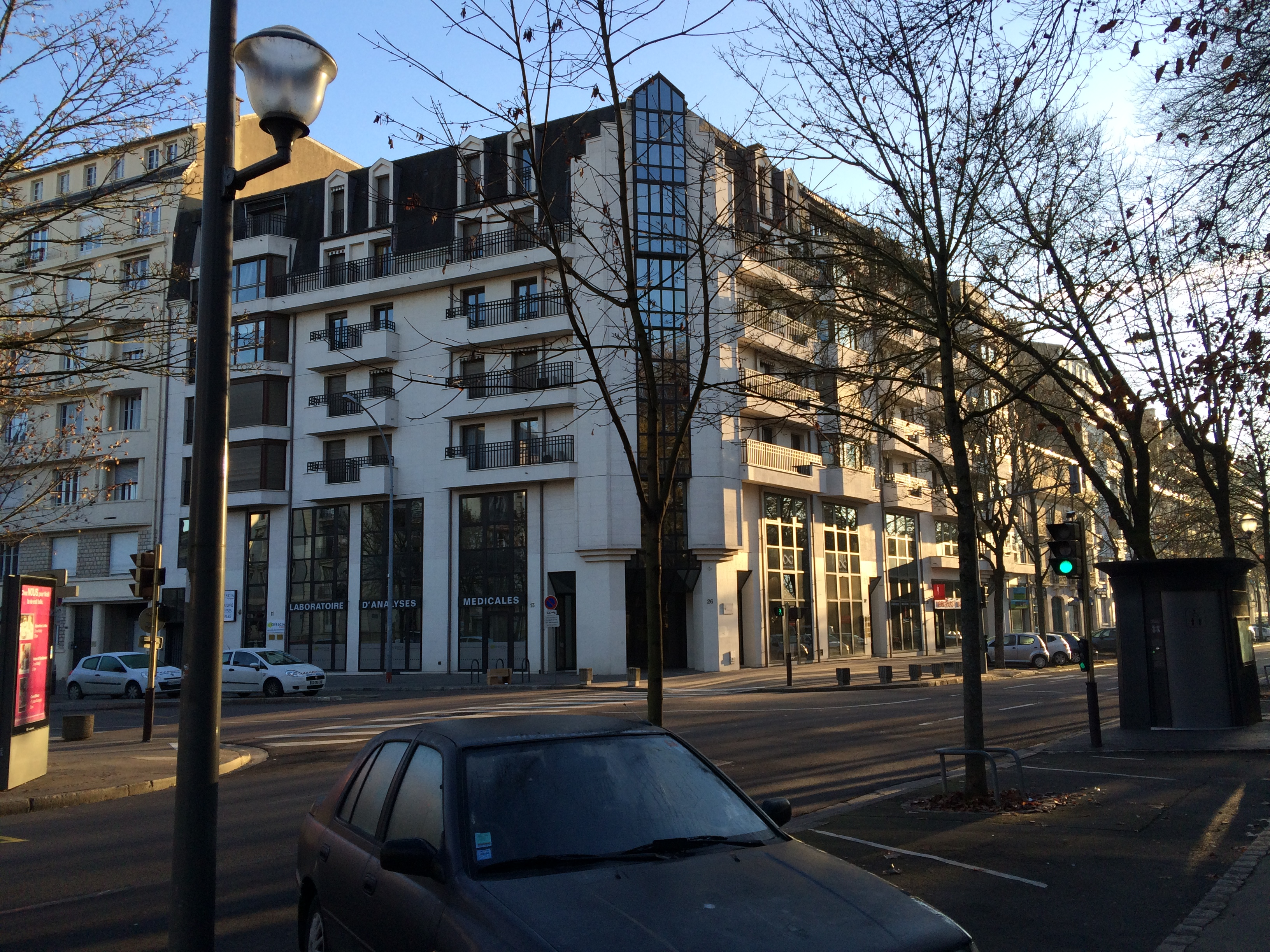
Immeuble néo-haussmannien place Auguste-Dubois.

### Palais et hôtels particuliers de Dijon

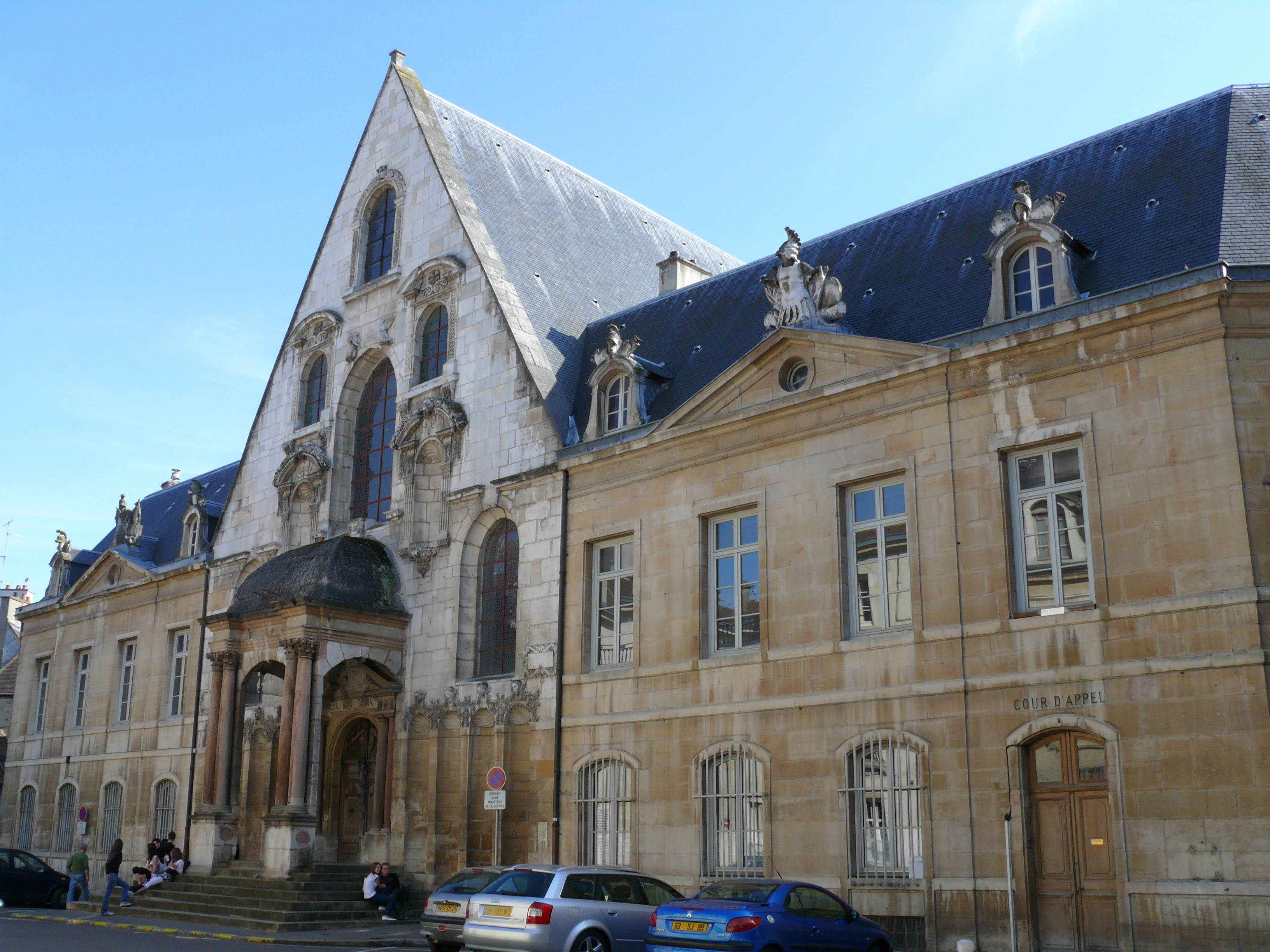
Palais de Justice.

Hormis le célèbre palais des ducs et des États de Bourgogne qui abrite de nos jours le musée des Beaux-Arts et l'hôtel de ville, il existe à Dijon un palais de Justice, ancien parlement de Bourgogne. Sa construction, commencée en 1518, s'est achevée en 1522. L'édifice abrite actuellement la cour d'appel. Les autres juridictions ont été transférées dans le bâtiment contemporain de la cité judiciaire, boulevard Clemenceau.
L'ancien palais abbatial de Saint-Bénigne est un palais inachevé dont seule l'aile gauche a été réalisée de 1767 à 1770 par Claude Saint-Père. De style néoclassique, cet édifice est ensuite devenu un palais épiscopal puis l'école nationale des Beaux-Arts de Dijon : ENSA Dijon Art & Design.

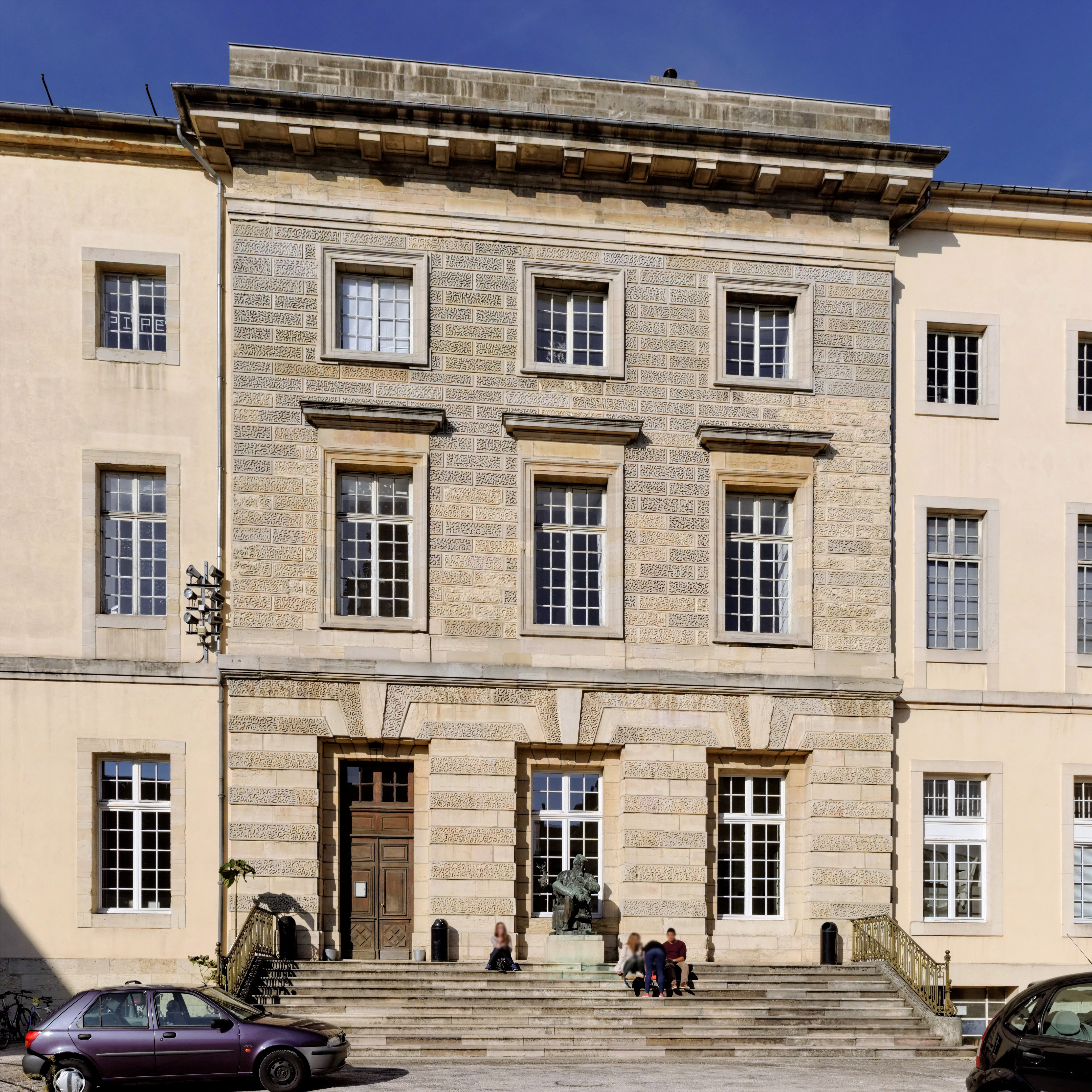
Ancien palais abbatial de Saint-Bénigne.

Les hôtels particuliers de Dijon représentent quatre siècles d'évolution de l'architecture et témoignent de la présence d'une aristocratie, d'une grande bourgeoisie et d'une noblesse parlementaire, du Moyen Âge à la Révolution. Plus d'une centaine d’hôtels particuliers remarquables ont été construits à Dijon du XVe siècle à la Révolution par de grandes familles parlementaires ou bourgeoises. La plupart de ces demeures qui s’élèvent toutes au centre-ville, sont concentrées principalement autour du palais des ducs et des États de Bourgogne et du palais de Justice. La Renaissance a marqué de son style deux types de bâtiments, des hôtels particuliers et de grandes maisons bourgeoises. Au XVIIe siècle, le modèle de l'hôtel entre cour et jardin, en vogue à Paris, s'impose peu à peu à Dijon. Enfin, le classicisme met en scène une architecture de symétrie et de mesure. Les salons ouvrent sur des jardins en parterres à la française. Ce style s'impose à Dijon pendant deux siècles pendant lesquels beaucoup d'hôtels particuliers sont construits.
Parmi ces hôtels particuliers de Dijon les plus connus :

### Monuments et lieux touristiques principaux
Monuments et lieux touristiques : 

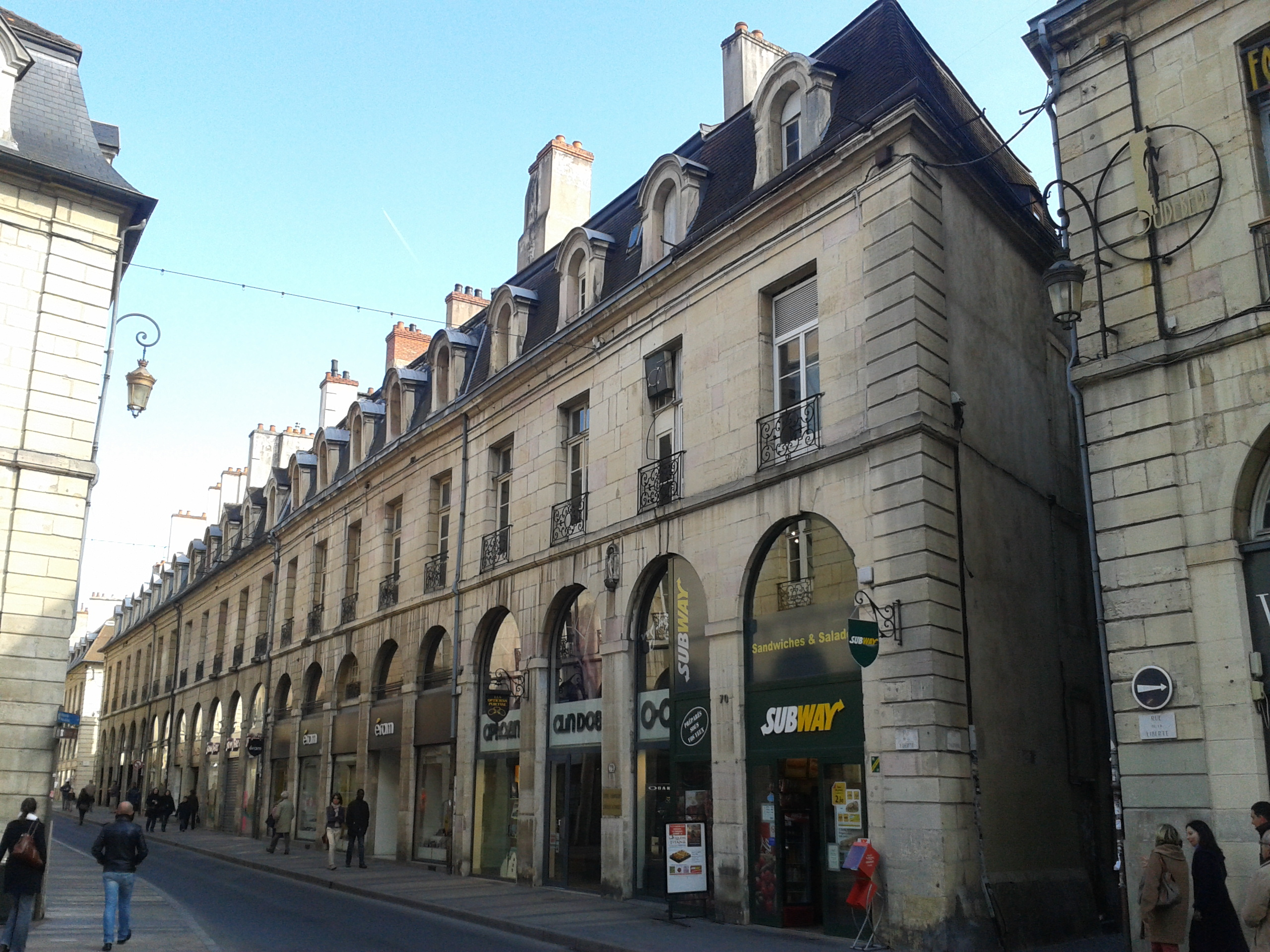
Rue de la Liberté.

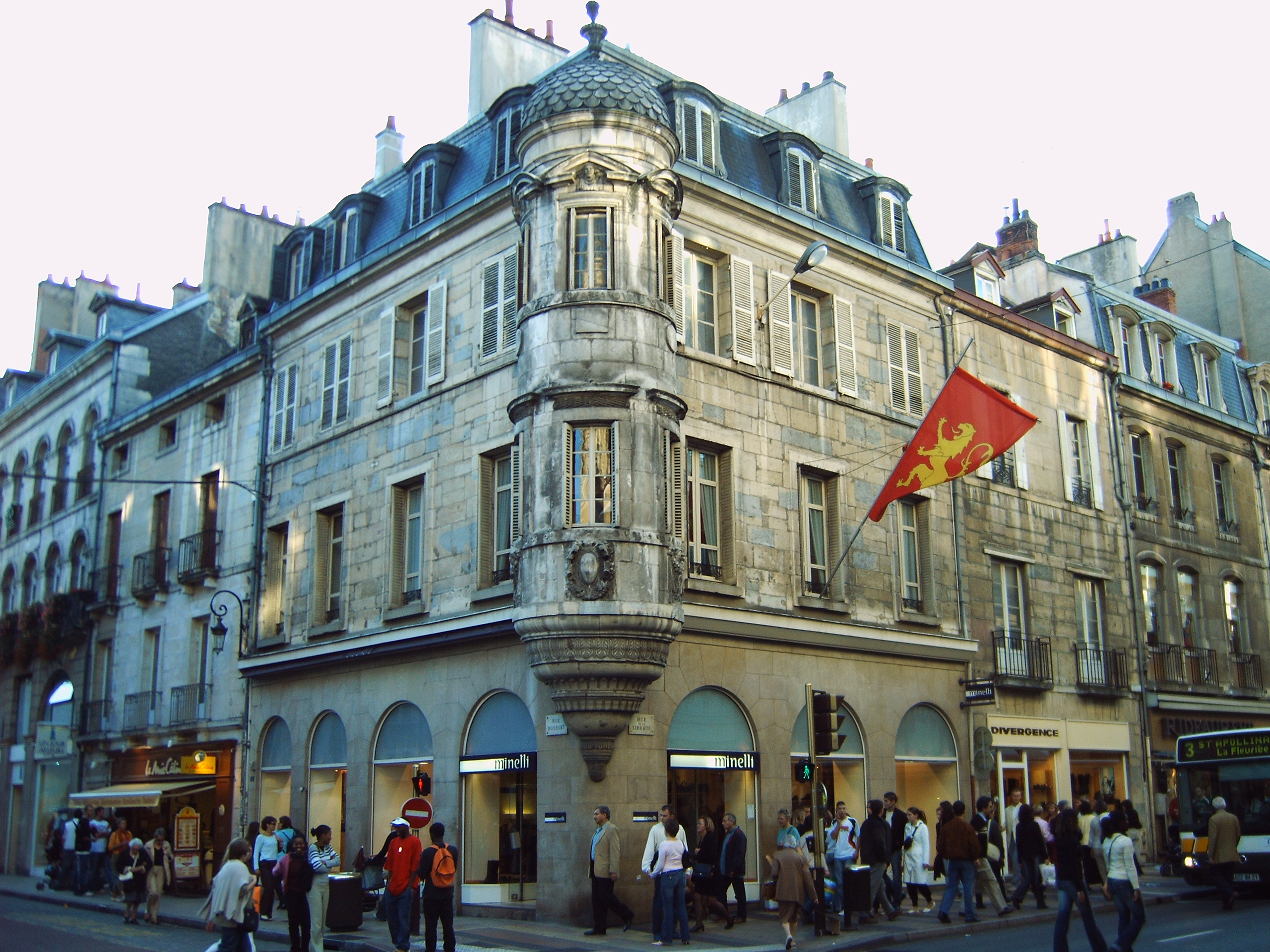
Rue de la Liberté.

- Du castrum de Dijon (IIIe siècle) ne subsiste que la tour dite du Petit Saint-Bénigne. Des panneaux signalent les limites de cet ancien castrum et une plaque, place de la Sainte-Chapelle, en indique le tracé.
- L'église Saint-Étienne de Dijon est le plus ancien lieu de culte du castrum de Dijon. D'abord église romane (les fondations sont encore visibles), de l'abbaye Saint-Étienne, de chanoines réguliers, au Moyen Âge, cathédrale en 1731, désaffectée à la Révolution, elle a abrité jusqu'en 2007 la chambre de commerce, et maintenant la bibliothèque « La Nef » et la bibliothèque du musée des Beaux-Arts. Le musée Rude occupe le chœur.
- Les remparts médiévaux ont laissé peu de traces : la voie ferrée passe sur l'ancien rempart dit « de la Miséricorde ». Rue de l'Hôpital, il subsiste des vestiges du bastion de Guise, qui constituait l'angle sud-ouest du rempart ; rue de Tivoli et rue Berlier, deux pans de murs sont également encore préservés.
- L'église Saint-Jean de Dijon, qui date du IVe siècle, a été reconstruite en 1448, en gothique flamboyant.
- De l'ancienne chartreuse de Champmol subsistent le puits de Moïse, sculpté par Claus Sluter à la fin du XIVe siècle, et le portail de la chapelle. Le puits de Moïse se trouve au centre d'une cour du centre hospitalier de la Chartreuse. C'est un chef-d'œuvre de Claus Sluter, initié en 1395. Il est haut de 7 m et baigne dans un bassin alimenté par une nappe phréatique. Il s'orne de statues des six prophètes du dernier testament. Il a été classé monument historique en 1840[167]. En 1833, le département a acheté le domaine de la chartreuse pour en faire un hôpital psychiatrique, ce qui pose de nombreux problèmes de mise en valeur touristique[168].
- La maison Millière et l'hôtel de Vogüé s'élèvent derrière l'église Notre-Dame, rue de la Chouette.
- L'ancien parlement de Dijon a été construit à la fin du XVe et au début du XVIe siècle pour abriter le parlement de Bourgogne ; il est toujours le siège de tribunaux. Le charpentier Antoine Galley a bâti en 1522 le plafond de la grande chambre dite aussi "chambre dorée". La grande porte de la façade principale est une copie de celle sculptée au XVIe siècle par Hugues Sambin.
- L'église Sainte-Anne de Dijon, baroque à coupole en cuivre vert-de-gris du XVIIIe siècle. Elle abrite le musée d'art sacré de Dijon inauguré en 1980.
- Le monastère des Bernardines de Dijon, de style classique et Renaissance du XVIIe siècle. Il abrite le musée de la Vie Bourguignonne Perrin de Puycousin depuis 1993.
- La chapelle du couvent des Carmélites, premier monastère de femmes à Dijon, de 1608.
- Le castel de la Colombière et le parc de la Colombière reliés au centre-ville par les « allées du Parc », fondés au XVIIe siècle par les princes de Condé et gouverneurs de Bourgogne Louis II de Bourbon-Condé et Henri Jules de Bourbon-Condé (père et fils).
- La porte Guillaume, située place Darcy, s'élève à l'emplacement d'une porte fortifiée des remparts de la ville. Elle fut érigée en 1788 par Caristie, selon les plans de Jean-Philippe Maret, en l'honneur du prince de Condé.
- Les halles du marché de Dijon en architecture métallique ont été bâties de 1873 à 1875 par Clément Weinberger.
- Le port du canal de Dijon (XIXe siècle), ancien port fluvial de commerce sur le canal de Bourgogne, devenu port de plaisance.
- L'église du Sacré-Cœur de Dijon date des années 1930.
- Les toits bourguignons sont également des éléments du patrimoine culturel de Dijon. Composés de tuiles vernissées multicolores disposées selon des motifs géométriques, ils ornent quelques bâtiments du centre-ville comme l'hôtel de Vogüé, l'hôtel Aubriot, la cathédrale Saint-Bénigne…
- Les méridiennes, indiquant le midi solaire vrai : l'une se trouve rue de la Liberté, une autre sur la façade du palais des ducs et des États de Bourgogne, une troisième à l'intérieur de la tour Philippe le Bon. On peut observer le midi solaire vrai sur ces méridiennes aux heures légales données par le tableau ci-dessous[169] :

| Heure du midi vrai à Dijon | Janv  | Fév   | Mars  | Avr   | Mai   | Juin  | Juil  | Août  | Sept  | Oct   | Nov   | Déc   |
| -------------------------- | ----- | ----- | ----- | ----- | ----- | ----- | ----- | ----- | ----- | ----- | ----- | ----- |
| le 1er                     | 12h43 | 12h54 | 12h52 | 13h44 | 13h37 | 13h38 | 13h44 | 13h46 | 13h40 | 13h30 | 12h24 | 12h29 |
| le 10                      | 12h47 | 12h54 | 12h50 | 13h41 | 13h36 | 13h39 | 13h45 | 13h45 | 13h37 | 13h27 | 12h24 | 12h33 |
| le 20                      | 12h51 | 12h54 | 12h48 | 13h39 | 13h36 | 13h41 | 13h46 | 13h43 | 13h33 | 13h25 | 12h26 | 12h38 |

### Espaces verts
Dijon est une ville fleurie ayant obtenu quatre fleurs avec distinction Grand Prix en 2007 au concours des villes et villages fleuris. La ville compte de nombreux parcs et jardins publics, tant au centre-ville qu'en périphérie, pour 745 hectares d'espaces verts, soit en moyenne environ 50 m2 par habitant.

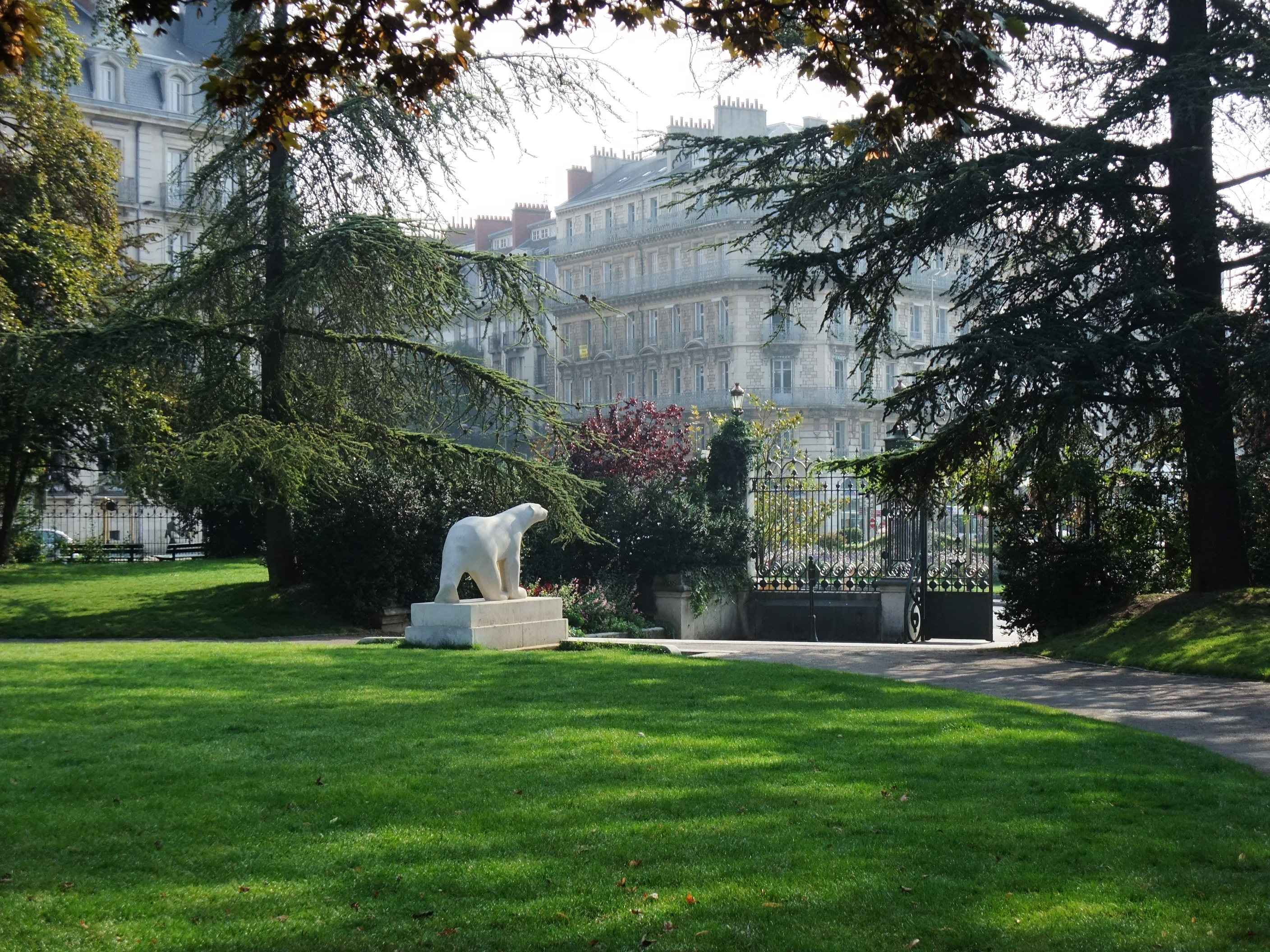
Jardin Darcy.

Parmi ces espaces verts, le plus varié est le jardin botanique de l'arquebuse de Dijon. Il s'agit d'un jardin botanique riche d'environ 3 500 espèces de plantes botaniques de Bourgogne et du monde entier. Il se compose d'un jardin public, d'un arboretum, d'une roseraie, d'un musée d'histoire naturelle et d'ethnologie et d'un planétarium. Aux portes du centre historique se trouve le jardin Darcy, jardin public d'un hectare de style néorenaissance, situé place Darcy au centre-ville. Il est dédié à l'hydraulicien dijonnais Henry Darcy (1803-1858).
La ville de Dijon compte ainsi une vingtaine de parcs dont les principaux sont :
- Parc de la Colombière ;
- Parc des Carrières Bacquin ;
- Jardin botanique de l'arquebuse ;
- Jardin Darcy ;
- Jardin japonais ;
- Lac Kir.

Mais également le parc de la Toison d'Or, le parc Clemenceau, le parc des Argentières, le parc du Drapeau, le parc de la Combe Saint-Joseph, la Combe Billenois, le parc du ruisseau de la Fontaine d'Ouche, le parc naturel de la Combe à la Serpent, le parc de la Combe Persil, le parc du château de Larrey, le parc des Grésilles, le parc de la Motte-Giron.

### Patrimoine culturel

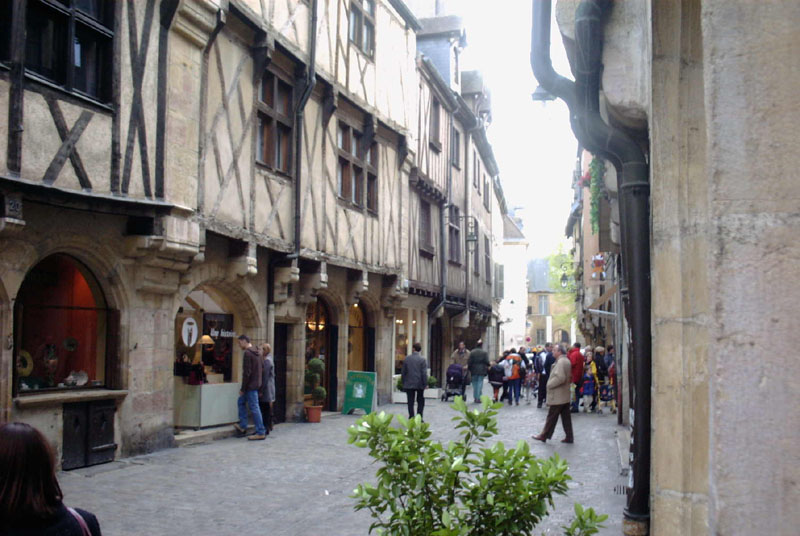
Rue Verrerie, au centre-ville.

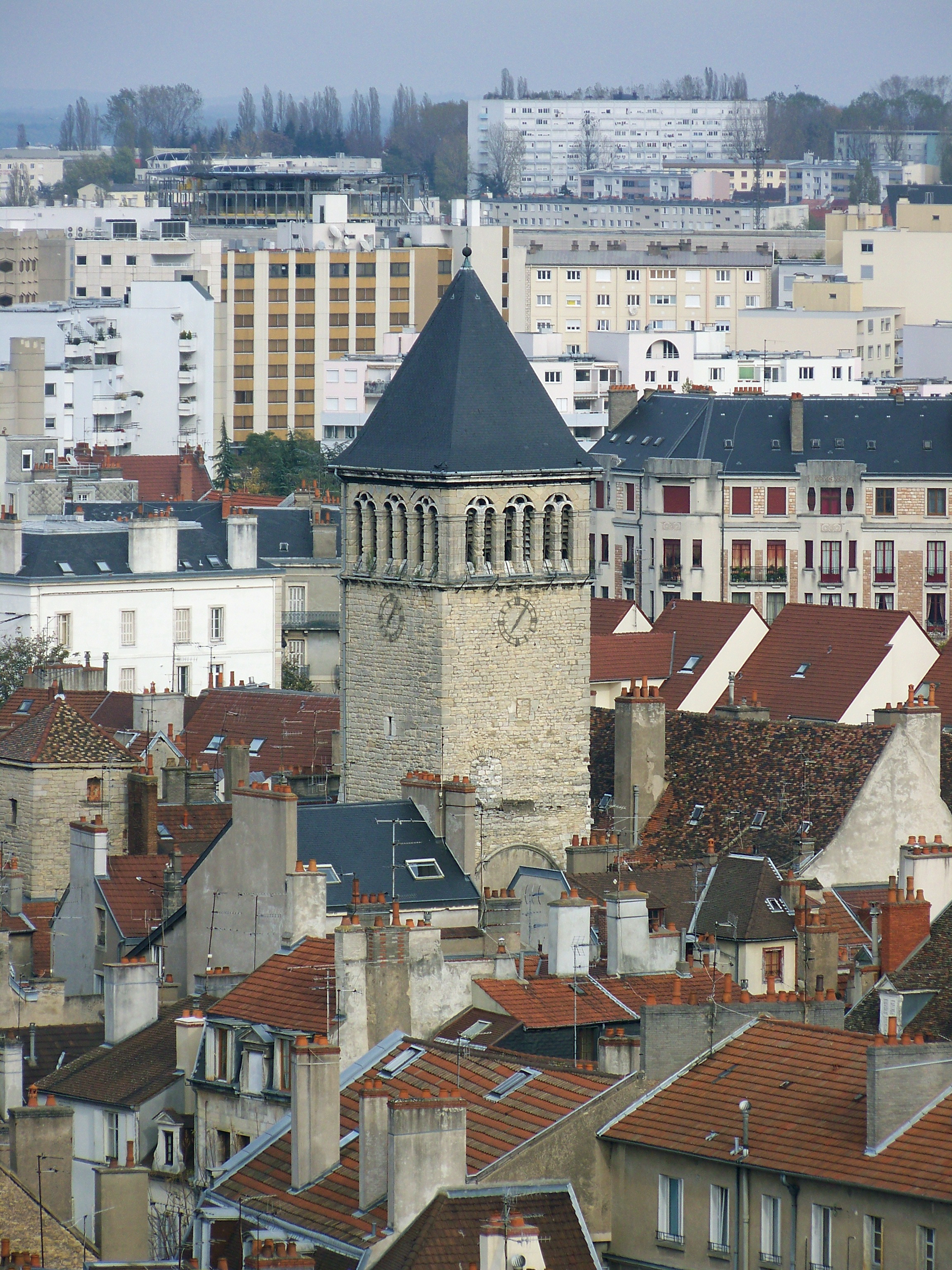
Tour Saint-Nicolas.

La ville a consacré en 2007 environ 54 millions d'euros à la culture, sur un budget total avoisinant 250 millions d'euros. L'auditorium à l'acoustique exceptionnelle, les huit musées – entièrement gratuits à l'exception du musée Magnin – dont celui des Beaux-Arts, qui se classe parmi les premiers de France par l'importance de ses collections, les théâtres et salles de spectacle, les structures comme La Vapeur, dénicheuse de nouveaux talents, les galeries d'art, les cinémas, les bibliothèques municipales, le conservatoire national de musique, d'art dramatique et de danse, les parcs et jardins, un planétarium et une nouvelle médiathèque inter-quartiers sont les atouts majeurs du patrimoine culturel de Dijon.

### Musées

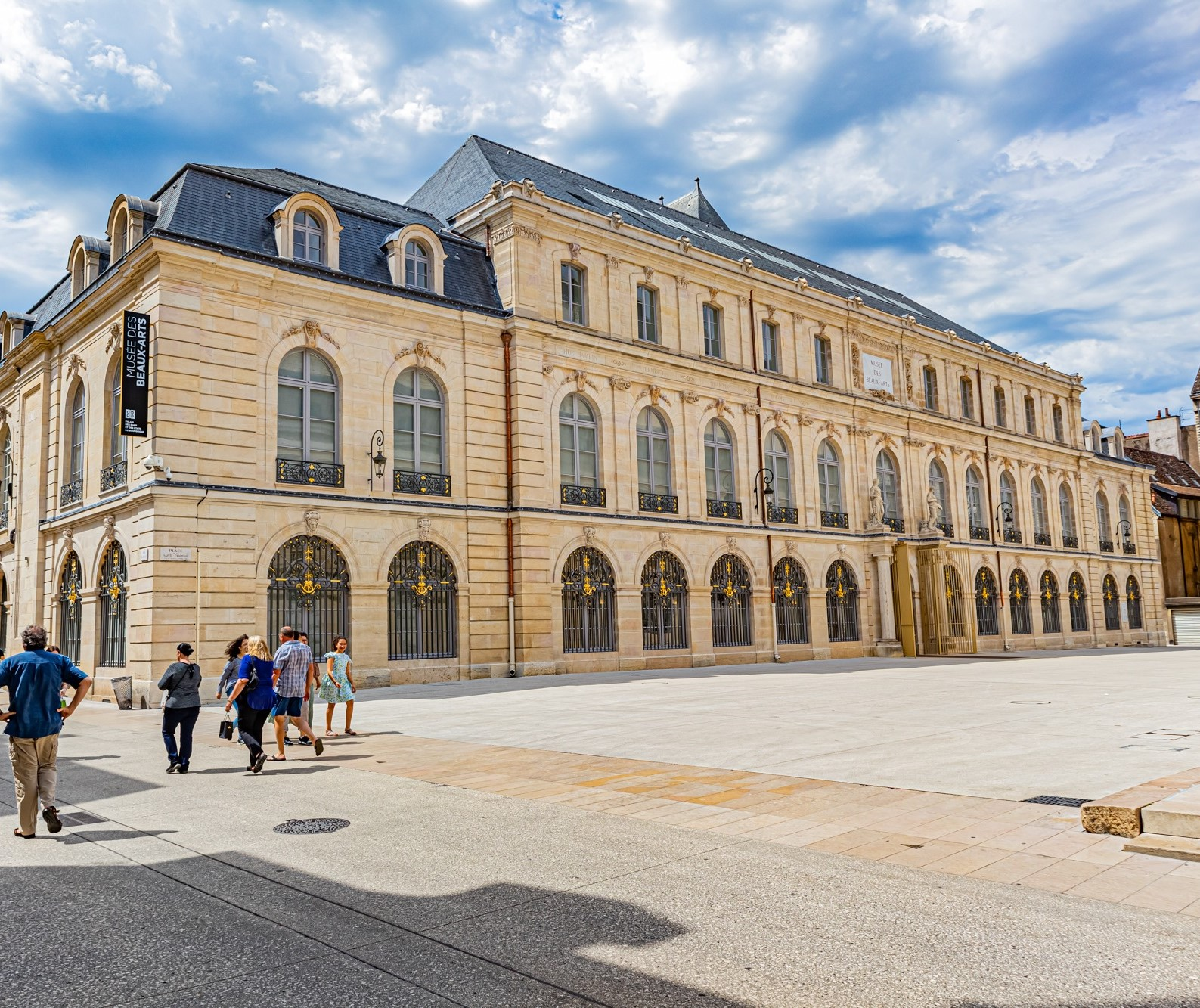
Musée des beaux-arts de Dijon.

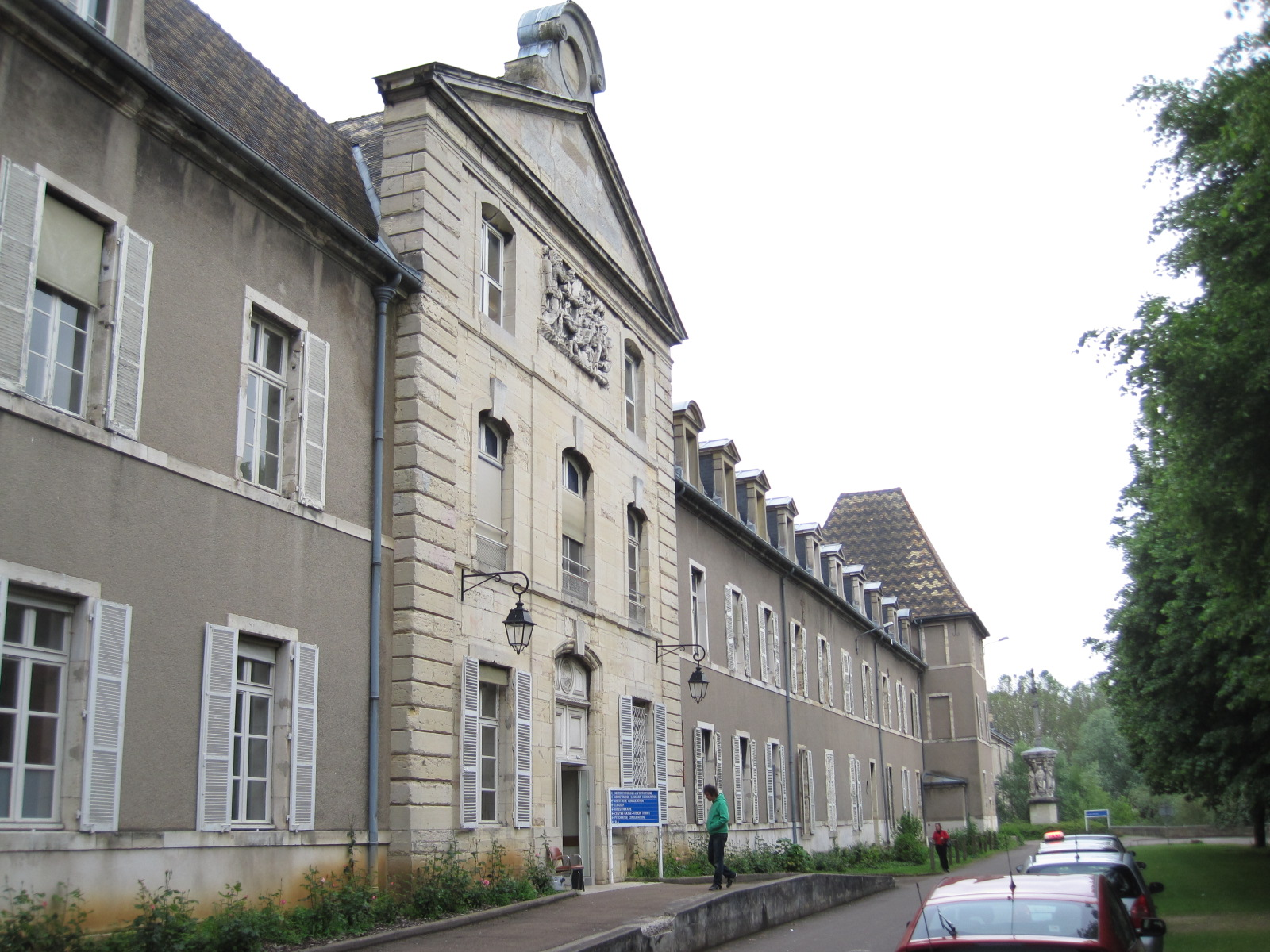
L'ancien hôpital général de Dijon, siège de la Cité de la gastronomie.

Dijon possède de nombreux musées disposant de collections régionales importantes, installés dans de prestigieux monuments historiques.
Le musée des beaux-arts de Dijon, installé dans le palais des ducs et des États de Bourgogne, abrite les tombeaux des ducs Philippe le Hardi et Jean sans Peur ainsi que d'importantes collections aux thèmes extrêmement variés (histoire de la Bourgogne, Égypte antique, Renaissance, art moderne).
Le musée archéologique occupe une partie de l'ancienne abbaye Saint-Bénigne et détient des pièces provenant des fouilles régionales.
Le musée de la Vie Bourguignonne Perrin de Puycousin expose le patrimoine ethnographique de la Bourgogne, avec des reconstitutions de scènes de la vie quotidienne, d'anciens magasins dijonnais du XIXe siècle et du XXe siècle et une galerie des enfants célèbres de Dijon.
Le musée d'art sacré, installé dans l'ancienne église des Bernardines, présente d'intéressantes collections liturgiques et un morceau de sculpture magistrale : la Visitation, provenant du couvent du même nom détruit lors de la Révolution.
Le Jardin botanique de l'arquebuse regroupe le Muséum d'histoire naturelle de Dijon, le planétarium et les collections botaniques du jardin de l'Arquebuse.
Le Musée Rude, installé dans une partie de l'ancienne église Saint-Étienne, abrite quant à lui les moulages de diverses statues du sculpteur dijonnais François Rude.
Le Musée Magnin est un établissement appartenant à l'État, situé dans l'ancien hôtel particulier de la famille Magnin. Il conserve des collections de peinture et de mobilier.
Un centre d'art contemporain de renommée internationale,, est présent à Dijon, Le Consortium. Il est géré par l'association Le Coin du Miroir, créée en 1977. Rénové et agrandi par l'architecte japonais Shigeru Ban (aussi architecte du centre Pompidou Metz et ayant reçu le Prix Pritzker 2014), le bâtiment du Consortium offre un espace d'exposition de plus de 4 000 m2. Ses objectifs sont la production et la diffusion d’œuvres contemporaines, l'enrichissement du patrimoine public en ce domaine et la formation à l'art comme à la pensée d'aujourd'hui.
Le Frac Bourgogne, situé en plein cœur de Dijon, face aux Halles Centrales, possède une collection d'œuvres d'artistes contemporains de près de 809 pièces et de 305 artistes. Les missions du FRAC sont de constituer une collection d'art contemporain, de diffuser celle-ci au plus grand nombre en Bourgogne et d'en faire la pédagogie,.
Enfin, Dijon a été doté en 2022 d'une des quatre cités de la gastronomie, installée dans l'ancien hôpital général. Cette réalisation est une des quatre obligations que l'État devait mettre en place à la suite de l'inscription du repas gastronomique des Français au patrimoine culturel immatériel de l'humanité, par la Mission française du patrimoine et des cultures alimentaires (MFPCA).
Le projet a été officiellement lancé le 19 juin 2013 sous forme d'un réseau de Cités de la gastronomie, réunissant Dijon, Lyon, Paris-Rungis et Tours. Chaque ville aura sa spécificité : la Cité de la gastronomie de Dijon constituera le pôle de référence pour la culture de la vigne et du vin. Le chantier a été évalué à 200 millions d'euros.

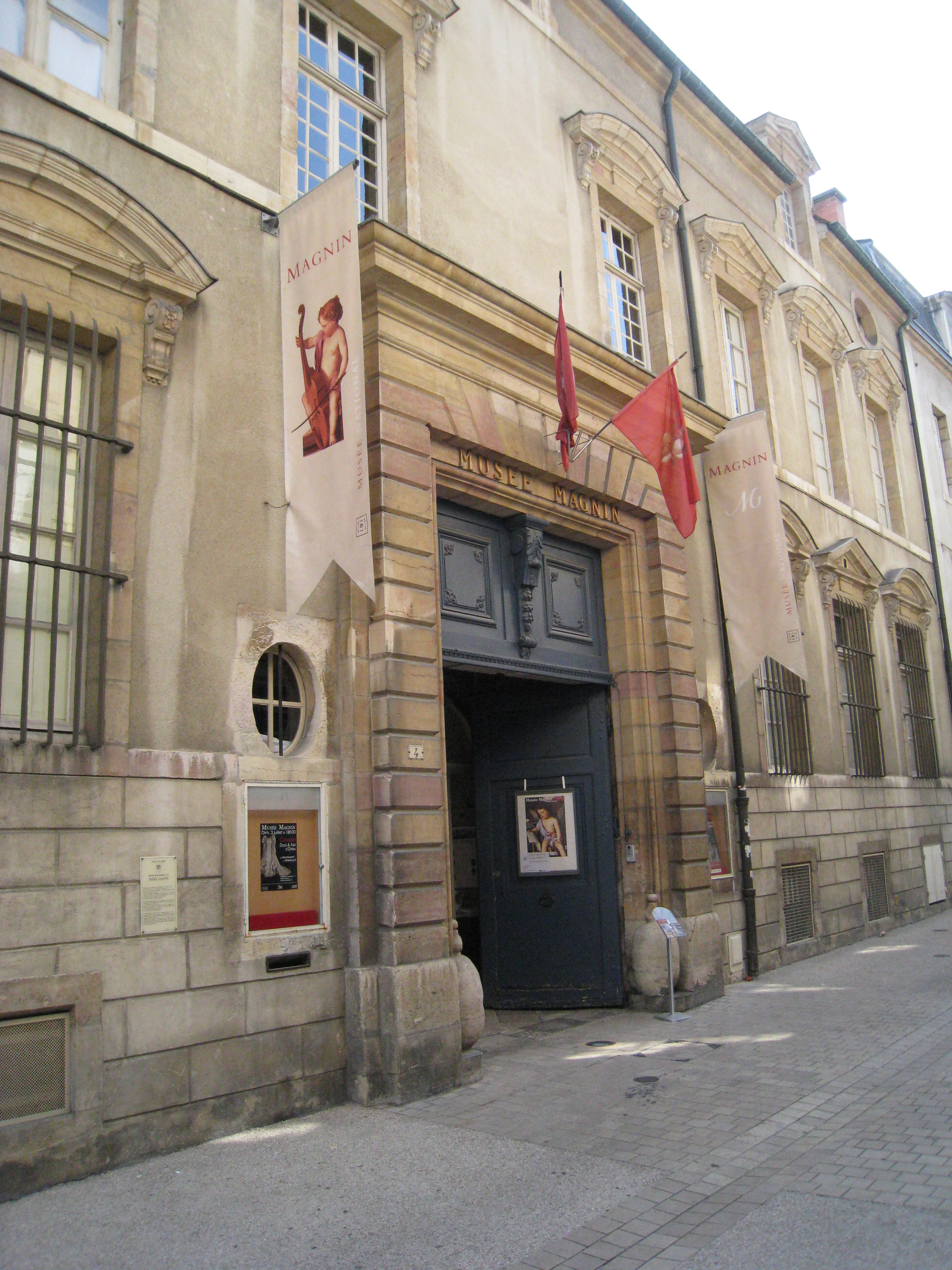
Musée Magnin.
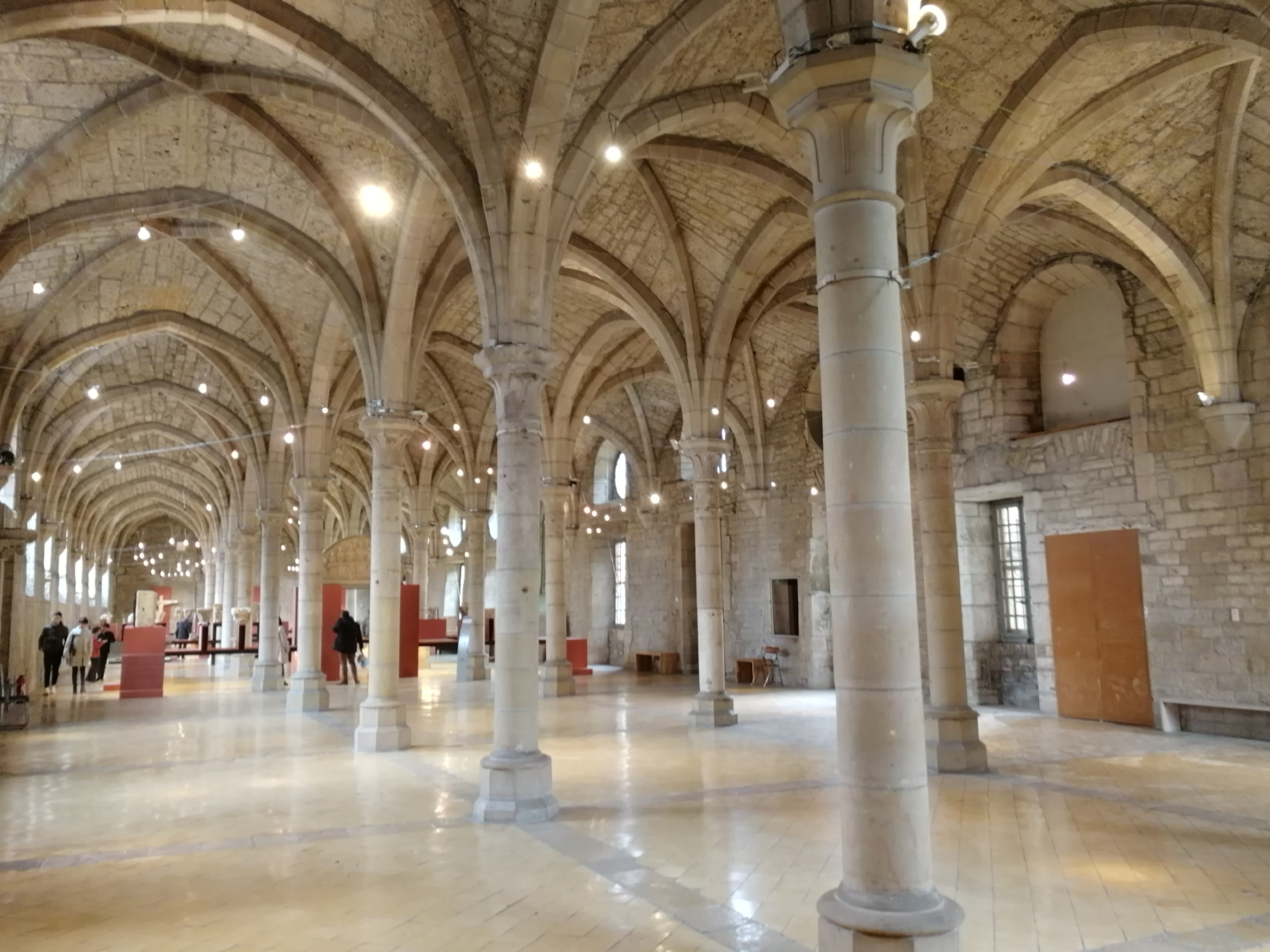
Musée archéologique de Dijon.
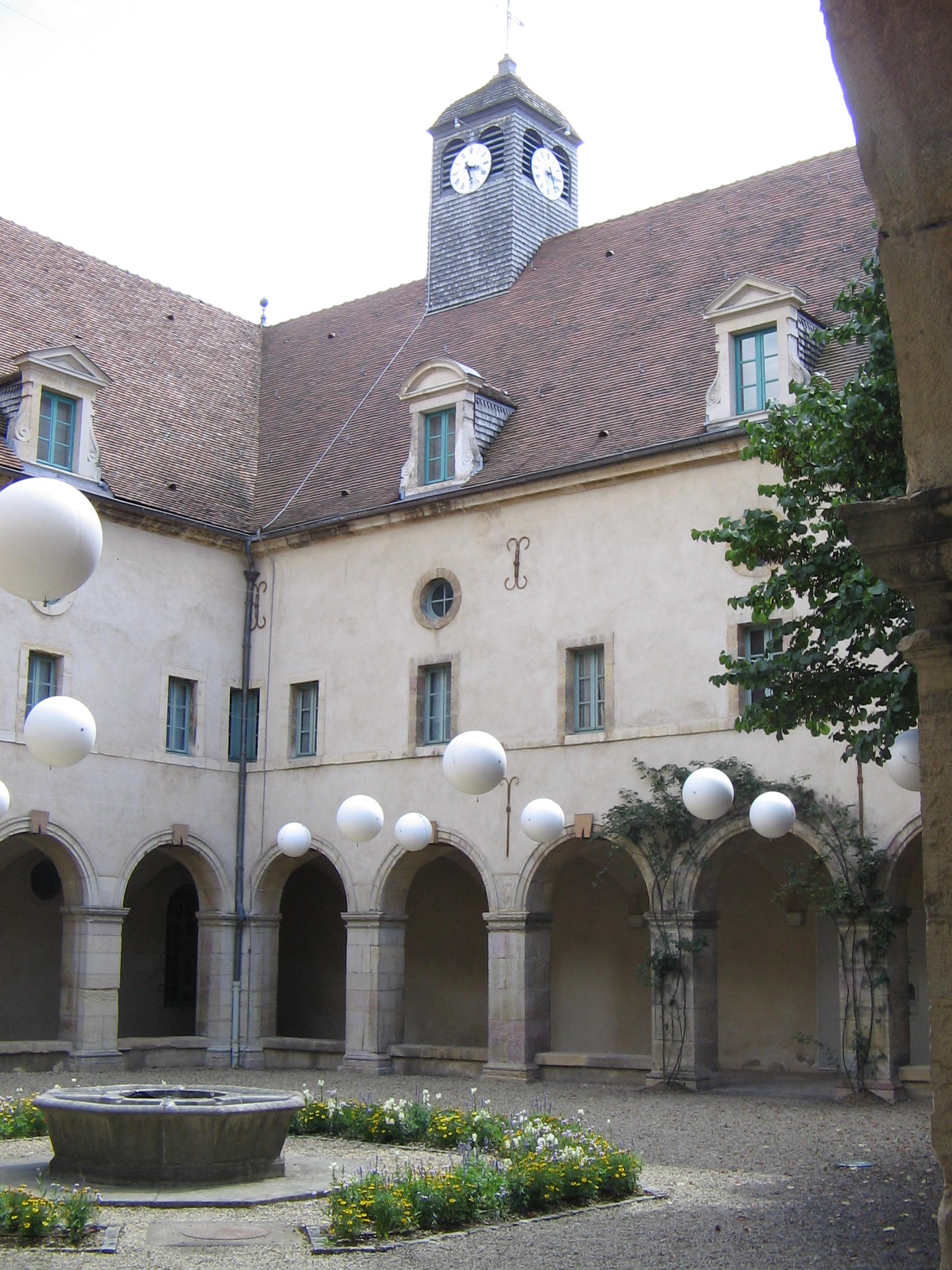
Musée de la Vie bourguignonne.
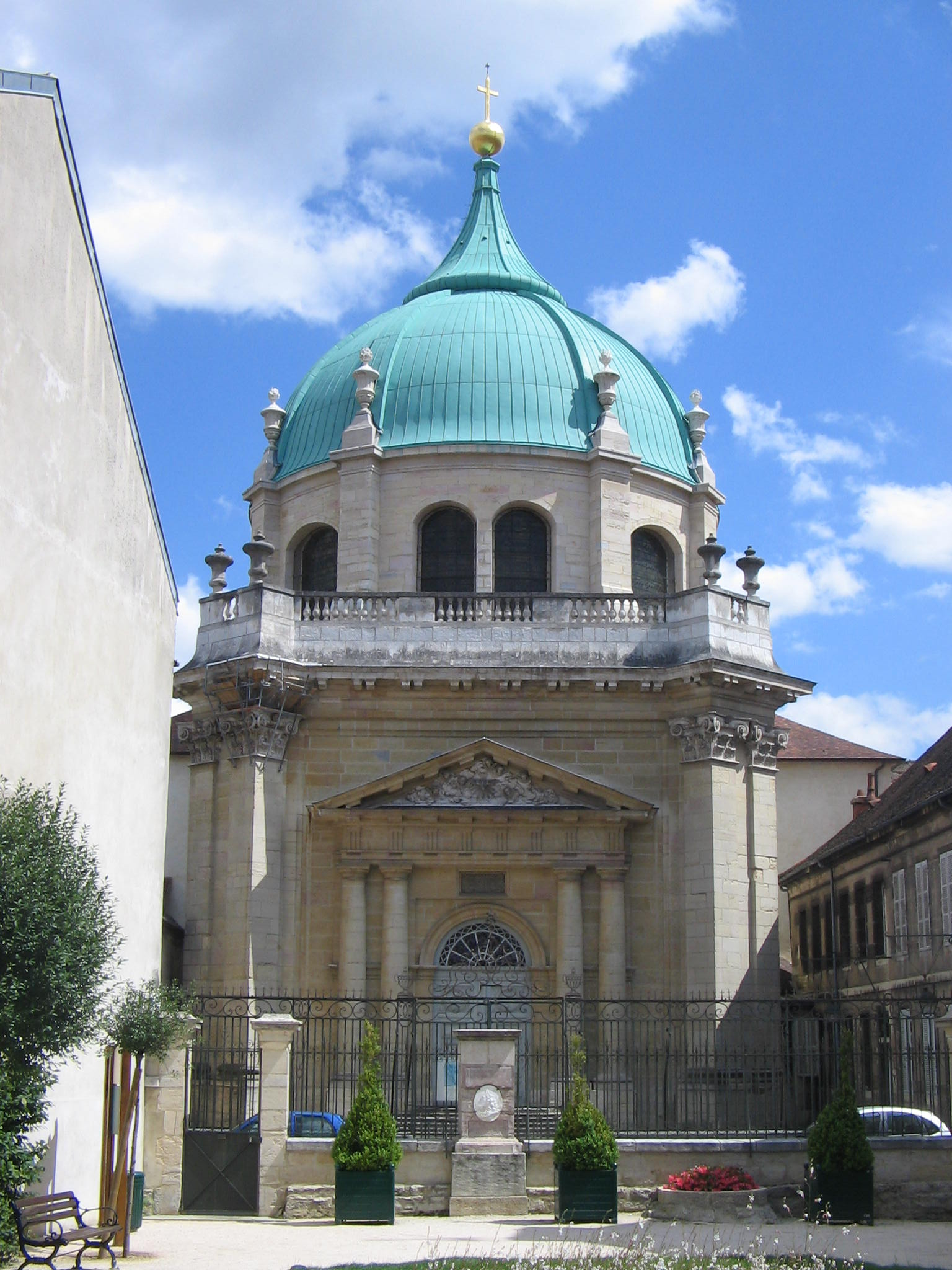
Musée d'art sacré.
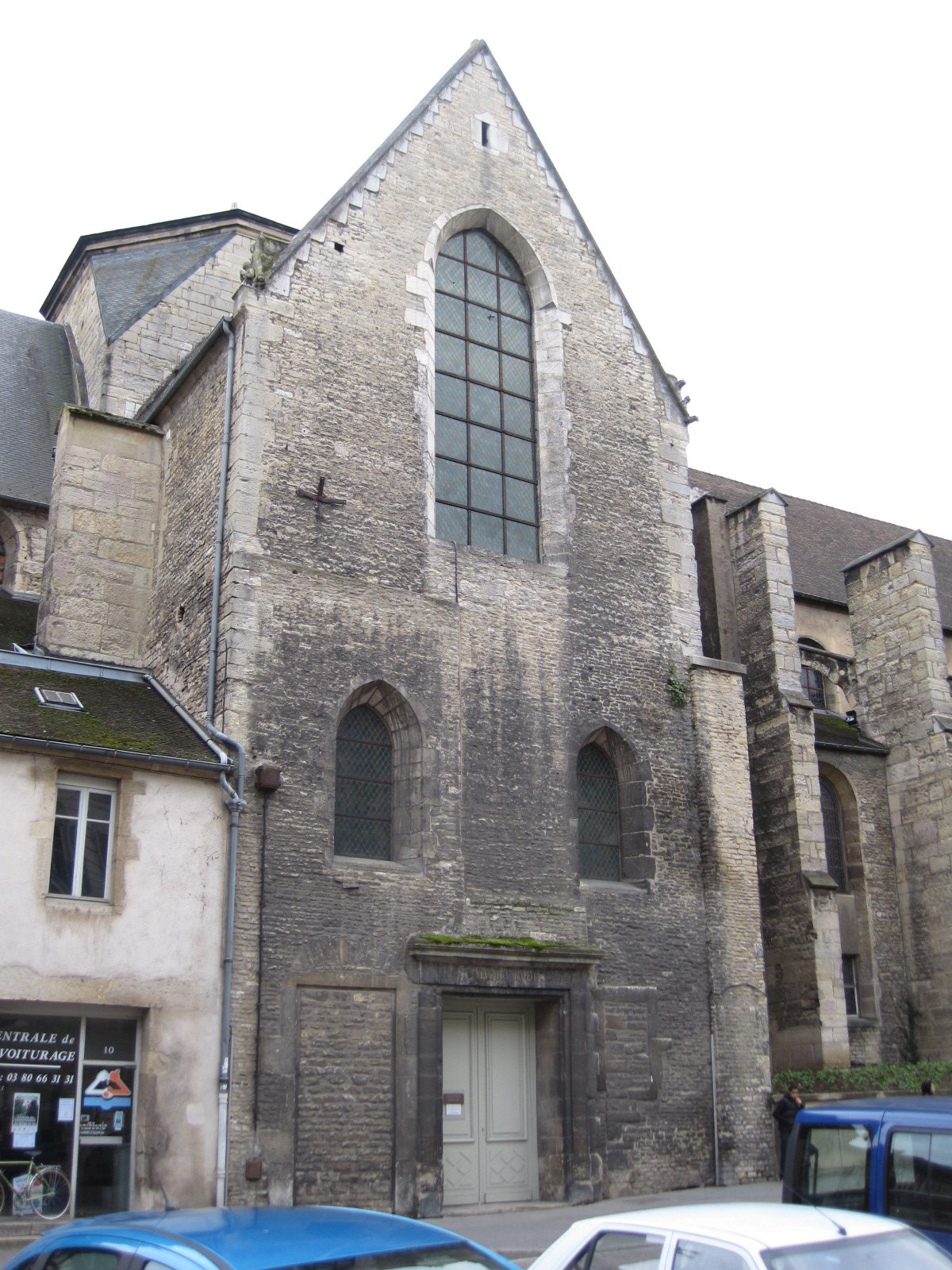
Musée Rude.
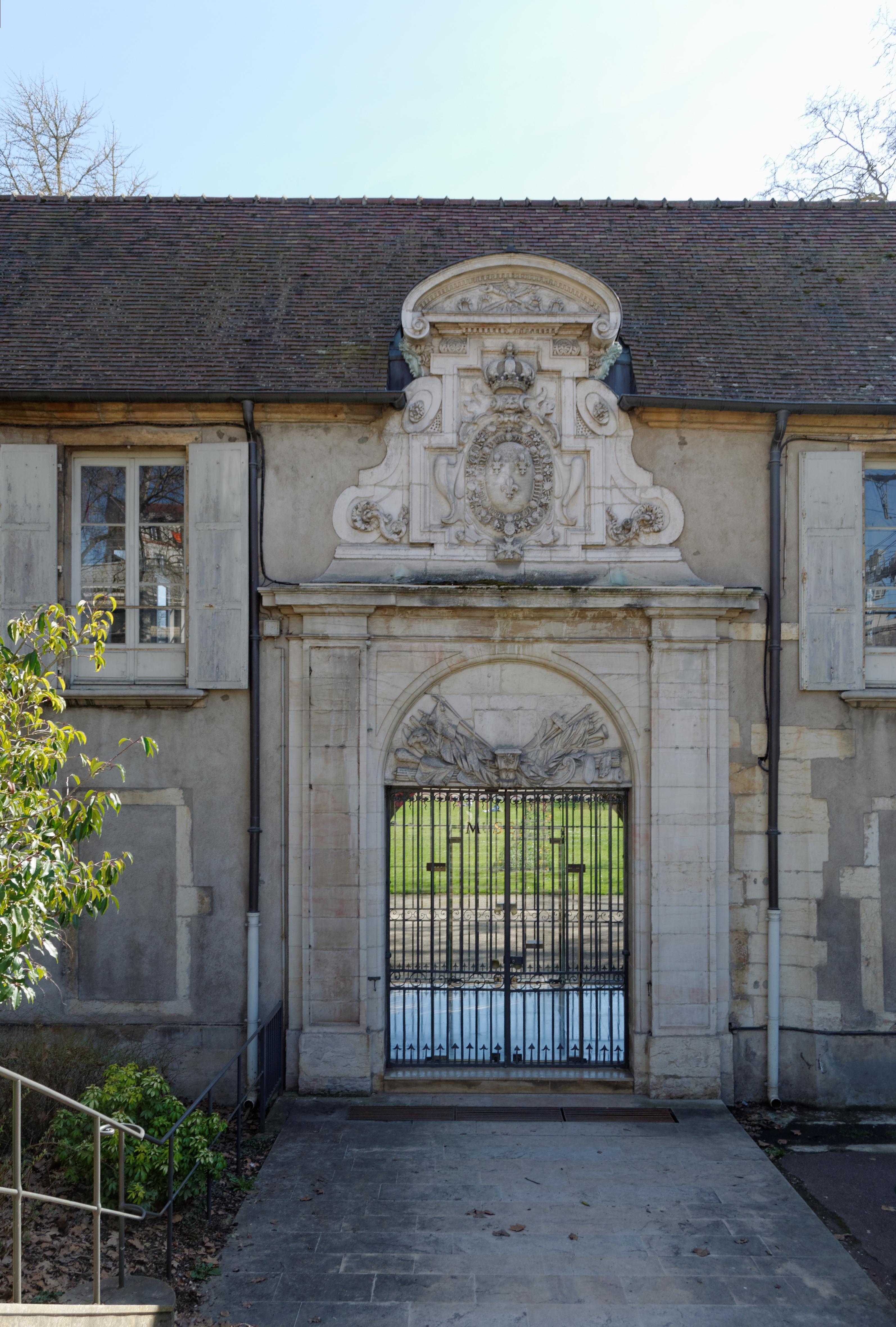
Muséum d'histoire naturelle de Dijon.
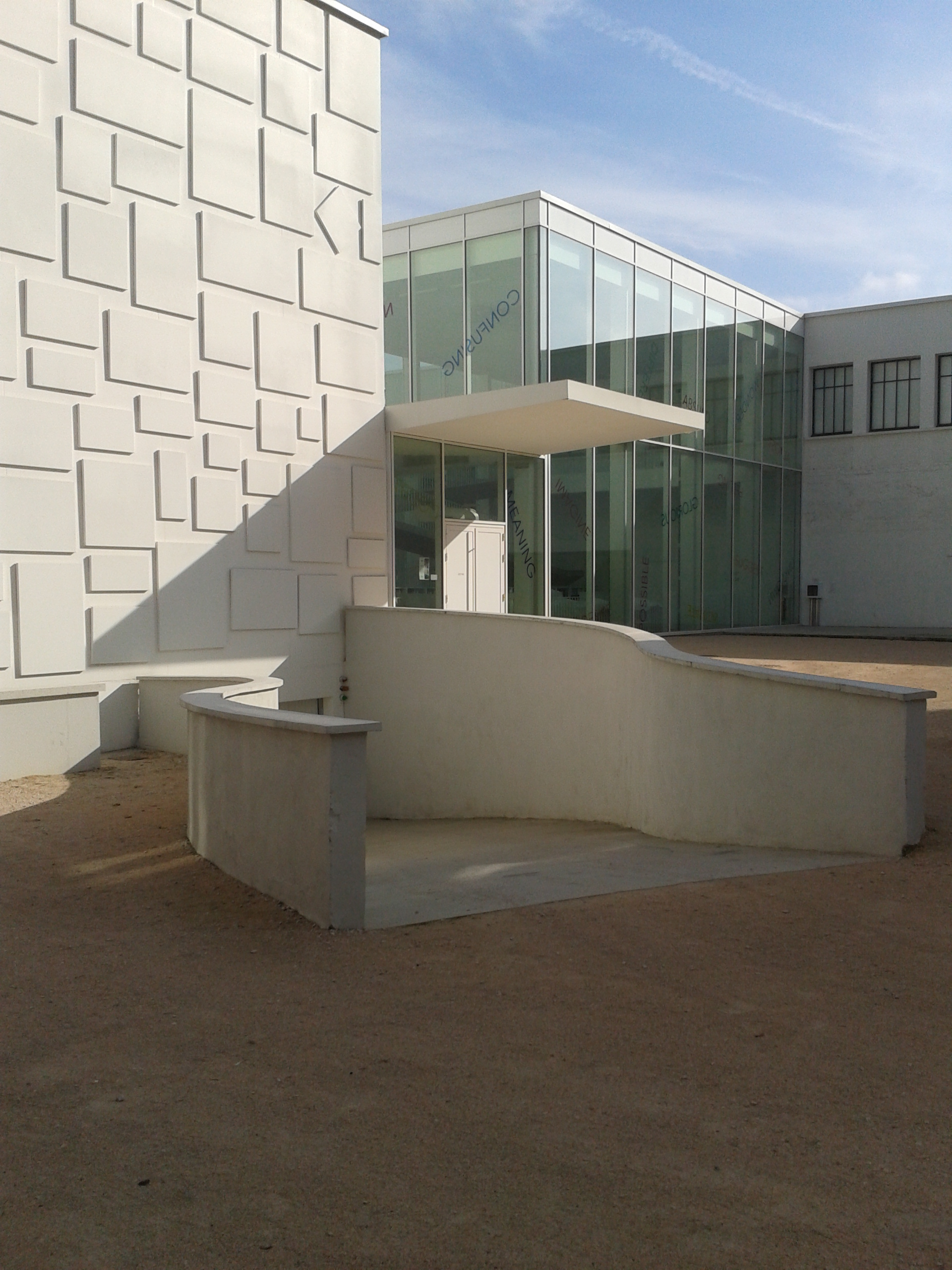
Le Consortium.
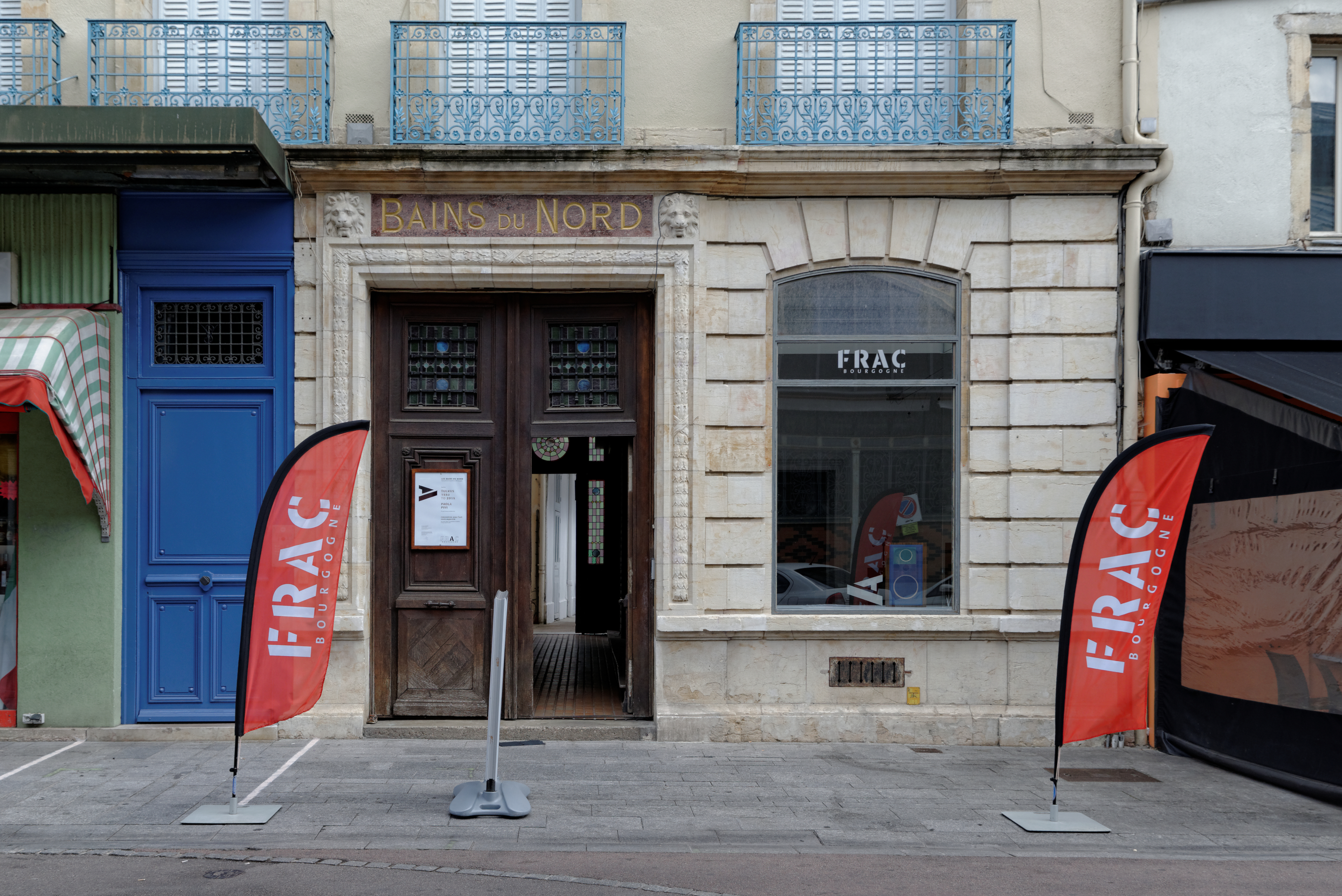
FRAC Bourgogne.

### Salles de spectacles

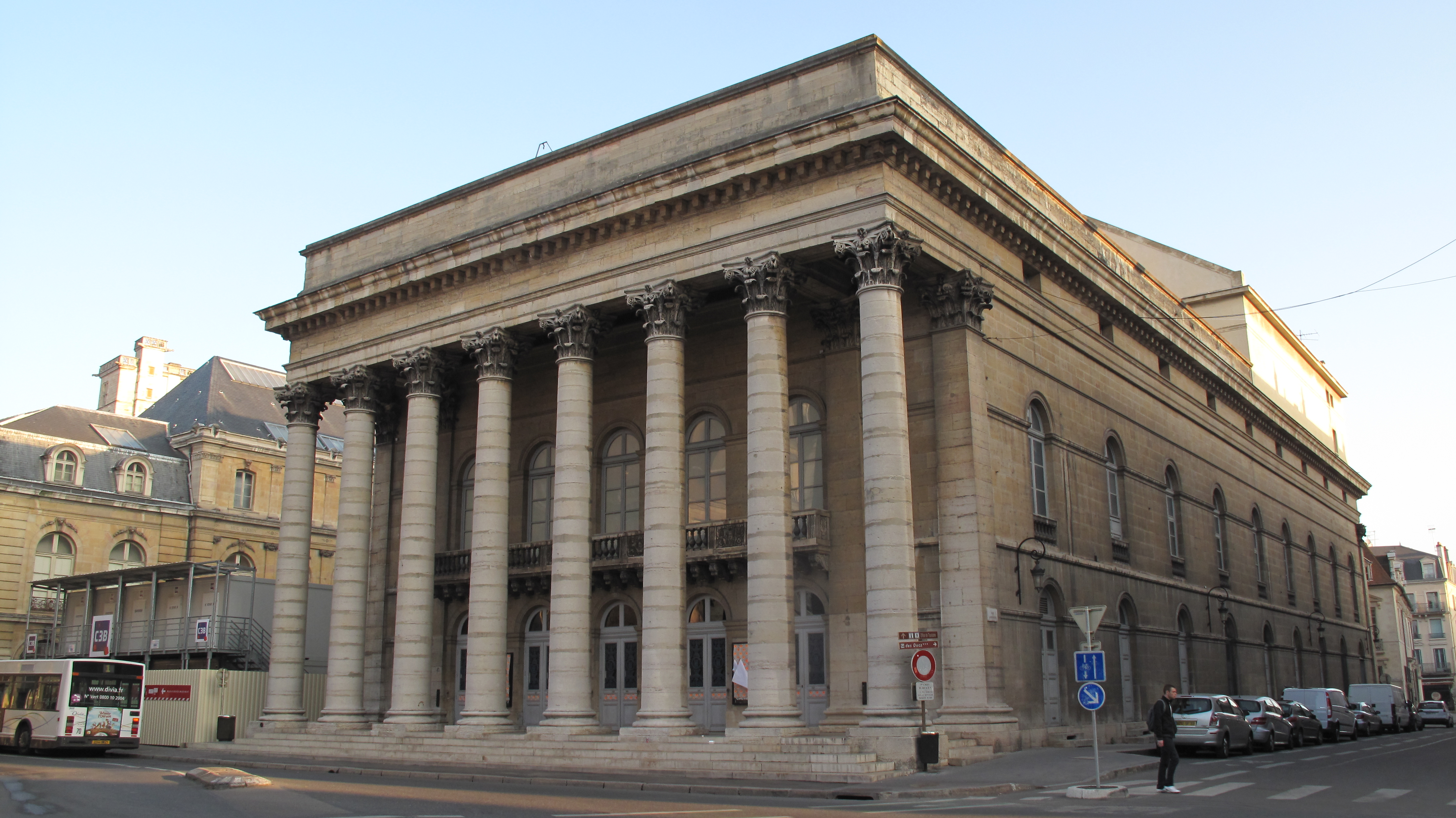
Le Grand Théâtre de Dijon.

L'Auditorium.

La principale salle de spectacle de Dijon est le Zénith, jaugeant 7 800 places au maximum lors de son ouverture en 2008. Une extension de 1 200 places a été réalisée depuis durant l'été 2012, permettant au Zénith d'avoir une capacité de 9 000 places et d'être par conséquent le troisième Zénith de France.
Depuis 1998, la ville de Dijon a à sa disposition l'auditorium, œuvre collective des grands cabinets d'architecte Arquitectonica et Bougeault–Walgenwitz. Cet édifice moderne est réputé faire partie des meilleures salles européennes en termes d'acoustique. Il compte 1 600 places assises. Depuis 2002, il forme avec le Grand Théâtre l'Opéra de Dijon. Ce site historique, inauguré en 1828 sur l'emplacement de la Sainte-Chapelle, offre 692 places dans une magnifique salle à l'italienne.
La Vapeur est un équipement culturel entièrement consacré aux musiques actuelles. Créée en 1995, la structure exploite deux salles de concerts et sept studios de répétitions. Des travaux de rénovation et d'extension ont été lancés en août 2016 et la nouvelle Vapeur ouvre le 7 février 2018 avec ses deux salles de concert : la grande composée de 1 200 places, une seconde salle plus intimiste pour 230 spectateurs.
Le Théâtre Dijon-Bourgogne, dit également « théâtre du parvis Saint-Jean » est un théâtre qui occupe l'église Saint-Jean désaffectée, en plein cœur historique de Dijon. Il est centre dramatique national et a été inauguré en 1980. Sa grande salle peut accueillir 280 personnes. Il dispose également d'une autre salle plus petite, la salle Jacques Fornier, située rue d'Ahuy.
La ville possède et gère trois théâtres municipaux :
- le théâtre des Feuillants, cinquième plus grande salle de spectacle de la ville, inaugurée en 1994. Situé dans une ancienne salle de cinéma Art déco en plein centre historique, il est consacré aux spectacles de théâtre, musique et danse. Il peut accueillir 494 personnes.
- le théâtre de la Fontaine d'Ouche, qui dispose de 273 places. Composé en outre d'une salle polyvalente, il accueille des manifestations comme Jours de fête à Fontaine d'Ouche, le festival d'humour la Fontaine du rire ou le festival Itinéraires singuliers.
- le théâtre des Grésilles, comportant une salle de 142 places.

Le conservatoire à rayonnement régional de Dijon, appelé également conservatoire Jean-Philippe-Rameau, est un conservatoire à rayonnement régional, établissement d'enseignement artistique qui propose trois spécialités : musique, chorégraphie et art dramatique. Il est muni de trois salles de spectacle dont une dans son annexe.
Sur le campus de l'université Bourgogne-Europe existe le théâtre Mansart d'une capacité de 204 places et l'Atheneum de 49 places. Ces deux lieux d'expériences culturelles sont destinés à la jeune création. Les scènes accueillent des pratiques artistiques variées telles que la danse, le cirque, la musique, le théâtre…
Dijon disposait également d'un cirque stable, le Cirque Tivoli, détruit en 1935.

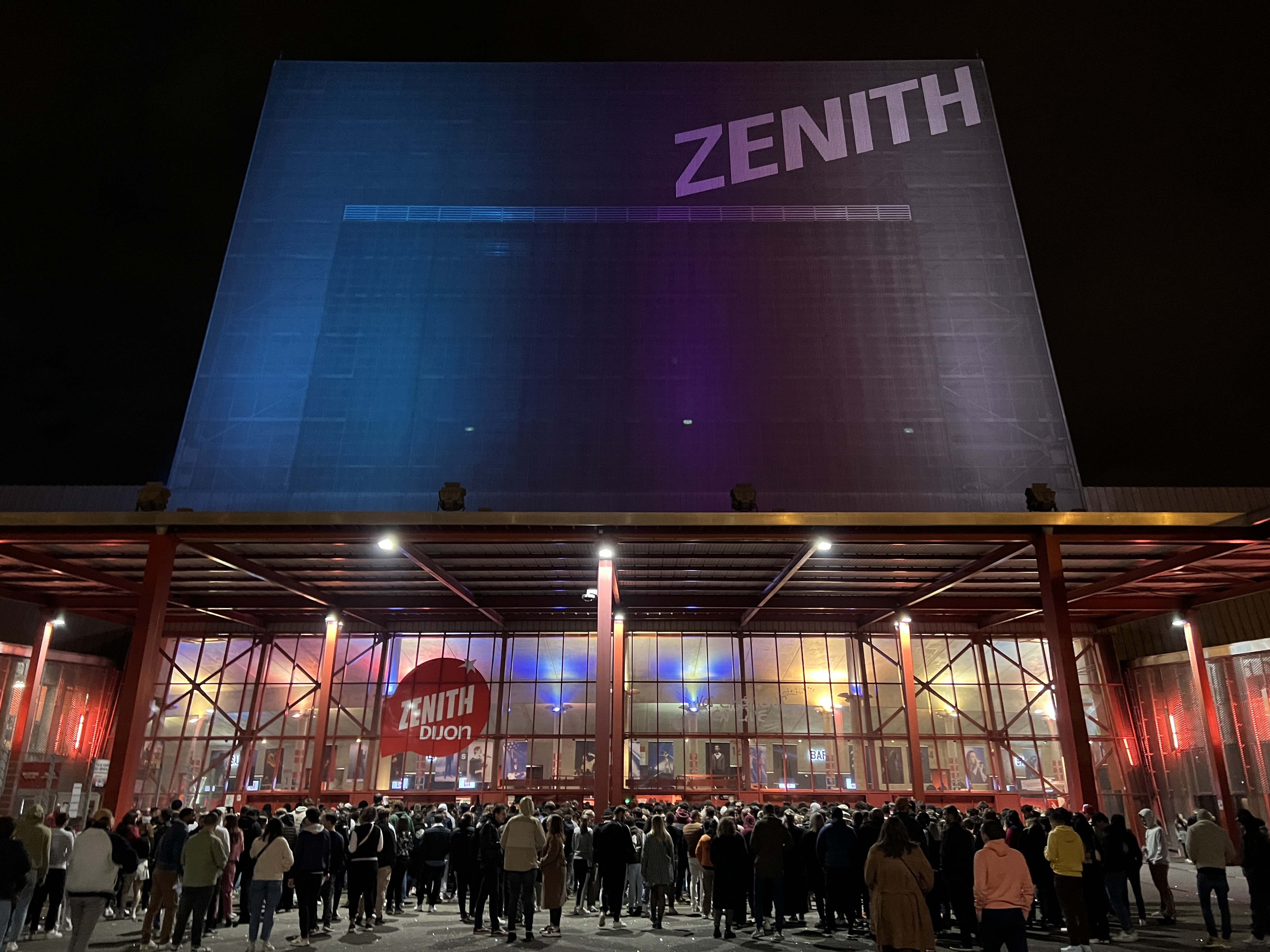
Zénith
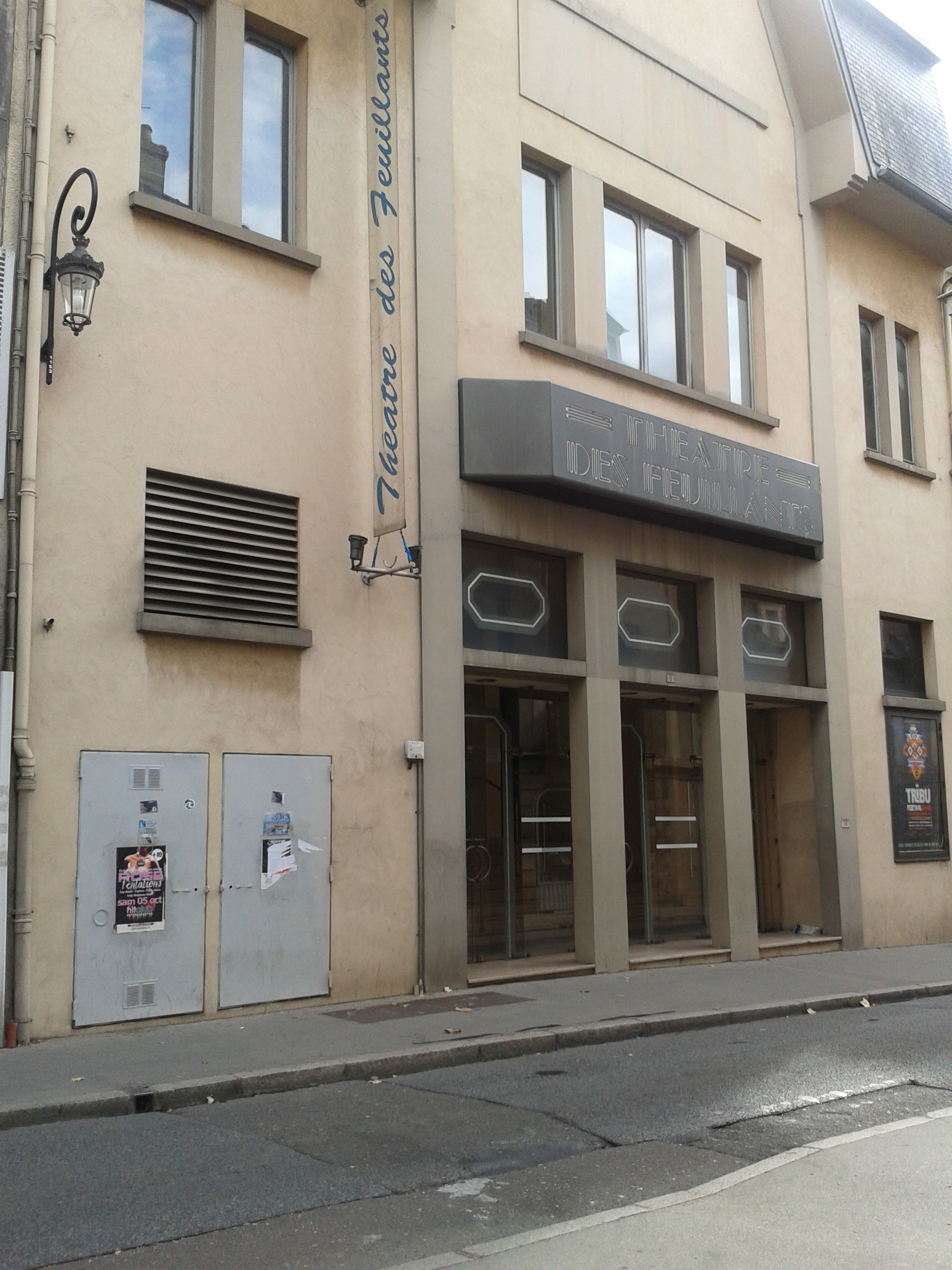
Théâtre des feuillants
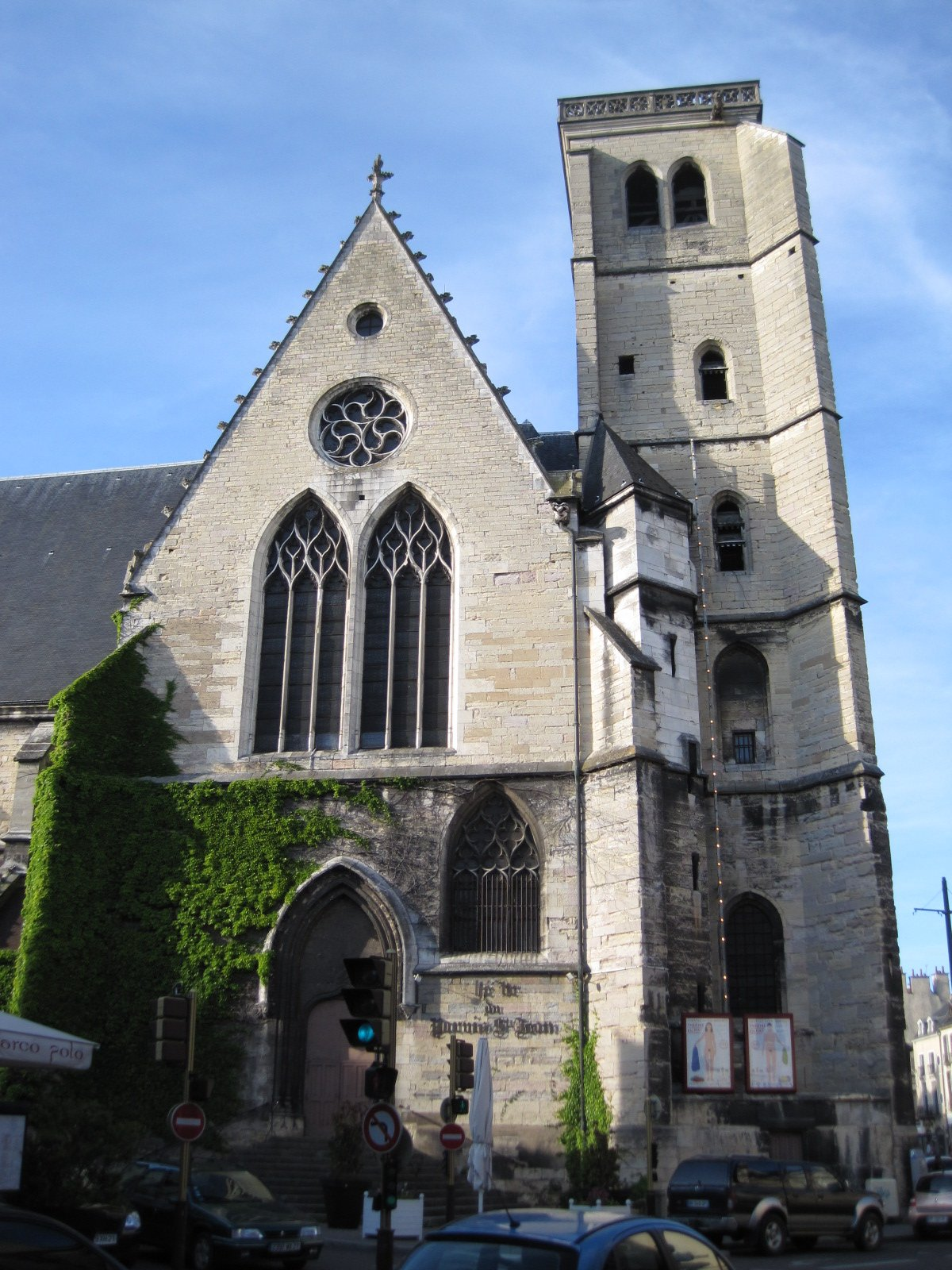
Théâtre du Parvis Saint-Jean (ancienne église Saint-Jean)

### Cinémas

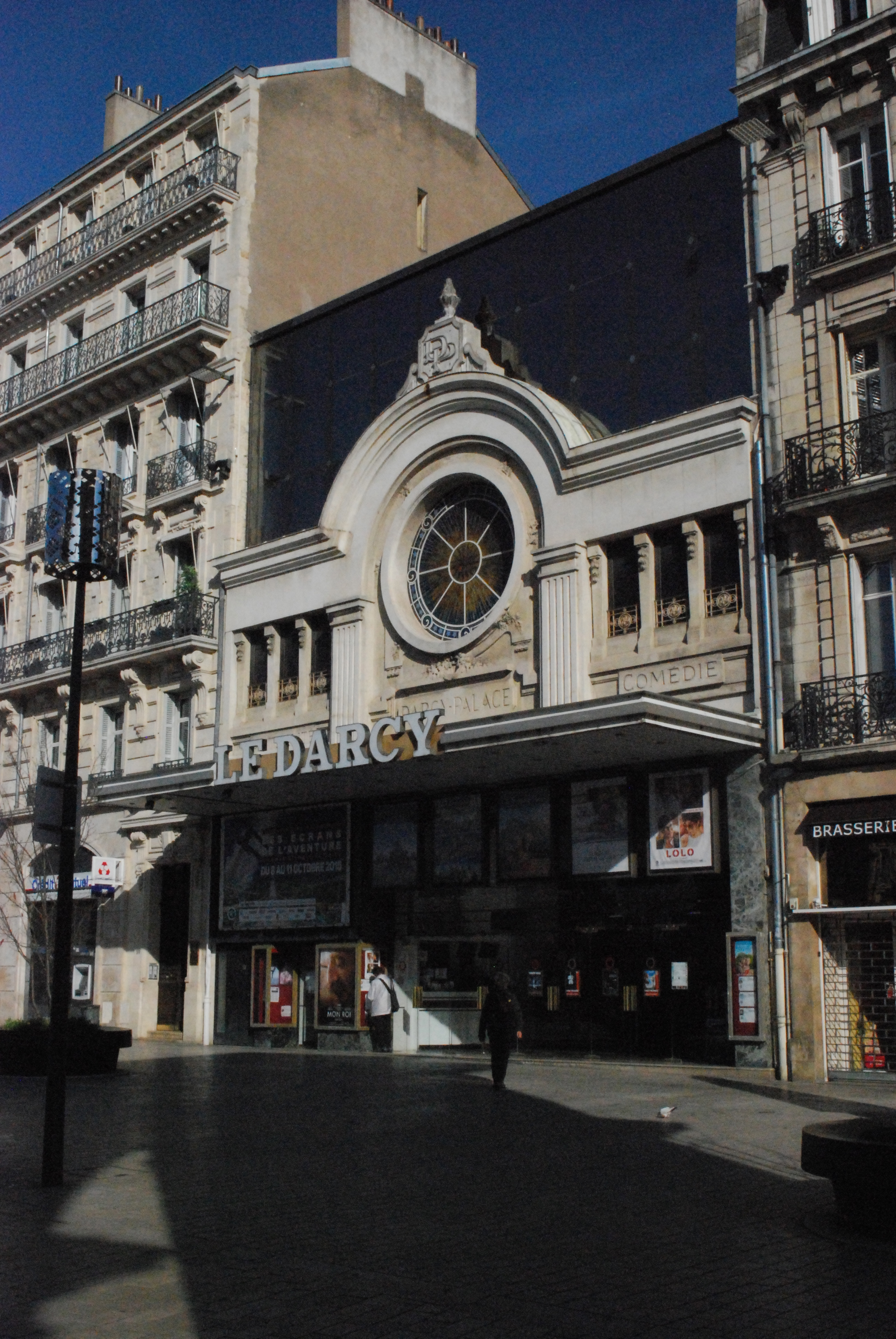
Le Cinéma Le Darcy place Darcy

L’Alcazar ou Alcazar-Kursaal, qui était un music hall créé en 1870 rue des Godrans, est le lieu de la première projection cinématographique à Dijon en 1896.
L'agglomération dijonnaise compte en tout quatre cinémas dont trois multiplexes (Le Darcy, l'Olympia, le Pathé Dijon et le Cap Vert).
Le plus ancien d'entre eux est le Cinéma Le Darcy, construit en 1914 et se nommant à l'époque le « Darcy Palace » ; il comprend 6 salles de projection.
Le plus gros multiplexe de l'agglomération, le Cap-Vert, comporte 12 salles. Il a vu le jour en octobre 1999 sur la commune de Quetigny. C'est le seul complexe cinématographique de l'agglomération dijonnaise qui ne soit pas situé dans la commune de Dijon.
Le second multiplexe, l'Olympia, de 10 salles, a été inauguré en décembre 2007 en lieu et place de l'ancien Gaumont d'EuroPalaces fermé quelques mois auparavant.
Le dernier multiplexe (Pathé Dijon) a ouvert en mai 2022, de façon simultané avec la Cité internationale de la gastronomie et du vin, comportant 9 salles de projections. La filmographie proposée est généraliste, et proche des deux autres multiplexes (Olympia et Cap Vert).
Dijon dispose en outre d'un cinéma Art et Essai, le Cinéma Eldorado de 3 petites salles.
La ville de Dijon disposait également de trois autres cinémas :
- l'Alhambra construit en 1918, qui a fermé ses portes en 1978 (place de la République) était composé d'une salle de deux niveaux avec un balcon à l'italienne. Son entrée a longtemps été occupé par un panneau publicitaire géant, mais depuis août 2017 a été ouverte une nouvelle brasserie.
- l'ABC ouvert en 1937, était composé de 5 salles (rue du Chapeau-Rouge). Il a fermé définitivement le 14 juin 2011 à cause d'un déficit important.
- Le Devosge ouvert en 1983 (rue Devosge) et fermé le 30 juillet 2019 à cause notamment de la construction de deux nouveaux futurs cinémas au sein de la Cité de la gastronomie. Ce cinéma également composé de 5 salles a souffert d'un déficit semblable à celui de l'ABC, de plus il était un des rares cinémas classés Art et Essai à Dijon.

Tous les ans depuis 1992, en octobre ou novembre, se tient le Festival international du film d'aventure de Dijon, organisé par les « Écrans de l'Aventure » qui présente une large sélection de films d'explorations et d'aventures.
Depuis 1995 se tient également le Festival international du court-métrage de Dijon, appelé plus généralement "festival fenêtre sur courts", consacré au Court métrage et organisé par l'association "Plan9".
La ville a une cinémathèque régionale de Bourgogne Jean-Douchet, fondée en 2004 par l’association AdKamera. Dédiée à la mémoire du cinéma, elle œuvre à la sauvegarde ainsi qu’à la préservation de toutes les formes de cinéma, et participe à la définition et la diffusion de l’histoire du cinéma mondial. Présidée par Sylvain Vereycken, elle conserve plus de 12 000 films et 65 000 documents non films.

### Bibliothèque municipale
La Bibliothèque municipale de Dijon est un réseau de huit Bibliothèques principales mais aussi un bibliobus qui se déplace tous les jours de la semaine dans la ville. La médiathèque Champollion, située au sein du quartier réhabilité des Grésilles est la plus récente et la plus moderne. L'église Saint-Étienne est un ancien lieu de culte désaffecté qui abrite actuellement une bibliothèque municipale depuis le déménagement de la Chambre de commerce et d'industrie de Dijon dans la cité des affaires Clemenceau en 2007. La Bibliothèque patrimoniale et d'étude possède le plus riche ensemble de patrimoine écrit de la région.

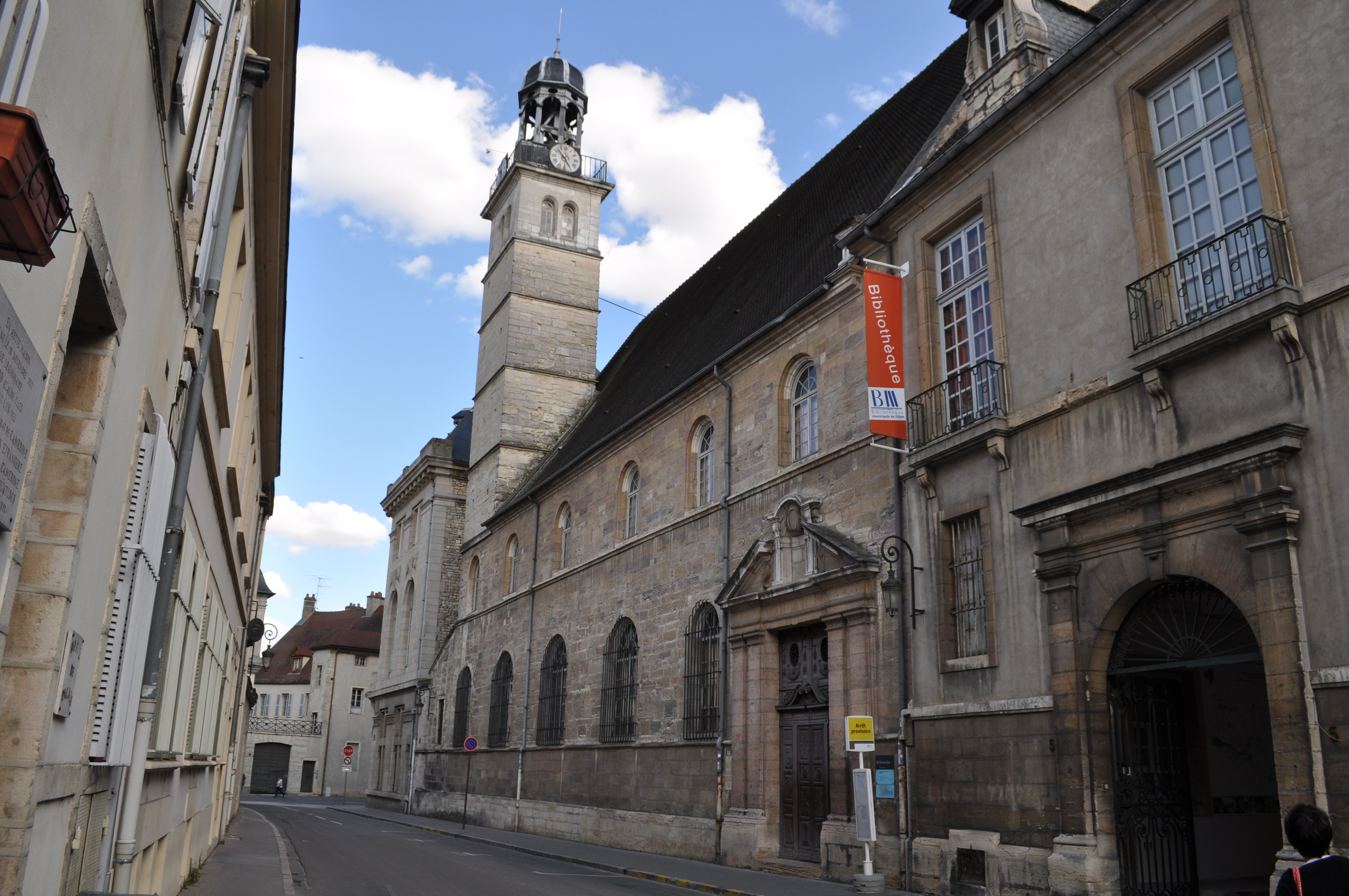
Bibliothèque patrimoniale et d'étude
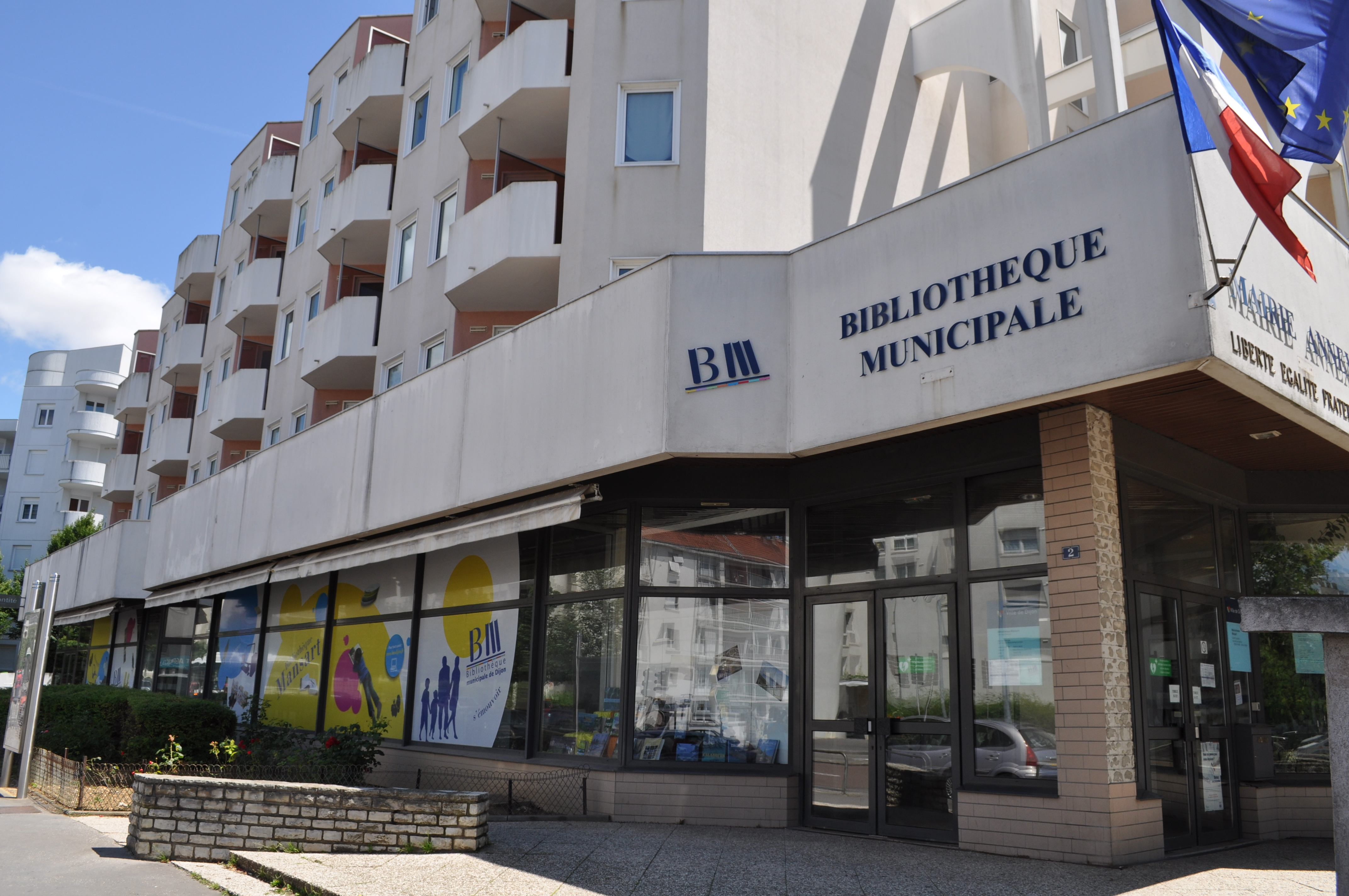
Bibliothèque Mansart
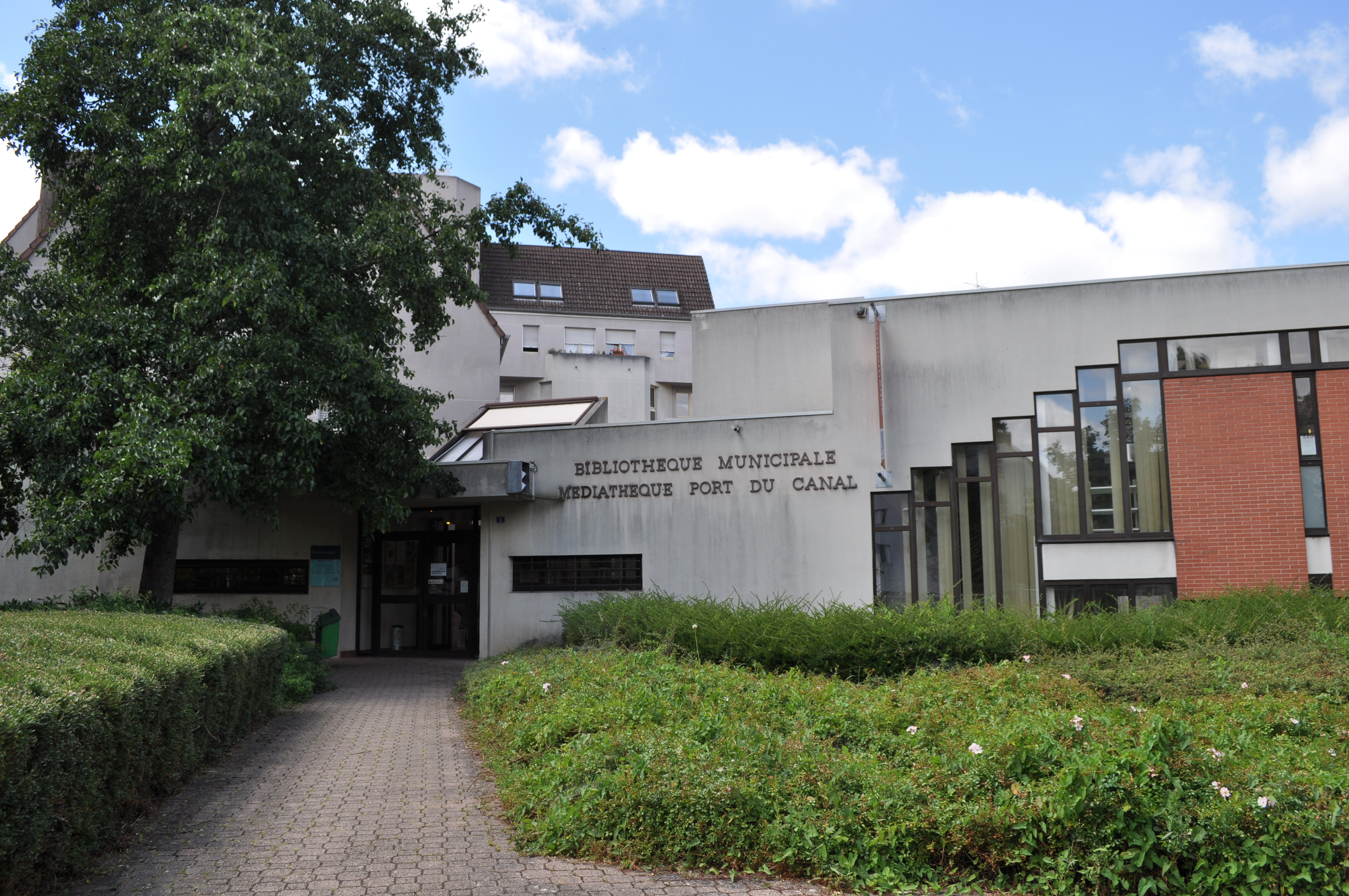
Bibliothèque du port du canal
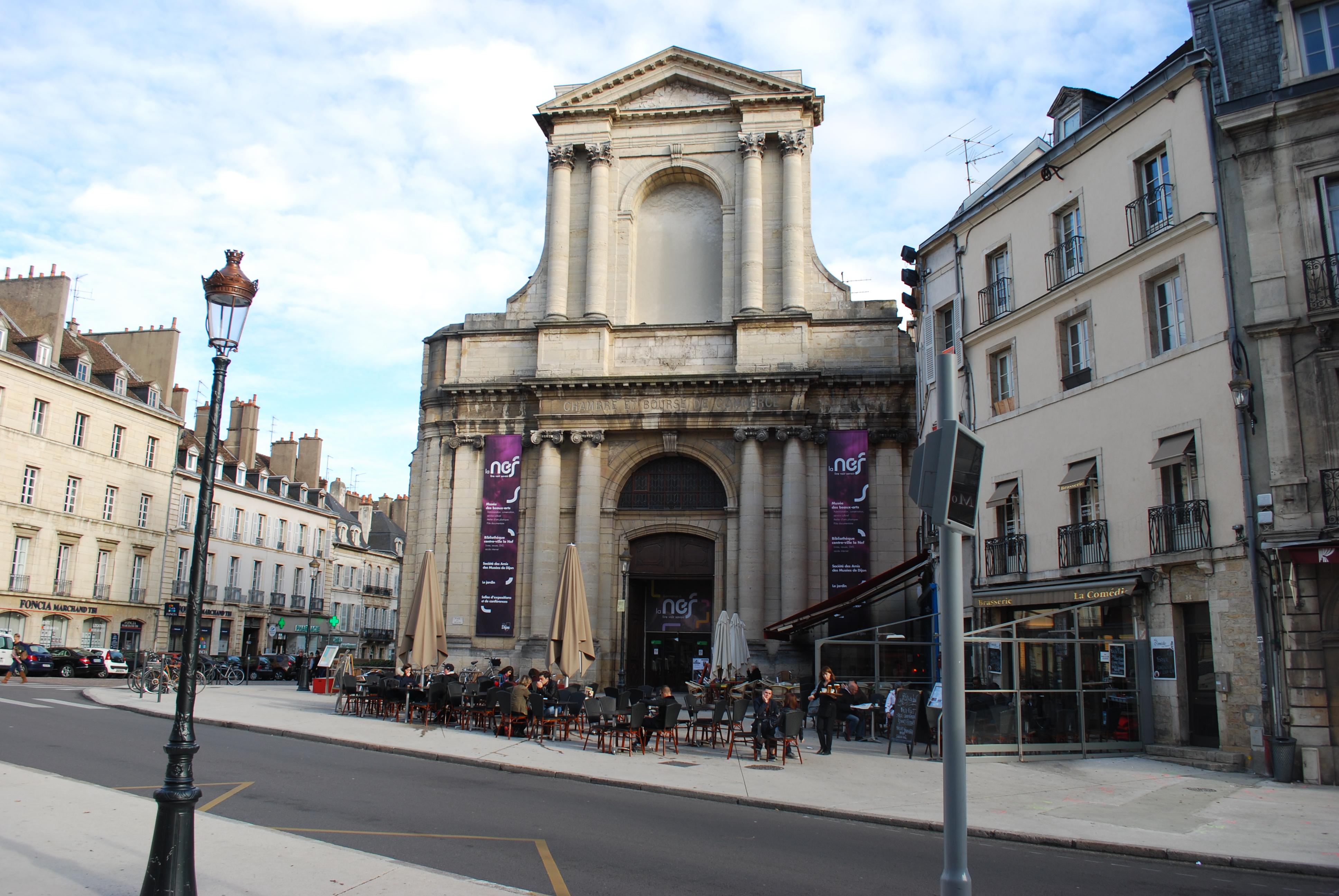
Bibliothèque "La Nef"

### Archives municipales
Les Archives municipales de Dijon sont un service municipal de la ville de Dijon, gratuit et ouvert à tous. Elles sont un lieu de conservation et de transmission du patrimoine dijonnais. Elles conservent plus de 9 kilomètres de documents datés du XIIe au XXIe siècle, répartis sur deux sites de conservation. Le site historique est situé en centre-ville et une annexe rue de Colmar est destinée à la conservation des documents contemporains.

### Ancienne langue et accent bourguignon
La ville de Dijon faisait partie de l'aire de locution des langues gallo-romanes. Cependant, le français a totalement remplacé la déclinaison locale qui se maintenait néanmoins jusqu'au XIXe siècle dans les faubourgs et surtout en zone rurale à travers un patois se reconnaissant à ses deux spécificités. D'une part, ce parler bourguignon-morvandiau conserve un vocabulaire caractéristique encore employé en Côte-d'Or et lié à la culture du vin comme « bareuzai » désignant le vigneron. L'accent est également reconnaissable, chez des personnes plutôt âgées, par le roulement de « r » et par l'allongement de certaines phonèmes comme le « eu » et le « a ». L'ellipse de certaines syllabes est aussi très employée comme dans « le chenil », prononcé « le chnil ».
On peut noter également la prononciation spécifique du « x » (s) préservée dans les noms de lieu comme Auxerre, Auxois ou Auxonne.
Cet accent n'est plus employé par les Dijonnais mais persiste parfois dans la région.

### Gastronomie
Dans la culture populaire, Dijon est connue pour la moutarde, le cassis avec lequel est fabriquée la crème de cassis qui entre dans la recette du kir, apéritif célèbre de la ville. Nombre de spécialités gastronomiques sont également rattachées à Dijon, comme : les escargots de Bourgogne, le jambon persillé, la truffe de Bourgogne, le bœuf bourguignon, les gougères, les œufs en meurettes ou encore le poulet Gaston Gérard, le pain d'épices et les nonnettes. Contrairement à une idée reçue, la fondue bourguignonne est d'origine suisse. Ce nom fait référence d'une part à la fondue au fromage et d'autre part à l'origine de la viande charolaise, la Bourgogne.
Dijon se veut capitale de la gastronomie de notoriété nationale et internationale grâce à ses restaurants étoilés et gastronomiques ou encore avec sa foire internationale et gastronomique (6e de France) qui rassemble chaque automne plusieurs centaines de milliers de personnes au parc des expositions. Initiée par le maire Gaston Gérard en 1921 et localement surnommée « la Foire », cette manifestation met chaque année un pays différent à l'honneur, et est destinée à promouvoir la culture et le savoir-vivre bourguignon à travers le monde. Dijon héberge également toutes les années impaires la Biennale internationale des arts culinaires : la BIAC.
Par ses lycées hôteliers, un établissement de formation agricole avec sa halle technologique, l’institut universitaire de la vigne et du vin Jules-Guyot, ses Grandes Écoles telles qu'AgroSup et Burgundy School of Business (avec la School of Wine & Spirits), Dijon peut être considérée comme une ville de la formation aux métiers de l'alimentation. Par ailleurs, la cité bourguignonne voit l’École Ferrandi s'y implanter à horizon 2018. Dans le même temps, c'est le chef étoilé Thierry Marx qui a annoncé en mars 2017 l'ouverture de son école de cuisine au cœur de la métropole dijonnaise.
Dijon tend également à être reconnue comme une ville de la recherche agronomique avec l’université Bourgogne-Europe qui détient la seule chaire Unesco au monde spécialisée dans l’étude de la culture et des traditions du vin ou encore avec l’Inra, au Centre des sciences du goût et de l’alimentation, au sein du pôle de compétitivité Vitagora et prochainement sur l’agropôle de Bretenière où plus de 400 chercheurs travaillent sur le goût, la santé, la nutrition, l’agriculture et l’alimentation de demain.
Enfin, Dijon est dotée d'une des quatre Cités de la gastronomie et constituera le pôle de référence pour la culture de la vigne et du vin.

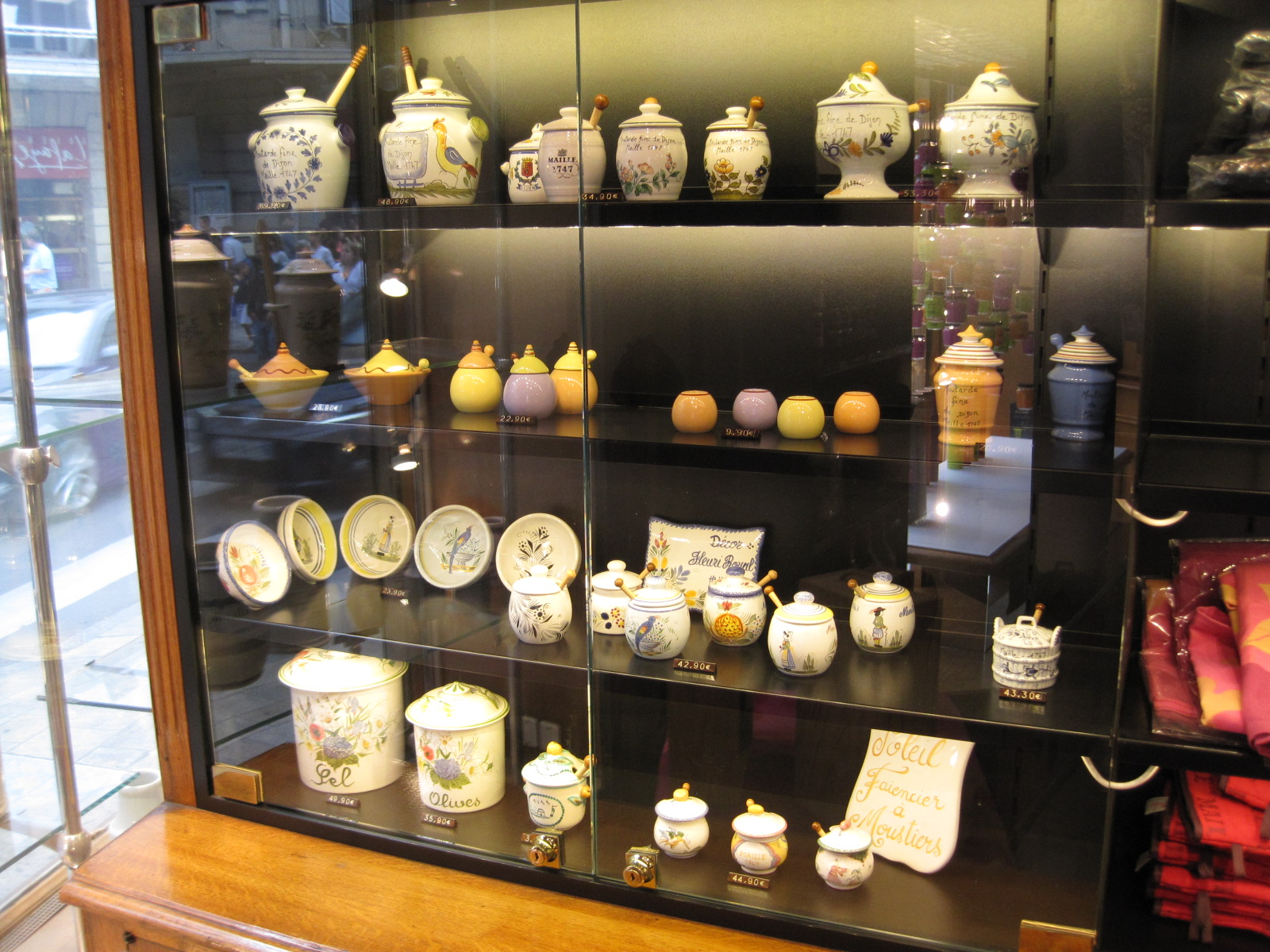
Intérieur de la boutique Maille, rue de la Liberté à Dijon.
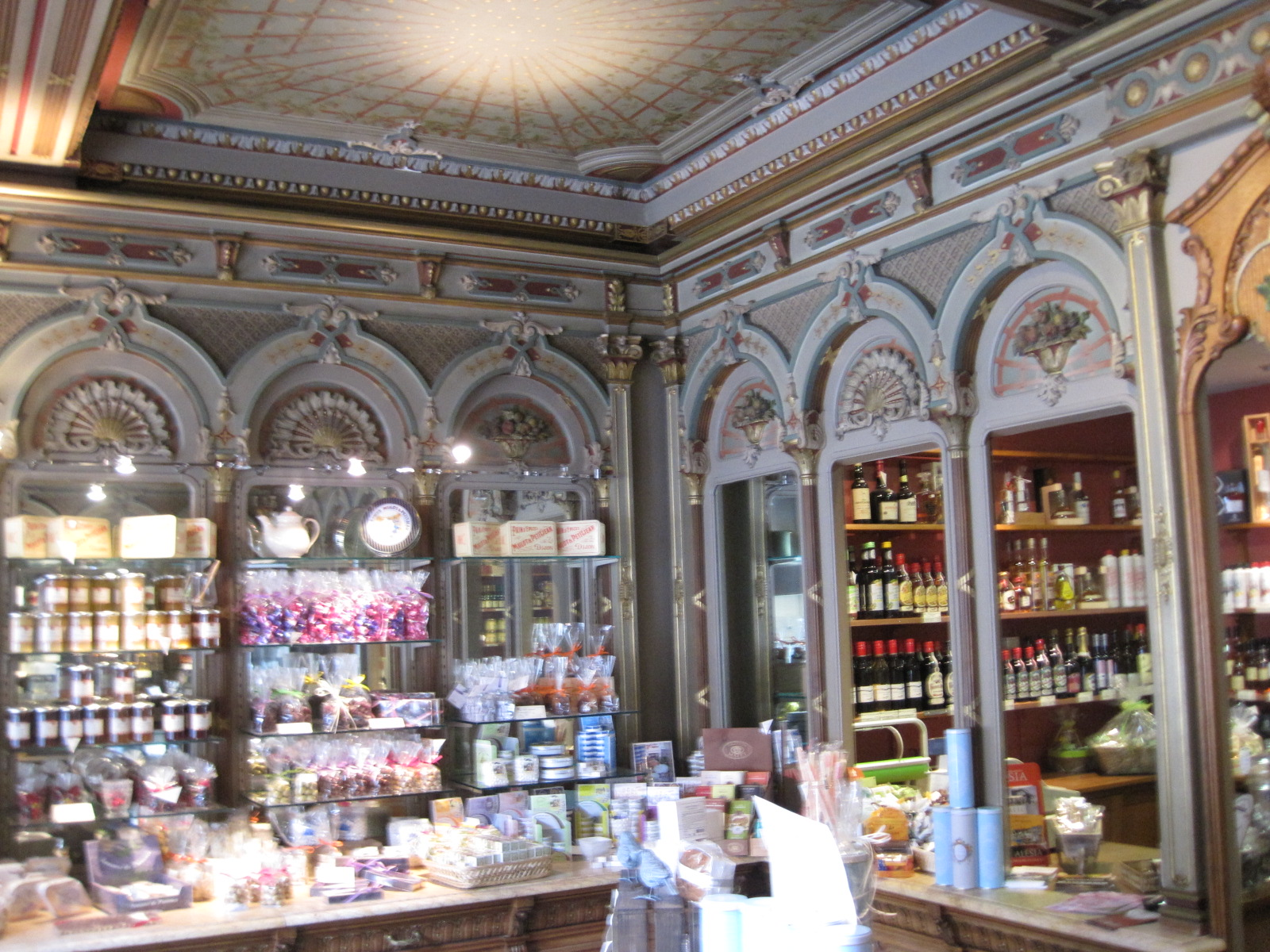
Boutique Mulot & Petitjean, place Bossuet.
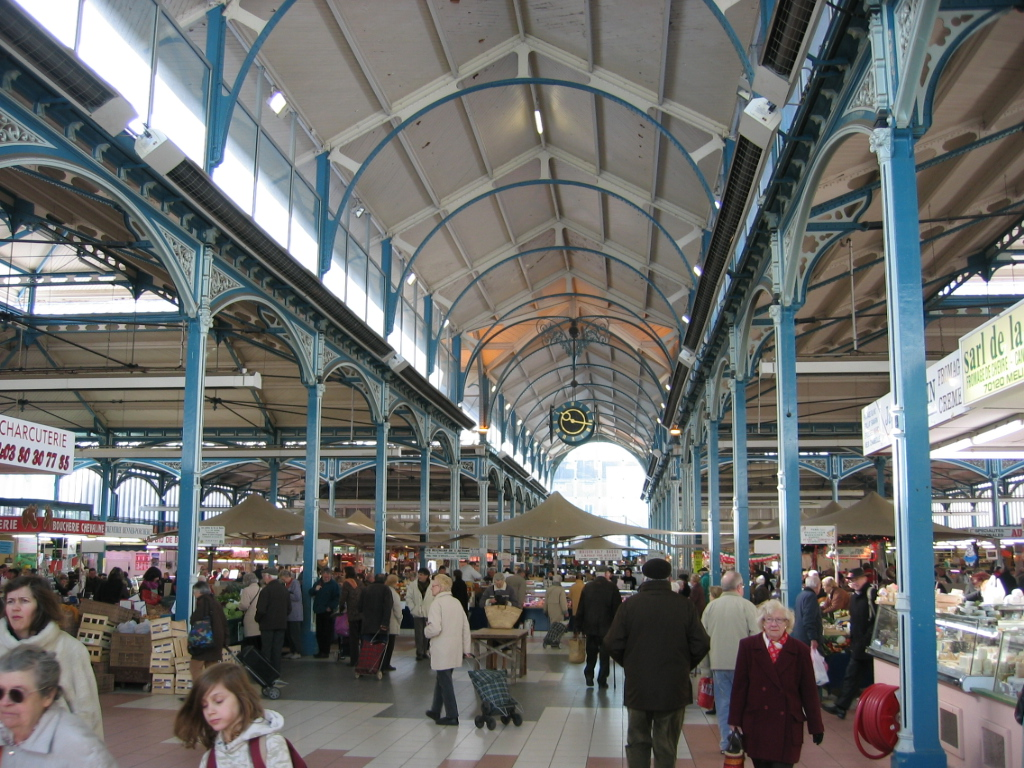
Les halles du marché de Dijon.

### Vie militaire

#### Ancienne base aérienne 102 de Dijon-Longvic
Dijon Métropole accueille en périmétrie sud de Dijon la base aérienne 102 sur la commune de Longvic. Celle-ci a longtemps été celle de l'escadron de chasse des Cigognes popularisé par Les Aventures de Tanguy et Laverdure, dont plusieurs aventures ont pour cadre Dijon et sa région. L'escadron de chasse 1/2 Cigognes est parti vers la base aérienne 116 de Luxeuil à l'été 2011. À la suite de ce départ, les principales unités restantes sur la base étaient l'état-major du Commandement des Forces Aériennes, l'Escadron 2/2 Côte d'Or volant sur Alpha Jet et le Commando CPA 20, pôle d’excellence de l'armée française pour les missions MASA (Mesures actives de sûreté aérienne) qui consiste à placer des tireurs d'élite dans des hélicoptères avec pour objectif d'intercepter un éventuel aéronef à basse vitesse (avion d'aéroclub, U.L.M., hélicoptères, etc.) et éventuellement de le détruire sur ordre du Premier ministre. Fermée en 2014, elle est dissoute en 2016 et laisse sa place à une école de la Gendarmerie Nationale.

#### Les casernements et autres bâtiments militaires

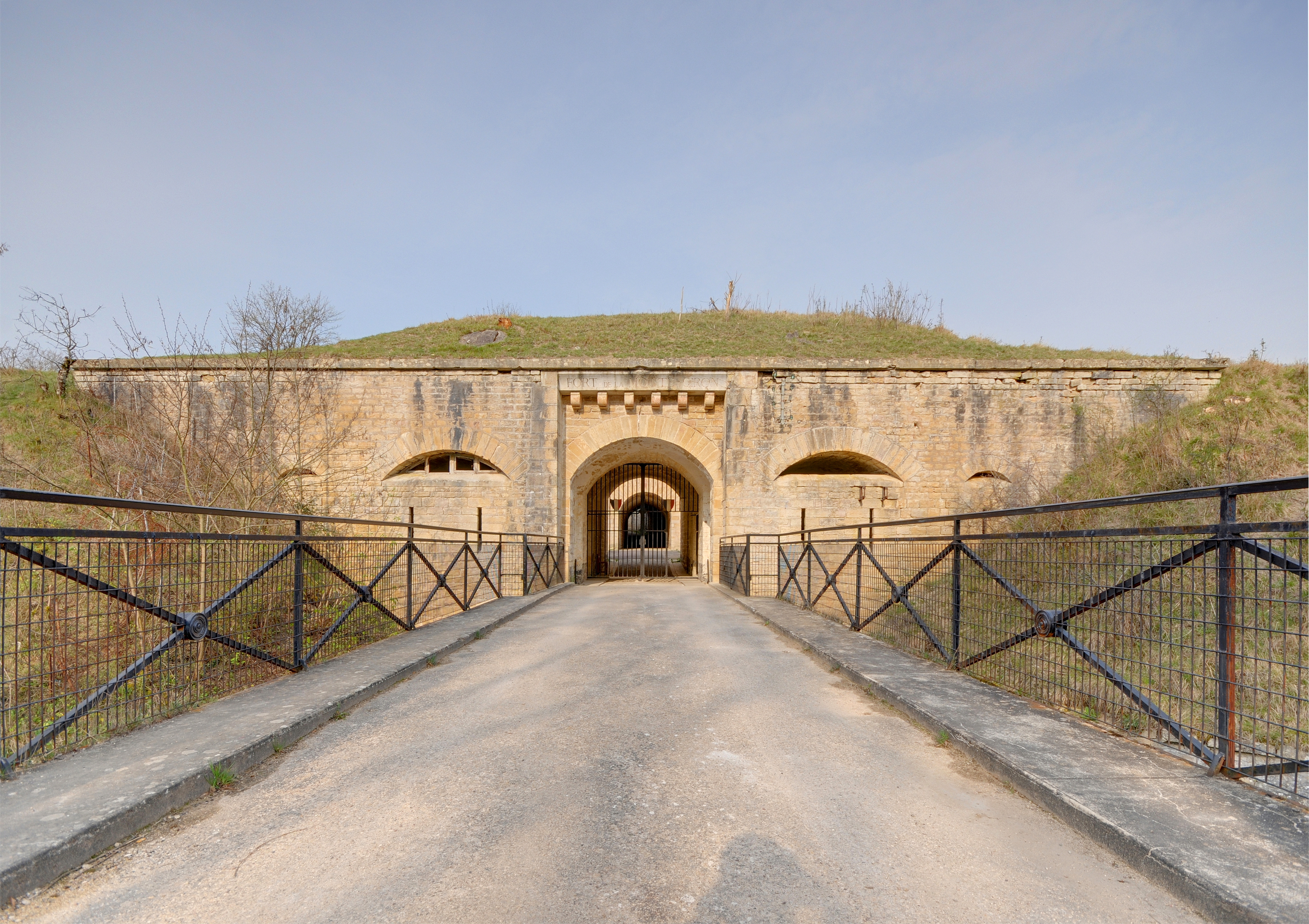
L'entrée du fort de la Motte-Giron.

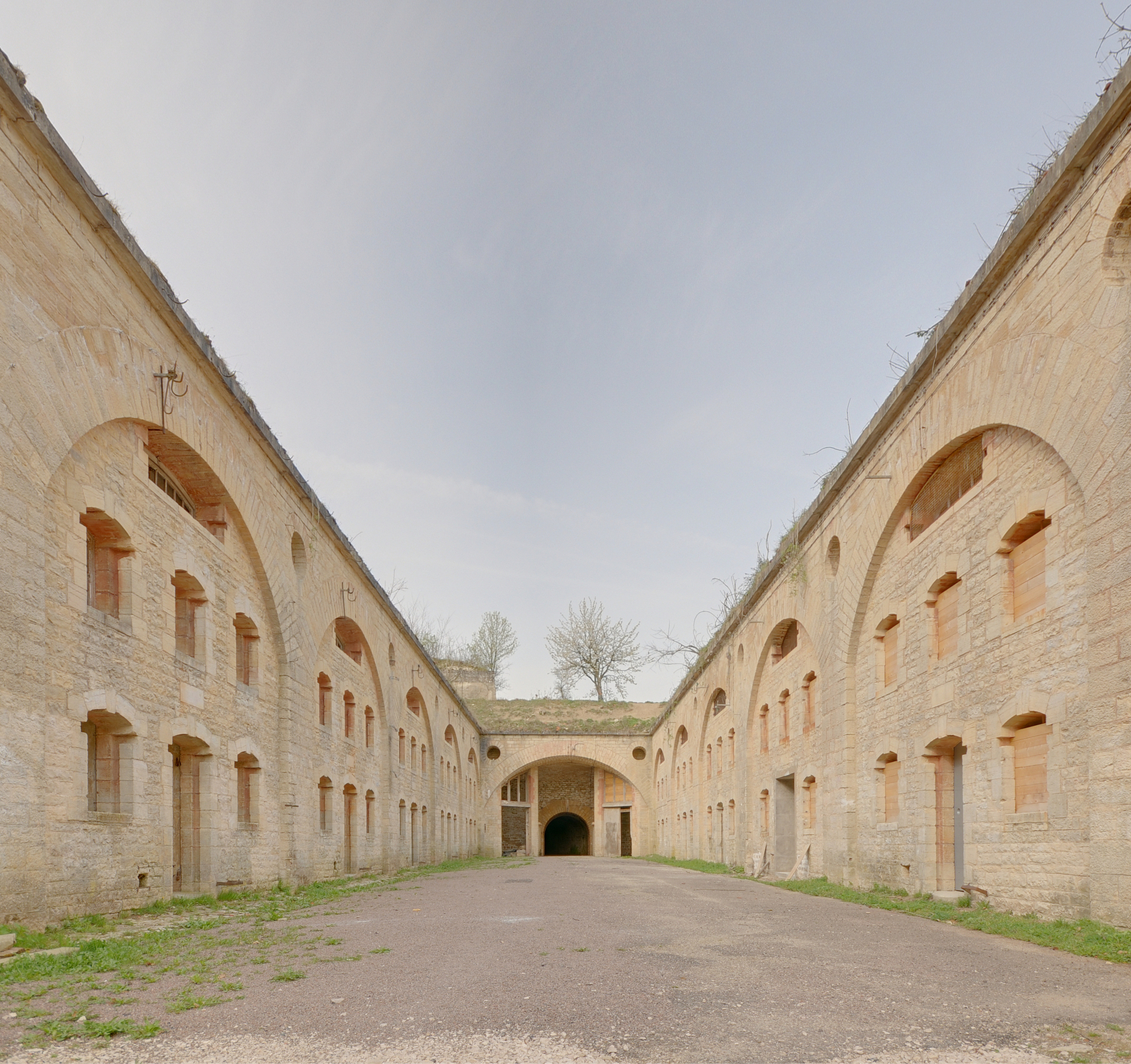
À l'intérieur du fort de la Motte-Giron.

Au lendemain de la défaite de 1870-1871, la ville de Dijon est choisie pour constituer une place militaire de deuxième ligne dans le système défensif « Séré de Rivières », entre celles de Langres et de Lyon, en arrière de celle de Besançon. Un ensemble de six forts ceinture donc l'agglomération dijonnaise entre 1875 et 1883, auxquels s'ajoutent quelques redoutes et batteries mais aussi, à l'intérieur même des limites communales, un arsenal et des poudrières. Jamais véritablement étoffée, cette position n'a pas servi lors des deux guerres mondiales. L'emprise militaire est par conséquent importante sur la commune de Dijon. Au cours des deux derniers siècles, Dijon a abrité plusieurs casernements, dénommés « quartiers » ou « casernes » selon les unités militaires occupantes. Souvent installée à l'origine dans d'anciens monastères du vieux Dijon, puis, à la fin du XIXe siècle et au début du XXe siècle, dans des lieux édifiés spécifiquement, notamment avenue du Drapeau, la garnison dijonnaise a été touchée par la réorganisation contemporaine des armées. À la fin du XXe siècle, la plupart des bâtiments ont été réaffectés à un autre usage. Seule la caserne Vaillant conserve une activité importante. L'état-major, lui, a longtemps été logé dans un ancien hôtel particulier du centre-ville : l'hôtel d'Esterno, rue Monge. L'arsenal, les subsistances (Manutention) et des poudrières intégrées au système défensif de la ville étendaient l'emprise militaire au sud de la commune. La gendarmerie, autrefois hébergée au centre, occupe maintenant le quartier Joffre au nord-est de la commune. Enfin, Dijon possédait un hôpital militaire, nommé Hyacinthe-Vincent, dont l'activité a cessé en 1998.
Depuis 2005, les différents sites de cet ensemble ont perdu leur usage militaire : ils sont pour la plupart en cours de réhabilitation. L'ancienne caserne Heudelet accueille depuis 2005 le siège de Dijon Métropole. Le site de l'ancienne caserne Junot est reconverti en un quartier d'habitation depuis 2007. Sur le site de l'hôpital militaire, dont les bâtiments ont depuis été intégralement rasés, se construit depuis 2012 un nouveau quartier résidentiel entièrement piéton et constitué pour moitié de logements sociaux, pour une habitation prévue en 2015. Les sites militaires de Dijon-Sud entrent quant à eux « dans le cadre d'une étude d'aménagement plus vaste qui verra notamment dans les prochaines années la création d'un écoquartier ».

#### Unités ayant tenu garnison à Dijon
- État-Major de la 8e Région militaire dès 1939[190]
- État-Major de la 15e division d'infanterie motorisée, 1939
- État-Major de la 32e brigade contre-avions, 1939
- 27e régiment d'infanterie, 1906, 1939
- 26e régiment de dragons, 1906
- 1er régiment d'artillerie, 1906
- 48e régiment d'artillerie, 1910
- 108e régiment d'artillerie lourde tractée, 1939
- 602e régiment de circulation routière, 1977 - 1993

### Personnalités liées à Dijon
Au Moyen Âge naît à Dijon Hugues Aubriot (1320-1382), ministre des finances du roi Charles V, prévôt de Paris, constructeur de la Bastille. Capitale du duché de Bourgogne qui atteint son apogée, Dijon est le lieu de naissance des ducs Jean sans Peur (1371-1419), Philippe le Bon (1393-1467) et Charles le Téméraire (1433-1477).
À partir de la Renaissance, vivent et naissent à Dijon d'éminents représentants des arts et lettres et des sciences :
- Jehan Tabourot (1520-1595), chanoine, compositeur et écrivain également connu sous son pseudonyme anagramme, Thoinot Arbeau ;
- Étienne Tabourot dit « Tabourot des accords » (1547-1590), poète, neveu du précédent, une rue de Dijon porte son nom ;
- Jeanne de Chantal (1572-1641), sainte catholique ;
- Pichou (vers 1596-1631), auteur dramatique ;
- Bossuet (1627-1704), écrivain ;
- Thibaud Maistrier (1629-1678), sculpteur ;
- Jean-Philippe Rameau (1683-1764), compositeur, le conservatoire de Dijon porte son nom ;
- Alexis Piron (1689-1773), poète, une rue piétonne de Dijon porte son nom ;
- Marc-Antoine Chartraire de Montigny (1703-1750), trésorier des États de Bourgogne, qui vit et meurt à Dijon ;
- Georges-Louis Leclerc de Buffon (1707-1780), naturaliste né à Montbard et ayant vécu à Dijon, où une rue porte son nom ;
- Charles de Brosses (1709-1777), philologue, un boulevard de Dijon porte son nom ;
- Jacques Cazotte (1719-1792), écrivain ;
- Claude Balbastre (1724-1799), compositeur ;
- Nicolas Frochot (1761-1828), préfet de Paris ;
- Claude Basire (1764-1794), député ;
- Jean-Marie Rousseau (? - 1774), compositeur ;
- Charles Joseph Minard (1781-1870), ingénieur civil, inventeur de l'infographie ;
- Étienne Cabet (1788-1856), socialiste utopique ;
- Virginie Ancelot (1792-1875), romancière et peintre ;
- Aloysius Bertrand (1807-1841), poète — bien que né en Italie, Bertrand a passé sa jeunesse à Dijon et a plusieurs fois célébré la cité dans son Gaspard de la nuit, une rue de Dijon porte son nom ;
- François Rude (1784-1855), sculpteur, une place et une rue de Dijon portent son nom ;
- Bénigne-Claude Délorier (1785-1852), capitaine du Premier Empire, écrivain ;
- Henry Philibert Gaspard Darcy (1803-1858), hydraulicien, ayant entre autres établi la loi de Darcy, auteur du Vocabulaire de la philosophie, la place et le jardin Darcy à Dijon son nommés en son honneur ;
- François Jouffroy (1806-1882), sculpteur ;
- Adolphe Joanne (1813-1881), un temps député de la Côte-d'Or et auteur de Voyage en Icarie, l'inventeur des Guides bleus ;
- Mathurin Moreau (1822-1912), sculpteur ;
- Louis Morel-Retz (1825 - 1899), caricaturiste et illustrateur, connu sous le pseudonyme "Stop".
- Gustave Eiffel (1832-1923), ingénieur, une avenue et un lycée de Dijon portent son nom ;
- Hippolyte Fontaine (1833-1910), industriel, développeur de la dynamo, un lycée technique de Dijon porte son nom ;
- Auguste Moreau (1834-1917), sculpteur ;
- Édouard Paupion (1854-1912), peintre ;
- Maurice Blondel (1861-1949) philosophe ;
- André Lalande (1867-1963), philosophe ;
- Jacques Théodore Saconney (1874-1935), général de division, aérostier et scientifique actif dans les domaines de la photographie aérienne et de la météorologie[DM 16].

Pour la période contemporaine :
- le chanoine Kir (1876-1968), maire de Dijon, le lac artificiel de Dijon et une avenue portent son nom ;
- Luc Dietrich (1913-1944), écrivain et poète, né à Dijon ;
- Roger Guillemin (1924-2024), prix Nobel de physiologie ou médecine en 1977 ;
- Robert Poujade (1928-2020), maire de Dijon et premier ministre de la Protection de la nature et de l’Environnement ;
- Jacques Simon (1929-2015), paysagiste, enseignant et land-artiste ;
- Jacques Frantz (1947-2021), acteur français de doublage, voix de Robert De Niro et de Mel Gibson entre autres.
- Claude Jade (1948-2006), actrice ;
- François Rebsamen (né en 1951) maire de Dijon (2001-2015 et 2015-2024) et ancien Ministre du Travail ;
- Anne Lauvergeon (née en 1959), ancienne présidente d'Areva.

Plus récemment, le journaliste sportif et animateur de télévision Denis Brogniart (né en 1967), l'acteur Alban Lenoir (né en 1980), les musiciens Yves Jamait (né en 1960) et Damien Saez (né en 1977), l'écrivain Julien Roturier (né en 1978), le médaillé olympique de judo Cyrille Maret (née en 1987), l'artiste de musique électronique Vitalic (né en 1976), le vidéaste Xavier Pivot dit Xari (né en 1992), le footballeur Enzo Basilio (né en 1994), l'actrice de films pornographiques Luna Rival (née en 1997) et la joueuse de tennis Loïs Boisson (née en 2003), sont nés ou ont vécu à Dijon.

Personnalités de Dijon
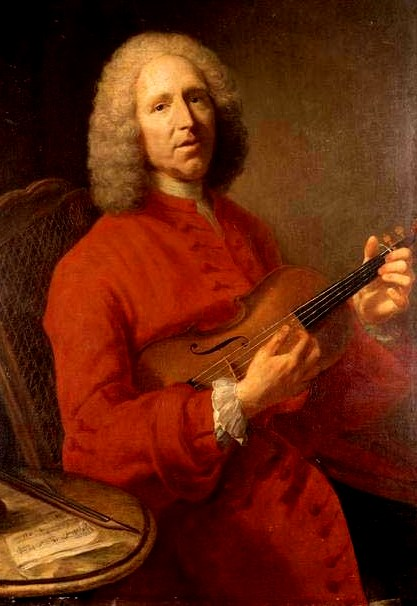
Jean-Philippe Rameau (1683-1764), compositeur, musée des Beaux-Arts de Dijon.
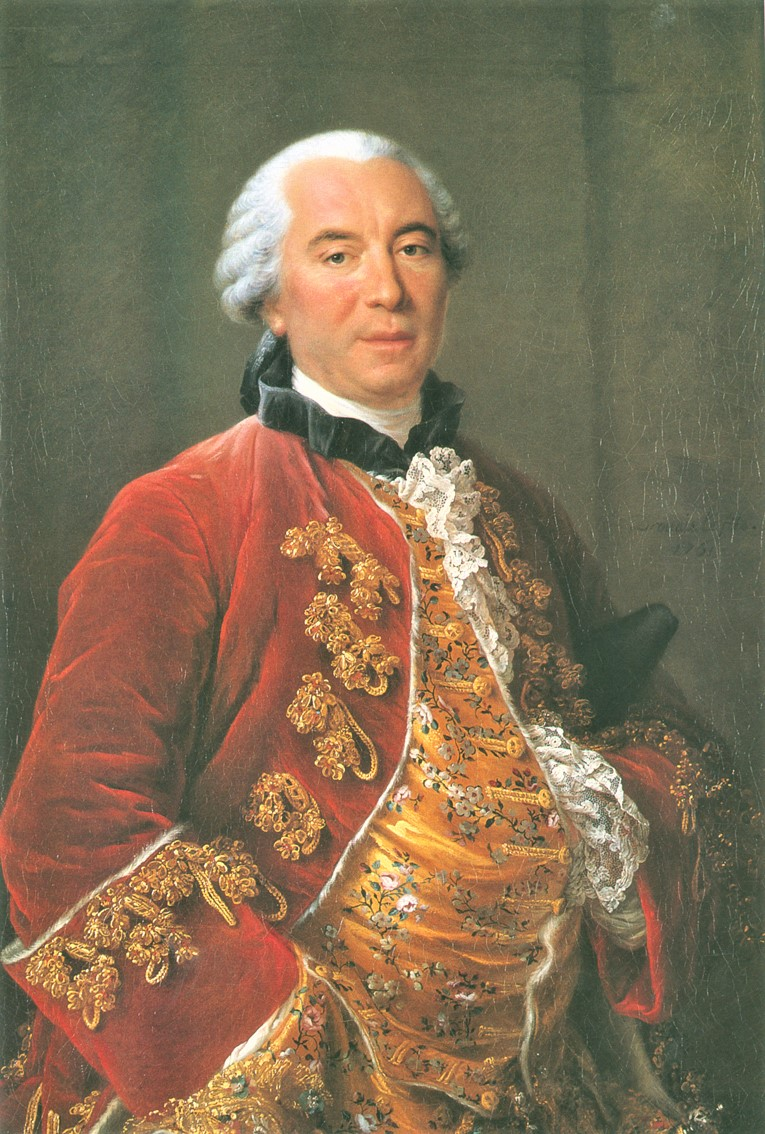
Buffon (1707-1780), naturaliste né à Montbard et ayant vécu à Dijon.
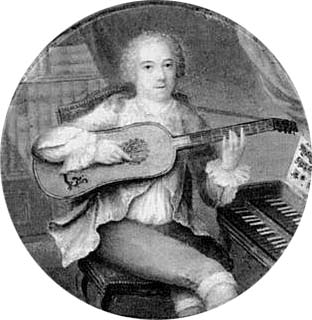
Claude Balbastre (1724-1799), compositeur et organiste, qui étudia avec Claude Rameau.
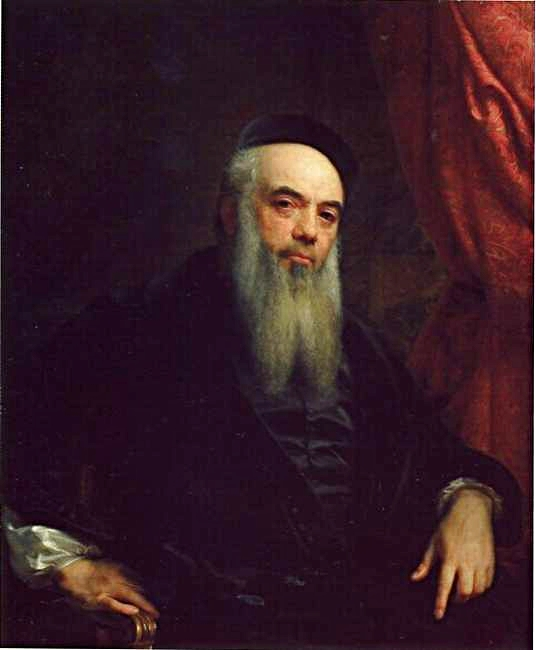
François Rude (1784-1855), sculpteur.
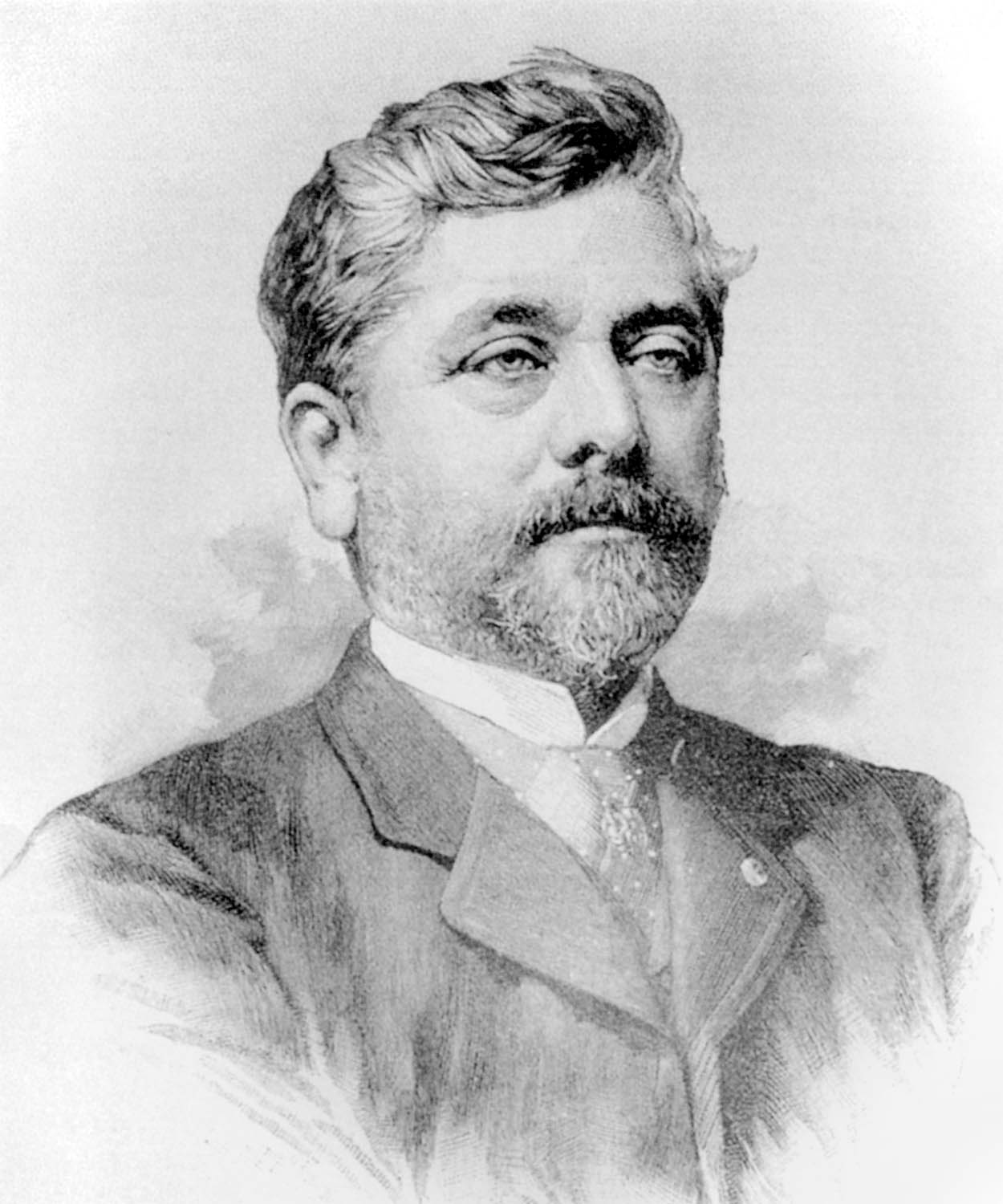
Gustave Eiffel (1832–1923), ingénieur et industriel.
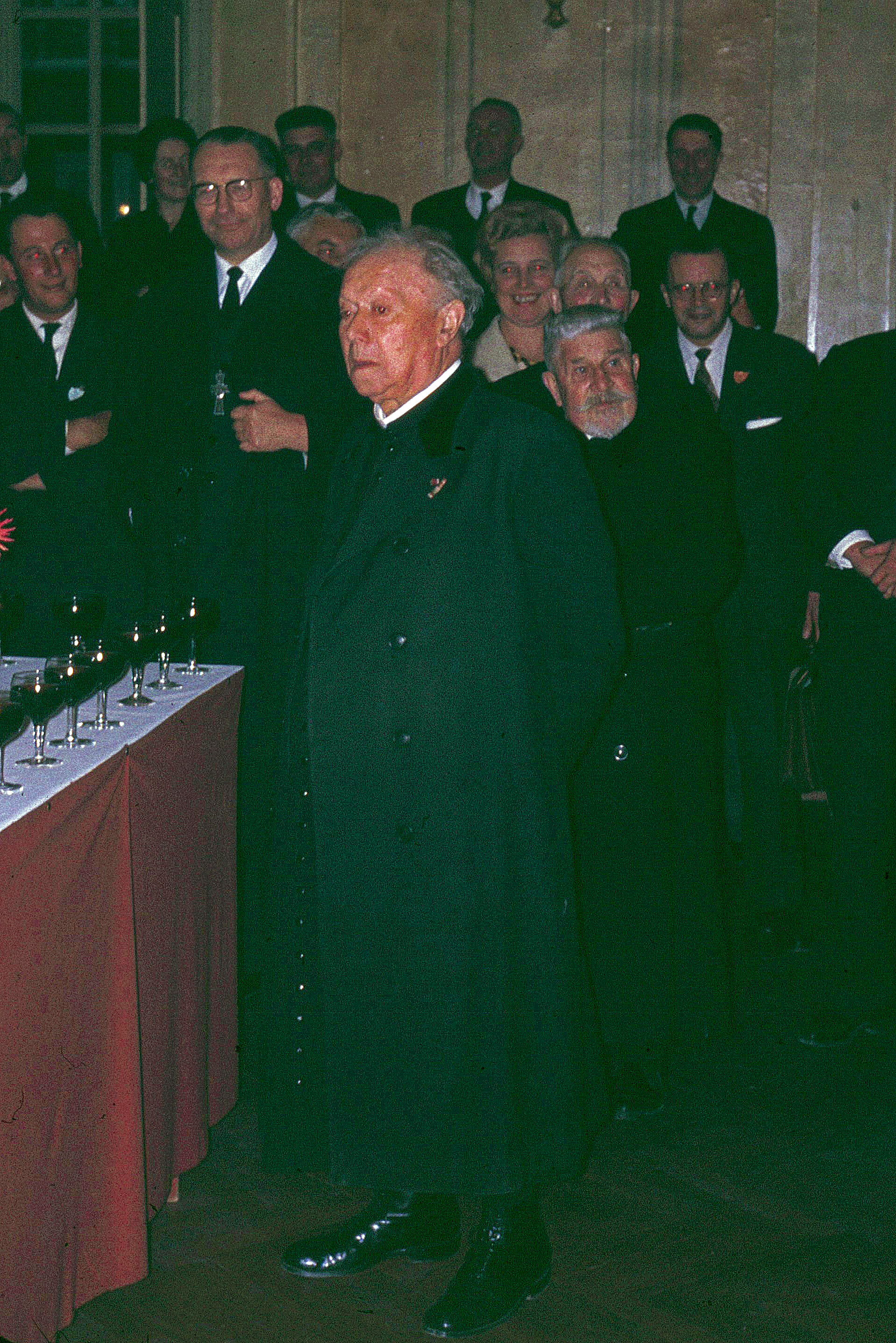
Félix Kir (1876-1968), chanoine et homme politique.
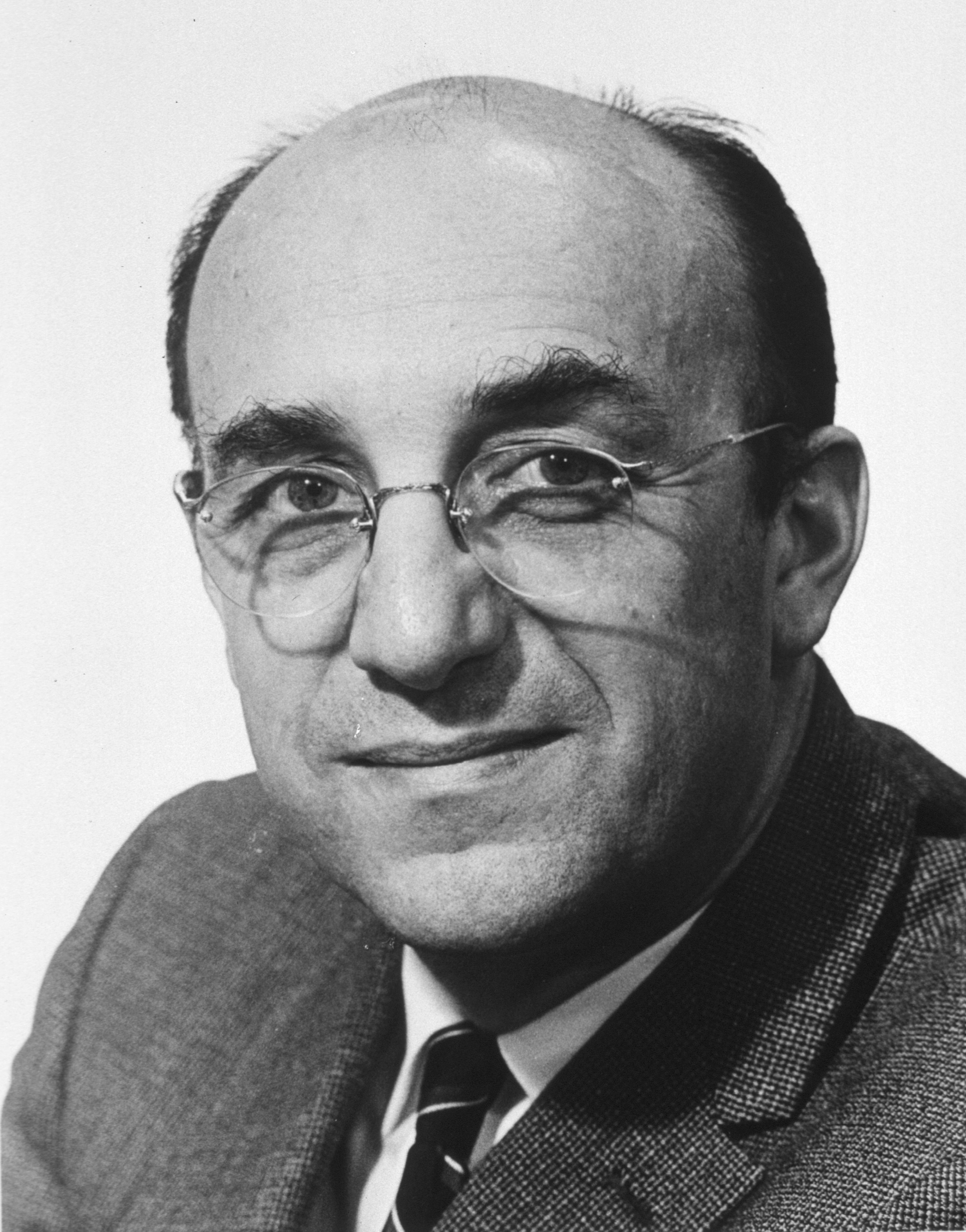
Roger Guillemin, médecin vers 1975.

### Héraldique
| Blason | Blasonnement : De gueules, au chef parti : au 1er d'azur semé de fleurs de lis d'or et à une bordure componée d'argent et de gueules, au 2e bandé d'or et d'azur de six pièces et à une bordure de gueules. |

Les armoiries de Dijon ont évolué au fil du temps. Jusqu'en 1391, elles étaient de gueules plain. À cette date, le duc de Bourgogne Philippe le Hardi y fait ajouter le chef aux couleurs du duc de Bourgogne. Les armoiries sont abolies sous la Révolution. Sous le Premier Empire est attribué à Dijon un nouveau blason : Parti : au 1er d'azur, au cep de vigne d'or, à la bordure componée d'argent et de gueules, au 2e bandé d'or et d'azur, à la bordure de gueules, au chef de gueules chargé de trois abeilles d'or qui est des bonnes villes de l'Empire. Sous la Restauration, la ville reprend ses armoiries d'avant 1789. Lorsque Dijon reçoit la Légion d'honneur le 21 mai 1899, des mains du président de la République Émile Loubet, la croix, sans ruban, est ajoutée dans le champ de gueules. Depuis 1962, la décoration est placée sous le blason, réinstaurant à nouveau les armoiries de l'époque de Philippe le Hardi.

Armoiries de Dijon jusqu'en 1391.
Armoiries de Dijon de 1391 à 1789.
Armoiries en vigueur sous le Premier Empire.
Armoiries en usage de 1899 à 1962.